# 新城市廣場
新城市廣場（英語：New Town Plaza）是香港其中一座大型的商場，位於新界沙田區沙田市中心，由新鴻基地產發展，並由旗下的新鴻基工程有限公司設計、旗下的明輝建築承建，再交由旗下的啟勝管理服務管理，項目共分3期和新城市中央廣場，於1984至1991年分期落成，其中商場面積超過139,400平方米，並且包括5幢住宅樓宇、3幢商業大廈、1間酒店及新界區規模最大的戲院大樓。項目一直由新鴻基地產以「富棠置地有限公司（Fu Tong Investment Company）」名義擁有業權。

## 歷史

### 八十年代

新城市廣場一期中庭內的音樂噴泉為全港首個音樂噴泉（1989年），商場當年以不同顏色來代表不同的樓層，直到1992年翻新後改為簡约裝修，音樂噴泉最終於2003年9月拆卸，之後遷至七樓平台花園（Starry Garden）

新城市廣場地皮於1980年8月推出，僅供持換地權益書地產商競投，最終於1981年1月由新鴻基地產投得。
最初新城市廣場在1984年建成時，沙田火車站剛剛完成電氣化，那時沒有人在此開店。因此新鴻基地產四出尋找各有名氣的日本主流百貨公司到來經營，但都被拒絕，拒絕原因是沙田處於近郊位置，人口偏低 。新鴻基地產後來終於找到日本一家規模不大的百貨公司──八佰伴，八佰伴當時以最低每月$10/平方呎，10年期合約，於新城市廣場開業，是八佰伴首次踏入香港市場，亦在此發展成之後十多年的百貨王國，使八佰伴國際總公司從日本搬移到香港。出租近半個新城市廣場給八佰伴不久，因鐵路電氣化而在此興建現在的沙田車站，開通後人流大增，部分人笑言當時新城市廣場的商鋪即使賣垃圾貨色的都可以發達，使新鴻基地產和八佰伴因投資新城市廣場累積不少資金。當年商場平均租金水平為每呎9元至50元，於1984年12月3日對外開放。到1985年1月30日舉行開幕典禮。
1985年5月11日，由日本大阪進軍香港的英王麵包集團旗下的麵包西餅店、咖啡店及餐廳等於新城市廣場第一期L1層開設全香港首間分店。英王麵包集團旗下品牌至今在新城市廣場已經有數十年的歷史。
而商場當年亦以多個特色景點吸引遊人參觀，包括地下的羅馬噴泉、3樓的音樂噴泉、橫跨5至7樓外牆的人工瀑布，以及位於3樓、5樓、7樓及9樓的花園平台。
八佰伴百貨於80年代開幕時，是新城市廣場最大的租戶，當時共租用4樓層的部份店舖：
- L1（之前Food Parc及現時美食廣場位置）：為八佰伴超級市場，美食廣場及展銷場
- L2（即現時Citysuper位置）：為家庭用品及電器用品
- L3（即現時Bally直至Zara整個極大範圍）：包括女裝，年青服飾，童裝及玩具部
- L4（即現時Chocoolate、i.t.位置）：男裝及運動服裝；而現時Apple Store位置，則為以前八佰伴租予商務印書館之圖書廣場

### 九十年代

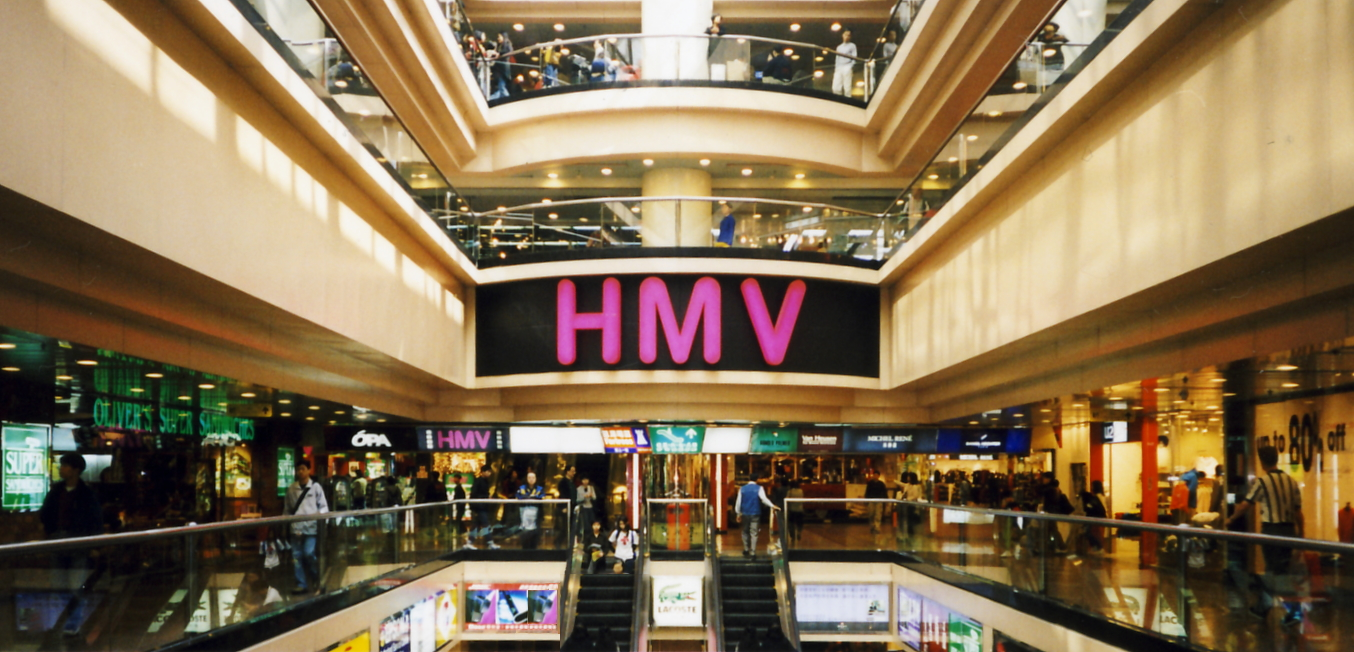
1998年新城市廣場中庭，當中HMV更是當時商場主要租戶之一

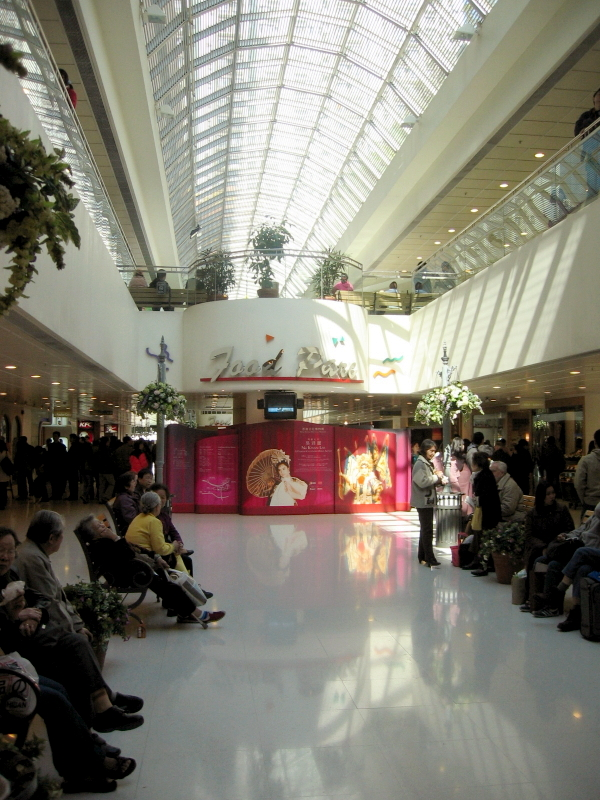
1998年1樓翻新後的Food Parc，中庭通道擺放了柱飾和木椅。（2005年拍攝）

1991年，新城市廣場第三期落成。為了統一整個商場設計，因此商場業主首次全面翻新新城市廣場第一期，包括全面翻新及更換各樓層的天花板、指示牌、中庭外牆、洗手間和喉管設備，工程於1992年11月完成。此外，商場內的羅馬廣場進行安裝冷氣工程，於1樓及2樓位置安裝冷氣系統，並且在3樓外牆用玻璃密封，使該處更涼快。
1991年，八佰伴無法續租商場4樓北座範圍，原址在1992年分柝為多間店舖，命名為「時尚圈」Trendy Circle。同年，商場2樓香滿樓海鮮酒家結業，分拆為多間精品店及商務印書館，命名為「文娛閣」。
直至1994年9月，新鴻基地產只續租1樓及2樓予八佰伴，八佰伴遂將沙田店重新規劃，將男女童服裝合併並設於2樓現時citysuper位置，而現時logon位置則為家品及文儀用品部，商場1樓則保持為超級市場及美食廣場。至於電器部門則由1995年開始取消。3樓北座範圍則分拆為多間店舖，南座範圍則變更為佔地15,000呎的馬莎百貨。4樓南座範圍則變更為數間零售店，其中包括佔地6,000呎的Theme時裝店。
另一方面，3樓展覽廊的天井進行改建工程，只有中央的天井得以保留，兩則的天井因滲水問題嚴重，則採用假天花密封，並且在外牆安裝燈糟。至於同層音樂噴泉附近的16棵棕櫚樹亦夷為平地，留下了雲石圖案作為記號。
1996年，商場4樓「時尚圈」Trendy Circle位置部份範圍改建為沙田HMV及馬獅龍。另一方面，新建了一條通道連接「時尚圈」範圍，方便沙田廣場居民進出新城市廣場。
1997年，為配合UA沙田進行擴建工程，商場地下戲院廣場原有的噴水池及花糟被迫拆卸，同時UA沙田進行首次翻新工程，工程於同年10月完成。此外，商場內大部份走火通道指示牌更換為新的樣式。
1998年，1樓至2樓共約90,000平方呎八佰伴舊址重新裝修後劃分為17間店舖，面積由200餘至近20,000平方呎，租戶以飲食和家居生活店為主，並設有大型超級市場、電器用品店和書店。翻新後的樓面以清雅西式園林佈置為主，中庭通道擺放了植物花卉，以及雅緻柱飾和木椅，加上原有大型玻璃天幕，營造寫意氣氛。
1999年2月，商場地標之一羅馬噴泉拆卸，以騰出更多空間作為展覽用途，有關工程在同年6月完成。

### 2000年代

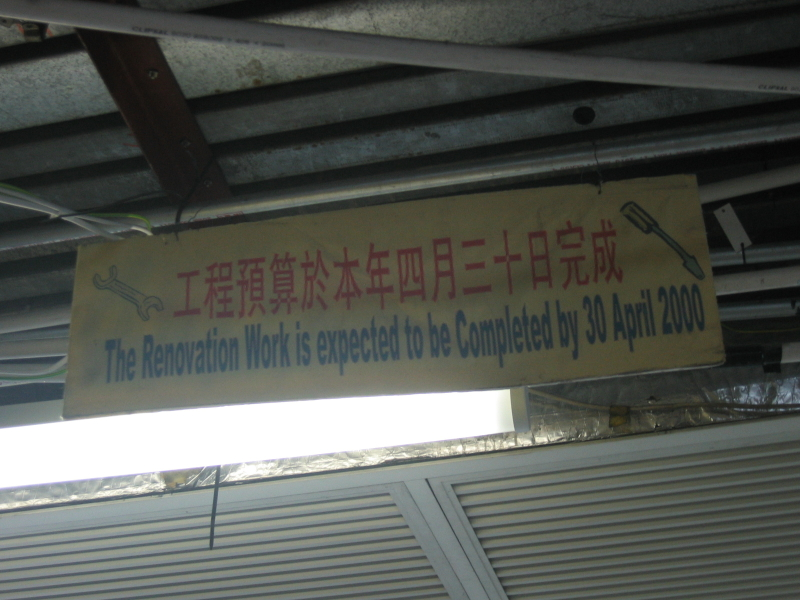
2000年進行「現代化」工程的標點

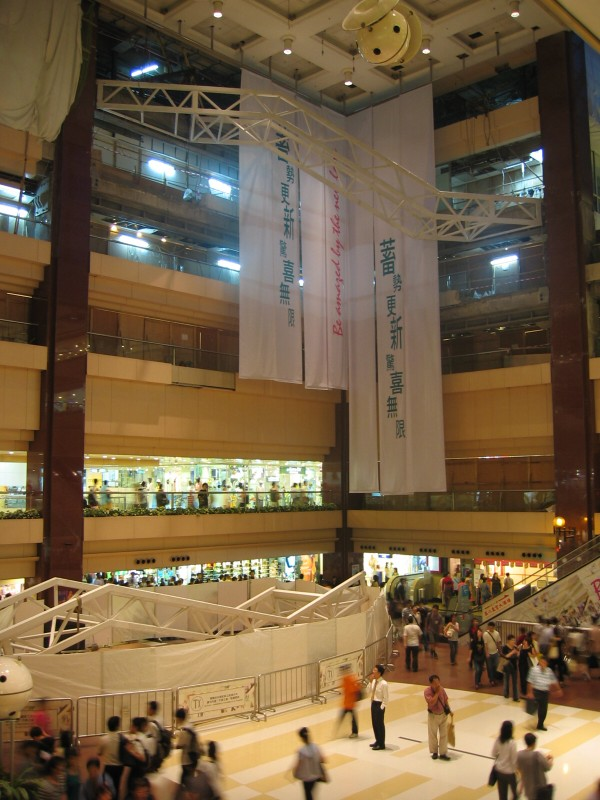
2004年增建扶手電梯工程

2000年2月，商場3樓東翼平台網球場舊址興建史諾比開心世界，並且在同年9月1日開幕。為了提高知名度，商場3樓更設多個以花生漫畫為主題的指示牌及主題走廊，有關的指示牌及裝飾已在2006年的全面翻新工程中被拆卸。
史諾比開心世界開張初期人流不俗，因此商場業主曾打算將商場5樓及7樓平台改建為主題公園，並且在2001年至2002年準備改建5樓平台。不過後來史諾比開心世界吸引力減少，有關計劃被擱置。
在2000年至2002年年中，商場業主為增加商場價值，因此商場內部份設施進行「現代化」工程，包括翻新各樓層的天花板、地台、外牆及洗手間，並且為北座商場東翼及西翼外牆進行簡單翻新工程。
2003年，為了配合中央政府開放「自由行」和香港經濟復起，故新地在2003年8月正式公佈耗資3億元全面翻新沙田新城市廣場第一期。然而，商場著名景點音樂噴泉因翻新工程而被迫在同年9月初拆卸。在2003年11月開始，商場中庭進行分階段增建扶手電梯工程。接着在2004年6月開始，商場8樓率先進行全面翻新工程，原有的租戶不是被迫結業，就是遷往其他地方繼續營業。稍後在2004年至2006年的樓層翻新工程，雖施工地點雖已用木板圍封，但到處沙塵滾滾，使商場的空氣變得污濁，也產生了大量建築廢料。商場翻新後，大部分店舖均是以中高檔名店為主，但部分名店因生意額欠佳，最終被迫結業。
2009年8月，新城市廣場開設官方facebook粉絲群組。

### 2010年代
2012年9月，為配合漸多往來中、港的商人定居新界，沙田及新界區居民消費力提升，故新地引進多個可負擔得起的奢侈品牌。包括15個國際知名時裝品牌，及5個年輕品牌。而2013年第二季有數個美國品牌開複式舖，當中包括GAP、Victoria's Secret、Michael Kors及Brooks Brothers。
2013年，商場以時裝、食肆商戶較多，其中時裝商戶平均租金水平為每呎100元至150元，續租租金增幅達11%至18%。
2015年，商場落成30週年，唯地標之一音樂噴泉於年初停止表演，改成噴水池，開業超過30年的麥當勞在4月中結業。開業20年的馬莎因不獲續租於11月初結業。有街坊形容，現時的商場「只是一個通道。」
2016年6月30日，馬莎舊址開設Apple Store，面積約為1.7萬平方呎，採用第二代Apple Store設計，加入了「The Avenue」、「The Forum」等新元素。
2017年，引入更多長期及短綫的餐飲租戶，如甜品店Lady M、日本京都抹茶店中村藤吉、本地精品咖啡店Elephant Grounds等。場內的行人通道亦設期間限定店，可租賃樓面維持約4,000方呎，涉及5至6個舖位，租期兩至三個月。
2018年，伴隨不少港人成長的UA沙田戲院將於6月6日正式結業。MCL院線以MOVIE TOWN品牌進駐。到12月內地飲品品牌「喜茶」首間香港分店開業，排隊長龍逾5小時。
2019年7月14日，沙田市中心一帶進行反對逃犯條例修訂草案遊行，晚上大量示威者進入商場，並欲前往港鐵沙田站，其後大批防暴警察進入商場驅趕示威者並爆發激烈衝突。自此之後商場成為反修例運動中其中一個集會地點和設置連儂牆的地方。2019年11月中，管理公司聘請多名身穿黃衣的南亞裔外判保安維持場內秩序。其後的反修例運動，警方多次進入商場引發衝突，多人被捕。

### 2020年代

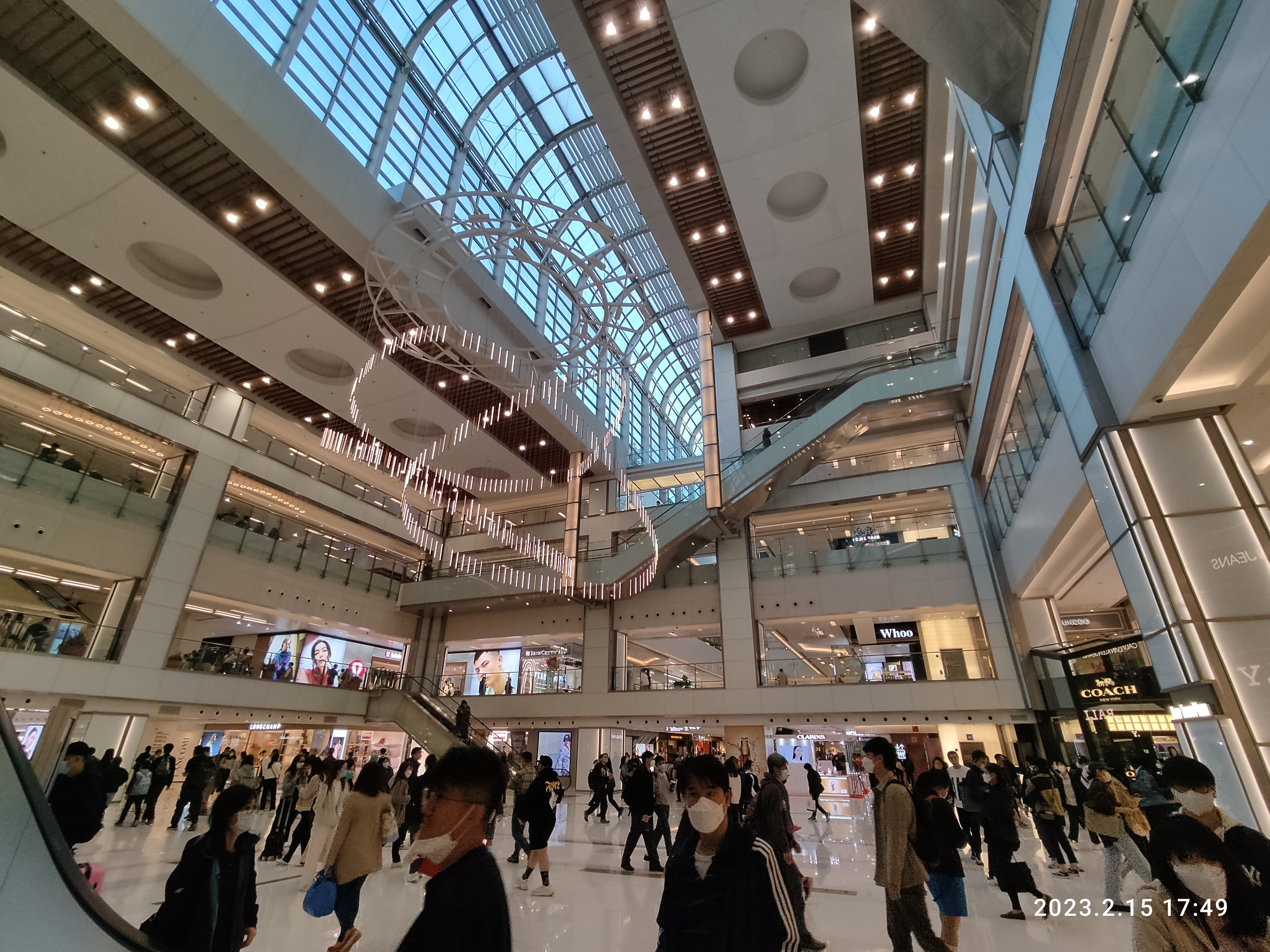
商場中庭在2022年完成翻新後，大電視已被移除，原玻璃燈箱位置變為白色板，而假天花的LED亦已經停用

2020年1月起，管理公司在商場各樓層加裝鐵欄，令遊人置身籠牢般。由於反對逃犯條例修訂草案運動和2019冠狀病毒病，有租戶也選擇不再續租商場，現時有少量舖位空置中。
2020年5月1日，有網民發起晚上7時半在新城市廣場中庭舉行「和你唱」活動。商場外有大量警車和大批防暴警察戒備。在傍晚6時許，已有市民在不同樓層高叫口號及展示標語。但其後有多名刑事偵緝處警員進入4樓截查9名市民，引起圍觀人士不滿。警員離開後，有尾隨的市民不滿警員無理截查。警員警告在場人士涉辱警。而中庭的市民再次高叫口號，活動秩序大致良好。到晚上7時許，近500名防暴警察很快衝入商場多個樓層，並以違反「限聚令」為理由驅趕和截查市民，令商戶需要落閘。警方佔領商場的行動也讓市民和區議員批評不合法不合理。警方公布全日在商場內有11人被發出「限聚令」告票，其中公民黨「霸氣哥」兩度遭警員票控。新城市廣場服務處發言人指，管理處並無主動報警，強調警方完全有權進入商場執法。但沒有回應警方進場前有否知會商場負責人。
2021年1月底，地下戲院大樓對出的空地改為佔地2500呎的「寵物同樂園」。同年3月，開設36年的利苑酒家因租約期滿而結業，不少食客對搬遷感到惋惜，特別是該店是新城市廣場自1984年開業至今唯一沒有搬遷的商店。到同年11月28日復業。
2022年1月底，已經消失7年的麥當勞重新在商場開業。同年2月，日本藥妝店松本清宣佈進駐原American Eagle2樓及3樓位置，並於5月18日開業。另外，歡樂天地相隔二十多年捲土重來，將於12月15日在地庫開業。商場亦會引入寵物友善餐廳Woofy。而商場中庭翻新後，大電視已被移除，原玻璃燈箱位置變為白色板, 每一層都加起了樓層指示天花裝飾。
2022年6月，發展商公佈5樓平台佔地逾3.5萬平方呎的戶外空間改進為恐龍公園 Dino Park，於2023年10月1日對外開放。發展商指商場今年有40個新商戶進駐，現時出租率達100%，人流及生意額已回復疫情前水平。2024年第一季度翻新商場3樓至7樓戶外空間。有40年歷史的音樂噴泉已經在5月被刪除。
2024年，商場開設多間來自中國內地的知名餐廳，包括深圳潮汕菜「陳鵬鵬」，「探魚烤魚」和來自潮汕的「八合里牛肉火鍋」。同年8月底，時裝店H&M結業。來自美國的服裝品牌Abercrombie & Fitch (A&F)和旗下的Hollister將在同年第4季開業。

## 第1期
新城市廣場第1期，位於沙田正街18–19號，在1984年11月落成，同年12月3日對外開放，並且在1985年1月30日正式開幕，商場分成南北兩翼。中間有3條寬闊的行人天橋連接南北兩翼，並連接東鐵綫沙田站及連城廣場。

### 南翼
南翼分為地面5層及地底2層。

#### 高層及底層地庫
根據新城市廣場地契，列明高層及底層地庫需添置康樂設施供公眾享用，如滾軸溜冰場、保齡球場、桌球室等來滿足附近居民需求。因此在80年代至90年代初為賓仕娛樂中心，每層佔地近7,000平方呎，包括桌球室、保齡球場及滾軸溜冰場。到了1997年改建為遊戲機中心、美國冒險樂園及UA 7-10院線。在2006年，為配合UA戲院大樓重建工程，位於底層地庫的院線進行小型翻新，並且縮減為2間院線。高層地庫同樣在1999年改建為「東京新幹線」設15 間時尚特色商戶，為年青人為對象的主題樓層。此外，高層及底層地庫設有大型停車場，附近位置設有6部升降機往商場高層。在2007年起停車場範圍進行翻新，樓底由185厘米增高至195厘米，並且為東翼停車場大堂進行改善工程，包括新增四條扶手電梯由1樓連接高層及底層地庫、將兩部升降機連接到底層地庫及擴建停車場大堂，工程於2008年7月完成。
2008年10月起，除了UA外，商場LB及UB層所有店舖已結業，並且封上圍板，進行翻新工程。但截至2018年6月下旬，仍沒有任何工程進行。同年6月，發展商表示地庫前UA戲院逾3萬方呎樓面計劃重置為配合家庭娛樂的體驗工作坊，原預計2019年底完工，但工程進度緩慢。到2022年6月，發展商公佈地庫兩層命名Play Park，投資額達1.5億元，在9月30日對外開放。LB層設首度引入，來自新加坡兒童室內遊樂場Kiztopia，佔地11,000平方呎。同層亦設佔地6,700平方呎的兒童主題體驗館Yum Me Play、9,000平方呎的歡樂天地、小小科學超人、手工織品店0.9144M、玩柅LaserPlay和art and hand；而LB層設密室逃脫LOST、The Monster Lab、兒童藝術教室Sumo x Artco、藝術創作空間The White Box by Little Prince Art及柏斯音樂等。

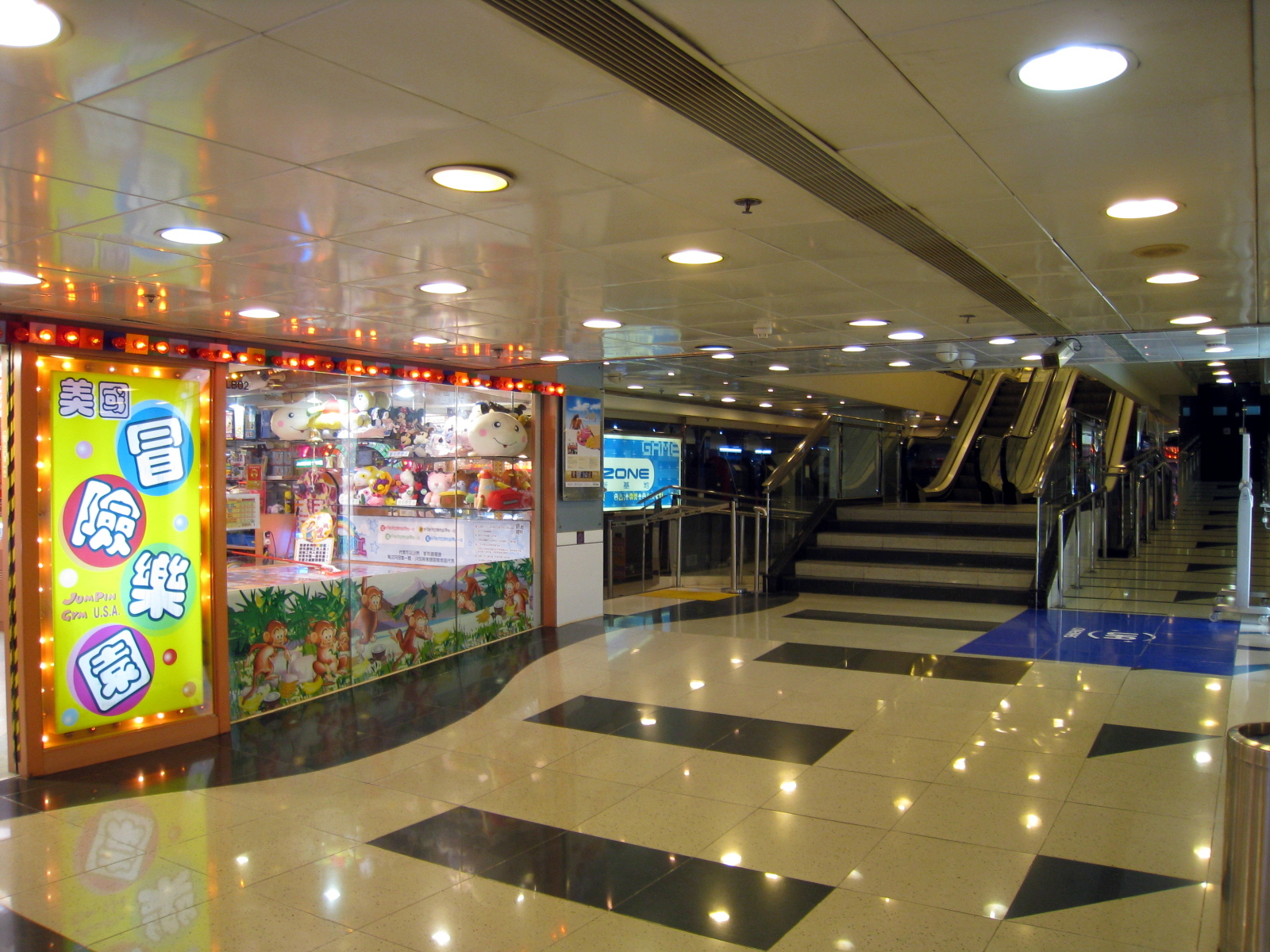
翻新前的商場LB層（2008年）
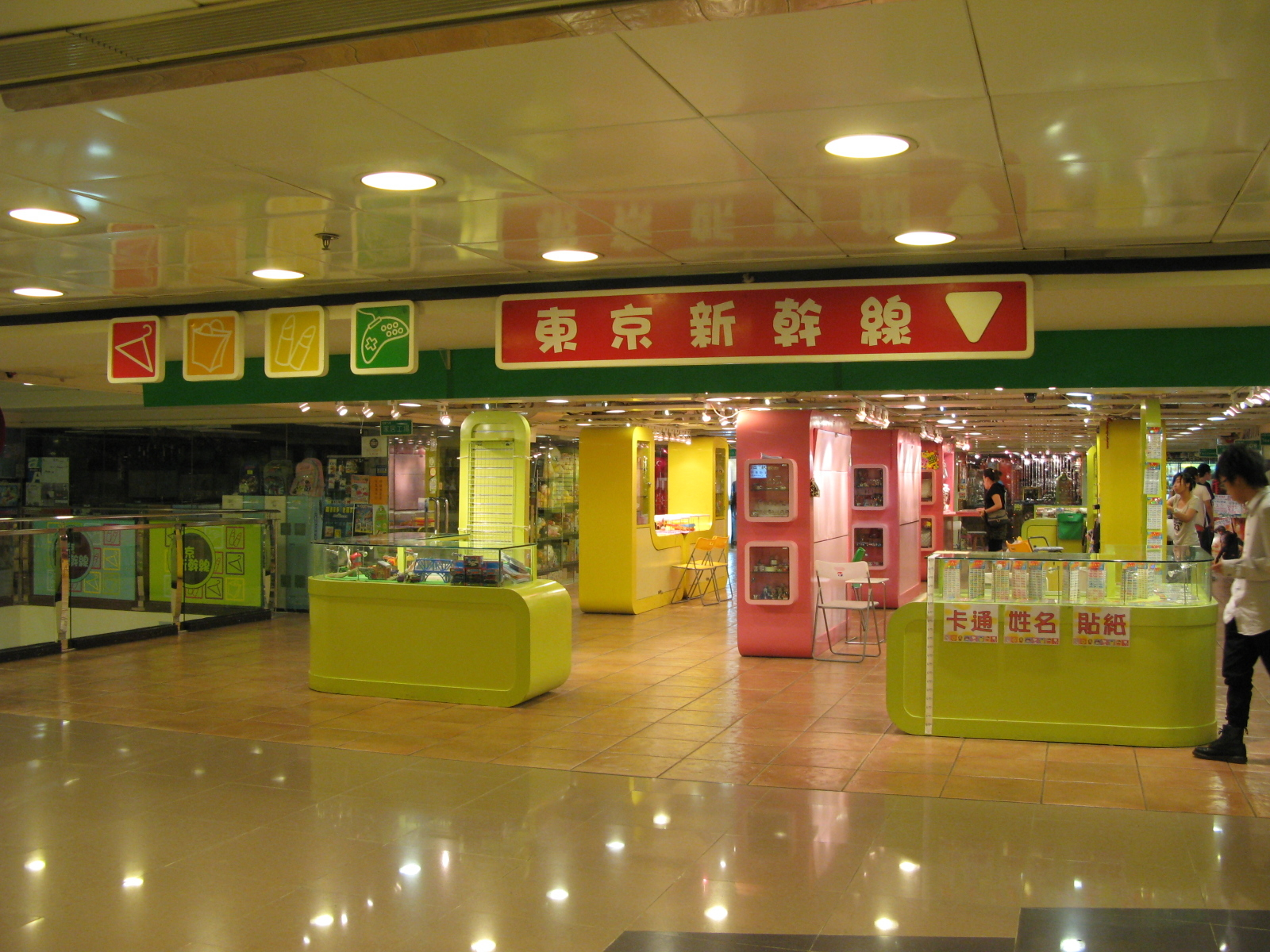
翻新前商場UB層「東京新幹線」（2008年）
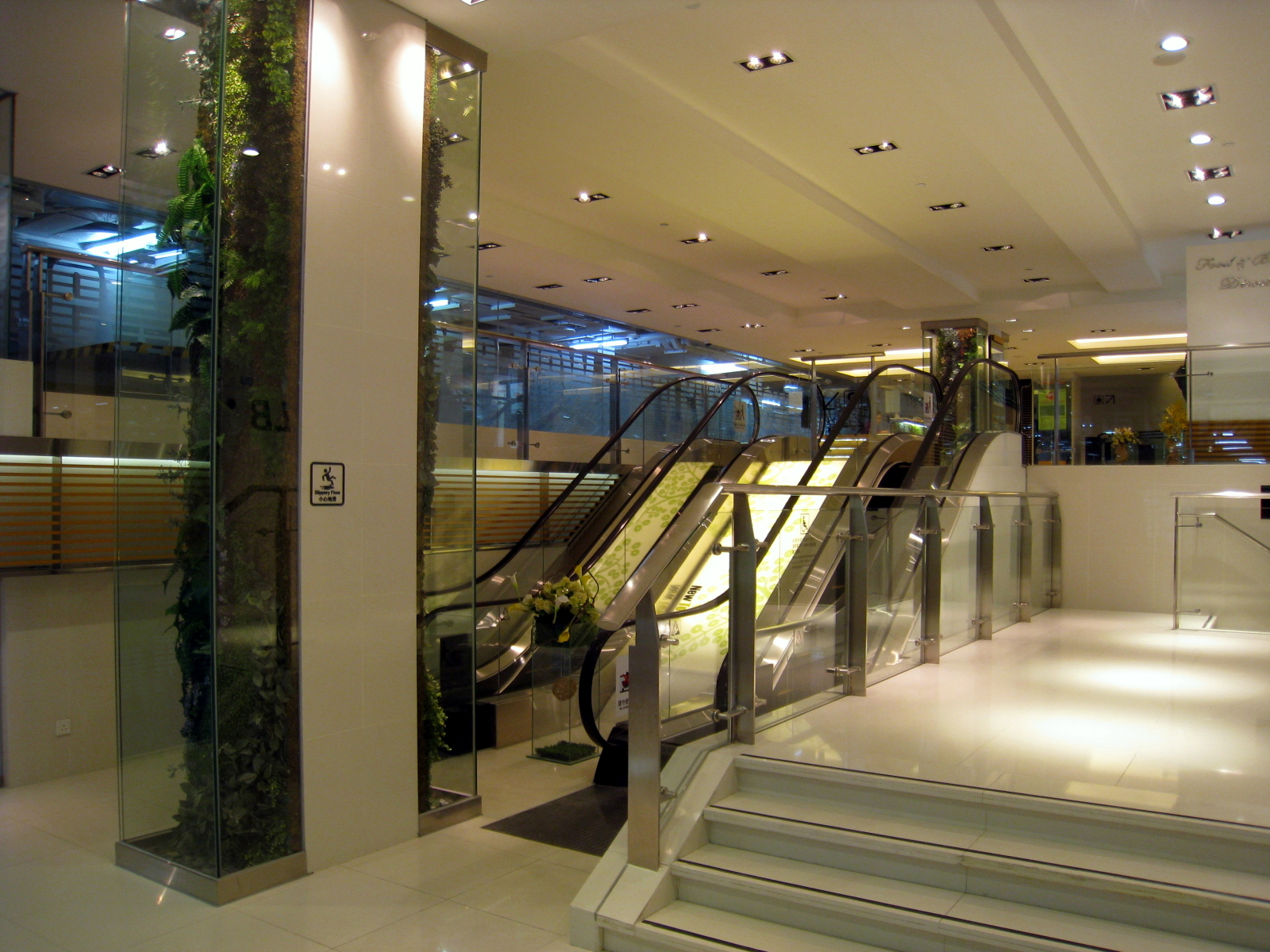
新城市廣場高層地庫於2008年翻新後加設停車場大堂
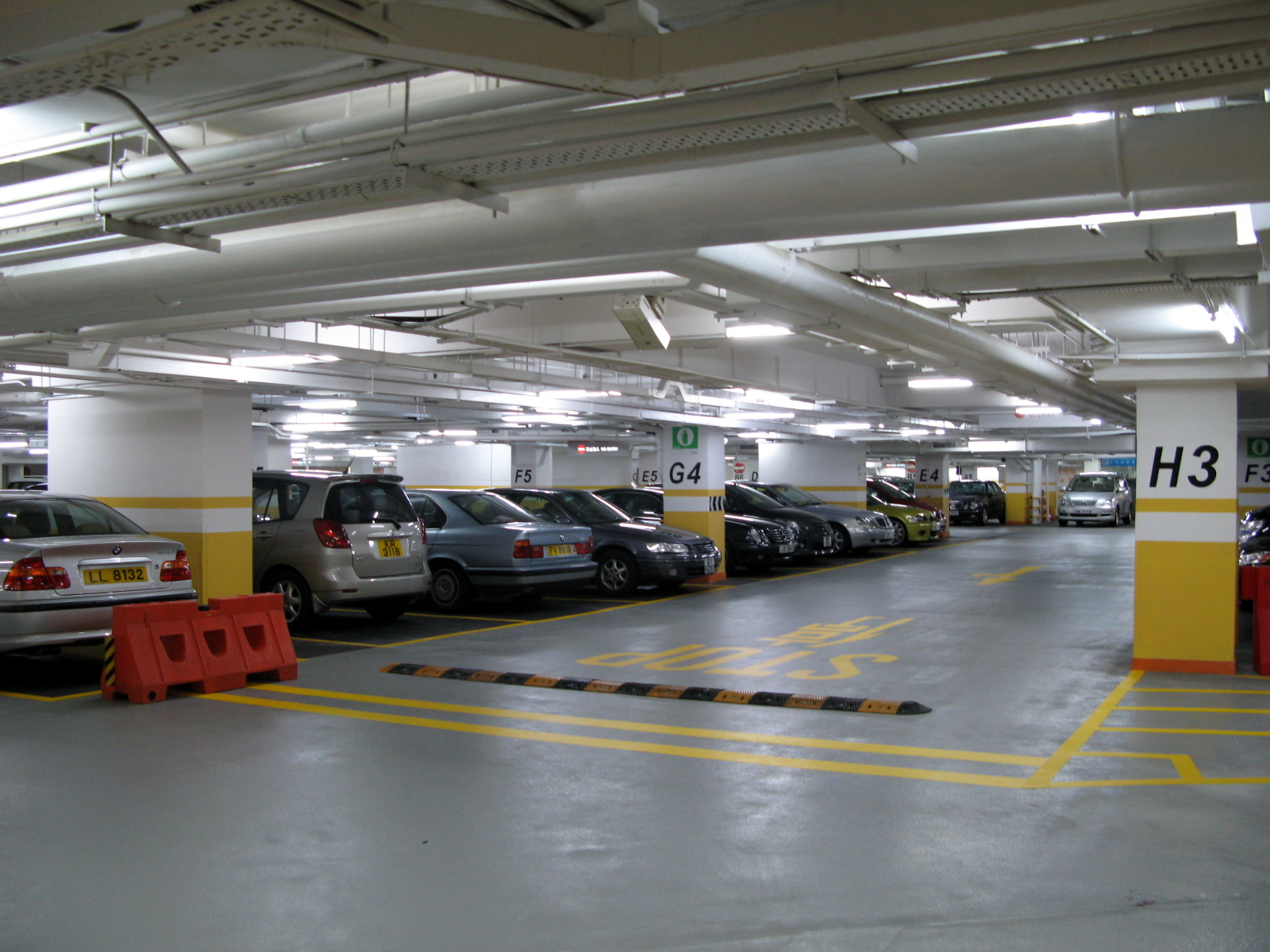
新城市廣場高層地庫停車場
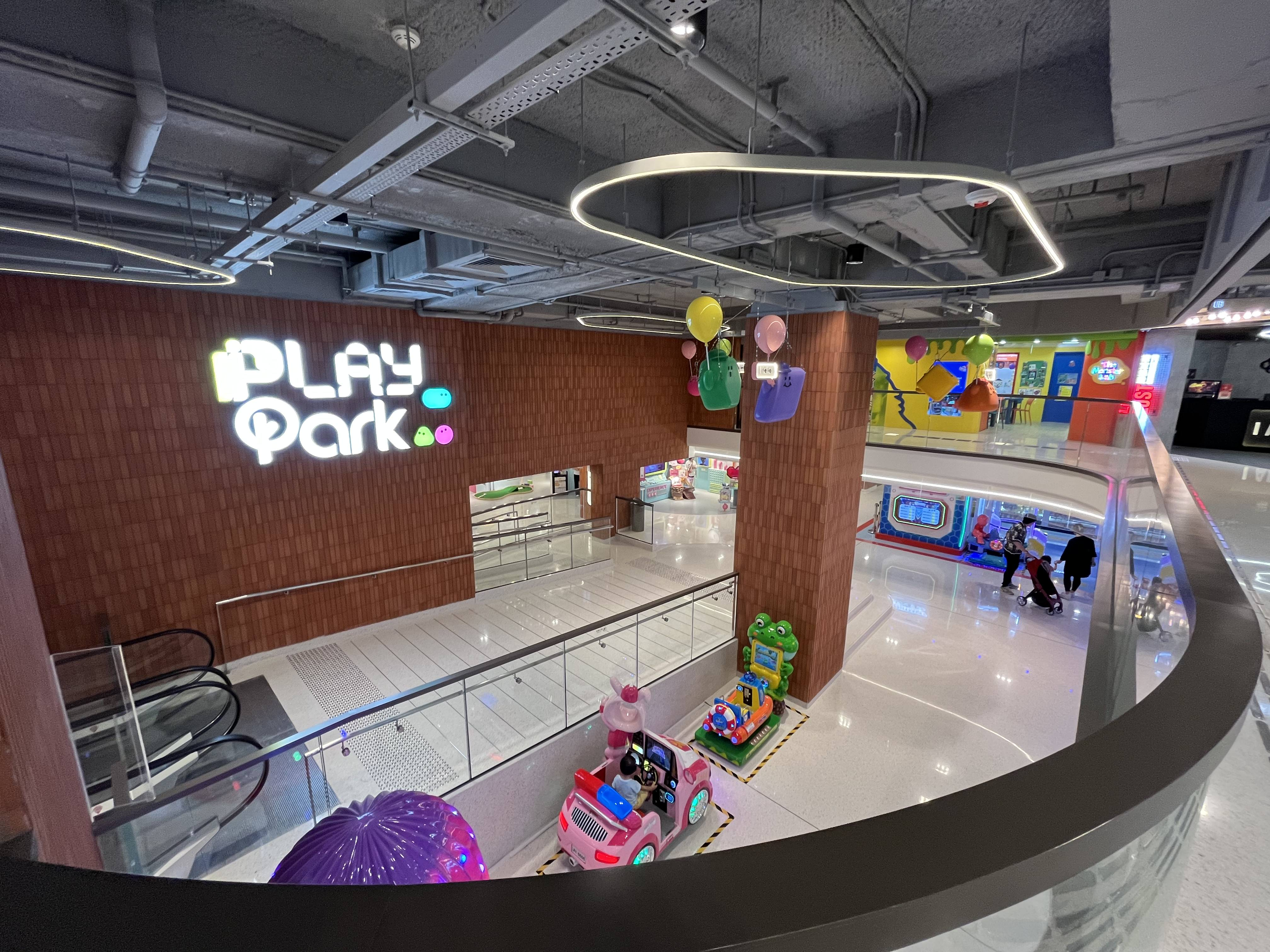
商場LB及UB層Play Park（2023年）

#### 1樓

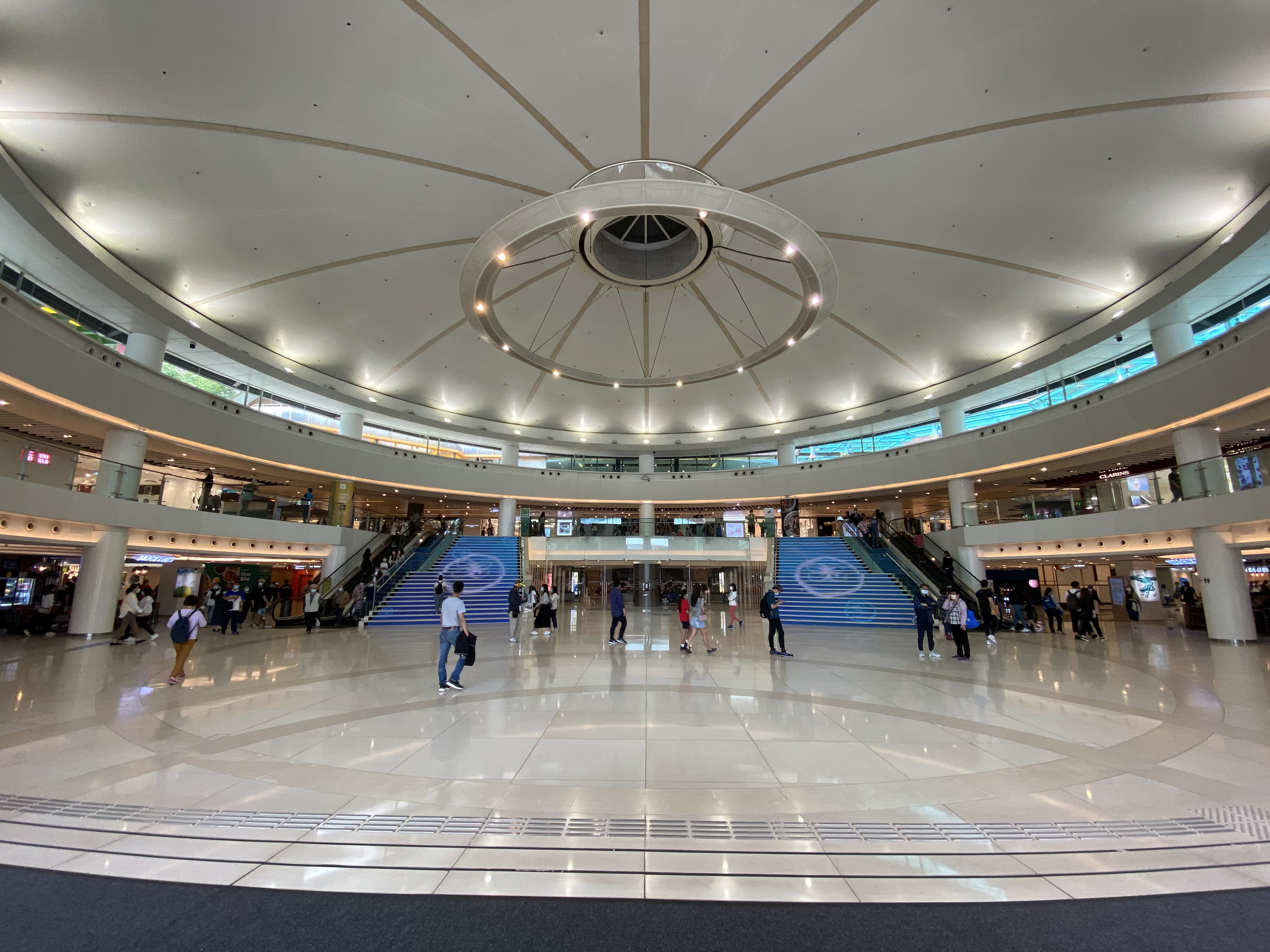
2007年翻新後的羅馬圓型獻技場

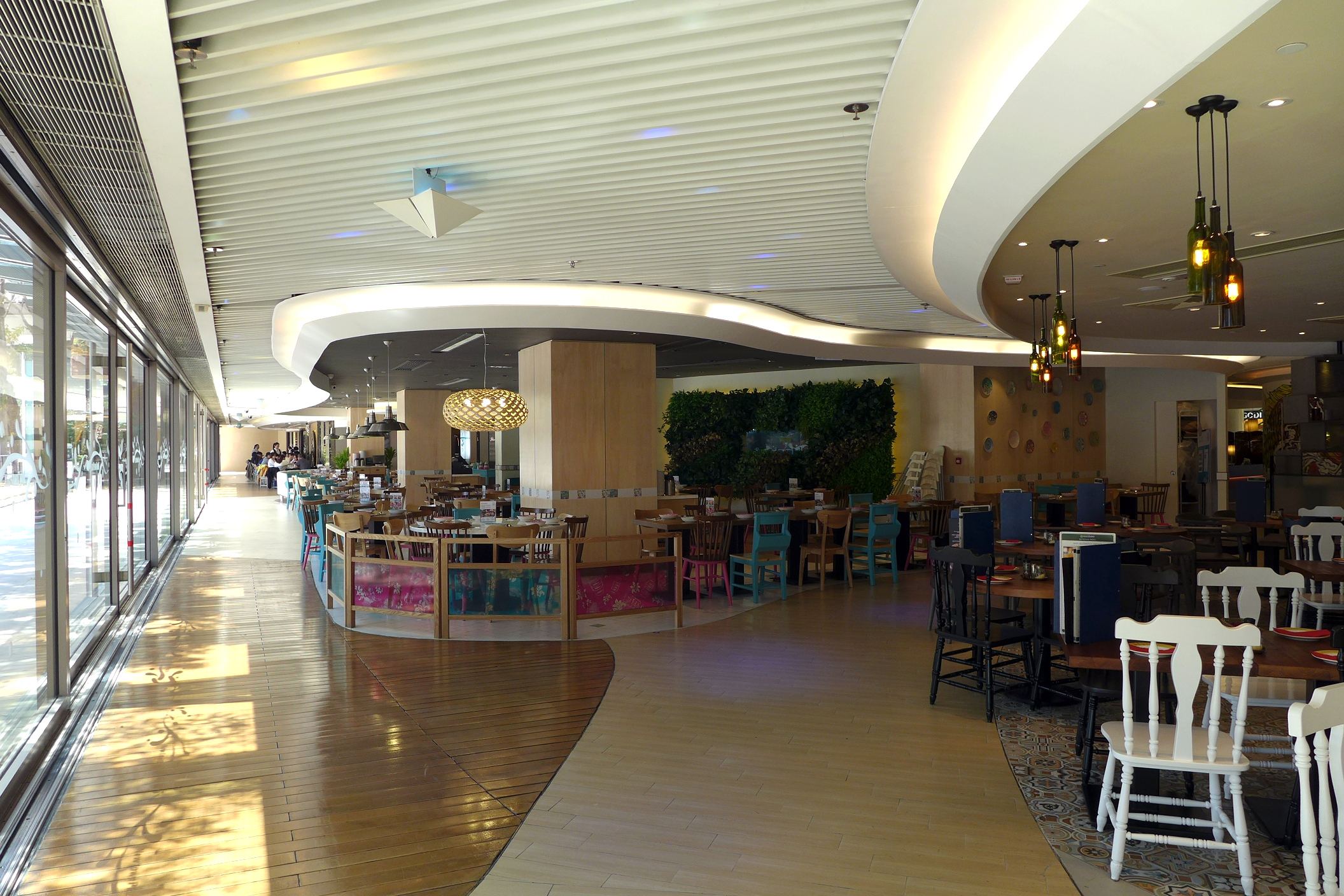
翻新後食肆採用開放式設計

1樓（L1）在商場西翼有多間不同類型的食肆，包括由美心食品特許經營的美國連鎖快速慢食餐廳Shake Shack及英王麵包店等，其餘店舖為鹽業銀行及地產代理。此外，在80年代至90年代末西翼中庭曾設有多間五金店及九巴顧客服務中心，並且在1999年進行翻新工程。到了2002年5月被美心食品特許經營的星巴克咖啡店取代。商場東翼在1997年10月前為八佰伴超級市場及美食廣場，八佰伴結業後，於1998年8月改建為Food Parc美食廣場。早期食肆包括肯德基、阿拉麵館、大排檔、百人一朱、香辣屋、Delifrance、百佳咖啡餐廳及祖樂比等。
到了2006年9月，為配合進行的士/落客區進行改建工程，羅馬圓型獻技場中央原有的大樓梯被迫拆卸。工程於2006年12月中完成，改建工程完成後，原有的大樓梯位置改建為商場入口，並且將原有的商場通道改建為新的的士/落客區，容許更多車輛上落。
最後在2007年翻新工程，改建為特色食肆，並且採用開放式設計，食肆外圍安裝活動敞門，方便欣賞室外景色。第一批新食肆已在2007年8月1日營業。食肆包括Hip Sushi（壽司派）、i-thai Restaurant（已結業）、Pokka Cafe grill specialist、Parkview、博多拉麵（已結業）及首次在港開設分店的喜客比薩（已結業）。商場西翼翻新工程已於2007年8月中展開，重新規劃後有4間開放式食肆，包括Oliver Super Sandwiches、魚獅尾餐廳（已結業，2009年12月改為PHO 24）、Triple O's by White Spot及翡翠拉麵小籠包。工程於2007年12月23日完成。
到了2008年5月，商場東翼所有店舖已開業。包括COVA、翡翠小廚、龍島巧克力店及曾經開設香港首位國際酒店女性行政總廚Winnie Lau創辦的cookies therapy曲奇專門店等。2009年11月，西翼食肆魚獅尾餐廳結業，新店為PHO 24越南河粉專門店。2011年起，東翼食肆進行租戶重組，博多拉麵及i-thai Restaurant結業，引入黃枝記、海南少爺及BO-LO'GNE。A1麵包店是一樓唯一一間自 1984 年至今仍在營業的店鋪。
2013年，翡翠小廚、喜客比薩及PHO 24結業，其中喜客比薩原址改為Pizza Express，PHO24原址改為明珠閣，而翡翠小廚原址則原本打算改為美國菜西餐廳Pier 39 by California Vintage，但最後該租户因為申請酒牌失敗而於11月退還舖位，於2014年5月改為韓國時尚食肆School Food。除此之外，龍島巧克力店遷往前agnès b. DÉLICES舖位，原址改為Godiva Belgium 1926，而乳酪店Tuttimelon因霸佔公眾行人通道出租而違反地契而結業。
2008年10月，商場西翼剩餘部份進行翻新工程，原打算改建為19至25檔位的美食廣場。但截至2012年3月，仍沒有任何工程進行。到了2012年10月，業主將西翼部份空置多時店舖改為臨時商店，租戶包括萬寧、眼鏡88及高級髮廊Salon ide。隨着萬寧新店、眼鏡88新店及另一高級髮廊Salon Mifa新店開幕，臨時商店陸續於2013年年中結業。到了2013年10月至12月，前眼鏡88及前Salon ide舖位分別開設豚王及鼎泰豐，唯獨前萬寧舖位於該時候仍未有着落。
2014年，因被揭發多年來霸佔公眾行人通道出租的問題而進行還原工程，COVA、Enoteca、曲奇4重奏、Starbucks及龍島巧克力店搬遷至1樓、2樓其他位置，Tuttimelon則結業：例如在1樓前萬寧舖位改為多間商店，包括Paul Lafayet、YOKU MOKU及受影響而被迫遷的Starbucks及曲奇4重奏。到2020年9月，發展商將東翼電梯底和多年前的COVA位置改為親子學堂，為期1年。而面向活動敞門的餐廳分階段進行通道還原工程。到2021年1月，戲院廣場改為寵物同樂園，不過其後因進行防水工程而搬遷至3樓，2022年6月26日再度搬回1樓，並採用全新設計。同年8月，羅馬圓型獻技場樓梯增設座椅和綠化佈置。
1樓雖設多間食肆，但不設任何公共座位供食客等候。
1樓商場北翼為沙田市中心巴士總站，其餘位置為貨物起卸區。

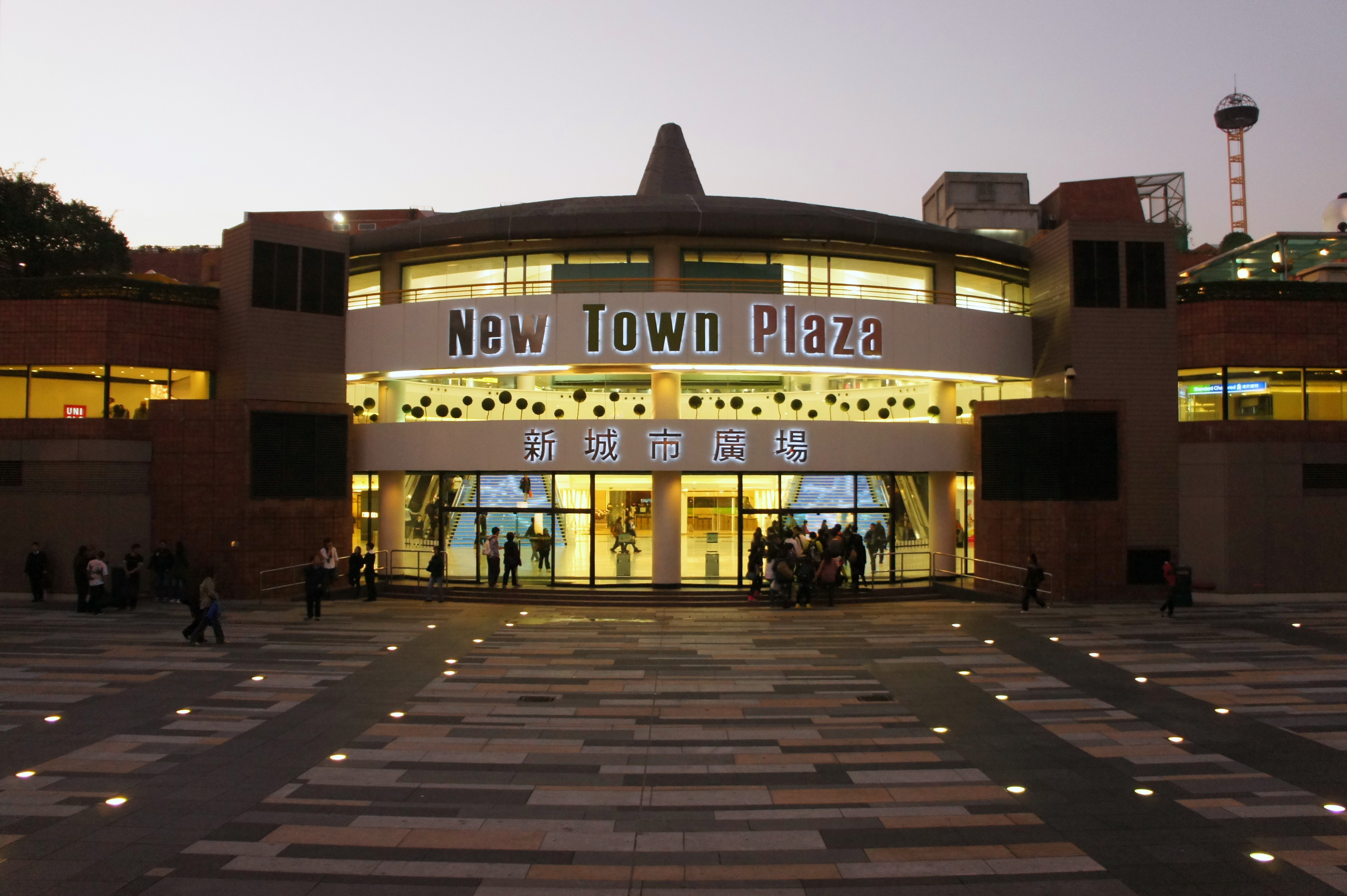
從沙田大會堂望向羅馬廣場的入口
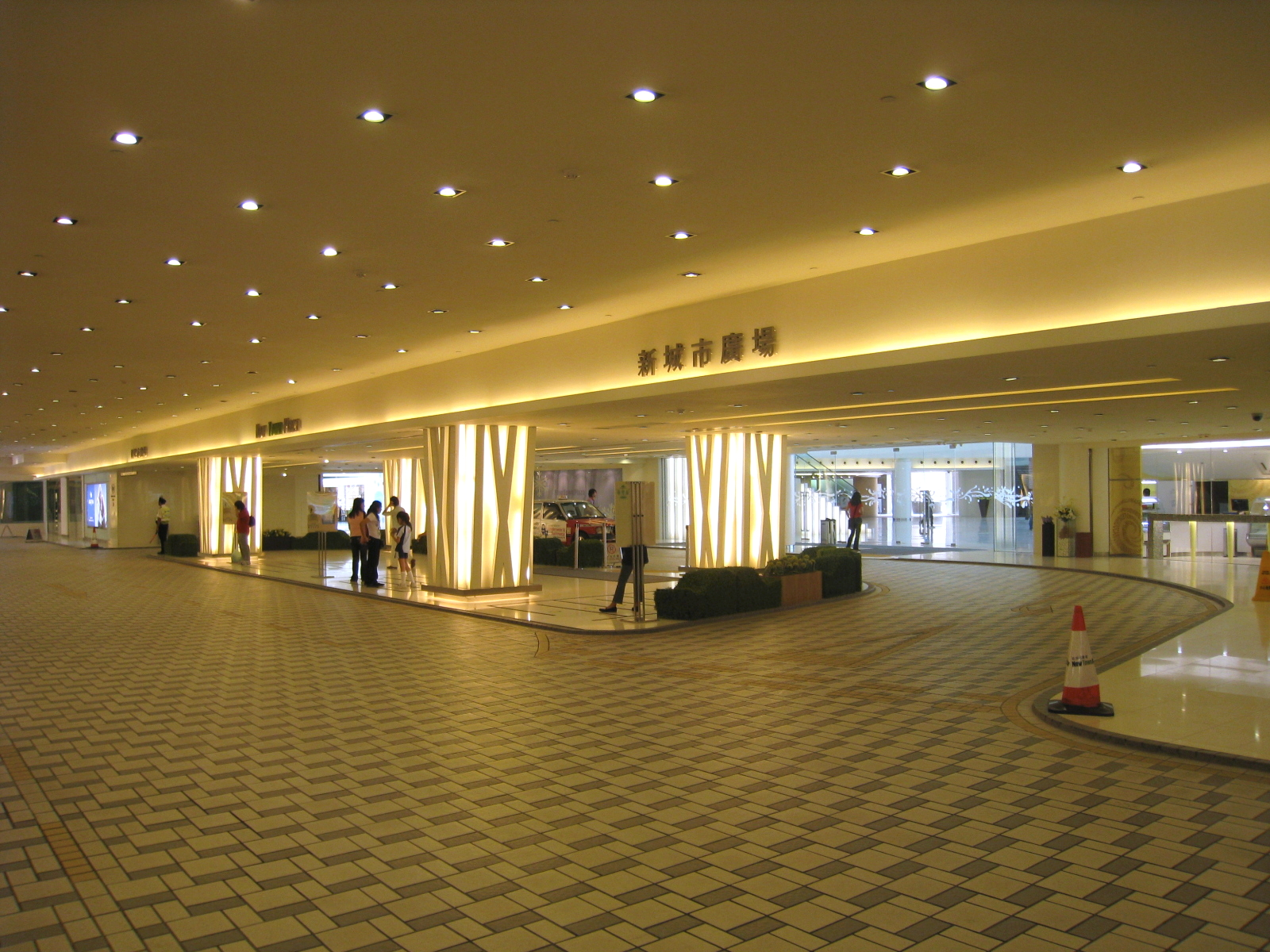
翻新後的士/落客區
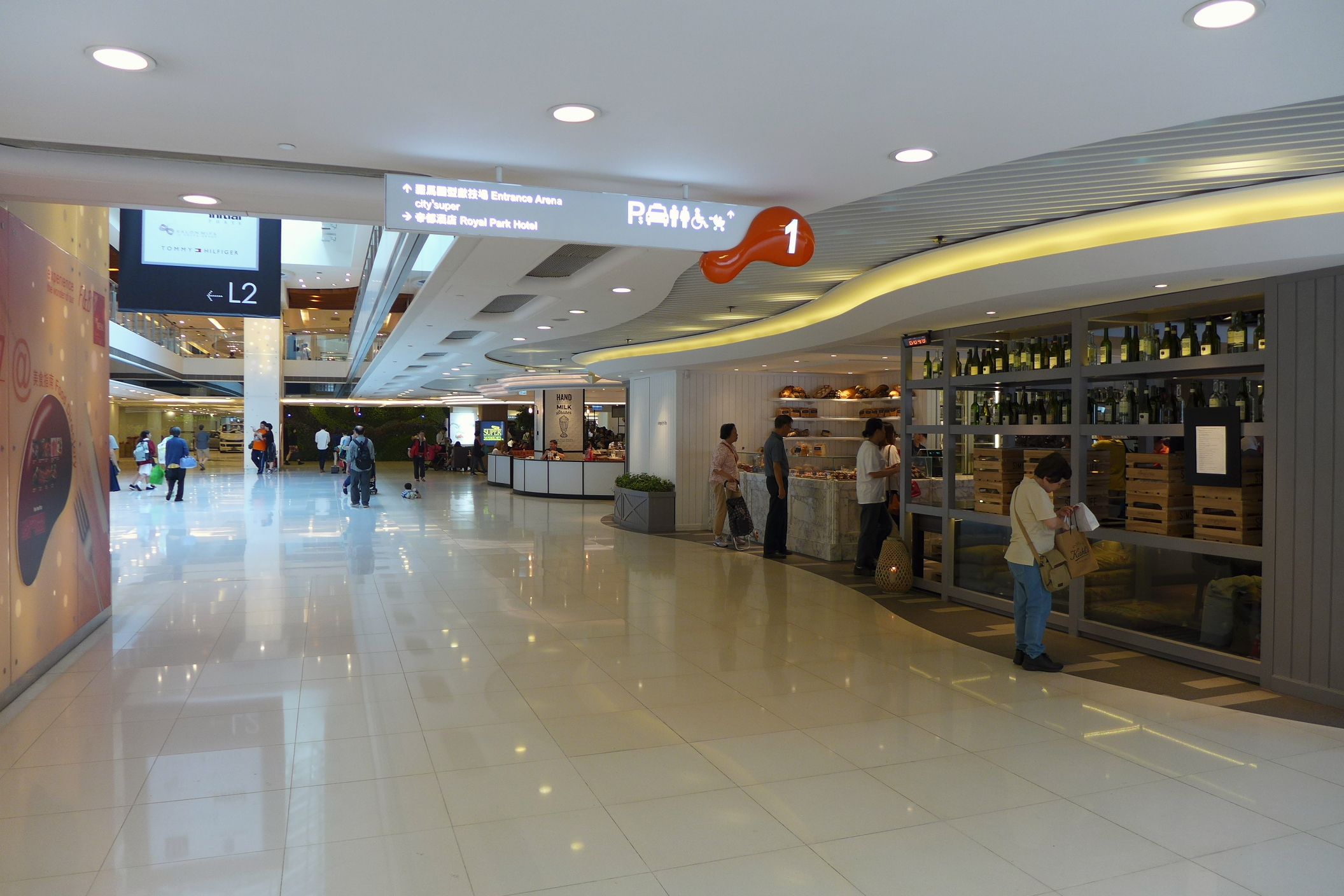
商場西翼食肆
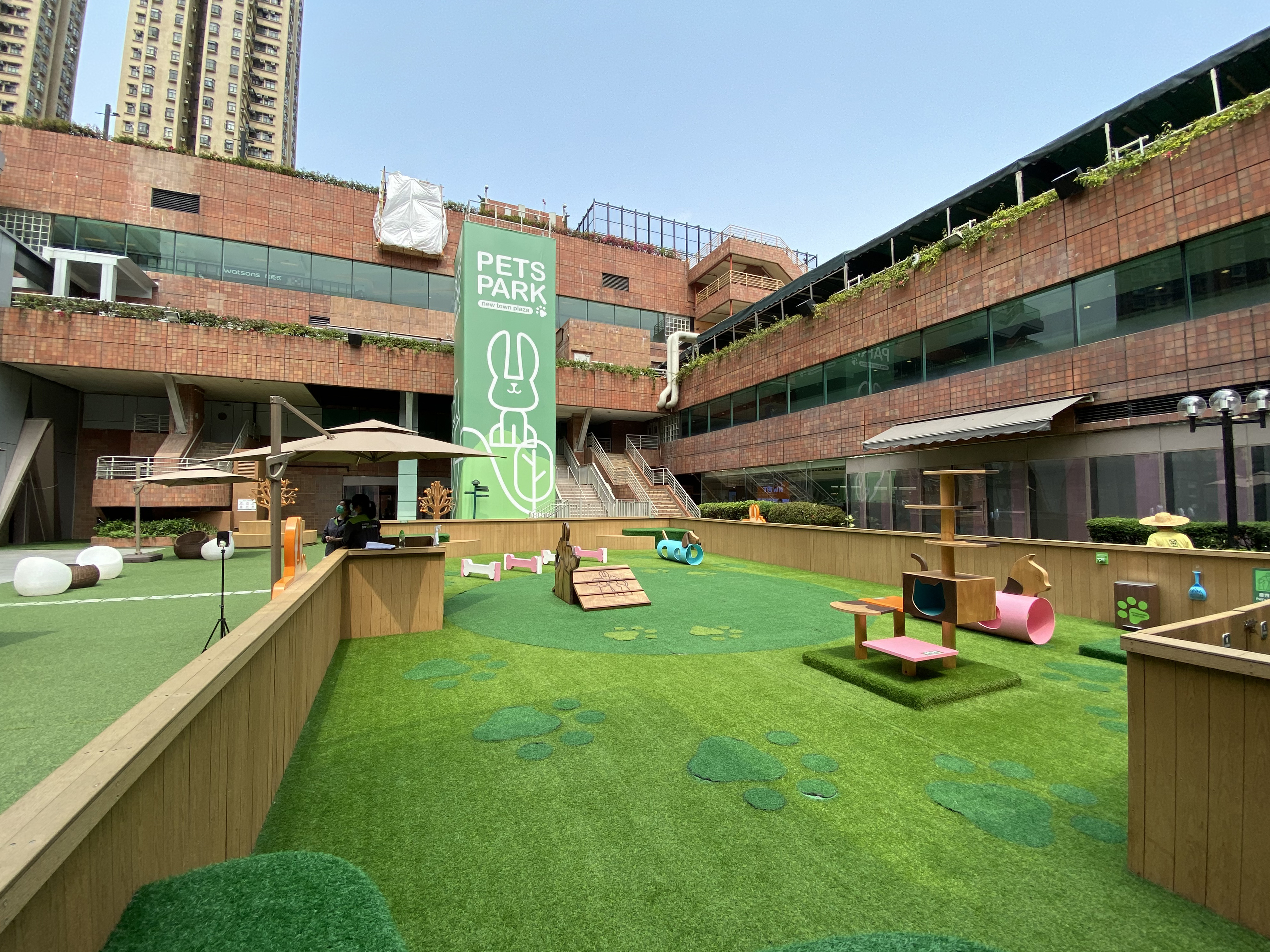
地下戲院大樓對出的空地，在2021年1月改為佔地2500呎的「寵物同樂園」
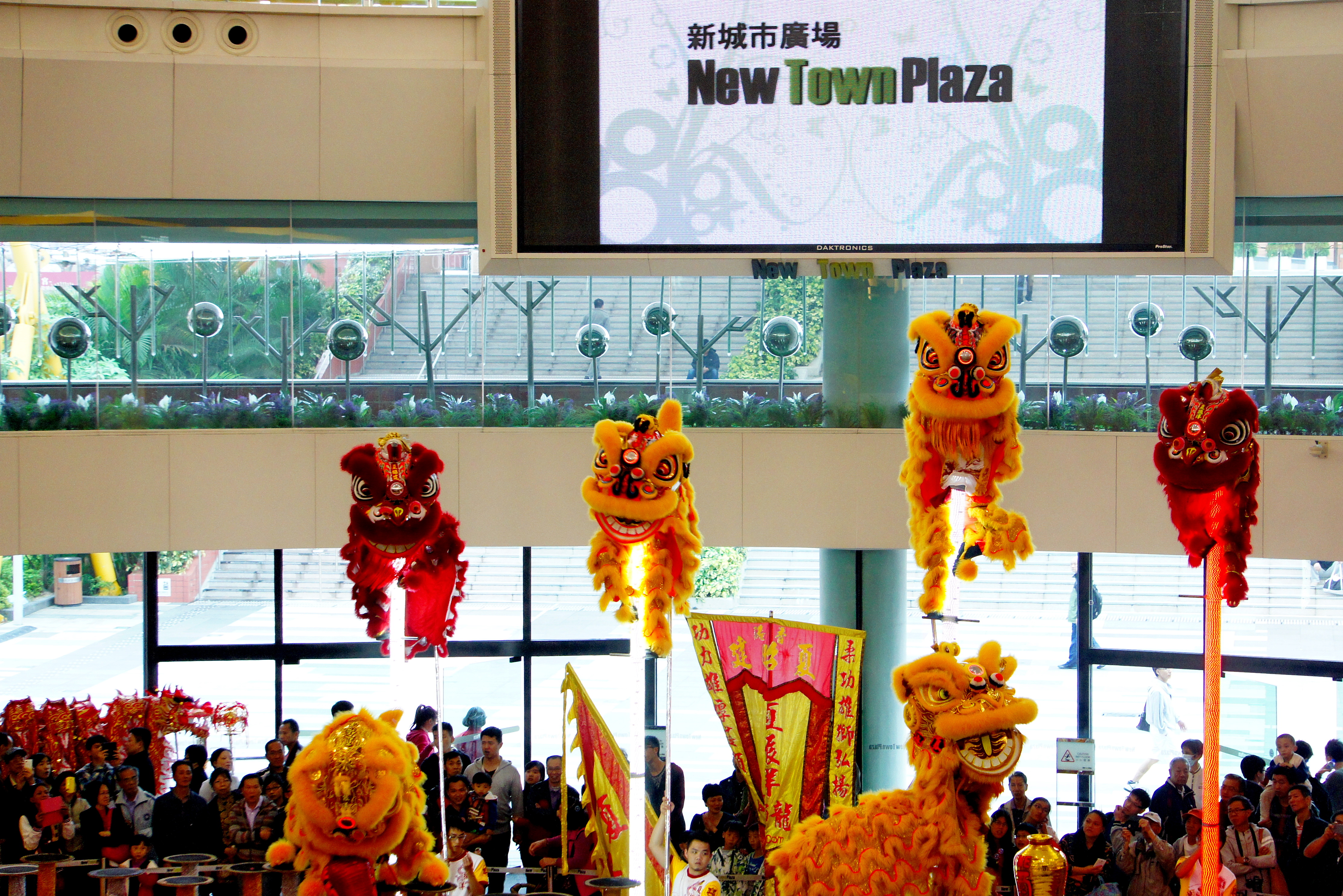
2014年農曆新年在羅馬圓型獻技場的舞獅表演

#### 2樓

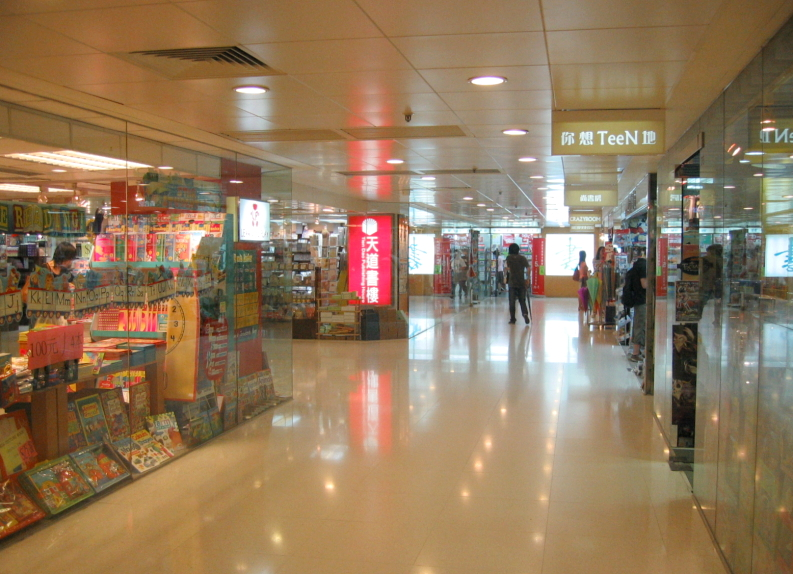
2樓文娛閣（2005年）

2樓（L2）在商場西翼自開業至1990年為香滿樓海鮮酒家，銀行、時裝店、藥房、美心快餐及東東雲吞麵快餐店。香滿樓在1991年結業後，在同年11月分拆為多間時裝店、精品店、文具店及商務印書館，並且命名為文娛閣。2樓西翼新寧藥房、美心快餐及東東雲吞麵位置在2005年6月起翻新，原址結業後在同年10月末開設13間旅行社，因此命名為旅遊街。旅遊街對面於2006年3月起翻新，工程於同年6月至7月完成。翻新後開設多間店舖，包括商務印書館、突破書廊、買物王、petline、Eikowada、Trendyland、生活館、亮視點及Godiva（已遷往一樓前龍島美食店位置，原址於2013年10月中改為資生堂）。
2012年10月起，西翼店舖進行租戶重整。商務印書館以及附近一帶店舖被迫結業。位置改為美國時裝品牌GAP、Tommy Hilfiger、日本潮流服飾品牌GLOBAL WORK、本地服飾品牌initial的複式舖位及IL COLPO旗下的全新高級髮型屋品牌Salon Mifa的舖位 ，已陸續於2013年3月末至4月開業。其中Tommy Hilfiger新店面積約佔6,000方呎，並把品牌旗下多個系列集中於該處。
商場東翼原本為八佰伴，中庭中央更設立一個7呎高時鐘，八佰伴結業後，於1998年8月設有香港最好電器、大眾書局及當時全港最大惠康超級市場。。經多次店舖重組後，於2005年3月進行翻新工程，工程於同年9月落成。現有30,000呎的c!ty'super、LeSportsac、Haagen-Dazs雪糕店（已結業，2012年中改為JOYCE BEAUTY）、多間美容店和渣打銀行。2007年9月22日旅遊街多間旅行社結業後，將整個位置合併為3間商店，並於2007年12月20日正式開幕，設有日本優閒服裝店UNIQLO，高級髮型屋Salon ide(已結業，2012年12月改為SmarTone)及縱橫遊旅行社（已結業，2013年改為IL COLPO NAIL）。因配合商場北翼為沙田市中心巴士總站的上層空間，因此2樓的樓底較其他樓層矮。此外，2樓也設有大型機房。
2017年5月，c!ty'super翻新，唯面積縮細，部份範圍改為多間商店。另一方面，因應商場3期翻新，無印良品、商務印書館和玩具反斗城暫遷該處。GLOBAL WORK因而縮細、initial原有的複式舖位改為只在3樓營業。到2018年，西翼店舖進行租戶重整。GLOBAL WORK結業後改為American Eagle，而商務印書館和玩具反斗城分別改為臨時的EGG眼鏡店和Pici Pasta Bar西餐廳，並設有戲院售票處。2019年第4季，無印良品和近UNIQLO的商店因遷往3期而結業。原址改為Insta-Pop拍照區。到2020年1月31日GAP結業，之後一直空置。到同年12月改為生活百貨店Slowood。而Tommy Hilfiger下層部分在2021年中結業後改為Cotton On，到2023年8月1日結業。
2022年1月25日，前渣打銀行位置變為麥當勞。到2023年初，Slowood縮小，並開設精品店kapok。而Cotton On結業後將開設來自中國九毛九旗下的「太二酸菜魚」。

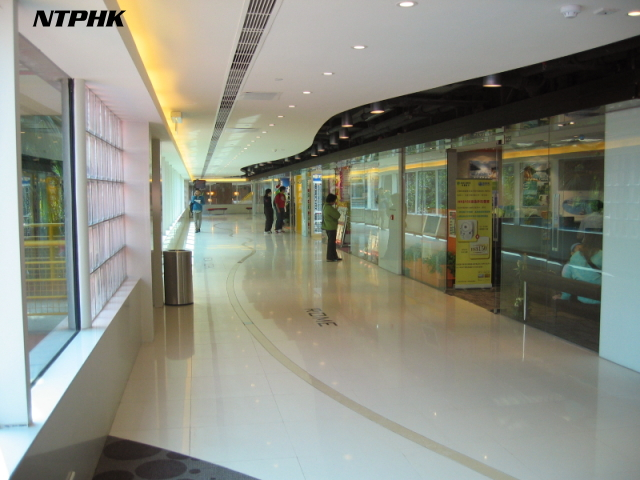
2樓的旅行社（已結業）
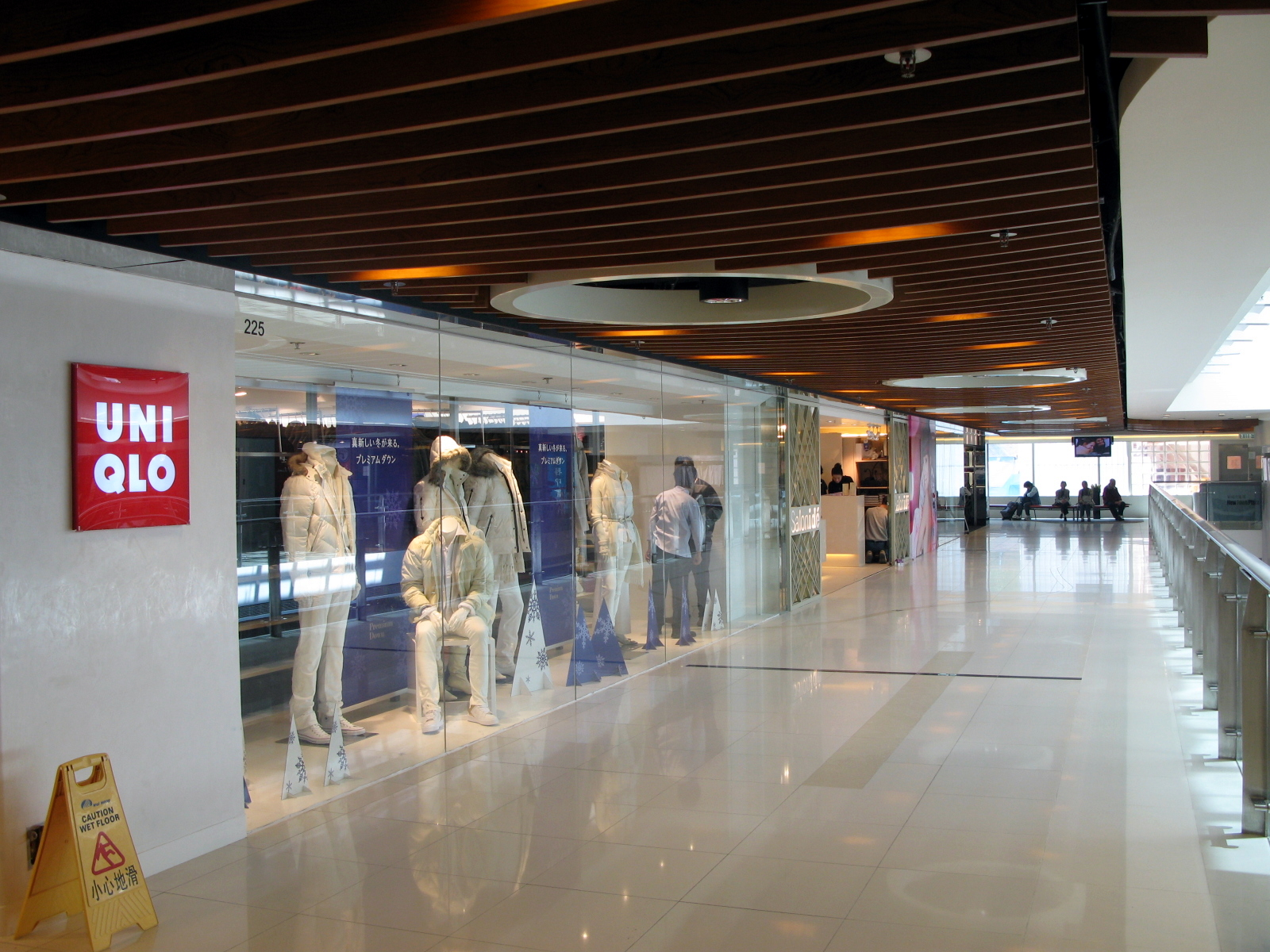
2樓的UNIQLO、髮廊Salonide及縱橫遊旅行社
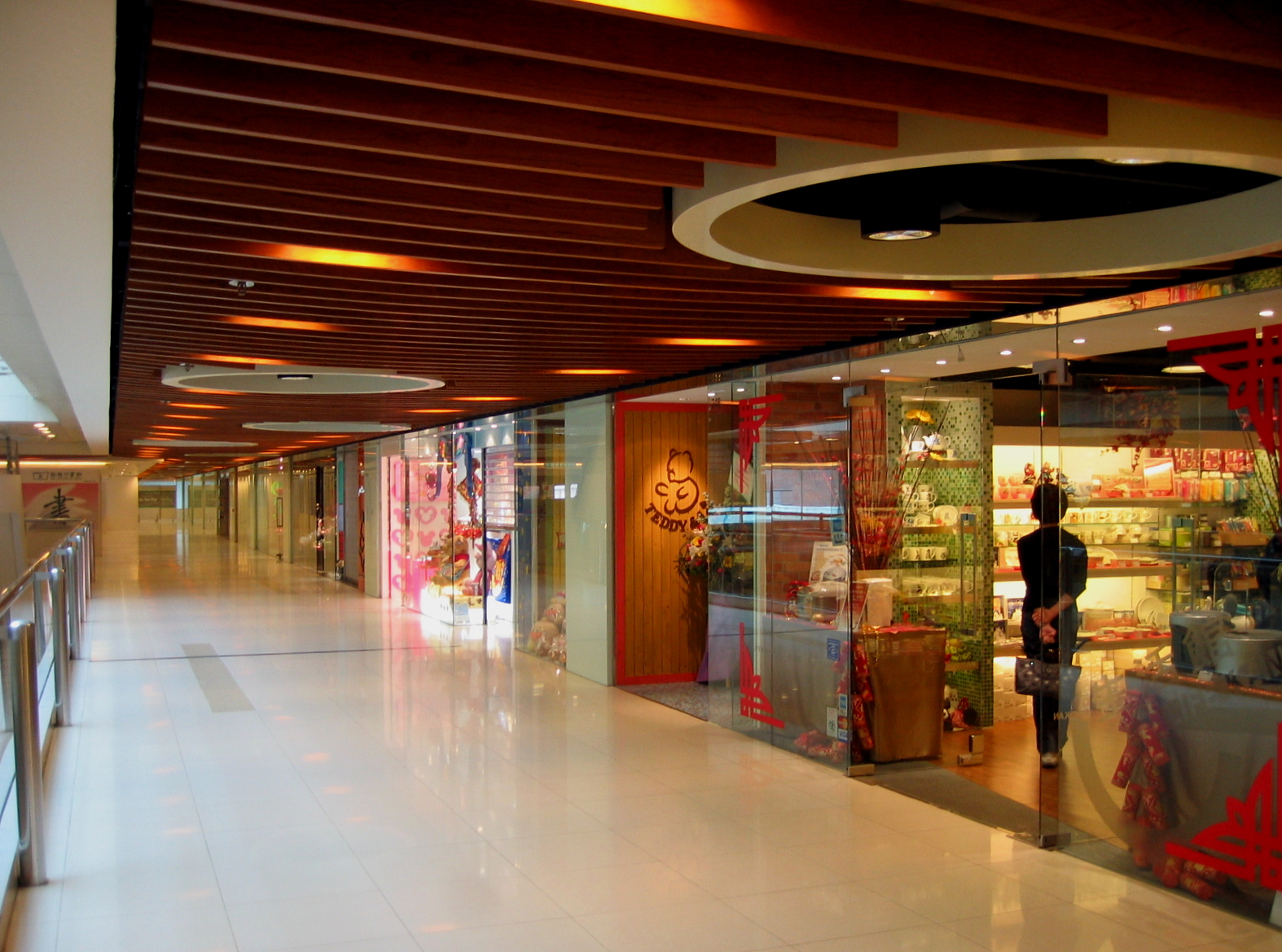
2樓西翼精品店（已結業）
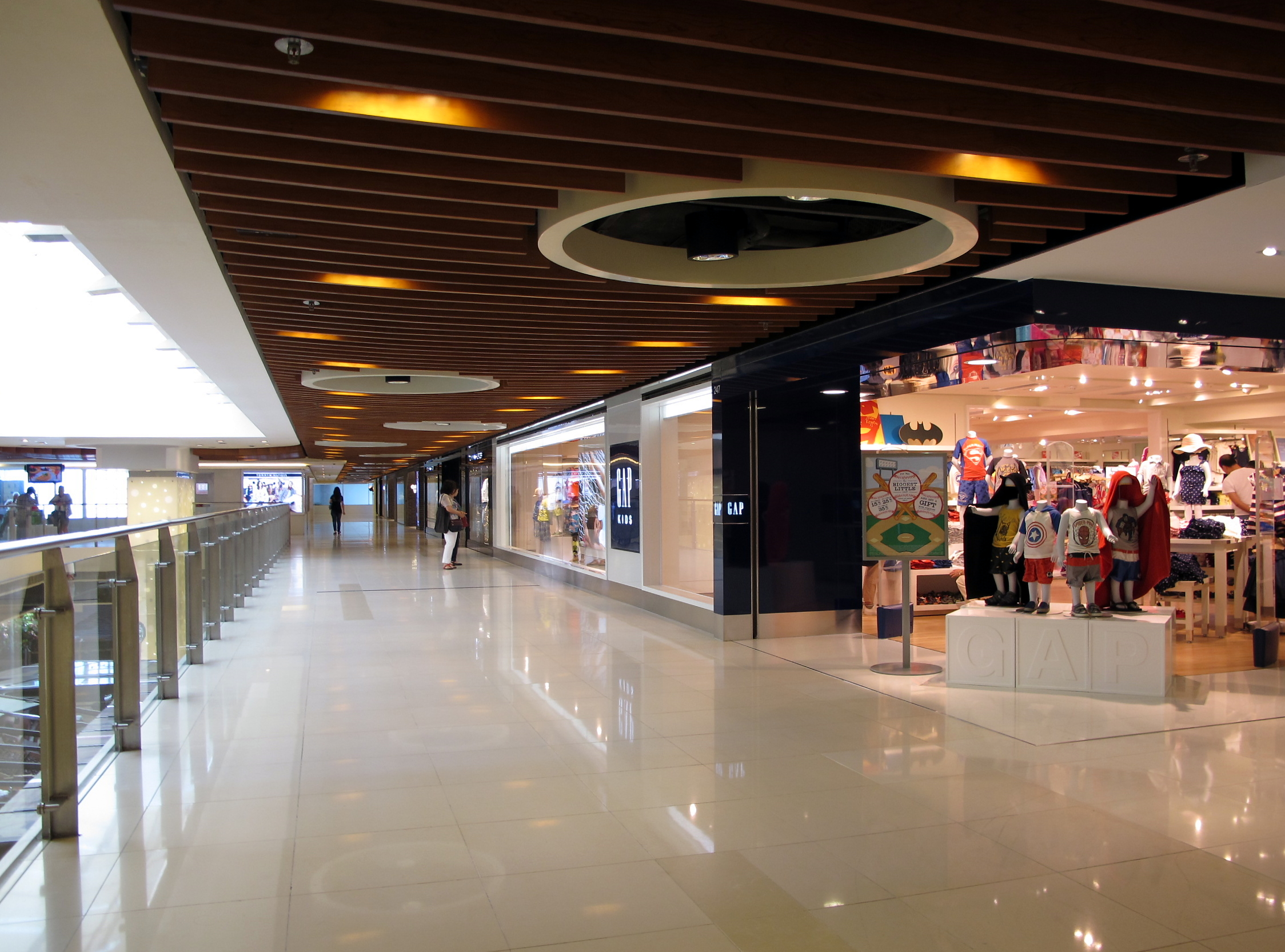
2樓進行租戶重整後改為多間時裝品牌
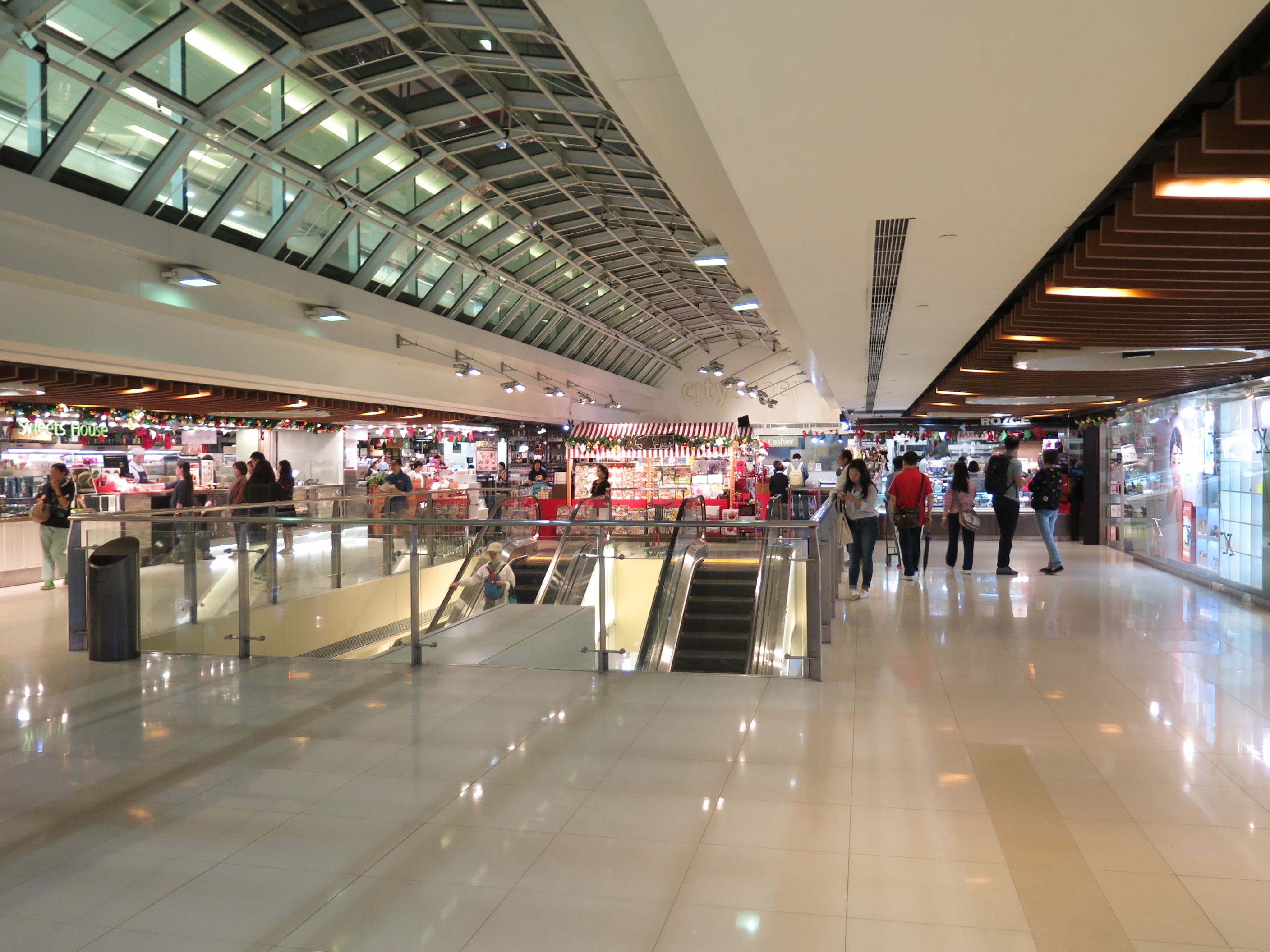
2樓東翼的c!ty'super

#### 3樓

##### 南座

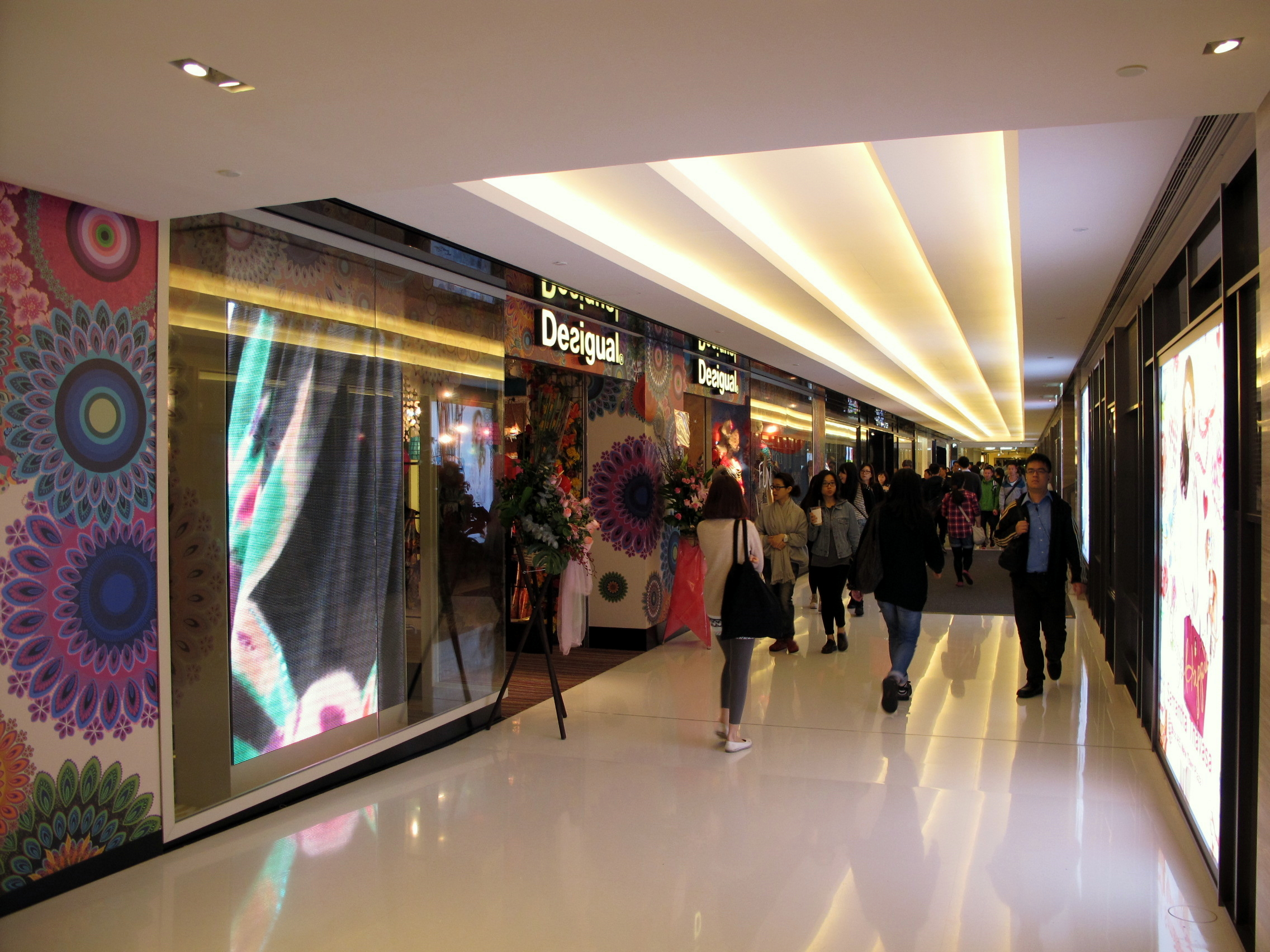
商場三樓往三期方向的通道（2013年）

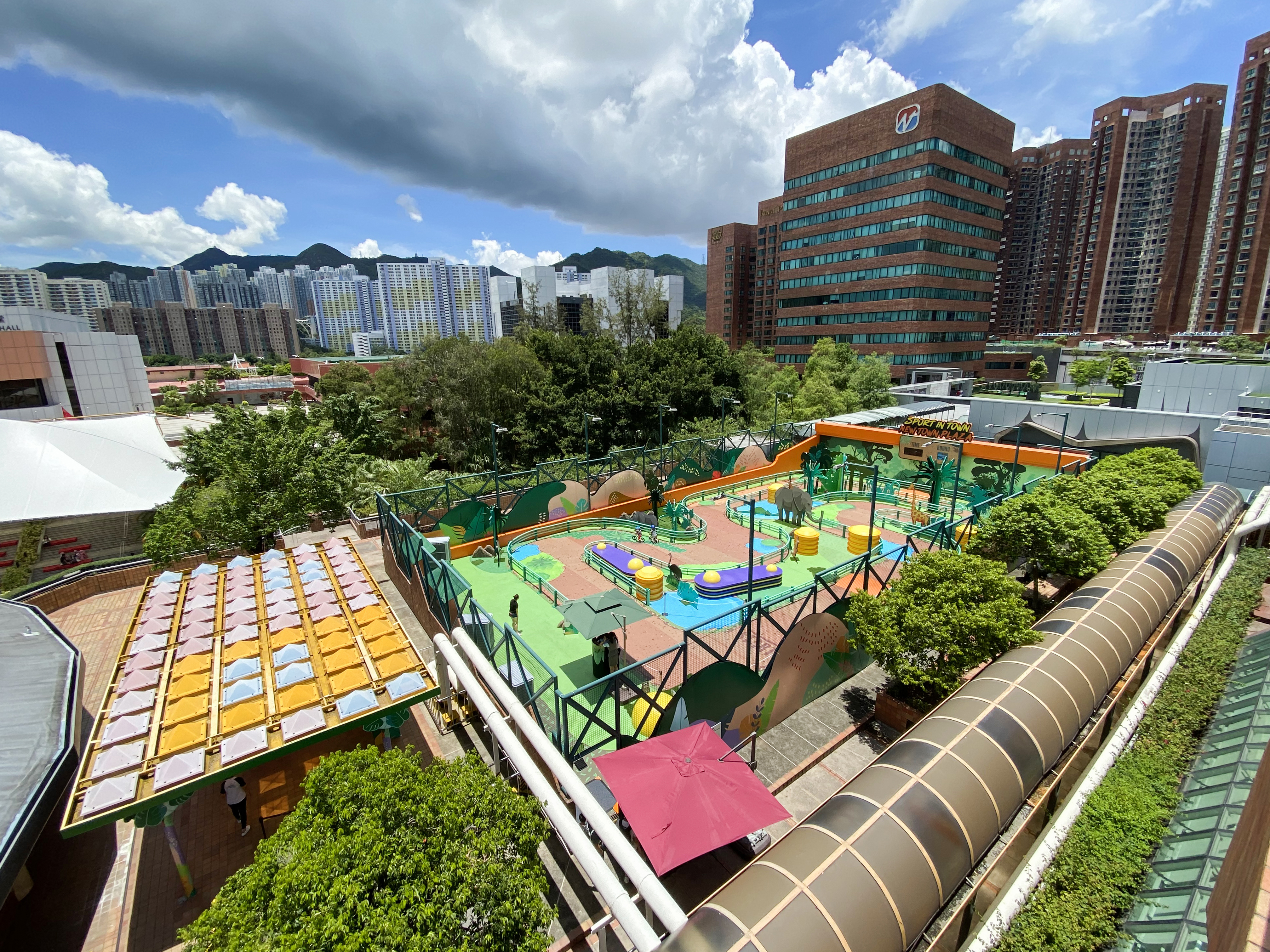
由網球場改建而成的平衡車公園，在2020年6月末開幕。不過營運不足一年，到2021年6月清拆，同年8月底將1樓的寵物同樂園搬遷到該處

3樓（L3）在商場西翼在80年代有多間零售店舖，包括歡樂天地、晶晶童裝教育玩具、華豐行參茸藥材、海味韻姿鞋店、美琪服裝及陽光一代等。到了1991年，為配合新城市廣場第三期落成，南座往三期方向的通道翻新為第三期的裝修風格，並且引入多間新商店，包括Wanko、妙麗時尚皮鞋專門店及眼鏡88等。到了1997年歡樂天地結業後，原址分拆為三間零售店舖，包括SaSa、數碼通銷售及客戶服務中心及時裝店。2000年，陽光一代結業後，原址曾改為Marina Cafe海洋主題餐廳，兩年後由Comme Ca Store取代。
到了2006年9月，為配合商場翻新工程，部份店舖曾經停業，工程於同年12月完成。新租戶包括G2000及周大福珠寶金行，商場西翼其餘部份當時並沒有翻新。
2012年10月起，西翼店舖進行租戶重整，通道亦進行翻新。G2000、周大福珠寶金行、眼鏡88、數碼通、Joy & Peace、Millie's、initial及Wanko被迫結業，G2000、Joy & Peace及Millie's遷往商場4樓，周大福珠寶金行及initial遷往同層其他位置，而眼鏡88則先後遷往一樓和六樓，數碼通亦先後遷往一樓和二樓。部份位置改為美國時裝品牌GAP及Tommy Hilfiger的複式舖位，以至日本潮流服飾品牌GLOBAL WORK及本地品牌Initial複式舖位。另設西班牙休閒服品牌Desigual專門店及美國著名香水品牌Victoria's Secret專賣店，於2013年3月至4月陸續開業。當中Desigual更是全港首間分店。Desigual於2016年初結業後，原址於6月開設馬莎百貨女裝部。到2020年第一季，GAP和馬莎百貨結業，後者早計劃在2019年12月在商場3期設新店，但最後未能成事。到同年第4季，部分範圍分間為數間商店，包括Casetify Studio，Pola和SK-II。到2021年底，Tommy Hilfiger搬遷至前GAP位置，而原舖位在2022年6月分別開設美國品牌Bath & Body Works和Dyson體驗店。而馬莎百貨舖位曾經作一田百貨特賣場，到2021年第三季開設Aerie和American Eagle。而American Eagle原舖位在2022年5月變成松本清上層部分。
商場東翼在80年代為八佰伴童裝及玩具部，到了1995年八佰伴無法續租3樓範圍後，原址開設馬莎百貨，佔地15,600平方呎。其餘部份為名髮廊，並設有兩條扶手電梯前往商場4樓。2000年9月，為配合史諾比開心世界開張，名髮廊被迫結業，原址開設史諾比紀念品店，並且曾經設置以花生漫畫為主題的走廊。紀念品店於2002年結業，成為馬莎百貨一部份。
到了2006年2月，馬莎百貨搬遷至商場4樓。原址在同年4月至9月開設臨時萬寧分店。萬寧結業後，便進行商場翻新工程，工程於同年12月完成。租戶為大型時裝店Zara。Zara於2016年2月起進行翻新。
南座設有大型花園平台，東西兩翼在80年代時只設置花糟及有蓋行人通道，其餘範圍為開放空間。到了1990年，為配合帝都酒店落成，發展商將開放空間變更為三個網球場，只供帝都酒店住客享用。但是由於網球場使用率偏底，發展商在2000年2月將東翼兩個網球場及有蓋行人通道拆卸，興建史諾比開心世界；西翼平台佔地8,000呎的網球場保留至2008年11月，改建為給公眾使用的大型跳飛機場，其餘範圍劃作吸煙區。跳飛機場到2020年6月末改建為供2至6歲小朋友使用的平衡車公園，以野外叢林風格為主題。不過平衡車公園營運不足一年，到2021年6月清拆，發展商沒有解釋原因，也不願肯透露未來用途。到同年8月，發展商公佈將1樓的寵物同樂園搬遷至3樓平台，面積較以往大4倍，加入印第安帳篷、天幕和露營桌椅等等設施。原有的涼亭翻新為白色，設立為期3個月的限定戶外咖啡店Blue Bottle Coffee。寵物同樂園到2022年6月26日再度搬回1樓，原址改為戶外休憩和展覽場地。

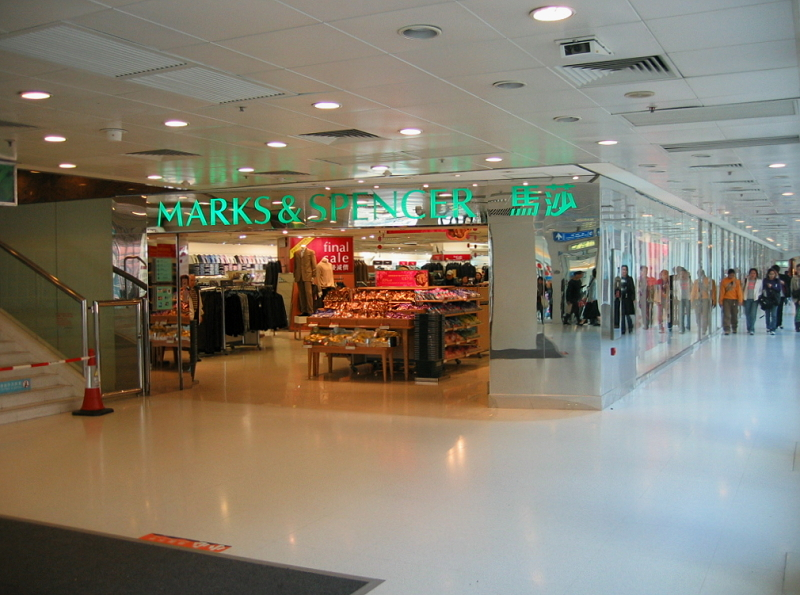
馬莎百貨（2006年）
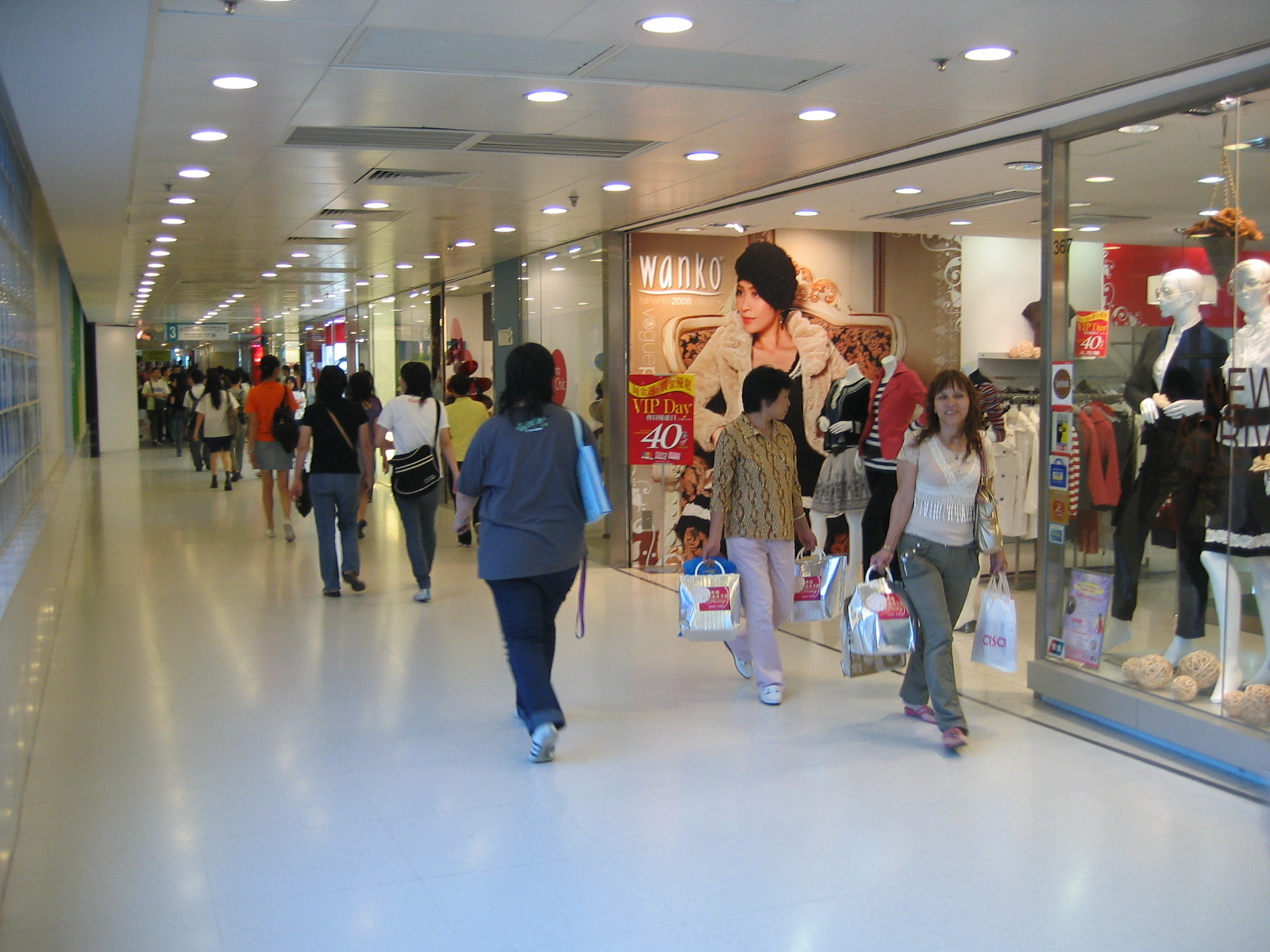
商場三樓往3期通道（2006年）
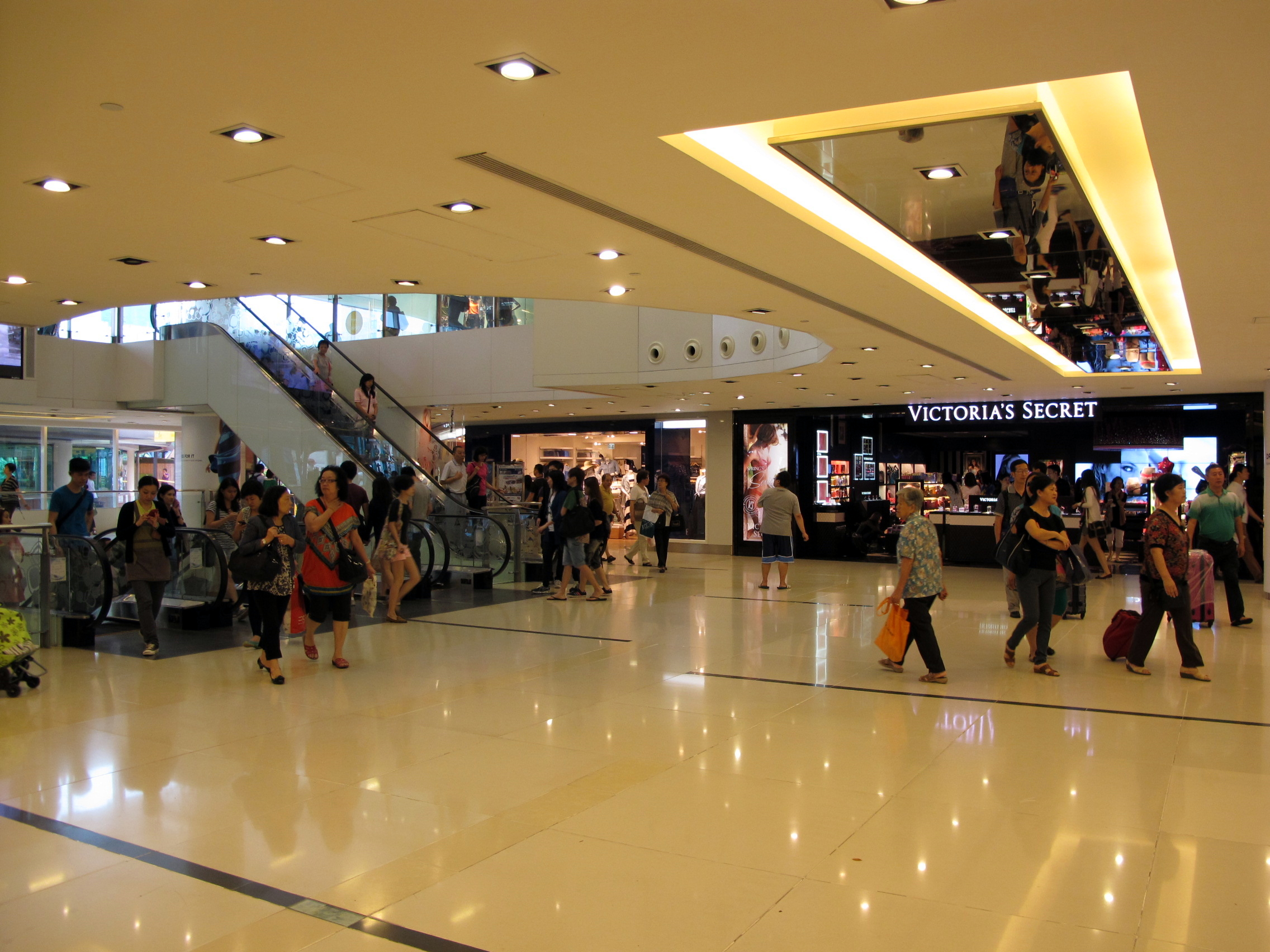
商場三樓中央為扶手電梯交匯點
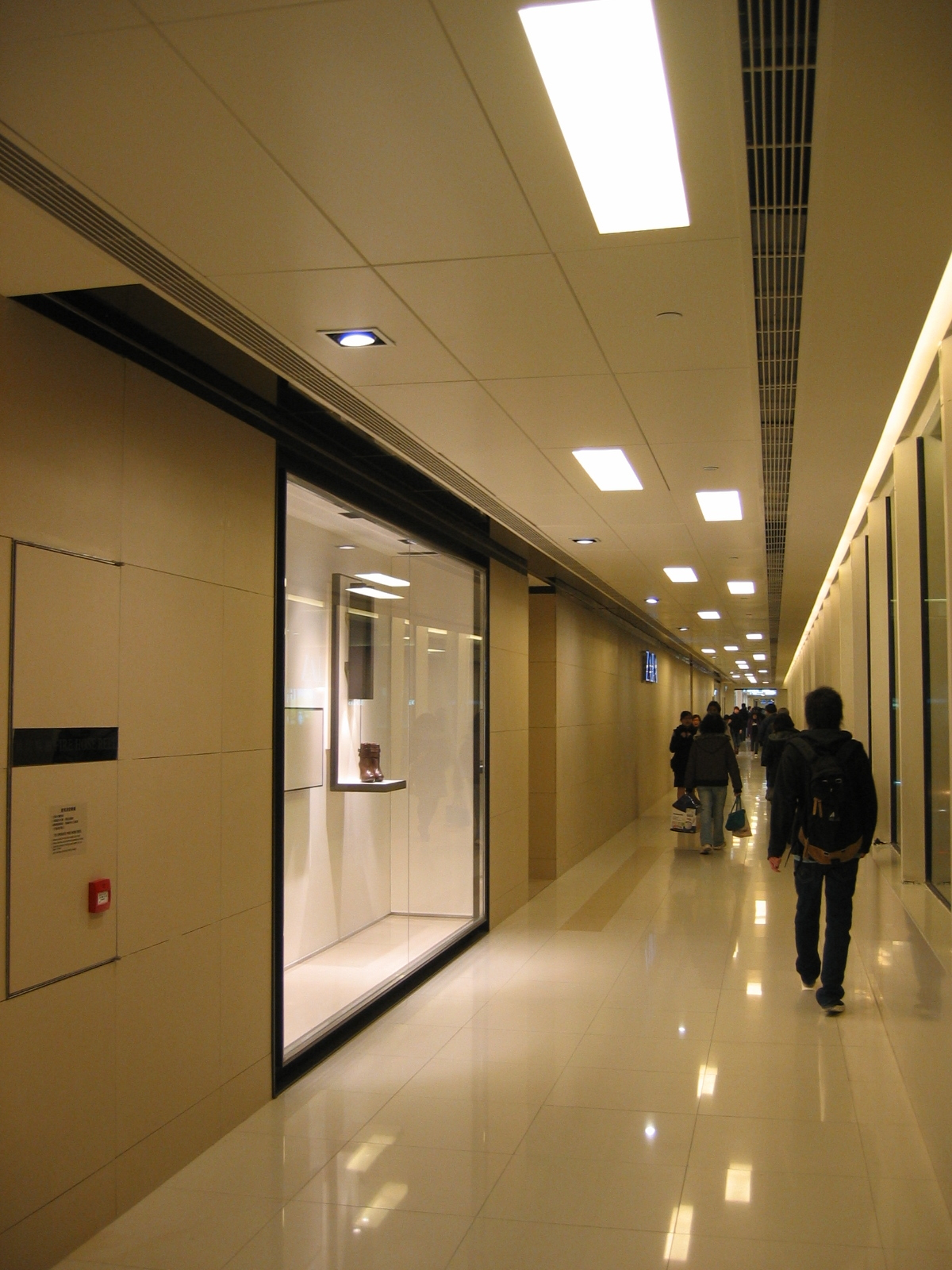
三樓南座東翼通道
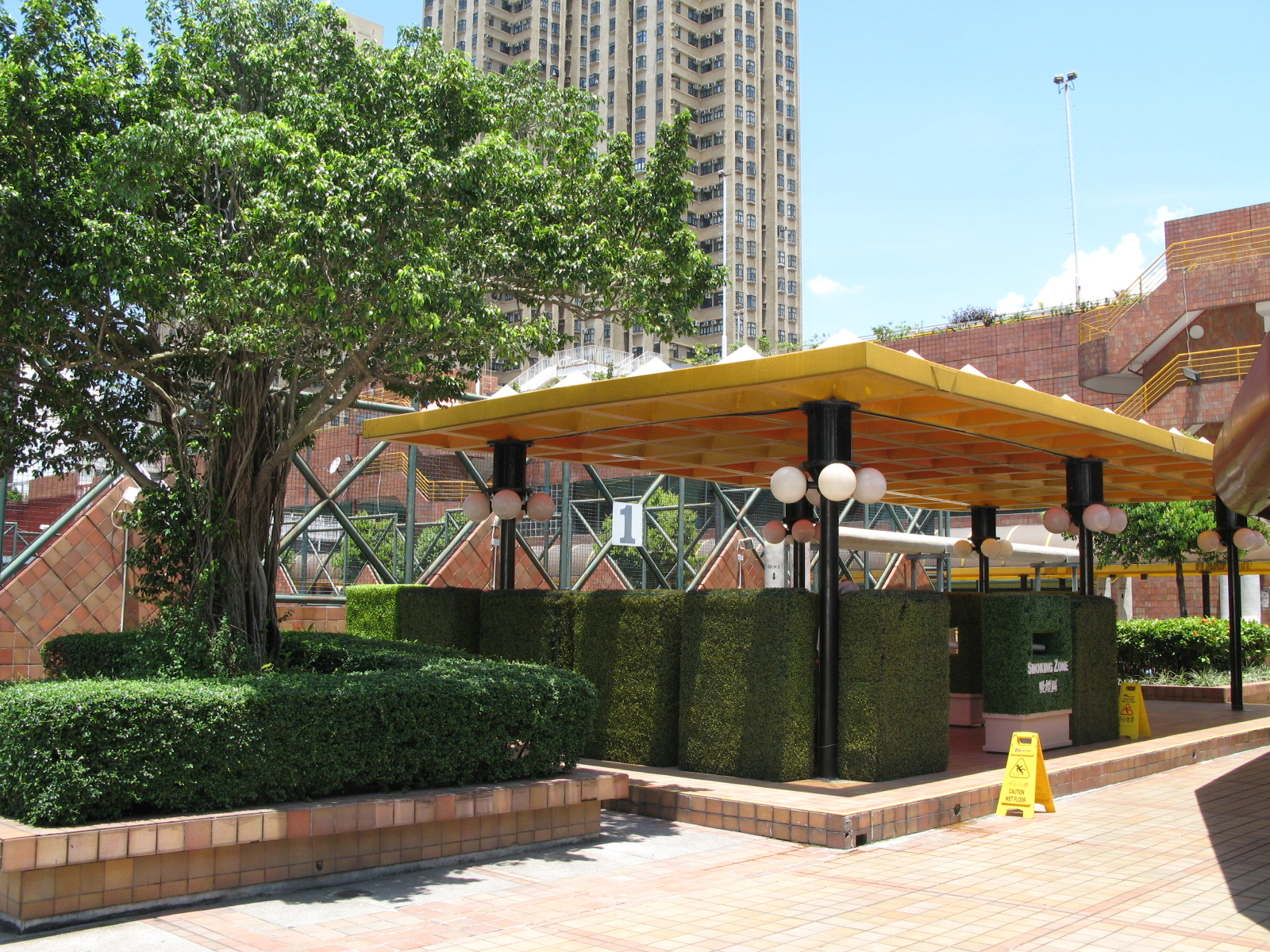
花園平台

##### 展覽廊

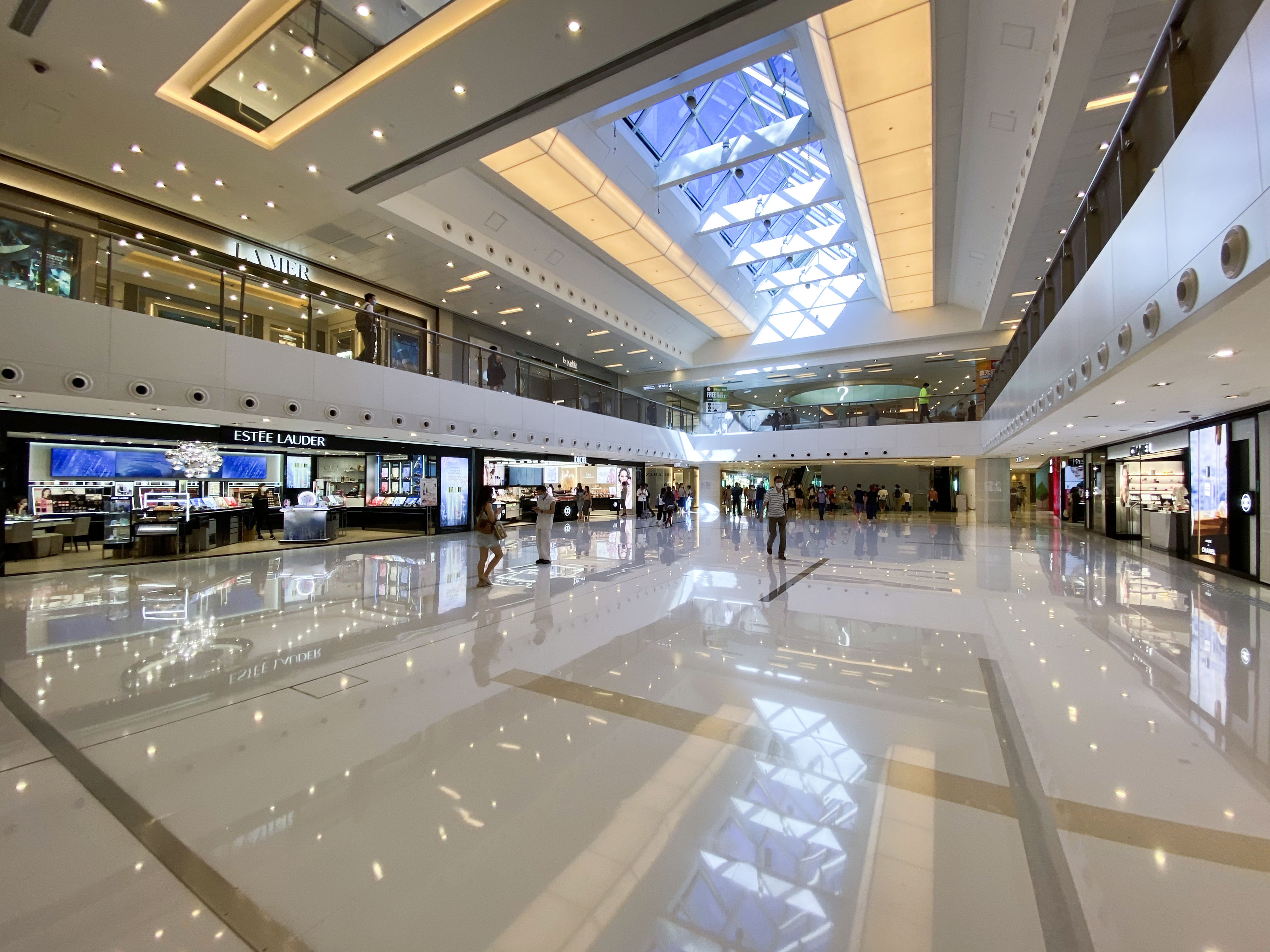
翻新後的3樓展覽廊

1984年至1990年代初，其中一半範圍為八佰伴百貨。其後改為United Colors of Benetton、U2、Giordano。到2000年代，設六福珠寶、周大福、Lancôme、Biotherm、J's、施華洛世奇。
2006年12月翻新後開設多間國際化妝品店，包括ESTĒE LAUDER、Dior Beauty、shu uemura、Biotherm、資生堂、Clinique、CHANEL BEAUTÉ及Lancôme。所有化妝品店曾於2011年3月至2012年5月分階段進行翻新，其中Biotherm於2011年遷至2樓，原址改為Giorgio Armani。
2013年10月，沙田地政處發現展覽廊的店舖霸佔公眾行人通道出租而違反地契，已發信要求業權人糾正，因此3樓展覽廊的化妝品店需全部結業，以進行還原工程。租戶於同層北座西翼及東翼開設臨時專櫃，當中Clinique、Giorgio Armani及shu uemura遷往4樓展覽廊，而資生堂則遷往2樓前Godiva Chocolatier位置，以進行還原工程，而展覽廊原址每邊四變二，重置四間化妝品店，包括ESTĒE LAUDER、Dior Beauty、CHANEL BEAUTÉ及Lancôme，於12月末分階段開業。

##### 北座

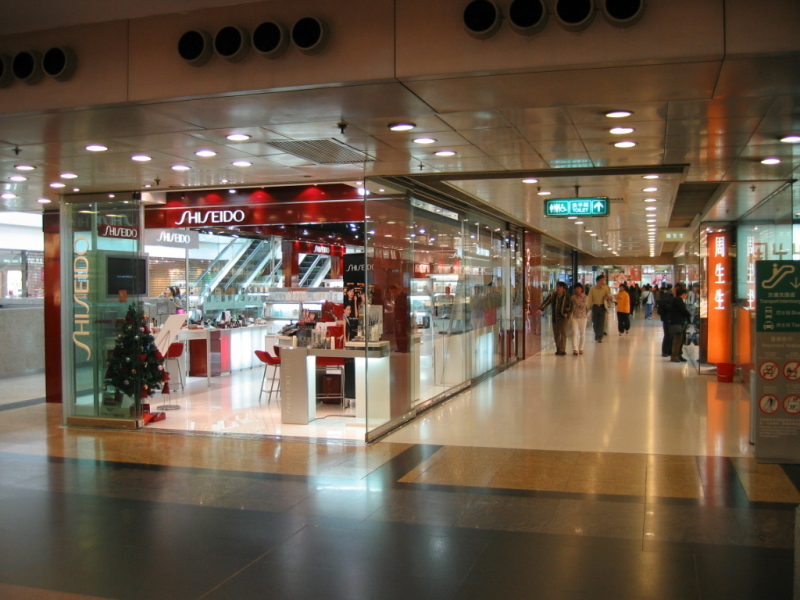
翻新前的3樓東翼（2005年12月）

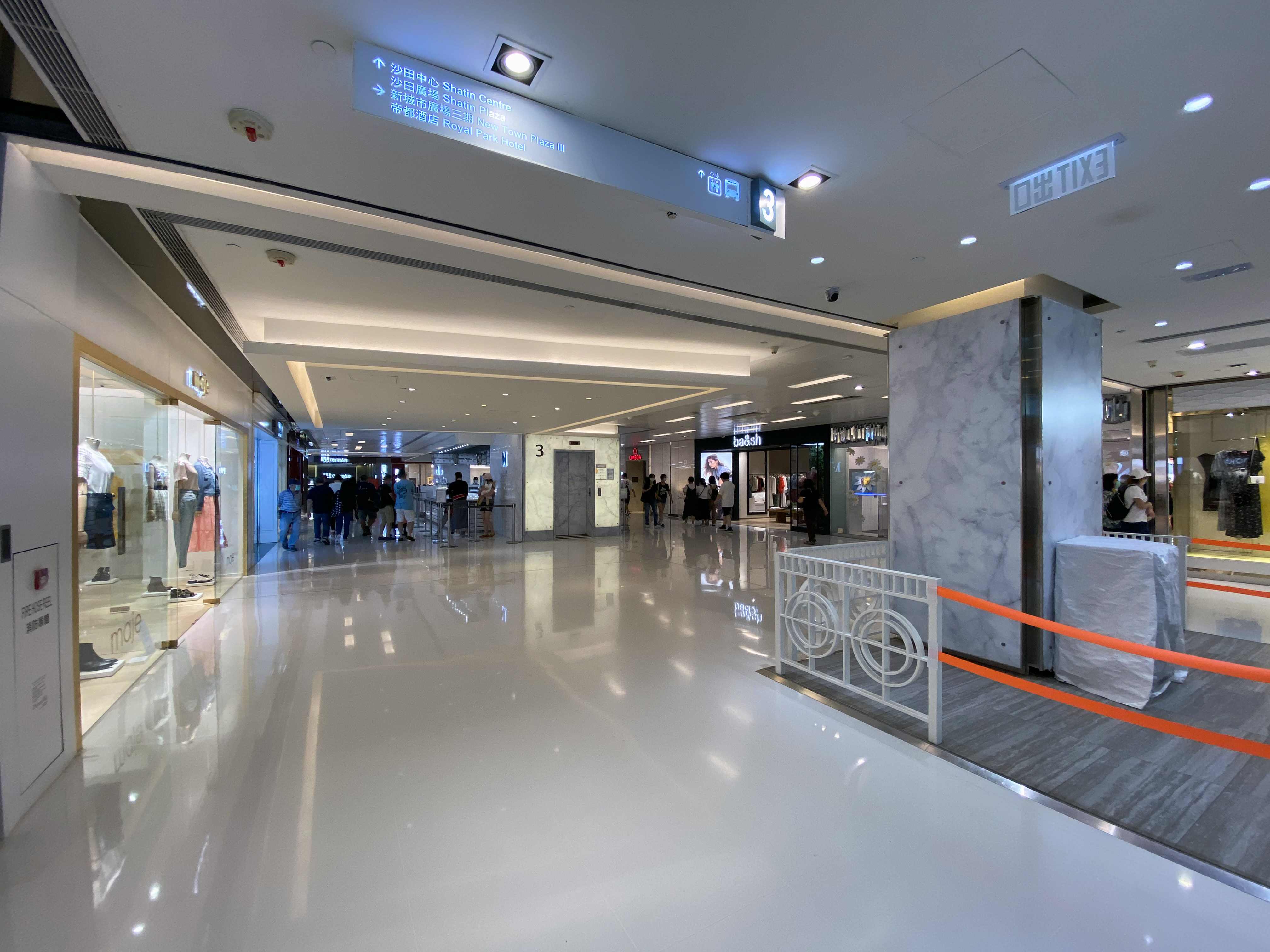
翻新後的3樓東翼（2020年5月）

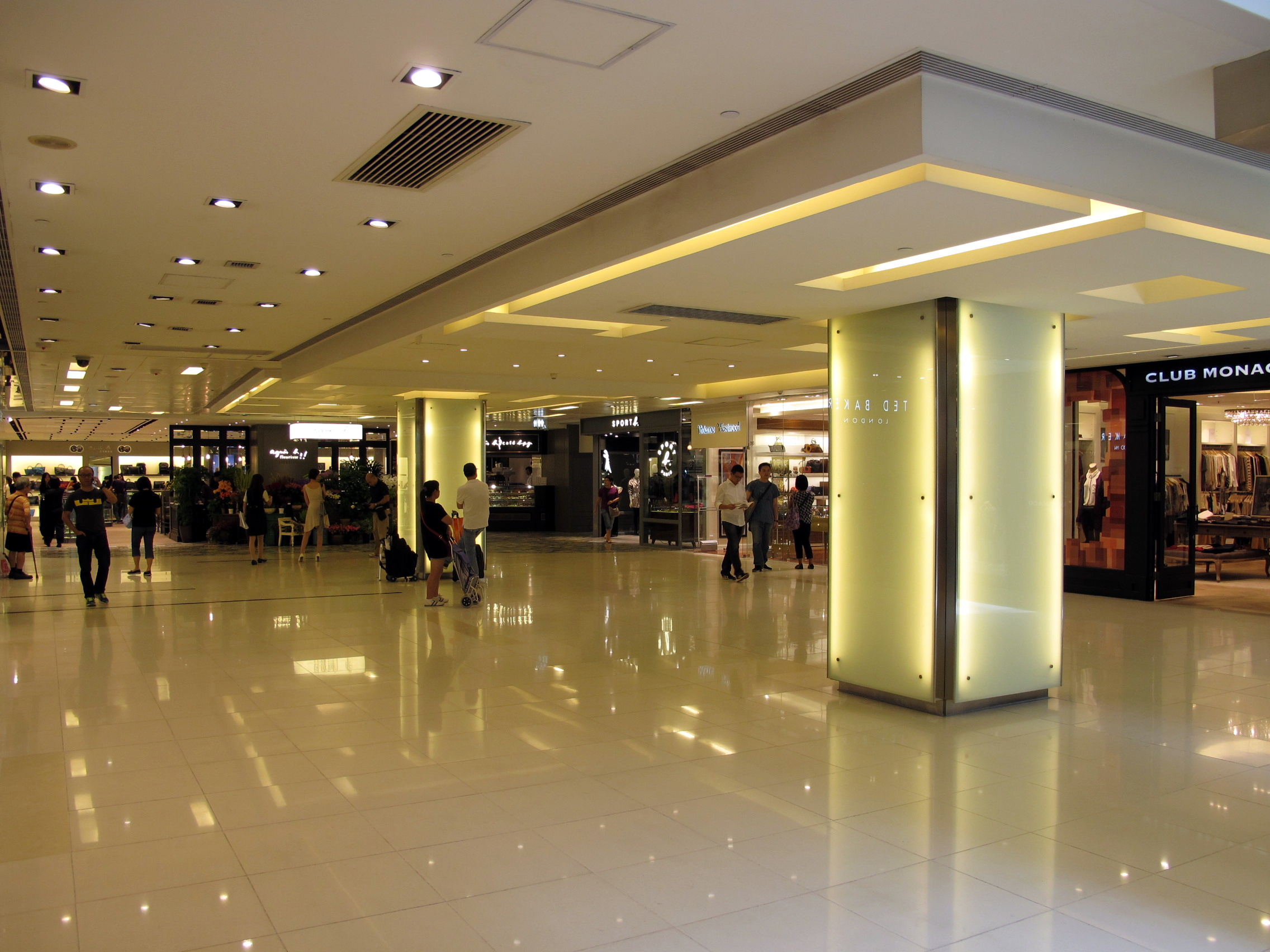
翻新後的3樓西翼

商場西翼在80年代主要以食肆為主，包括聖安娜餅店、德和燒味、新城市零食店及馬利奧餐廳等。其餘店舖包括高登眼鏡及萬寧。到了90年代初，將通道位置開設時間廊，德和燒味及馬利奧餐廳結業後分別變更為大家樂及金像苑泰國菜館；萬寧原址結業後變更為U2。到了2000年，更開設超人主題餐廳，不過一年後改建為超人冰室，2003年結業後分別變更為北京人家。到了2005年，為配合四樓安裝新扶手電梯，西翼部份店舖被迫結業。為配合商場翻新工程，西翼所有店舖於2006年3月結業。
西翼在2006年9月翻新後開設多間名店，包括L'OCCITANE、Calvin Klein、BCBGirls、Sinequanone、GEOX鞋店、Giordano Ladies及英國時裝專門店next。此外，United Colors of Benetton及SISLEY為當時商場的旗艦舖位之一，當中SISLEY店面入口更採用玻璃屋設計。西翼還開設兩間食肆，包括UCC Coffee及Starbucks。
到了2009年，部份店舖進行租戶重整，BCBGirls、United Colors of Benetton 及SISLEY結業。引入Lacoste Accessories及國際名牌COACH專門店。2011年，英國時裝專門店next結業，原址開設TED Baker；而Sinequanone及L'OCCITANE結業後，原址開設Club Monaco。Lacoste Accessories原址則開設Juicy Couture。
東翼在80年代至1994年租戶為八佰伴女裝，童裝及玩具部。其後3樓北座範圍則分拆為20多間店舖，主要租戶包括全港首間迪士尼專門店、周生生、日式食肆大魚豐作以及多間時裝/化妝品牌。到了2005年初，迪士尼專門店結業後，再分拆為多間店舖。為配合商場翻新工程，西翼所有店舖於2006年3月結業。
東翼在2006年9月翻新後開設多間名店，於同年10月至2007年4月陸續開業，大多以國際時裝名店為主。包括Club Monaco、Jessica、Just Gold、The Body Shop、萬寧、周生生、六福珠寶、Nautica、施華洛世奇、French Connection、agnès b. VOYAGE及全球首間Vivienne Westwood Anglomania專門店。而Armani Exchange店面入口更採用玻璃屋設計。其後在2007年尾曾於通道中央開設多間化妝品專櫃，不過由於保安及生意額欠佳，最終結業。
2012年7月起，3樓店舖進行租戶重組。萬寧、Armani Exchange、agnès b.、French Connection、The Body Shop、Starbucks Coffee、UCC Coffee、GEOX鞋店、Giordano Ladies、Vivienne Westwood及H2O+遷至一期、三期商場其他位置；Morellato、Victorinox則結業。新的租戶重組強調引入多間國際名店，並擴大部份舊有租戶面積。新租戶包括Bally、Alfred Dunhill、Marc By Marc Jacobs、Kate Spade New York、MAX & Co.及sports b.。而六福珠寶、周生生則在同層再設多一間分店；周大福及agnès b.經搬遷後，面積擴大了不少。周大福設3500方呎的舖位；而agnès b.由原來2,500方呎舖位，改為承租商場內一個約7,000方呎舖位，打造成集時裝、花店、咖啡店及朱古力店於一身的新界區最大旗艦店，到2020年3月結業，原址開設COS。
2013年，店舖再進行租戶重組，勞力士、堡獅龍、City Chain Primo、Nine West、Tommy Hilfiger及Jessica遷至一期、三期商場其他位置；周生生舊店、Erno Laszlo、Fossil、Ted Baker及PANDORA則結業。原址引入多間名牌商店，包括LOVE MOSCHINO、Y-3、Fresh、萬寧、三寶鐘錶珠寶、Michael Kors、LLOYD、Weekend by Max Mara及Furla。
2016年2月起，利用通道開設Pop-up store，到2017年9月在通道開設來自美國的精品餅店Lady M。

#### 4樓

##### 南座

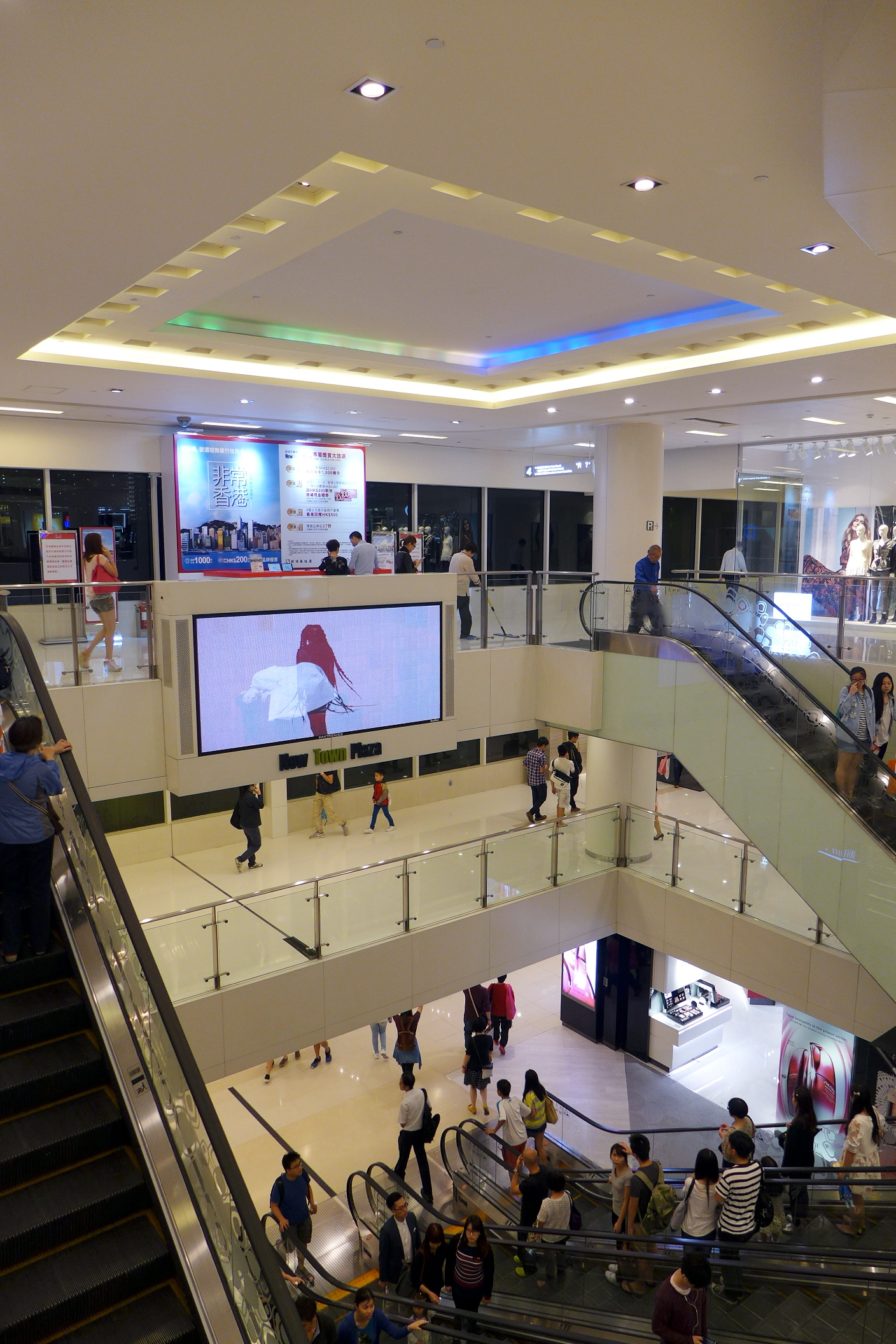
南座扶手電梯中庭

4樓（L4）在商場西翼在80年代主要店舖為佔地13,000呎的百佳超級市場、快圖美、銀碧皮具及遊戲機中心-歡笑樂園。到了90年代初，新增通道連接新城市廣場第三期，遊戲機中心結業，原址改為大家樂。同年，百佳超級市場因配合翻新工程而縮細，一部份劃作為時裝店，90年代後期為運動家及Suzuya。1996年，大家樂亦縮細，一部份劃作為KFC，到了2004年才結業，後來變為One One Pasta西餐廳，一年後結業。2005年4月變更為美心MX。
另一方面為配合翻新工程，百佳超級市場一帶店舖於2004年10月結業，原址分別在2005年1月及3月開設大眾書局及屈臣氏。至於運動家及Suzuya於同年5月結業，原址在同年7月開設Suzuya新店及屈臣氏擴建部份。
2008年10月，為配合改建P9升降機工程，大眾書局被縮細。但截至2013年12月，仍沒有任何工程進行。
商場東翼在80年代主要店舖為八佰伴及商務印書館、後期才合併為八佰伴一部份。到了1995年，八佰伴無法續租商場4樓南座範圍，原址分拆為數間零售店，其中包括佔地6,000呎的Theme時裝店及Mothercare，於1996年開業。不過後期Theme時裝店縮細了一半，於1999年結業。多間旅行社隨即在該處開業，截至2005年10月為止。
2005年10月，為配合翻新工程，四樓多間旅行社遷至二樓新開設的旅遊街，原址在2006年2月開設馬莎百貨，並於同年6月增設扶手電梯往三樓。
商場西翼與東翼中央於1998年起設置顧客服務中心，為遊人提供多項服務。中心於2005年10月及2013年曾進行翻新。西翼及東翼分別在2007年及2008年設置儲物櫃及停車場自動繳費機。
2011年5月，四樓大家樂、美心MX、屈臣氏及大眾書局陸續結業。大家樂原址於同年8月重開。屈臣氏則於美心MX原址重新開業。而前屈臣氏及大眾書局原址就開設佔地9,800呎的H&M，於9月15日開業。
2013年9月起，4樓馬莎百貨縮細，縮細了的原址開設Accessorize及日本女士服飾snidel。
2015年11月，進駐了20年的馬莎百貨因不獲續租而結束營業，其中食品部在同年於3樓東翼通道開設臨時店，租約為期1年。女裝部則分拆出專門店，於2016年5月重置在3樓西翼。而旁邊的Accessorize及snidel亦相繼搬遷至3樓、4樓其他地方，與馬莎百貨原址再次打通，並租予Apple Store，於新界開設首間專門店，於2016年6月30日開業。

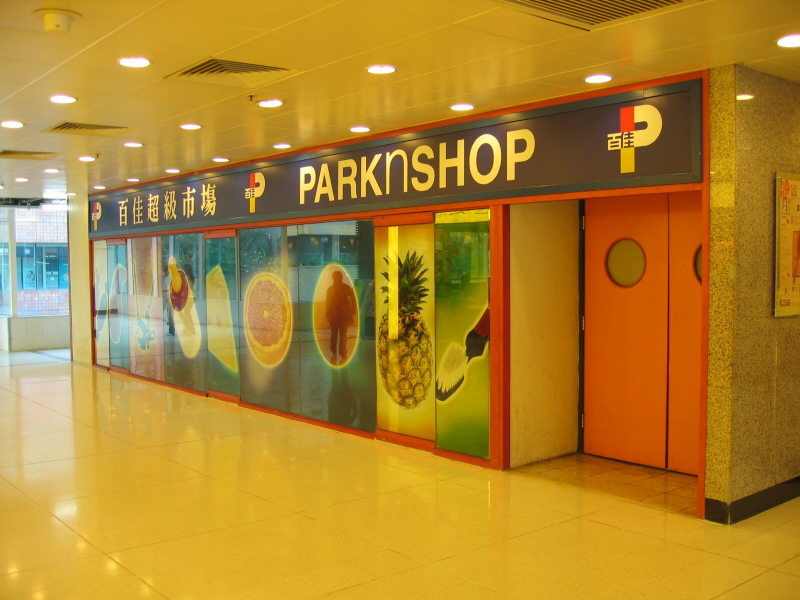
百佳超級市場後門
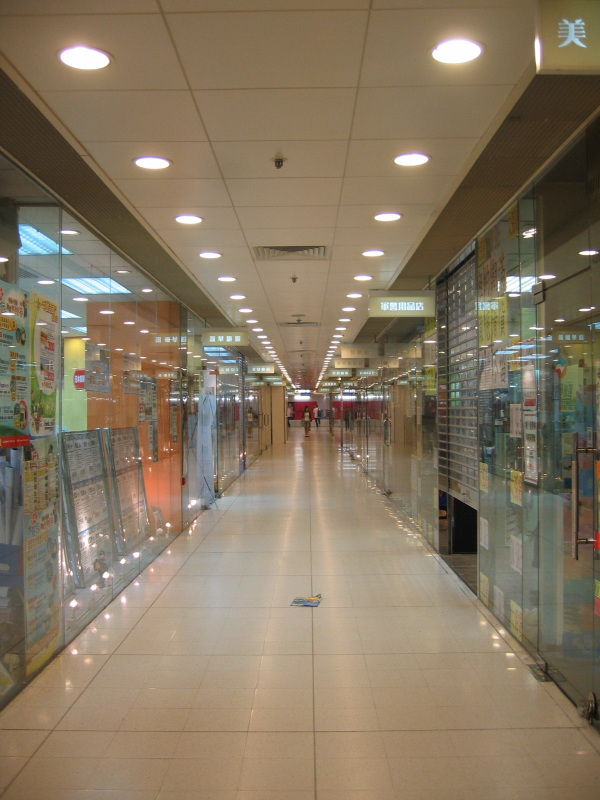
四樓旅遊街（已搬遷）
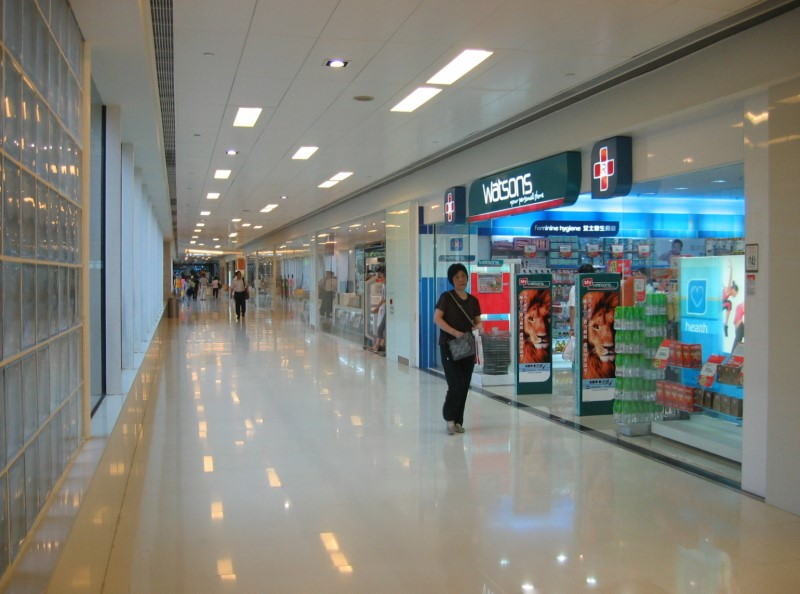
翻新後的商場西翼通道
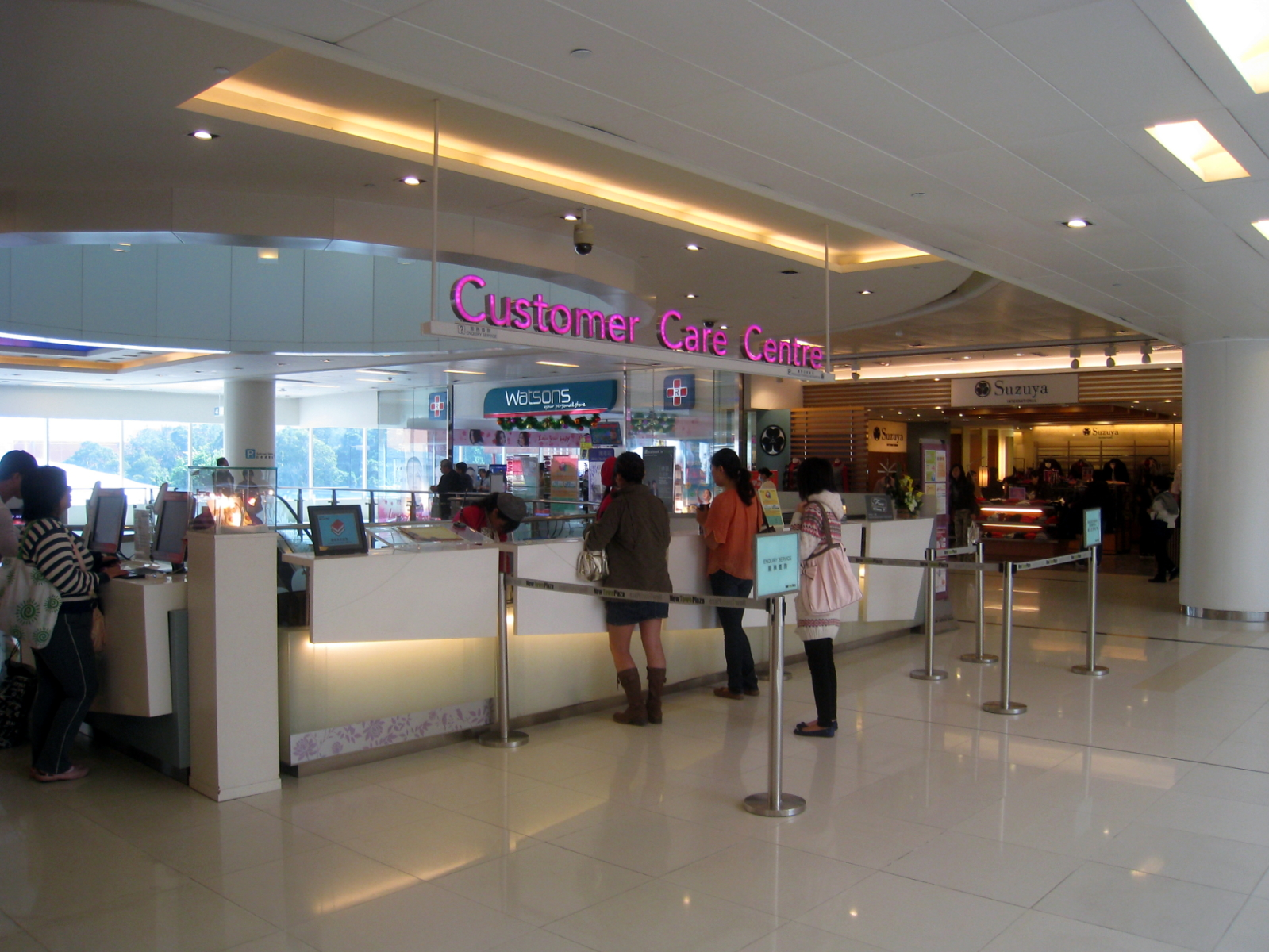
顧客服務中心
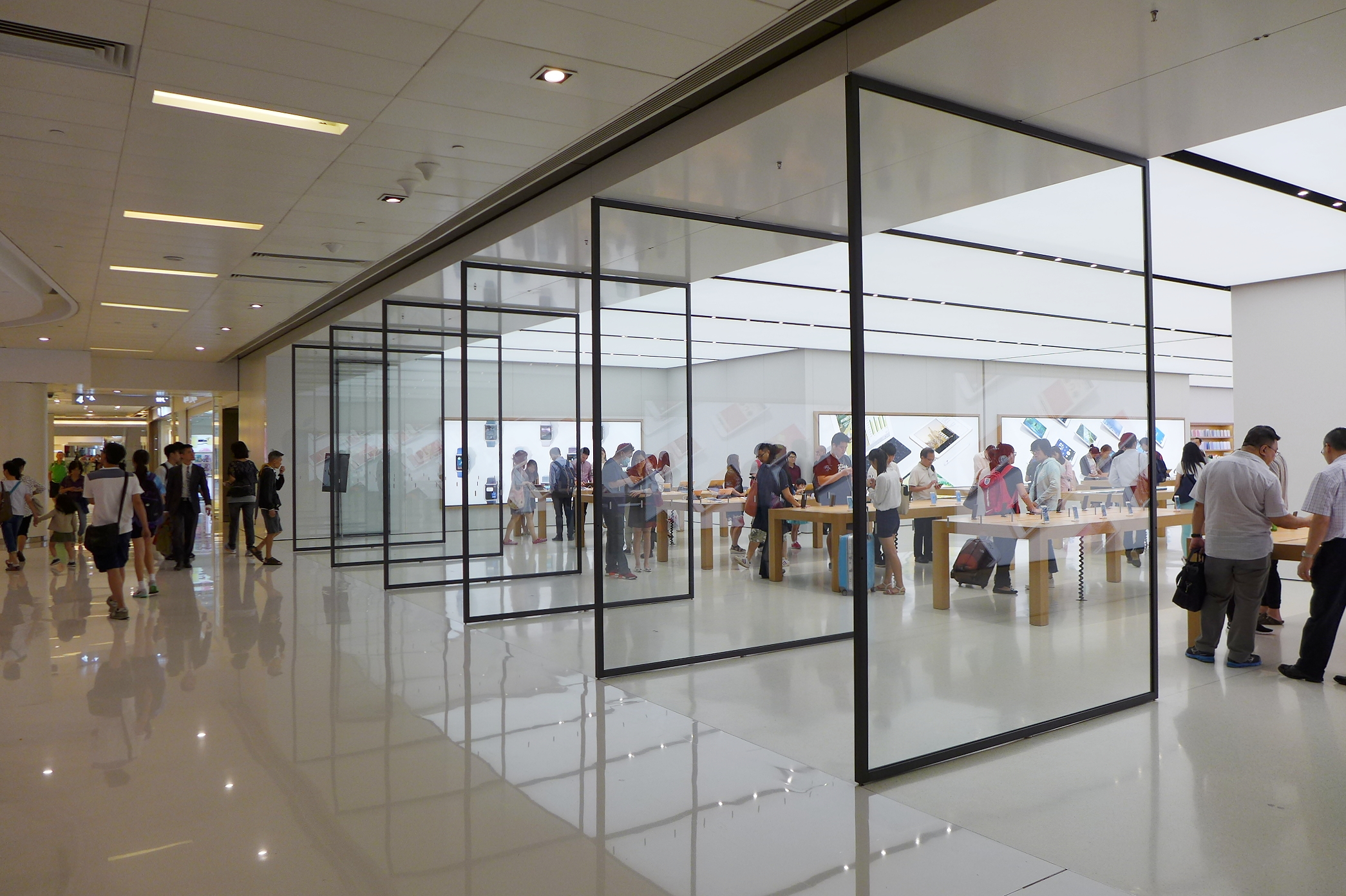
Apple Store專門店

##### 展覽廊
2005年10月翻新後開設3間時裝店，包括Michael Rene、Basic Gear、Mademoiselle。到2006年3月開設MADIA及Lazy Susan。2009年3月，Basic Gear原址改為Koyo Jeans。2010年Michael Rene結業後分拆為兩間商店，引入Anteprima Misto及Kipling。2011年Mademoiselle結業後分拆為兩間商店，引入Accessorize及Steve Madden。Koyo Jeans在2012年結業後分拆為兩間商店，引入Koolaburra及Samantha Thavasa。Lazy Susan原址改為M dreams by Melissa。
由2012年至2013年10月為止，展覽廊的商店包括Accessorize、Steve Madden、Koolaburra、Samantha Thavasa、M dreams by Melissa、Anteprima Misto、Kipling及Madia。
2013年10月，沙田地政處發現展覽廊的店舖霸佔公眾行人通道出租而違反地契，已發信要求業權人糾正，因此4樓展覽廊的所有商店需全部結業，以進行還原工程。M dreams by Melissa、Accessorize及Steve Madden遷至一期其他位置，而Madia及Kipling則遷往三期，原址每邊四變二，主要安置同樣受地契問題的三樓部份化妝品店，包括Clinique、Giorgio Armani及shu uemura，而且還引入了Bobbi Brown。

##### 北座

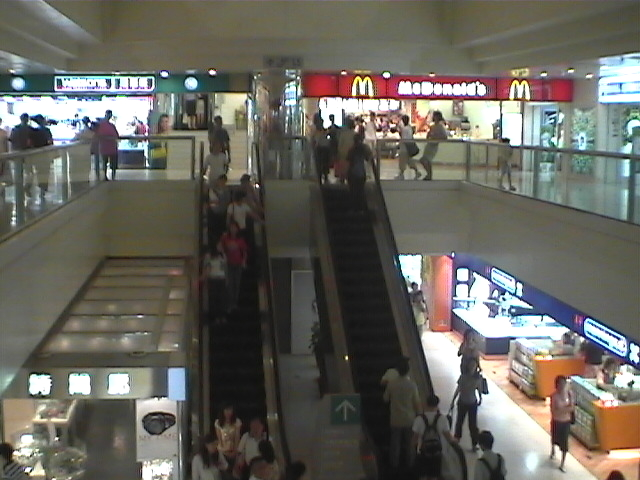
翻新前的西翼主要店舖為屈臣氏及麥當勞餐廳

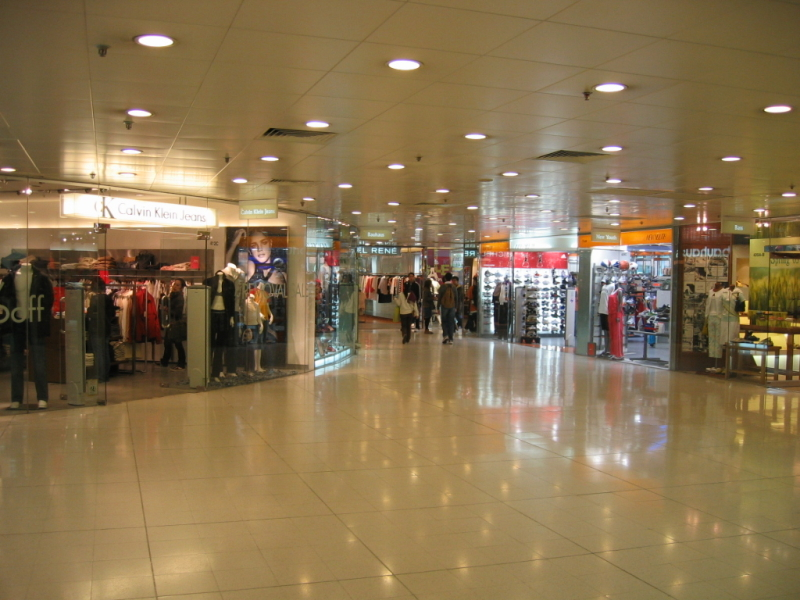
翻新前東翼「時尚圈」（2005年）

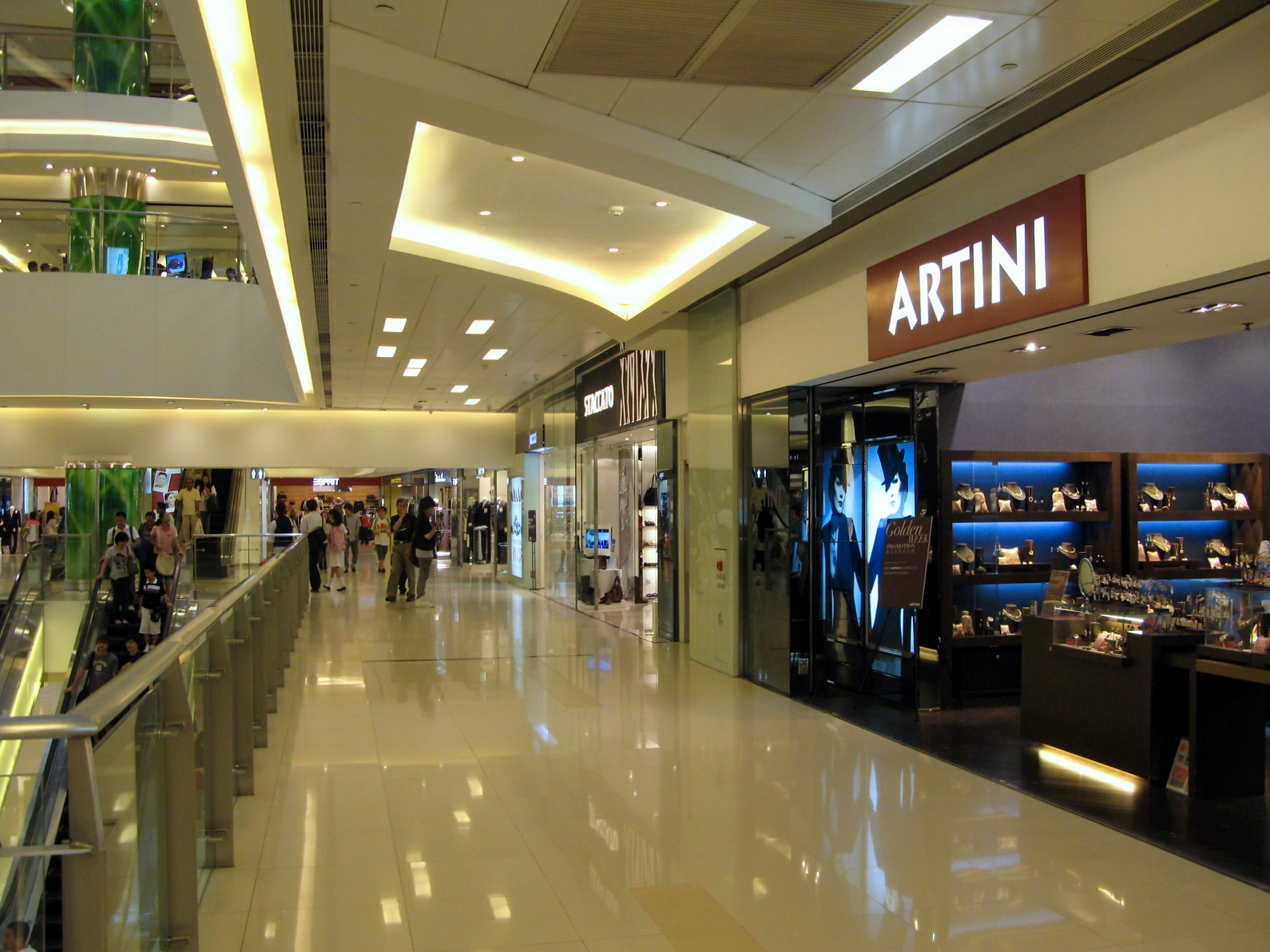
翻新後的北座西翼

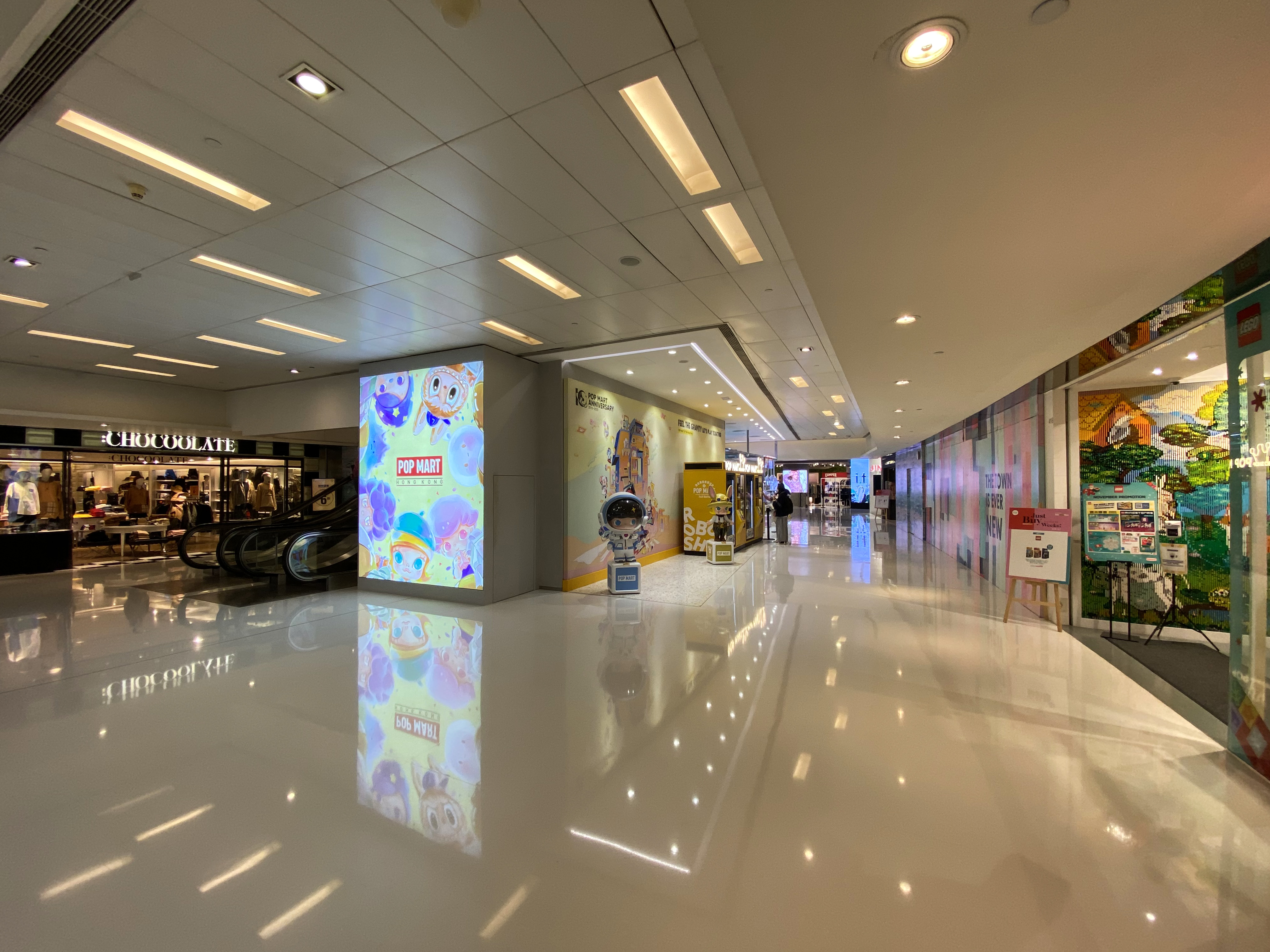
翻新後的北座東翼

北座西翼在80年代主要店舖為佔地7,000呎的屈臣氏、麥當勞餐廳、KFC、大大公司及鱷魚恤。到了1996年，KFC搬至商場南座，原址變更為Royal Sport House。2005年，為配合翻新工程，麥當勞及屈臣氏率先結業，以便安裝新扶手電梯往五樓；其他店舖於2005年6月結業，並進行翻新。
到了2005年10月，Cour Carre率先開業，其他商店於同年11月至12月開業。包括Esprit、Folli Follie、Style of Playlord、UFFIZI、Charcoal、Morgan、ARTINI首飾店及Vanilla Dew等。到了2008年、2010年及2012年，部份店舖進行租戶重整，包括引入Marlboro Classics、Viva Circus及Porter。2012年的租戶重租則主要將3樓南座的租戶遷至4樓。新租戶包括G2000、Playlord、Joy&Peace、Millies、giordano ladies、Sinequanone、mademoisella及Pedder Red等。Marlboro Classics、Viva Circus、Style of Playlord及Esprit等租戶則結業。
北座東翼在1984年至1985年主要店舖為一個展覽館，到了1985年年中改為八佰伴男裝及運動服裝部。同層其他店舖包括電器店及多間時裝店。到了1991年八佰伴無法續租4樓範圍後，原址在1992年分柝為27間店舖，命名為「時尚圈」Trendy Circle，主要以年青服裝，手袋，皮鞋為主。1996年，商場4樓「時尚圈」Trendy Circle位置部份範圍改建為沙田HMV及馬獅龍。另一方面，新建了一條通道連接「時尚圈」範圍，方便沙田廣場居民進出新城市廣場。同年，該處開設Oliver Super Sandwiches及華納卡通用品專門店，其他租戶包括三藩市咖啡店、bauhaus、Walker Shop、Kalms紀念品店及OPA International等。到了2005年5月，為配合翻新工程，東翼所有店舖結業，並進行翻新。
到了2005年9月，佔地8,000多呎的i.t.率先開業，首批商店於同年10月至12月陸續開業。包括日本服裝Rainbow City、Agatha首飾店、Pink Army、Mango、Colour Eighteen、United colors of Benetton及高檔鞋店Pedder Red。當中來自法國Durance化妝品店更是亞洲區首間分店。到了2006年1月至4月，第二批商店開業，包括化妝品牌IPSA、Miss Sixty、D-mop及高檔時裝店lu lu cheung。
2007年至2009年起，東翼店舖分階段進行租戶重組，05年至06年開業的商店陸續結業。主要引入年青服裝為主，時裝店包括全港首間collect point 日本服裝專門店、Chocoolate、The Emporium及Ticket by azona等。其他新店包括Thomas Sabo及TOUS首飾店、Kiehl's 1851化妝店及全球首間SK-II專門店。
2012年至2013年，店舖再進行租戶重組，The Emporium、T-K、Ticket by azona、IPSA、SK-II、Hilfiger Denim及Chocoolate結業。原址主要將3樓的租戶遷上4樓，包括A/X Armani Exchange、UCC Coffee及French Connection。另外引入新租戶Koolaburra、Samantha Thavasa、M dreams by Melissa、Lacoste L!VE、Aape by a bathing ape、Pink Martini、Cath Kidston及Brooks Brothers。
2014至2016年，Lacoste L!VE、French Connection、D-mop、Brooks Brothers及UCC Coffee結業。原址分別開設Jack Wills、EVISU、Avenue 1218、snidel及Fauchon Paris LE CAFE。
2013年4月，G2000位置旁新建洗手間，採用裝修豪華優雅的設計。當中女洗手間每個廁格更設獨立洗手盆。
2018年7月，店舖再進行租戶重組，東翼i.t.縮細，collect point及Avenue 1218結業。原址分拆為多間商店，包括G-STAR RAW、Popcorn、Daniel Wellington、日牌眼鏡JINS、LINE Friends Store及內地熱爆飲品店喜茶。到2020年，喜茶、G-STAR RAW和LINE Friends Store結業。其中喜茶改為美心食品特許經營的日本連鎖燒肉店「燒肉LIKE」於香港的首間分店，而LINE Friends Store改為POP Mart和玩具反斗城臨時店。

#### 5樓

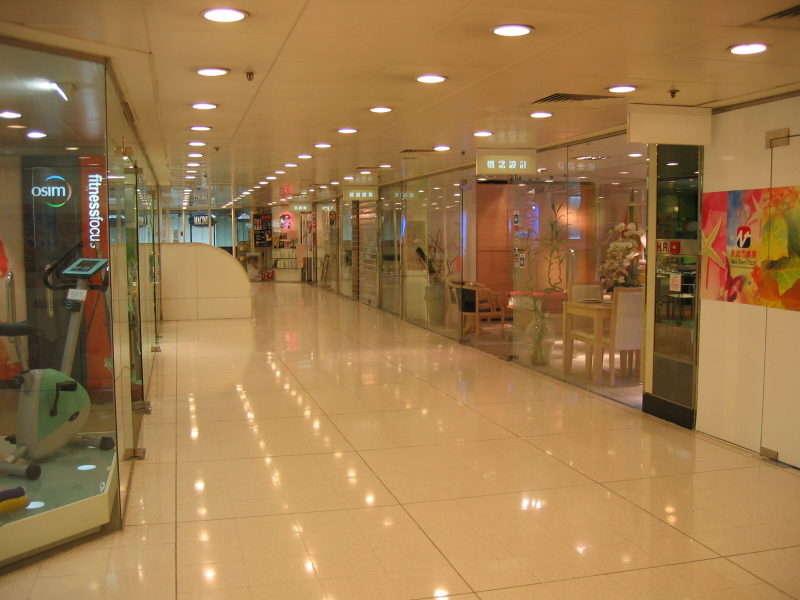
翻新前的5樓（2004年）

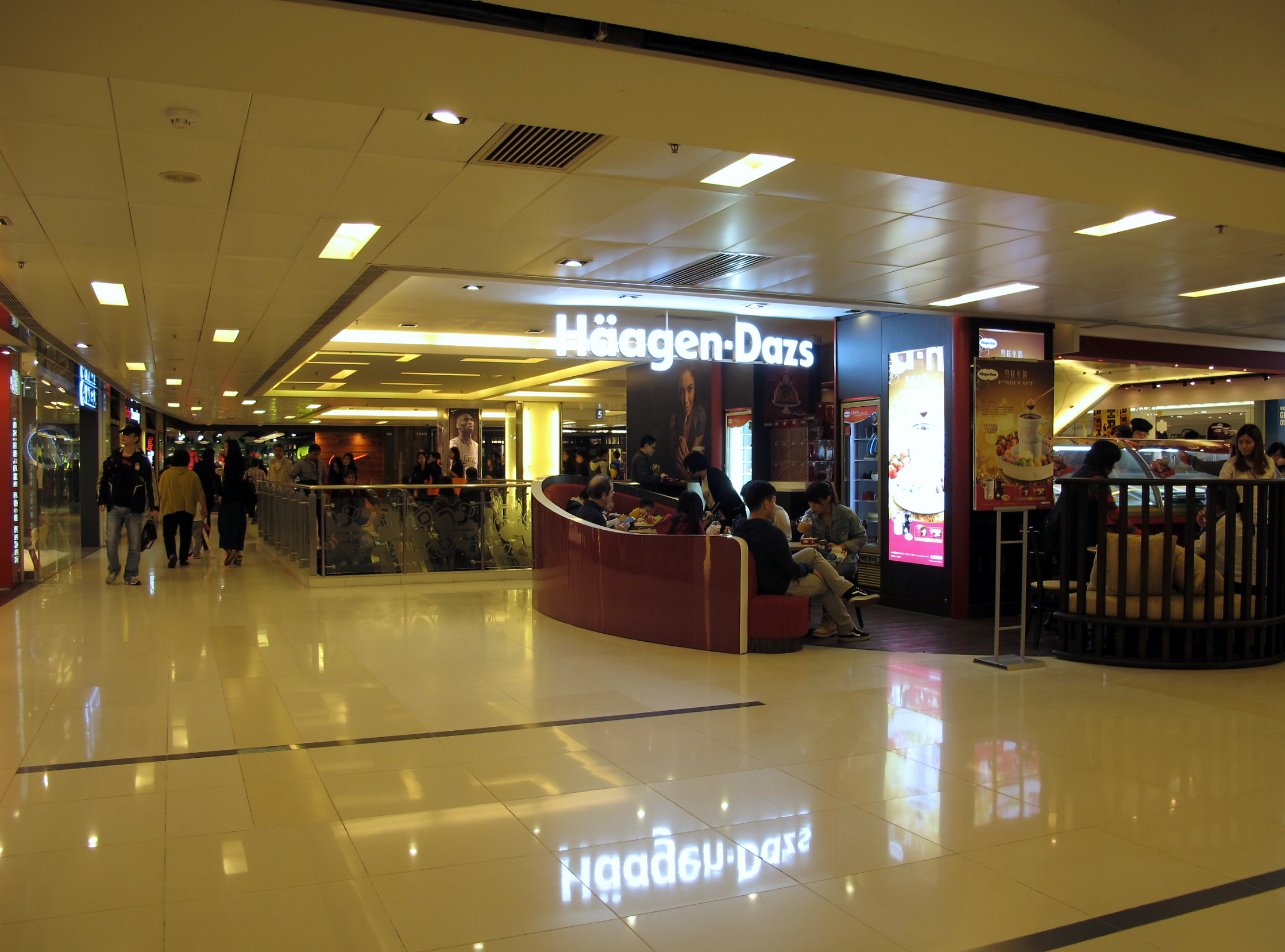
5樓設Haagen-Dazs雪糕店（2012年）

5樓（L5）商場西翼在1980年代時主要為多間婚紗攝影店，髮廊，時裝店及恆生銀行。商場東翼為多間售賣家具行、布藝店及家居設計專門店，當時商場唯一的電器連鎖店豐澤電器也曾在商場開業。東翼連接4樓及6樓扶手電梯的家居店更採用開放式設計。到了80年代末，5樓增添了多間旅行社，商場東翼更增添了佔地萬多尺的天虹電器城。1993年，天虹電器城結業，原址拆細為多間傢俱行。1998年，為了吸引更多人流前往5樓，發展商在商場西翼加建了一條扶手電梯連接4樓至5樓。1999年，隨商場4樓設立旅遊街，多間旅行社遷往下層。
到了2004年11月，因進行全面翻新工程，除了星展銀行外，其餘的租戶被迫結業。翻新工程於2005年4月中完成，重新規劃後為運動服裝及年青人服裝的集中地。包括Levi's、Timberland、bauhaus、運動家、Catalog、K-Swiss（已結業，2013年改為Samsonite新店）及Quiksilver等不過翻新後初期人流稀少，特別是商場西翼範圍，到了同年6月30日麥當勞重開後，人流才顯著增加。
2008年4月，5樓進行租戶重租工程。新引入的租戶包括Oxbow及Billabong運動品牌。商場西翼範圍部份店舖也搬遷至西翼其他位置或進行翻新。2009年6月，Billabong結業。
現時5樓主要租戶還包括adidas、AIGLE、Ashworth、Nike、i.t.旗下的izzue.com、5cm、b+ab、CAMPER及double-park；Converse、ecco、Nautica、Bauhaus、Clarks、Vans及The Overlander等。食肆為Ruby Tuesday及Haagen-Dazs雪糕店。
此外，5樓商場設有戶外空中花園，在1980年代時曾設高爾夫球場及水上樂園，不過因宣傳不足，再加上使用率低，平台康樂設施於1990年代初停用。到了2000年年尾，發展商曾打算翻新5樓平台，並改建荒廢多年的設施。但最終計畫取消，而平台一度列為商場禁區，處於封閉狀態。到了2007年，發展商打算以運動公園為主題翻新及改建5樓平台。不過其後因被發現該處為公共用地，發展商最終不願投資將該處翻新及改建。2008年12月，商場將廢棄多年的高爾夫球場進行簡單翻新，在同年12月啟用。面積達35,000平方呎的水上樂園於2010年底改建為綠化平台，部份範圍於2011年9月開放。到2020年第三季改為「New Town Plaza Sportzone 躍動悠園」，設7大Fitzone，到2022年8月底清拆。
2015年，進駐商場已經超過30年的麥當勞，終不敵高昂租金而結束營業，6-7年後復業。而5樓亦順勢再次進行租戶重組，Adidas、AIGLE、Converse、Quiksilver及The Overlander於同層進行搬遷，其餘舖位則引入New Balance、Onitsuka Tiger及patagonia。到2016年1月更利用通道空間開設KURA CHIKA Popup store。
2022年第二季，發展商將商場連接平台的牆身改為落地玻璃設計，而高爾夫球場亦再次進行翻新工程，改建為設有親子遊樂設施和三大主題的Fun Park，在同年7月17日開幕。到2022年9月，發展商公佈將躍動悠園範圍改為吸引一家大小的互動樂園，預計2023年暑假落成。到9月起，5樓“躍動悠園”和平台花園進行清拆和改建工程。到2023年10月1日成為香港首個以恐龍為主題的大型常設綜合式兒童戶外遊樂場“Dino Park”。

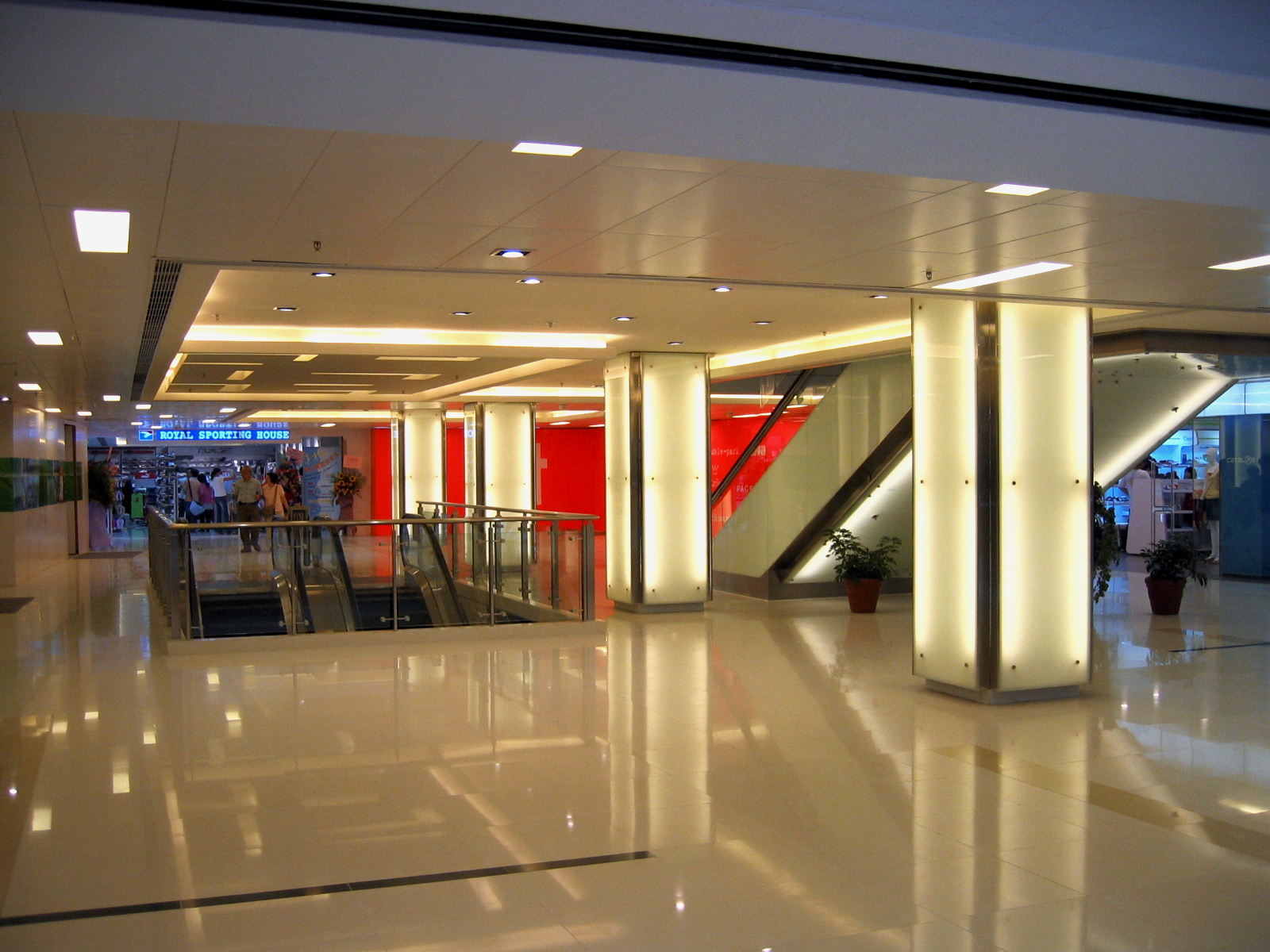
2005年翻新後初期的5樓東翼
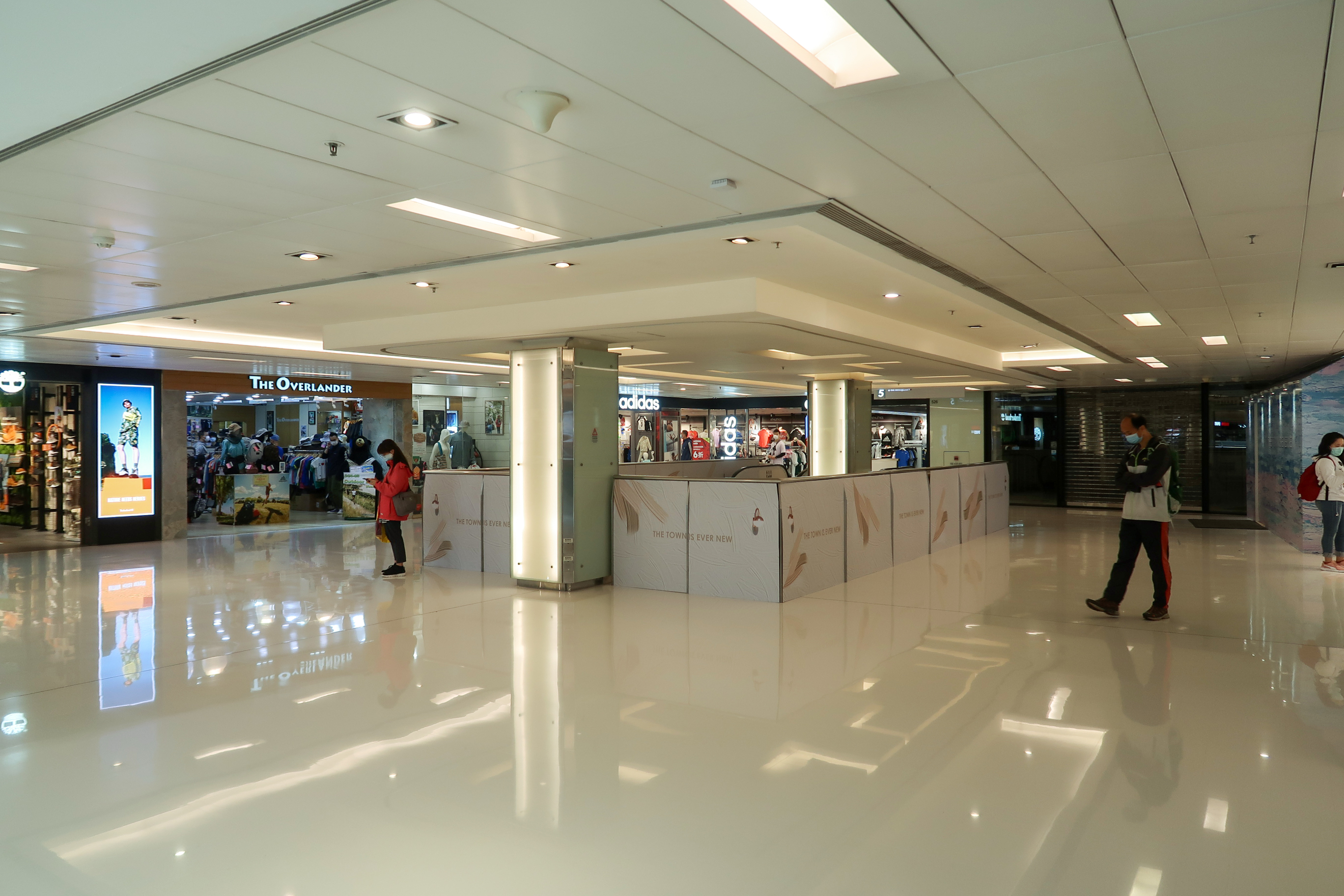
商場5樓西翼（2020年）
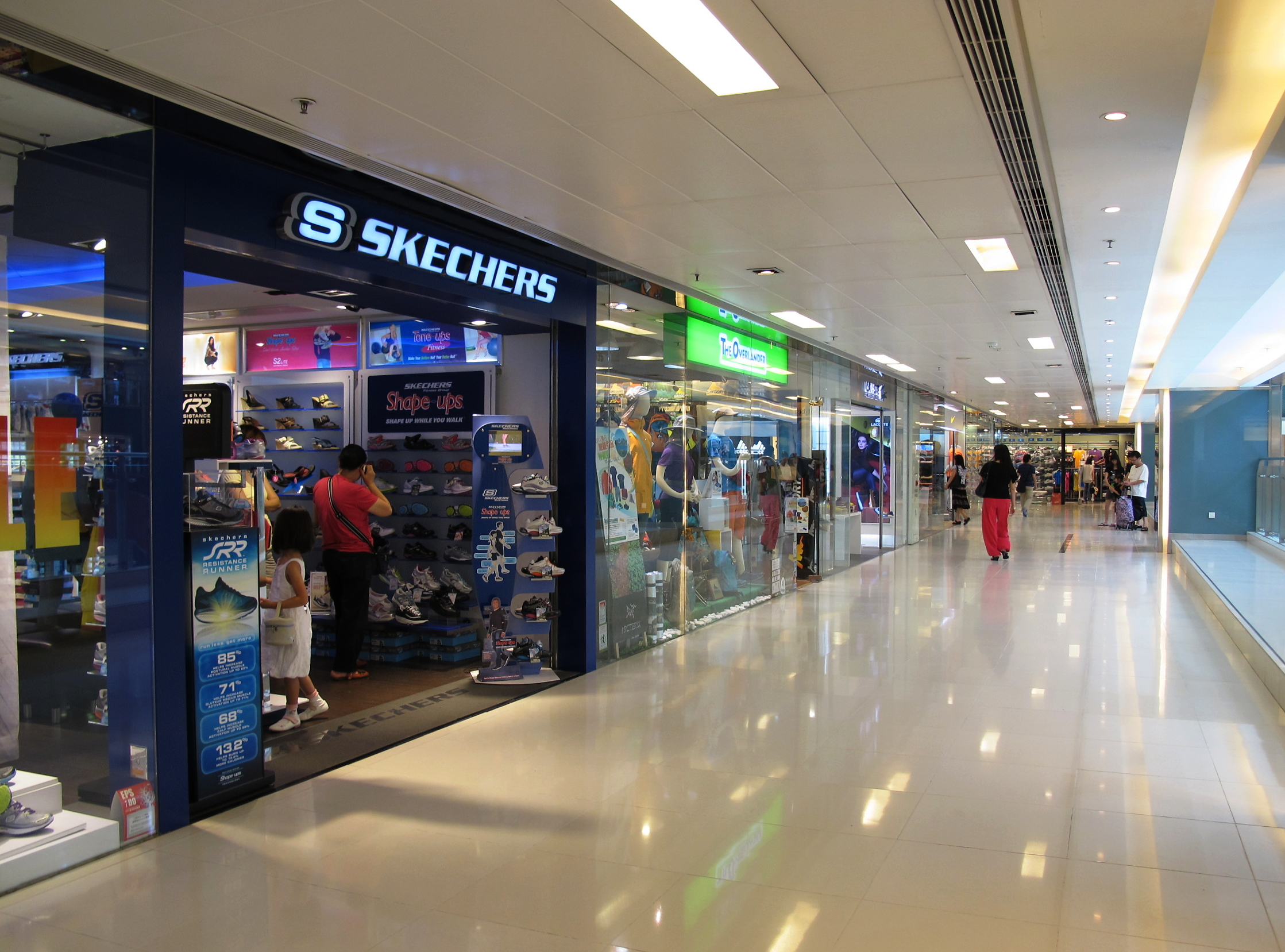
商場5樓商店（2011年）
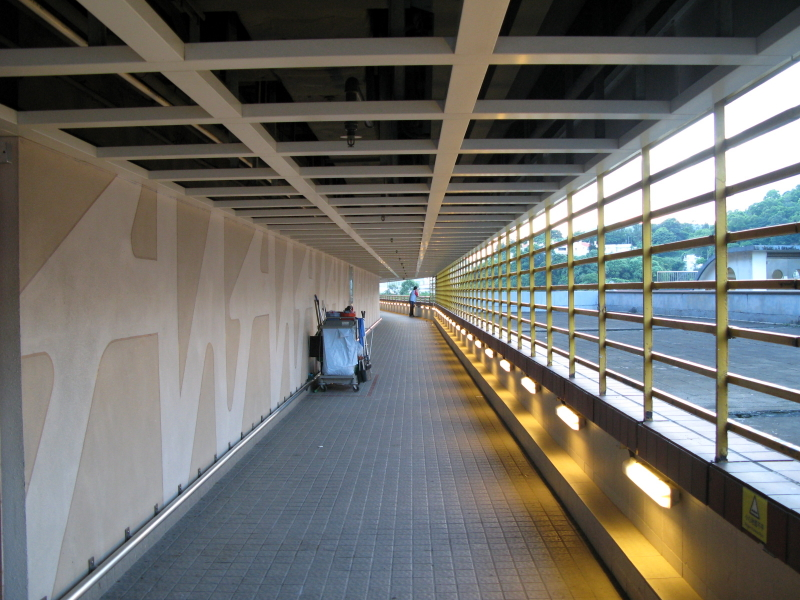
室外送貨通道
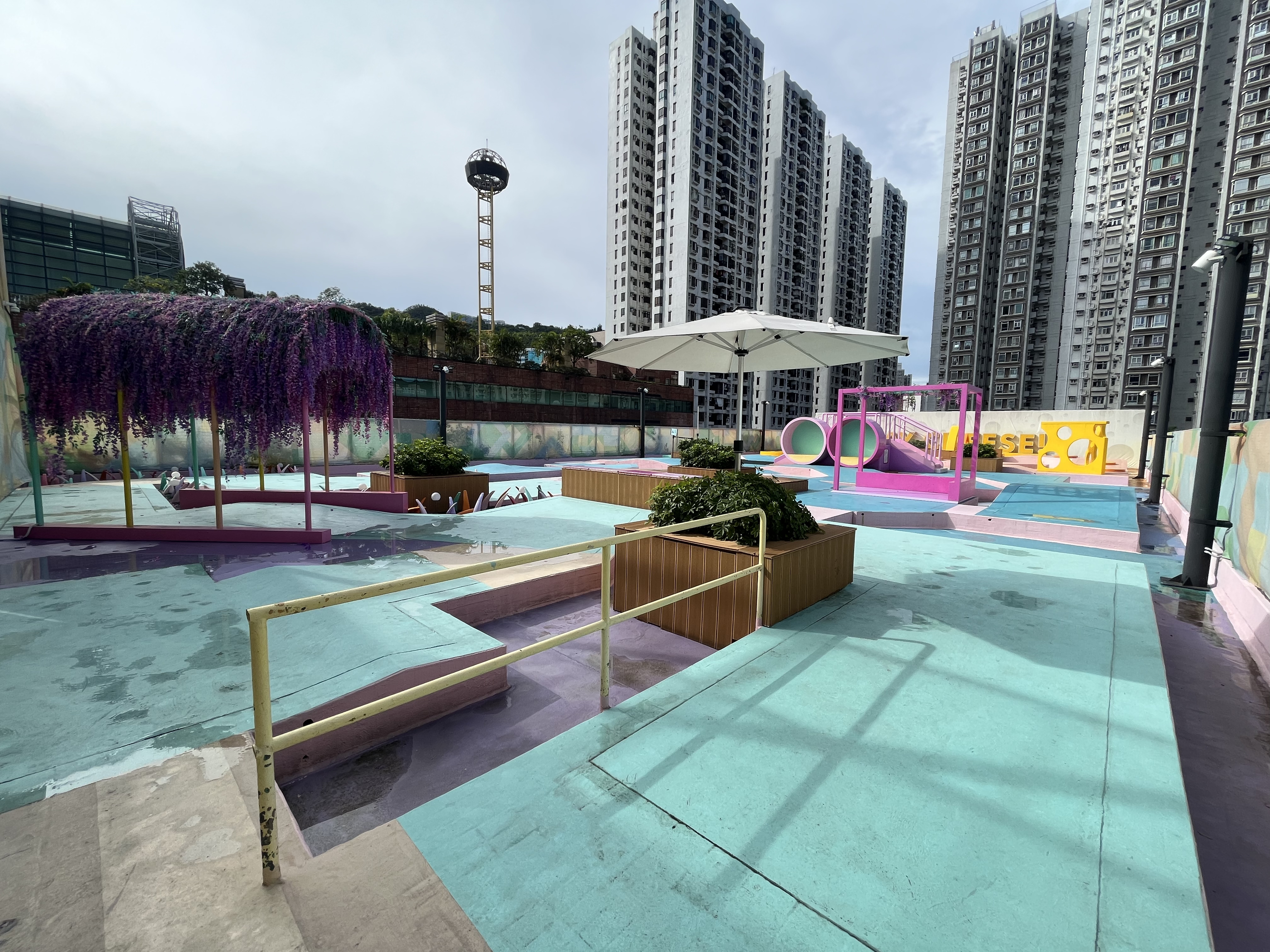
商場5樓Fun Park（2023年）
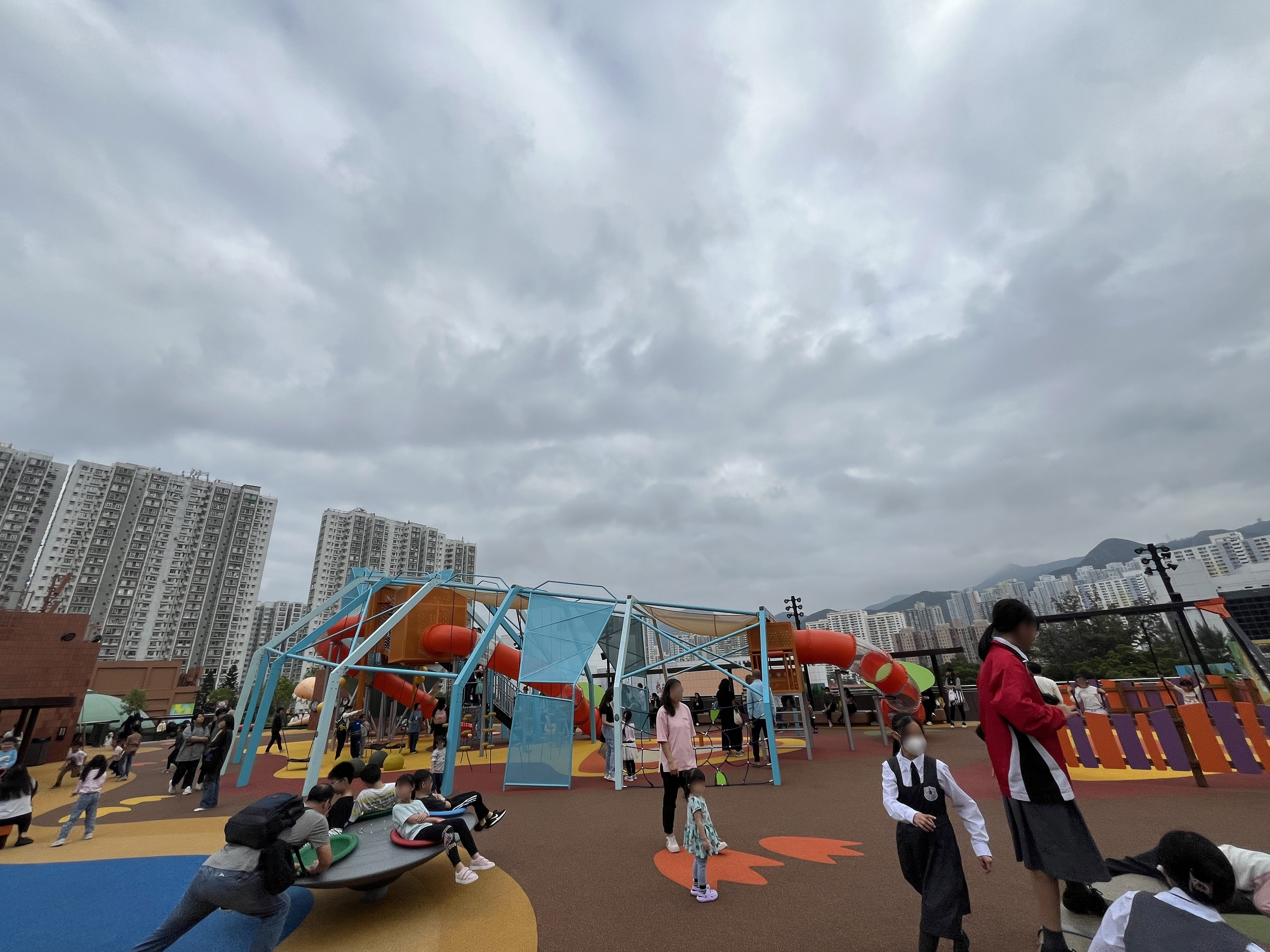
商場5樓Dino Park（2023年）

#### 6樓
6樓（L6）在商場1984年開業至2004年8月主要為多間大型餐廳。早期租戶包括利苑酒家、城市火鍋、南風閣餐廳及當時全港最大的敦煌酒樓。到了九十年代中期，城市火鍋變更為韓國餐廳，敦煌酒樓結業，新租戶為美心皇宮中式酒樓。到了2004年8月，因進行全面翻新工程，美心皇宮遷往至商場8樓，原有的租戶被迫結業，只有利苑酒家及和民居食屋繼續營業。翻新工程於2004年12月完成，重新規劃後為電器用品的集中地。電器連鎖店包括6樓翻新後首間開業的豐澤電器。其他主要電器店包括中原電器、百老匯攝影器材、香港電業城（已於2013年結業）、蘇寧鐳射、OSIM、PCCW（已於2011年結業，原址現為恆輝數碼）及DG LifeStyle Store等。其餘主要租戶還包括中國銀行、BOSE、AV-Life、Pacific Coffee、快圖美、OTO、Samsonite、Sony Store、Nokia專門店及1010等。另一方面，商場6樓翻新時曾預留位置建立連接3樓及6樓專用的升降機大堂，不過最終計畫攔置，成為店舖的一部份。
2013年，6樓進行租户重組，香港電業城、Junghans鐘錶店、OTO、潮流天地眼鏡店、Nokia專門店、和民居食屋、Tic Tac Time結業；蘇寧鐳射、豐澤電器、張毛記、Samsonite、AV-Life則遷至5樓、6樓其他位置；而百老匯亦一分為二，騰出位置開設眼鏡88新店，取代位於1樓西翼的臨時店。原址引入多間名牌商店，包括Elecom、FOCO Headphone Pro Shop、City Chain Primo、Quarter by Tic Tac Time、三星陳列室及Bang & Olufsen陳列室。
2017年5月，Pacific Coffee結業，新店為高級咖啡店Elephant Grounds。
2019年4月，店舖進行租戶重組，東翼百老匯攝影器材縮細，眼鏡88搬遷至同層另一店舖。工程在同年7月完成，開設了優品360、Mannings Baby、豐澤電器旗下的副線新品牌TechLife by FORTRESS，電訊數碼和快圖美。
2021年3月初，開業34年的利苑酒家一度結業，其後原址分拆為3間餐廳。包括連續11年米芝蓮一星的餐廳“日山壽喜燒”，“幸匠燒”和縮細了的利苑酒家。而蘇寧鐳射在10月底搬遷至東翼前優品360和Mannings Baby的位置。2023年，前蘇寧鐳射位置再次分間為多個舖位，開設TechLife by FORTRESS，寵物用品店和法國菜餐廳ÔDELICE。

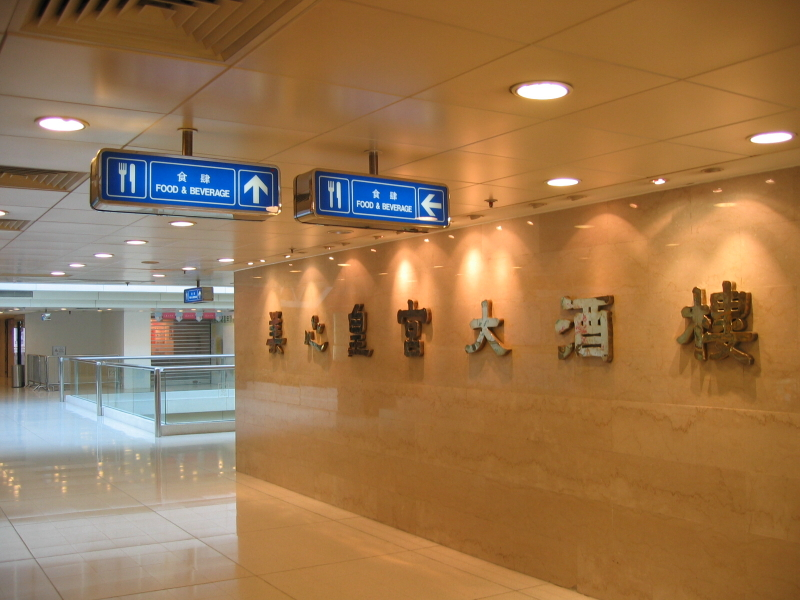
翻新前商場6樓通道
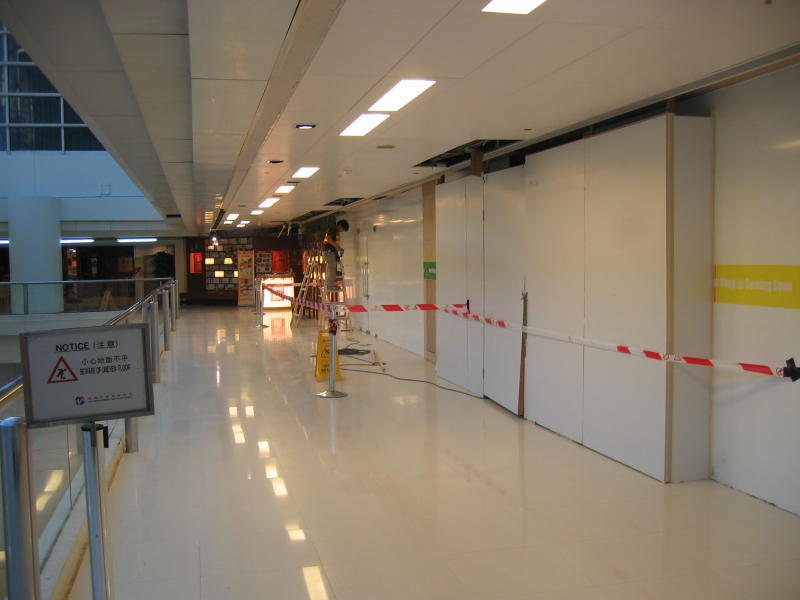
翻新後初期商場6樓西翼
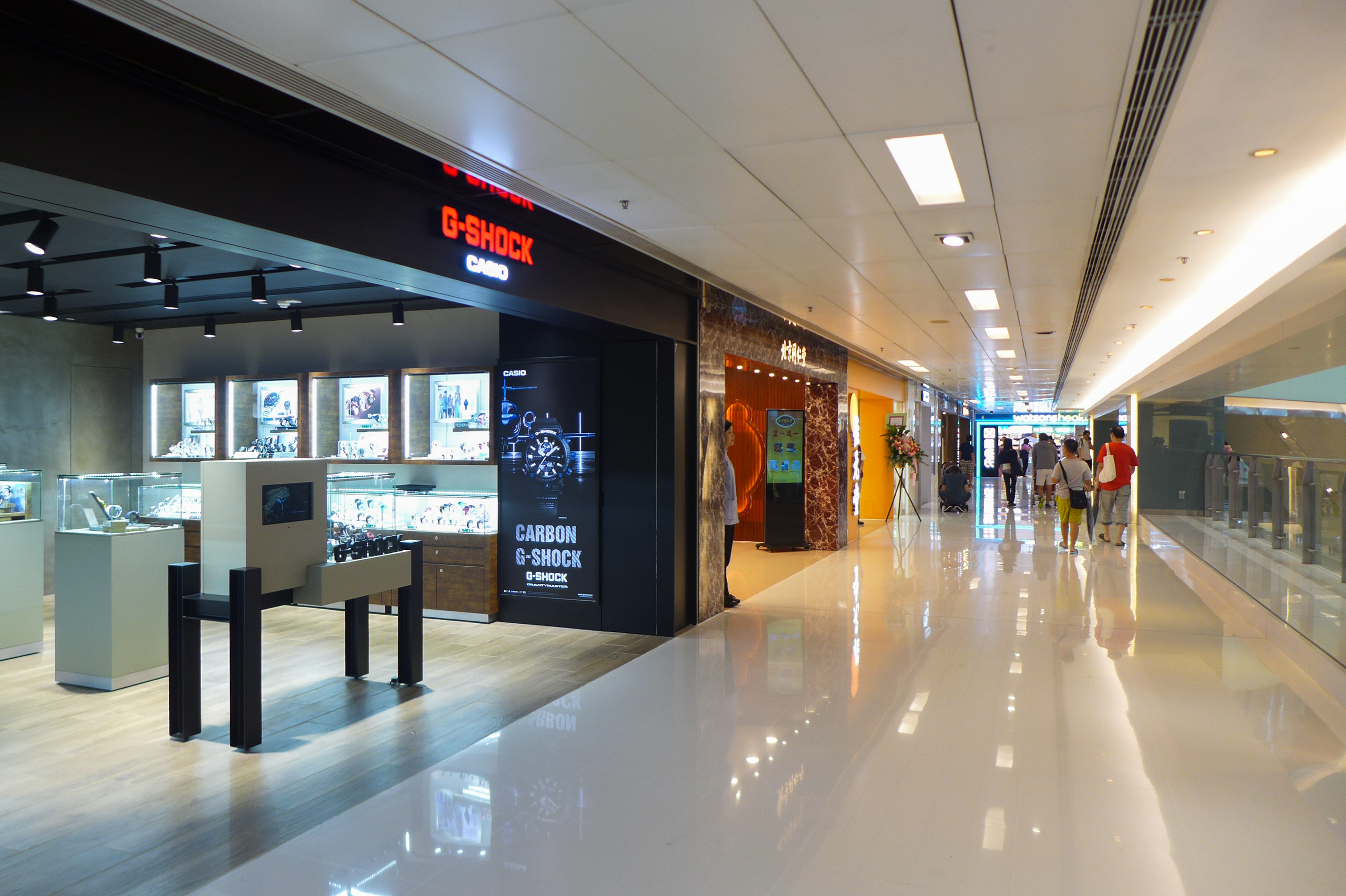
商場6樓通道
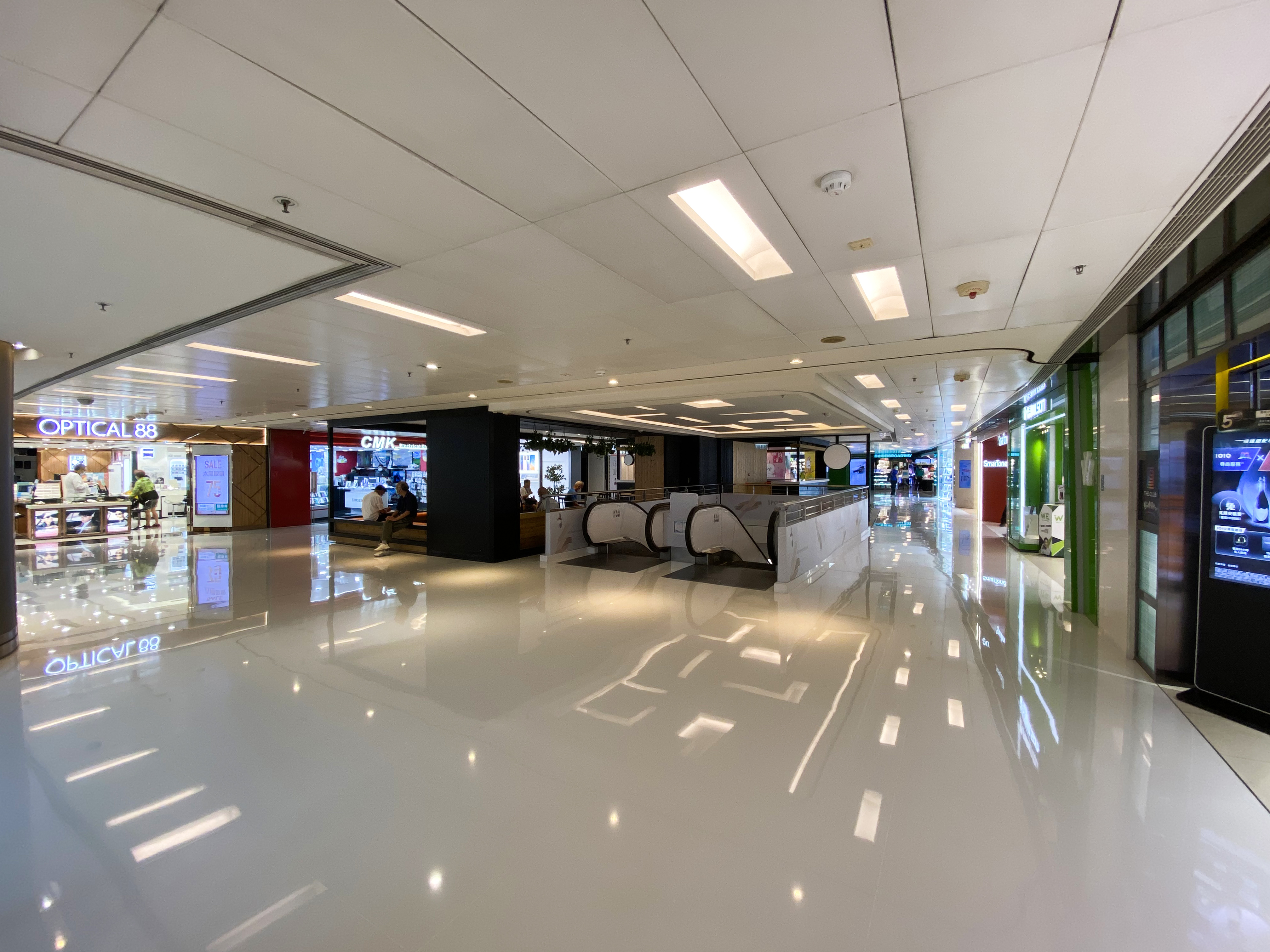
商場6樓東翼

#### 7樓
7樓（L7）在商場1984年開業至1994年為北園皇宮大酒樓，並設有2部升降機（編號P1及P2）由3樓直達7樓。到了1995年原址拆細為多間店舖，最大租戶為美心集團旗下的潮江春中式酒樓，其餘店舖為東亞銀行、中國銀行及財務公司。商場室外設有空中花園，並且種植360種植物。然而，由於當時該層室內部份並沒有通道連接至花園，只能從5樓及6樓室外樓梯前往，使該處人流稀少，後來更處於荒廢狀態。

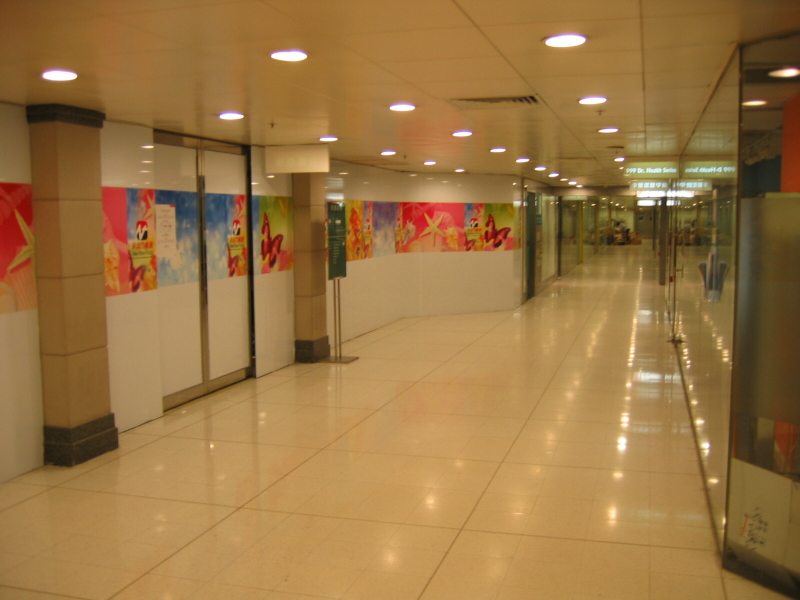
全面翻新前的7樓商場
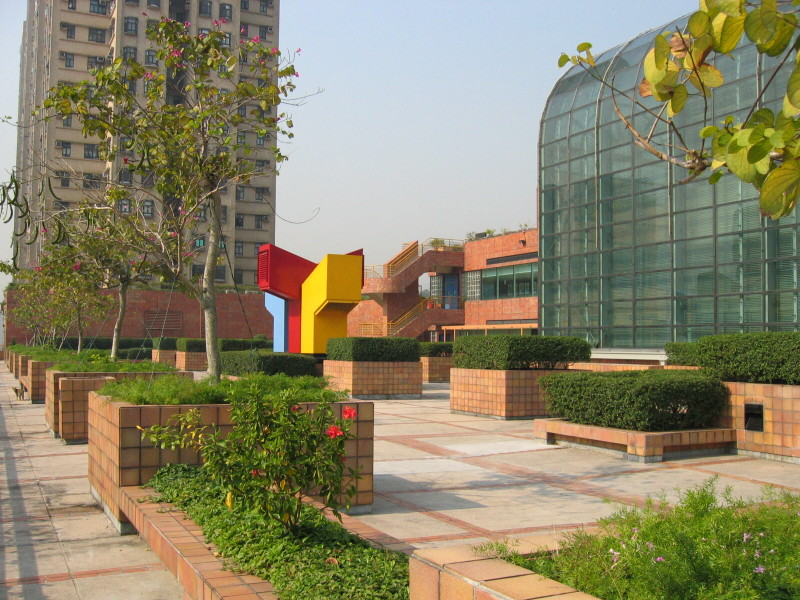
7樓花園處於荒廢狀態（2004年2月）
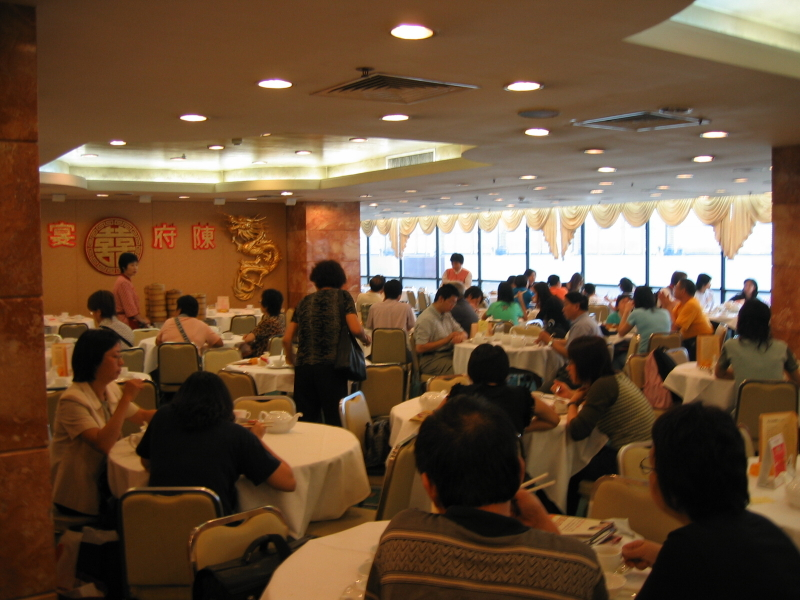
新城市廣場翻新影響，潮江春已在2004年10月結業
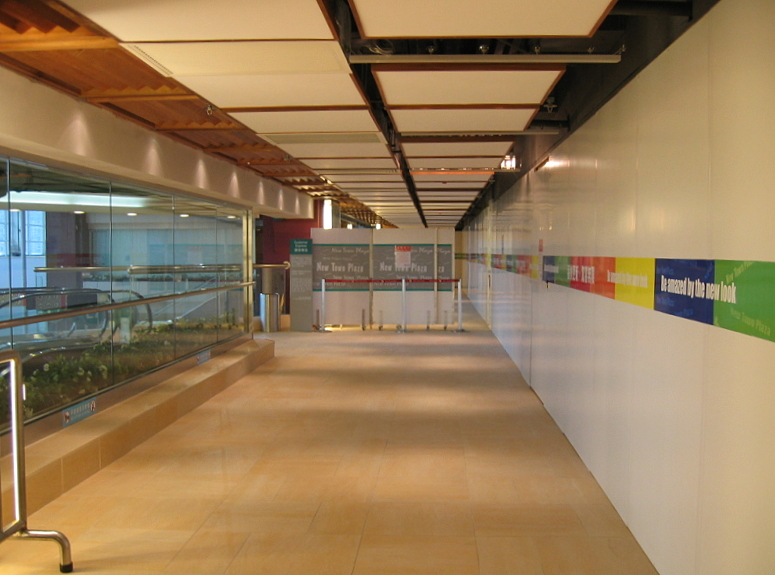
翻新接近完成（2005年3月）

到了2004年10月，7樓所有店舖因進行全面翻新工程，原有的租戶被迫結業。原址改建為10間特色食肆及一間唱片店CD Warehouse，部分特色食肆室外設有座位，該層命名為THE MENU@LEVEL7，大部份食肆於2005年5月至7月開業。商場更將7樓廢棄多年的空中花園進行全面翻新及改建，並且將音樂噴泉組件移走至七樓花園平台。到了2008年11月，平台部份涉及公共用地問題，不容許作零售用途，因此食肆室外範圍的座位被搬走。到2014年3月，701和710舖位進行通道還原工程。
另一方面，自從2007年8月商場一樓食肆重新開張後，7樓食肆人流減少。因此商場經常推出換戲票活動及在2008年及2009年6月自製廣告片在商場內的LED電視不斷宣傳，希望吸引更多人在該層消費。到2023年5月，發展商將東面原規劃作食肆室外範圍的座位位置設置野外風為主題的休憩空間《仙人掌 x CAMP PARK》。

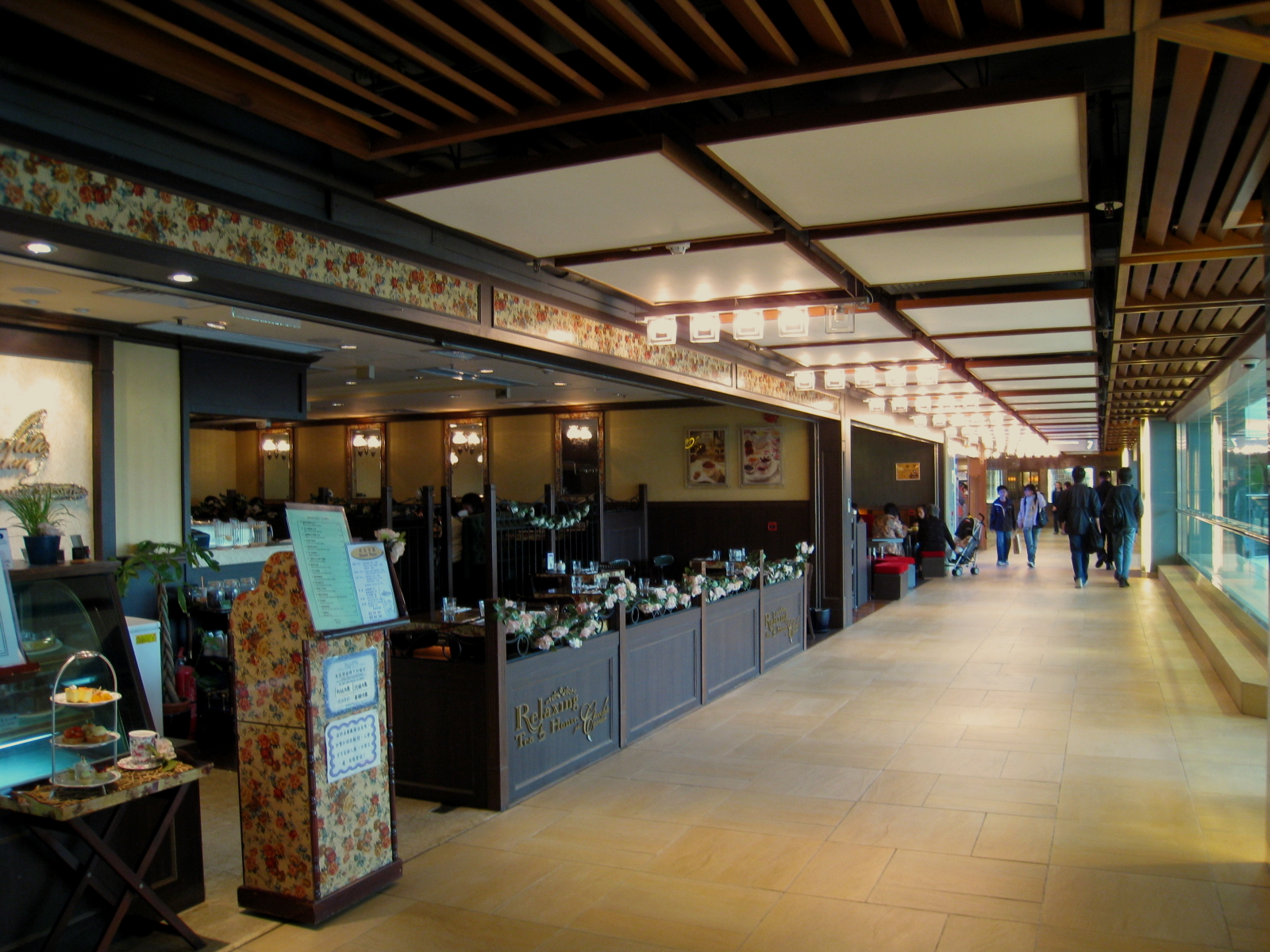
商場7樓通道
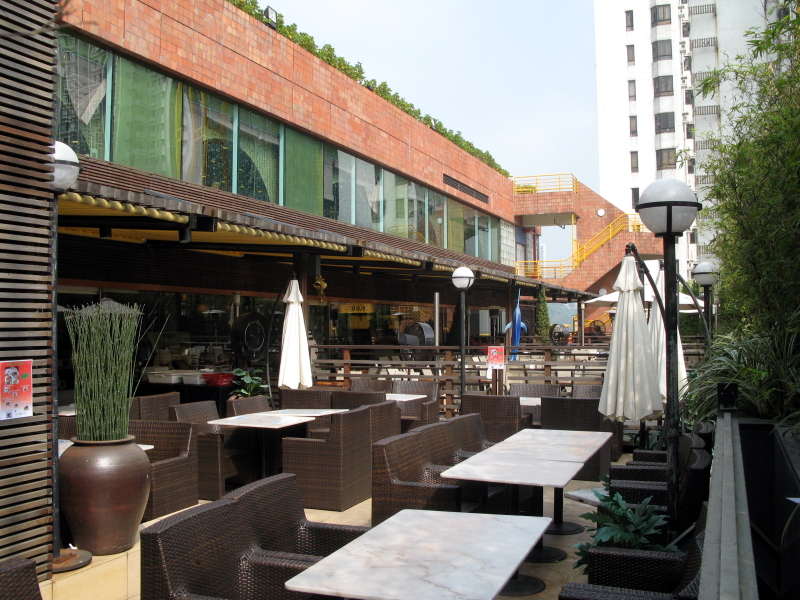
部分特色食肆室外設有座位（於2008年11月被搬走）
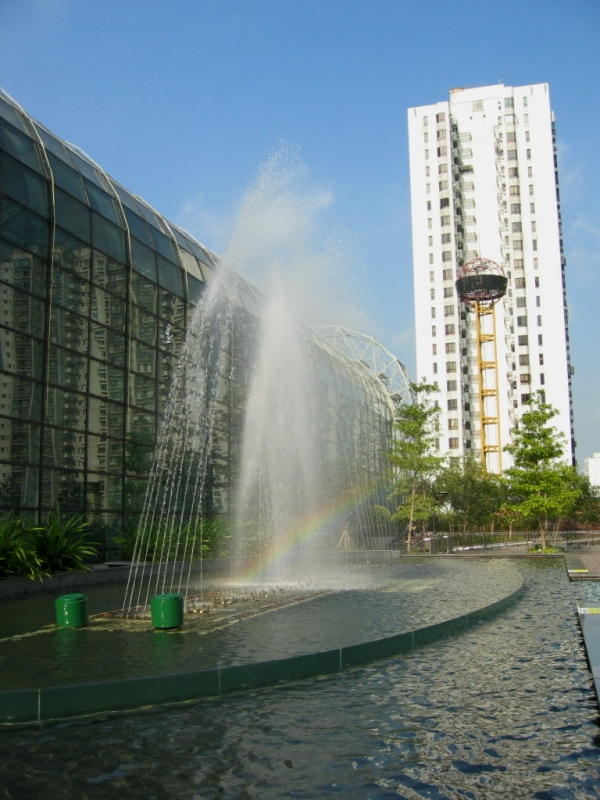
音樂噴泉
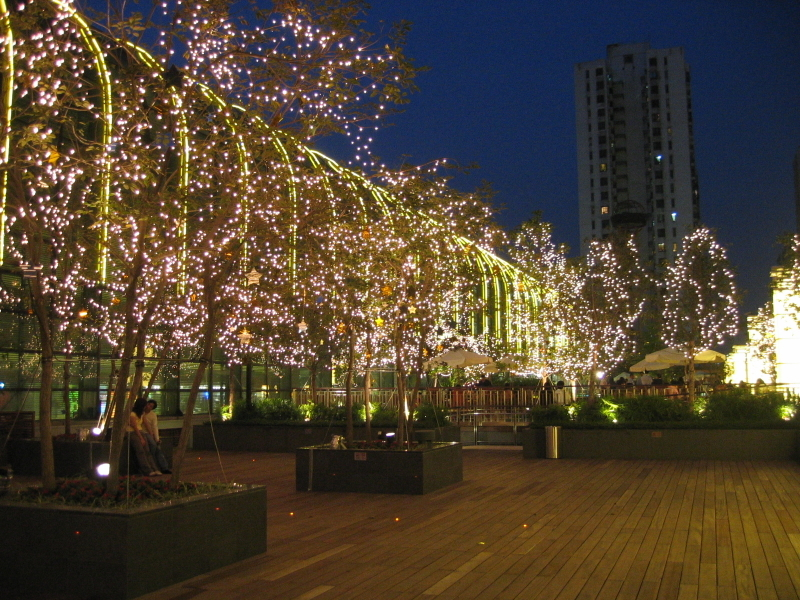
晚上的7樓花園
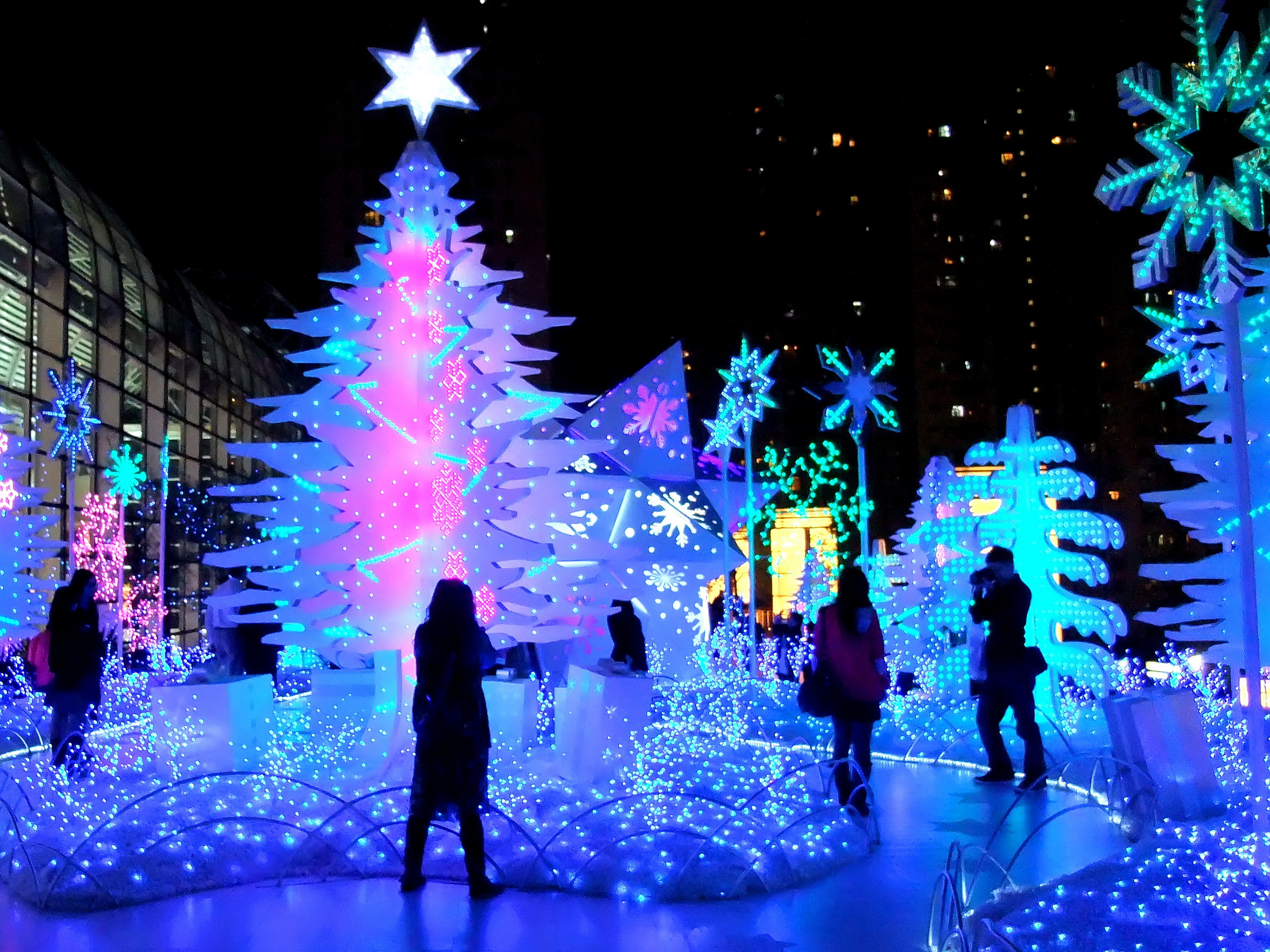
7樓空中花園於聖誕節期間以藍白LED燈組成「星光花園」（攝於2010年）

#### 8樓

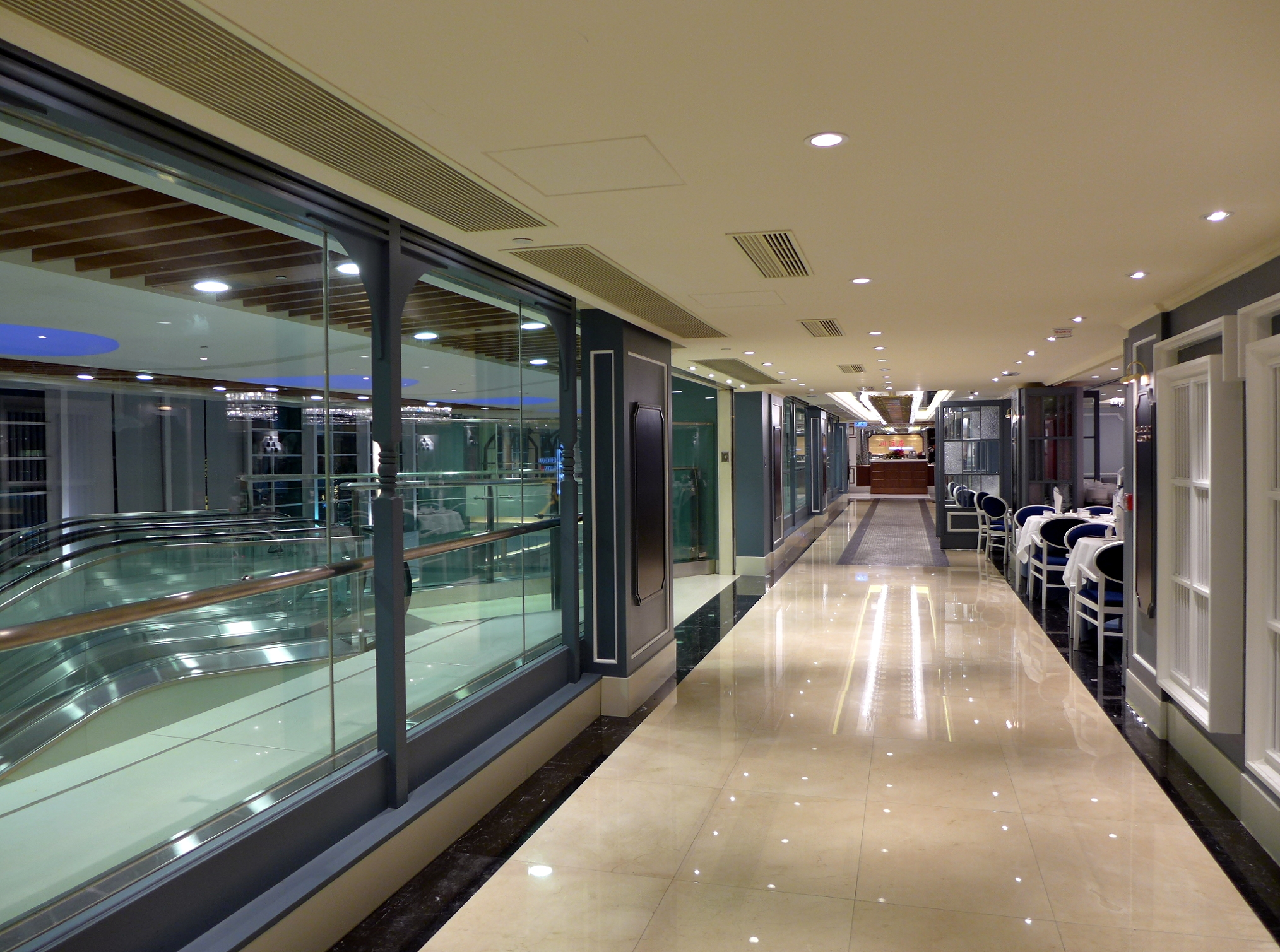
2013年12月翻新後的8樓

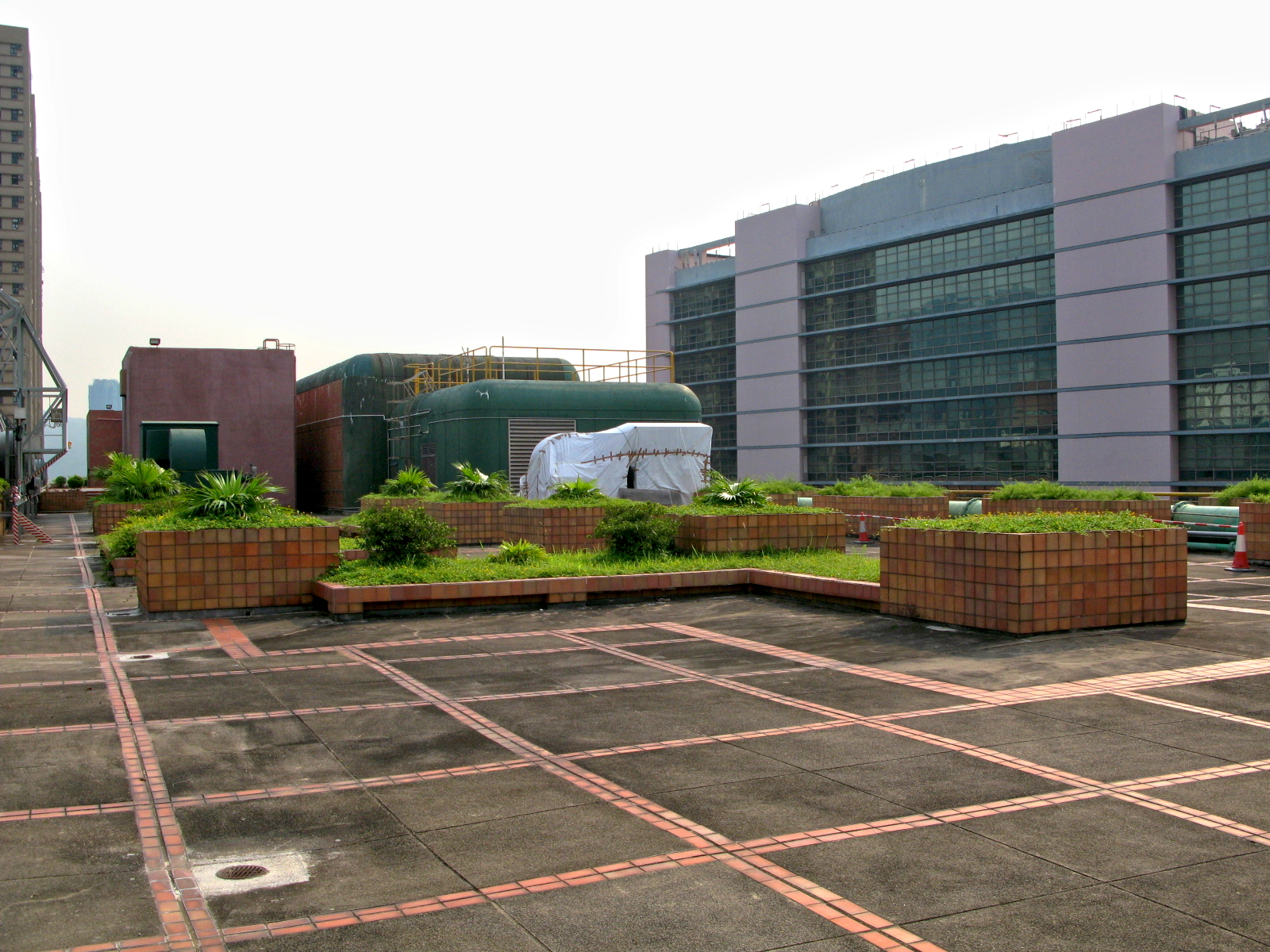
9樓天台

8樓（L8）在1980年代至1990年代初為八佰伴辦事處、美國友邦保險辦事處及其他商業性質的辦事處。到了1990年代中期，八佰伴辦事處搬遷至其他地方，原址拆細為多間店舖，大多以興趣班為主，包括音樂學校、舞蹈學校及現代教育補習社。此外，新城市廣場服務處曾在商場8樓開設，到了2000年才遷往至新城市商業大廈。商場8樓更於2003年開設特價場。
到了2004年6月，8樓所有店舖因進行全面翻新工程，原有的租戶被迫結業。原址耗資4000萬改建為美心皇宮中式酒樓，於2004年9月17日開業。
2013年3月20日，明報報導該美心皇宮，將於6月結業，舖位將改為集團其他3個較高檔次中菜品牌。美心皇宮於8月起縮細一半，該處於2013年9月20日改為翠園，而美心皇宮部分則隨即結業，原址一分為二，同年12月改為潮庭及川淮居。2019年6月翠園進行翻新並還原通道，同年8月，川淮居改成北京樓。到2023年，因潮庭在圍方開業而結業，原址變成元氣壽司。而北京樓亦進行翻新。

#### 9樓
九樓（L9）為商場北翼的機房、小型空中花園及會議室。商場初期落成時，升降機是容許到達9樓（現在只餘下S2號貨用升降機能到達9樓，但升降機門、樓層顯示燈和按鍵並沒有更新，仍然保留80年代的樣貌；P3和P5號客用升降機門和樓層顯示燈仍然保留80年代的樣貌，但升降機門已經生鏽，不過按鍵已經拆卸並用水泥覆蓋）。但後期因保安及安全為理由，一度列為商場禁區，不容許非商場管理人士進入。到了2009年7月31日，為配合地政總署公佈最新一批公共空間，九樓平台重新對外開放，但機房通道因安全為理由，仍不對外開放。

## 洗手間位置
在第一階段翻新工程前，廣場內的洗手間均設於各樓層的室外通道，且並非每層對外開放。部份樓層須向商戶或食肆借用洗手間鎖匙才能使用，而食肆亦不會自設洗手間，而是設立通往室外通道的出口，方便食客前往洗手間。直至第一階段翻新工程開始後，洗手間才建於商場內並對外開放，而室外通道亦改建為商場通道。

## 翻新工程

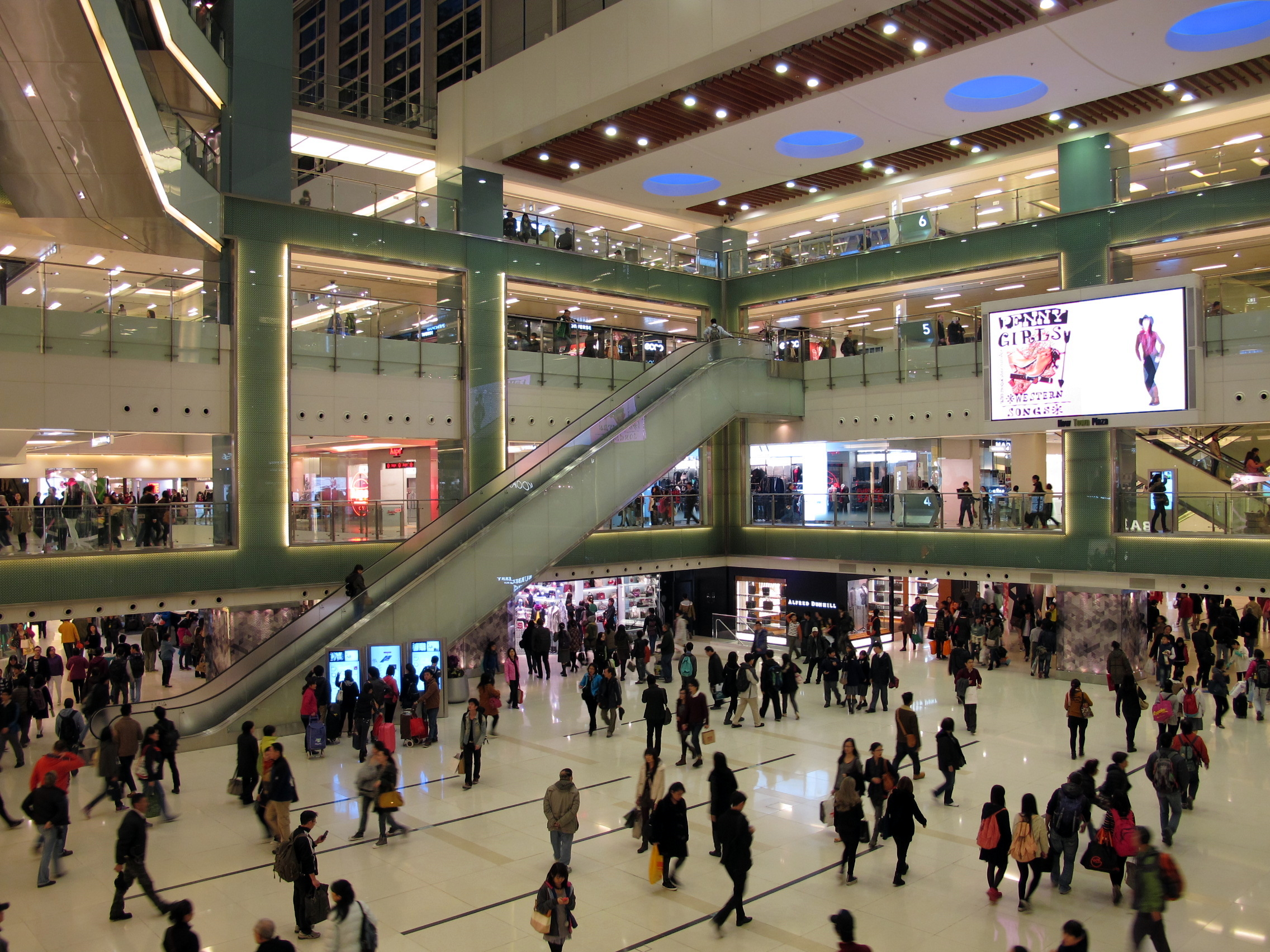
中庭外牆翻新工程經已在2006年完成

2003年，為了配合中央政府開放自由行香港經濟復起，故新鴻基地產在2003年8月正式公佈耗資3億元全面翻新沙田新城市廣場第1期，藉此提供舒適的環境給顧客購物，及改善租戶的營商環境和為新地旗下的商場增值。
翻新工程包括將音樂噴泉搬往室外花園平台，增建24條扶手電梯，全面翻新各樓層的天花板、地台、外牆、洗手間和喉管設備等。此外，商場亦會重新規畫所有樓層，經過規劃後的樓層會有不同的主題，方便顧客購物。第一階段工程已經在2006年9月完成。
第二階段翻新工程經已在2006年8月展開，翻新工程包括擴建及翻新地庫停車場，翻新南翼1樓的士站，全面翻新一樓美食廣場，亦考慮把南翼3樓及5樓花園平台進行重建工程，工程耗資3億元。
不過翻新工程最終並沒有翻新一樓西翼美食廣場、戲院大樓、地庫零售部份以至為3樓及5樓花園平台進行重建工程。
翻新工程雖帶動消費及吸引旅客，但隨著旅客增加，加上大量小型商戶結業，令廣場人流不斷增加。服務對象由落成初期的香港人轉為內地旅客，引起港人極度不滿，最終導致中港矛盾。
到2021年6月起，中庭分階段進行翻新工程，工程包括全面更換外牆燈箱，並移除大電視。第一階段工作於2022年初完成。

## 戲院大樓

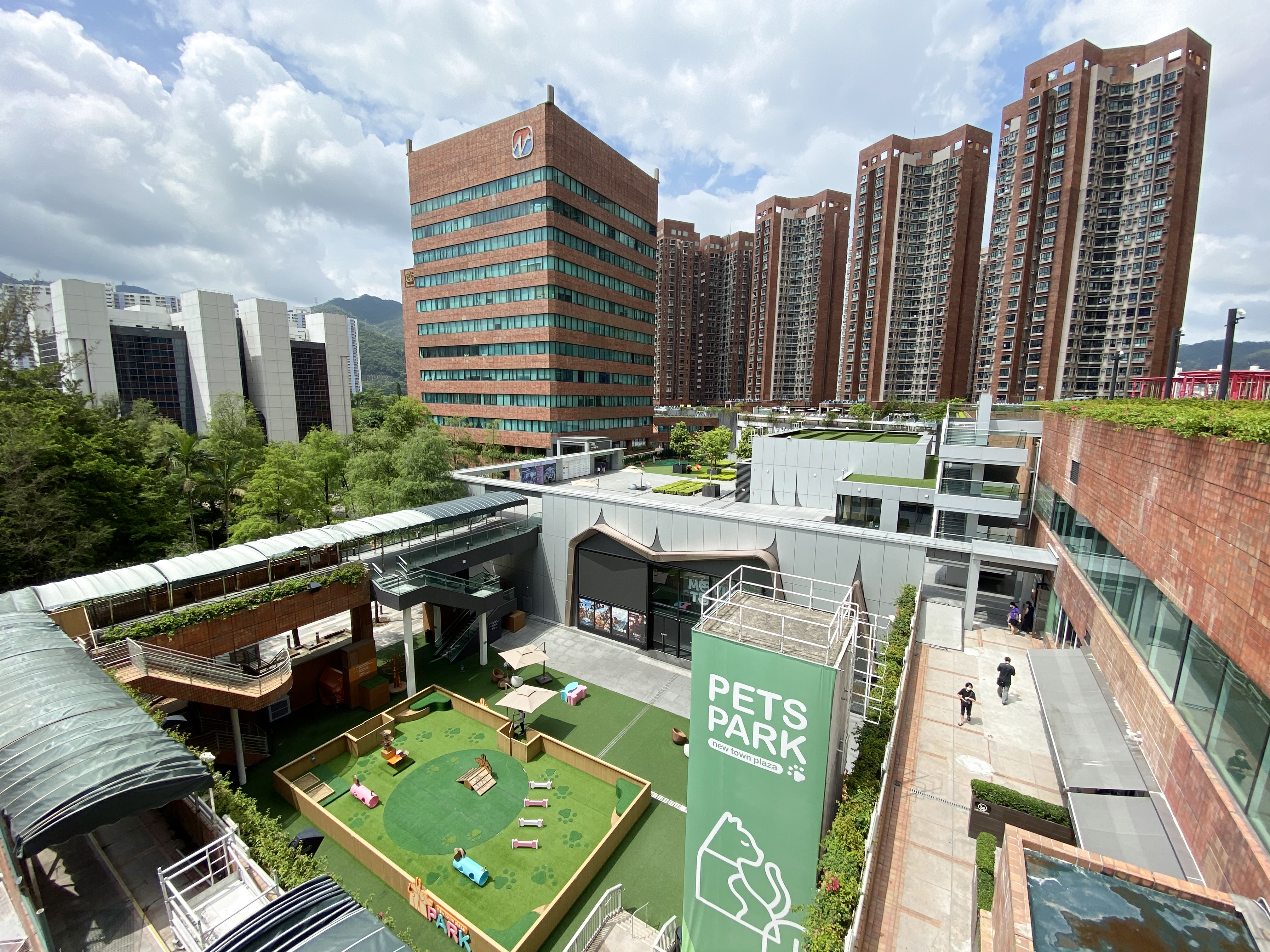
戲院大樓於2016年10月起再次動工，2018年6月投入運作

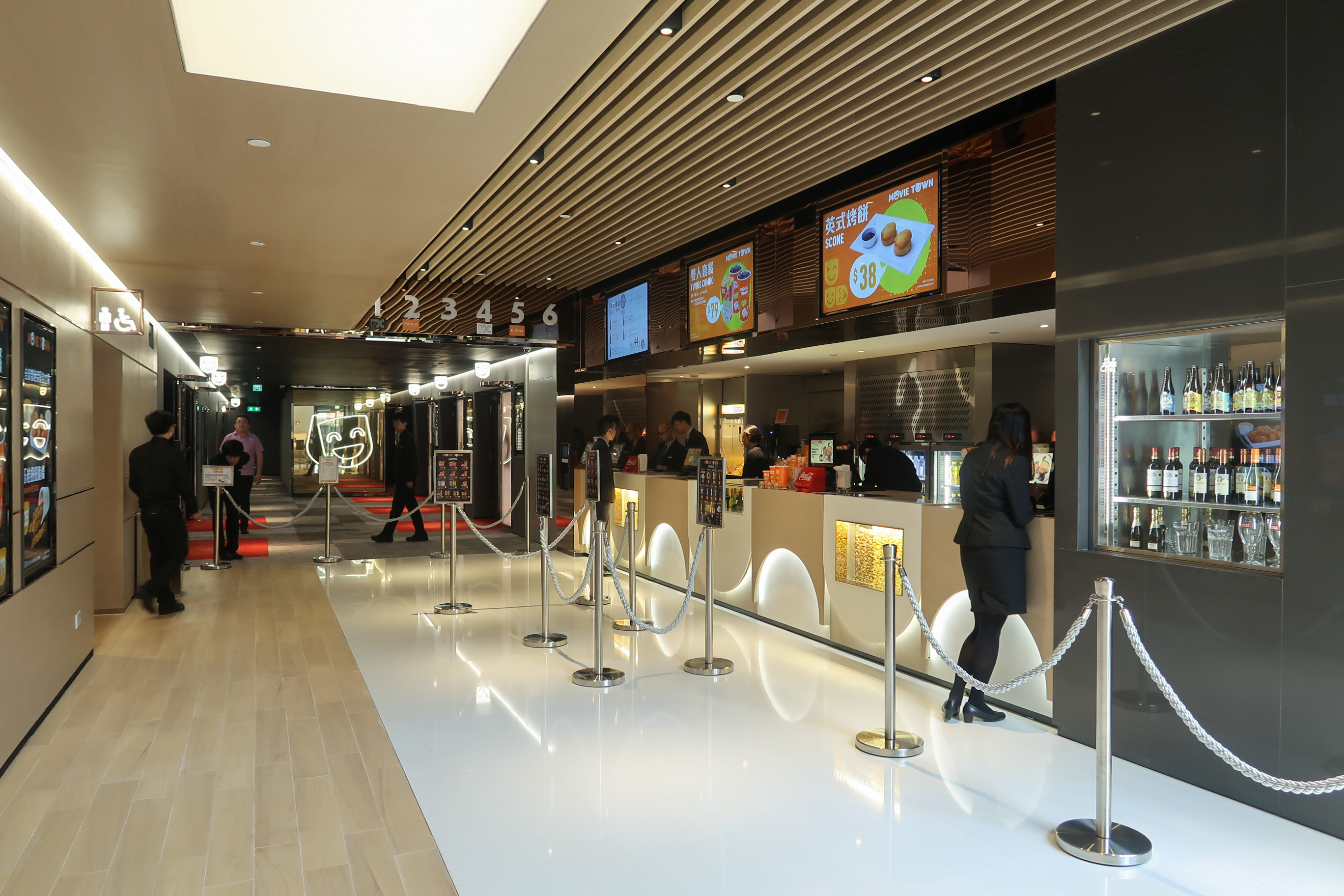
MOVIE TOWN大堂

戲院大樓於1985年7月啟用，由娛藝院線（UA）租用開設其首間電影院，共有6間影廳，是亞洲首間以美國模式營運的多影院組合電影院，更於1997年擴充至10間影廳。
根據新鴻基地產於2008年1月時表示，第三階段翻新工程將會在2008年6月展開，計劃將1樓西翼佔地3.2萬方呎樓面，改裝成美食廣場，提供19至25個美食檔位，年內落實營運商。發展商原打算花費3億元重建UA戲院，並且有兩個IMAX戲院，打造成全港最佳音響及視覺效果戲院。重建後戲院大樓樓高七層（其中兩層位於地庫），附設其他零售店舖，重建工作原預計於2010年初完成，但由於新鴻基在2008年11月時申請修改地契，欲把上址改建成7層高的戲院與商場組合，當中涉及「增加樓面面積」，但新地與政府「就地契某些條款有不同詮釋」，以導致及法律訴訟，結果地盤自2009年4月起停工，1樓西翼改裝成美食廣場的計畫也擱置。
到了2010年10月，有區議員就事件向新鴻基了解。問題主要涉及圖則改動，設計方案仍未落實（據說原有的方案被推翻）。但新鴻基方面明確表示，重建的項目仍為戲院設施，用途不變。不過，新鴻基未有提供具體的時間表。而屋宇署已准許UA沙田地盤停工至2012年2月。戲院大樓仍然停工，部份位置用作擺放新地住宅樓宇的建築材料。
2013年9月，區議員表示新鴻基不願補地價，決定拆卸重建戲院大樓，工程需時約14個月。重建工作亦需時10個月，新戲院大樓將與2006年重建前的大樓一樣，設不少於六間影院（最多為七間），期望在2015年落成。
到2016年9月尾，地盤已經清空，開始動工。2017年1月16日，新鴻基表示新大樓斥3億元重建，2018年年中落成後將會提供6間戲院及1間特色戲院，提供逾1,600個座位。2018年4月，有網民發現戲院會改由MCL經營，不過洲立影藝沒有正面回覆，只表示有進一步消息會通知各大傳媒。到5月14日，新地公佈戲院命名為MOVIE TOWN，以「朋友·電影·回憶」為概念，引入Samsung Onyx、455吋無縫安裝LED平幕，亦引入RealD 3D播放系統和在3樓設MX4D動感影院，更會利用空間播放演唱會和舞台劇。觀眾屆時利用商場手機應用程式購票，則可免收10元手續費。戲院在同年6月8日開業。

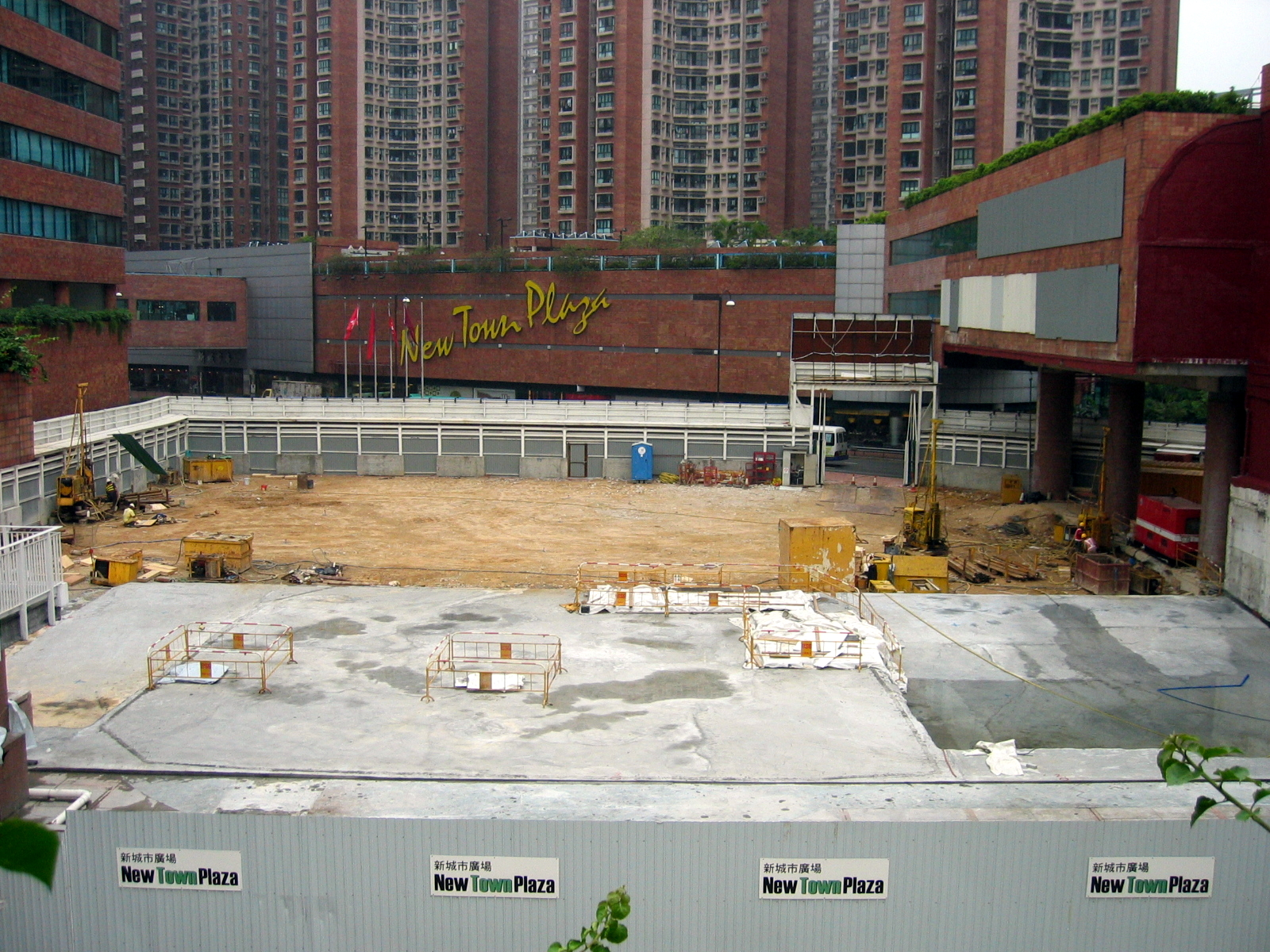
UA重建地盤（2007年4月）
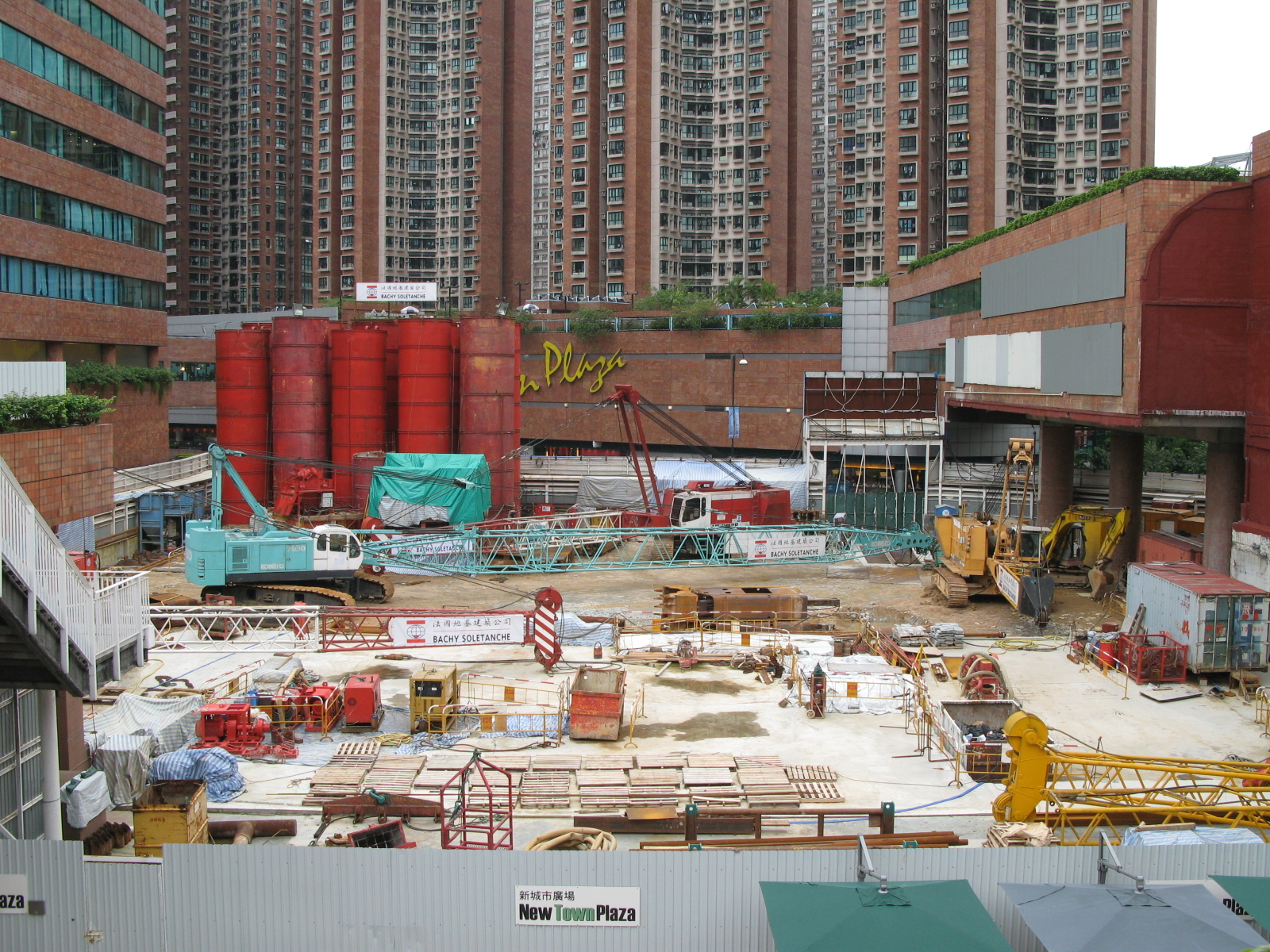
UA重建地盤（2007年8月）
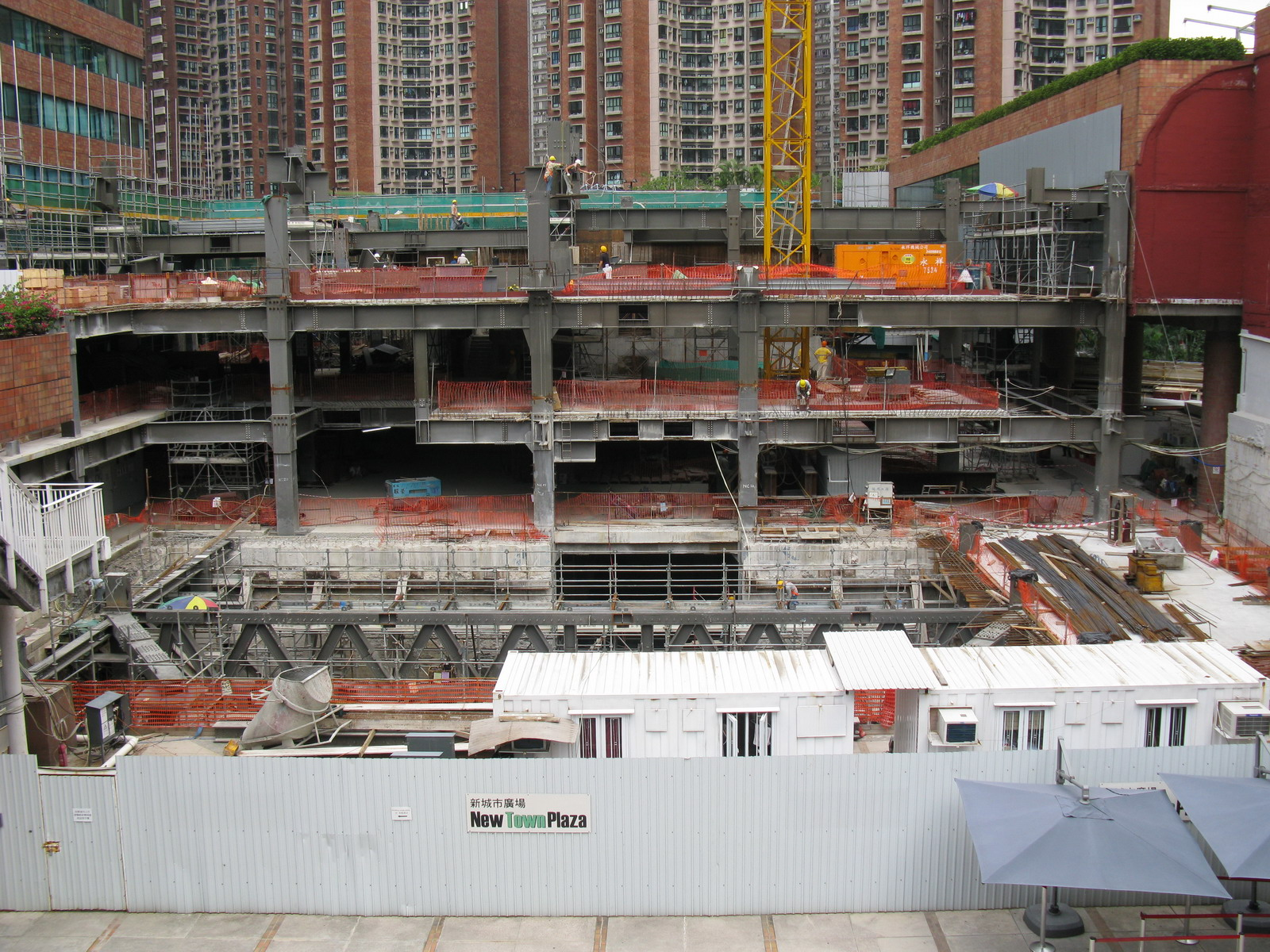
UA重建地盤（2008年11月）
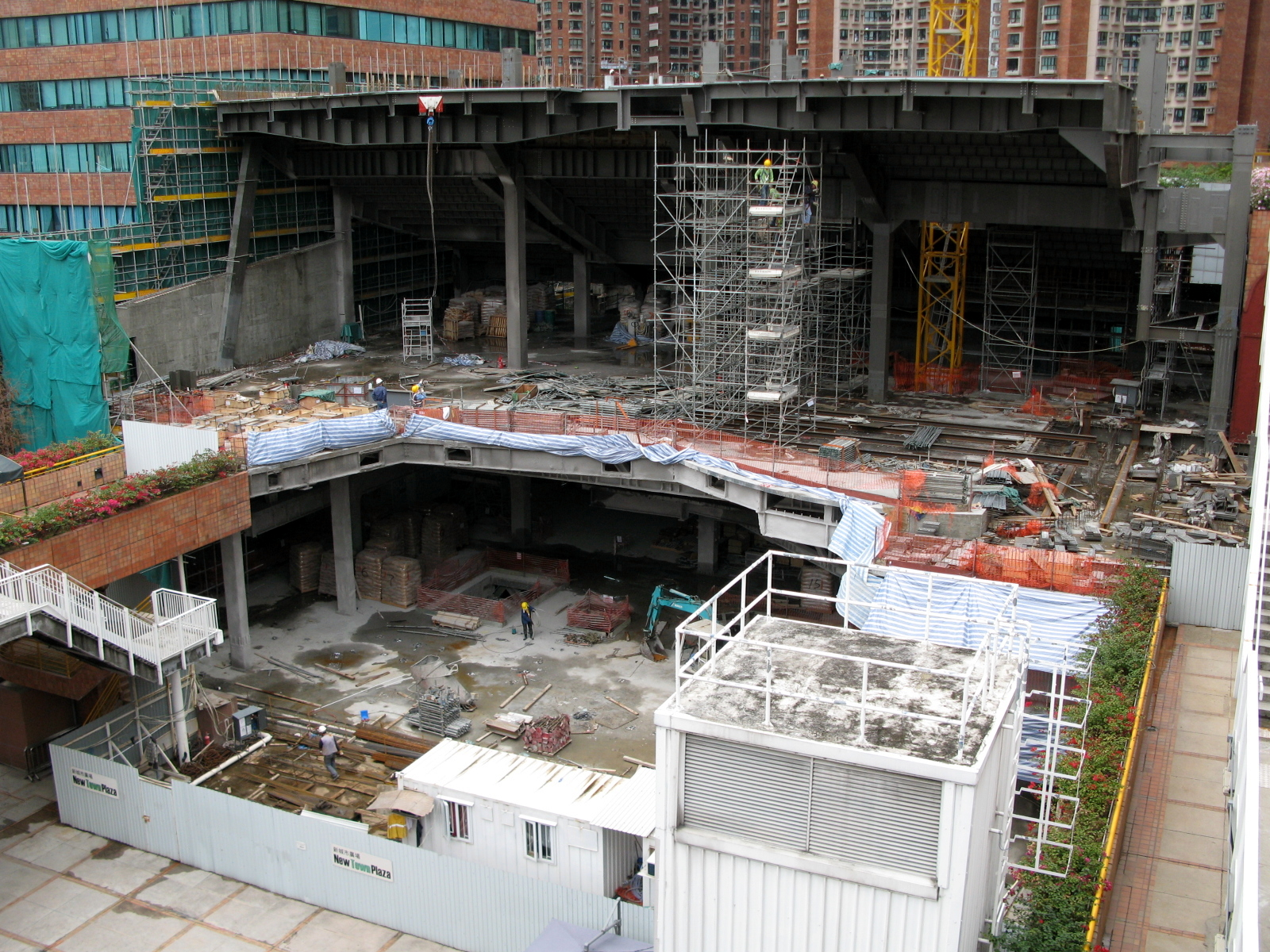
UA重建地盤（2009年3月）
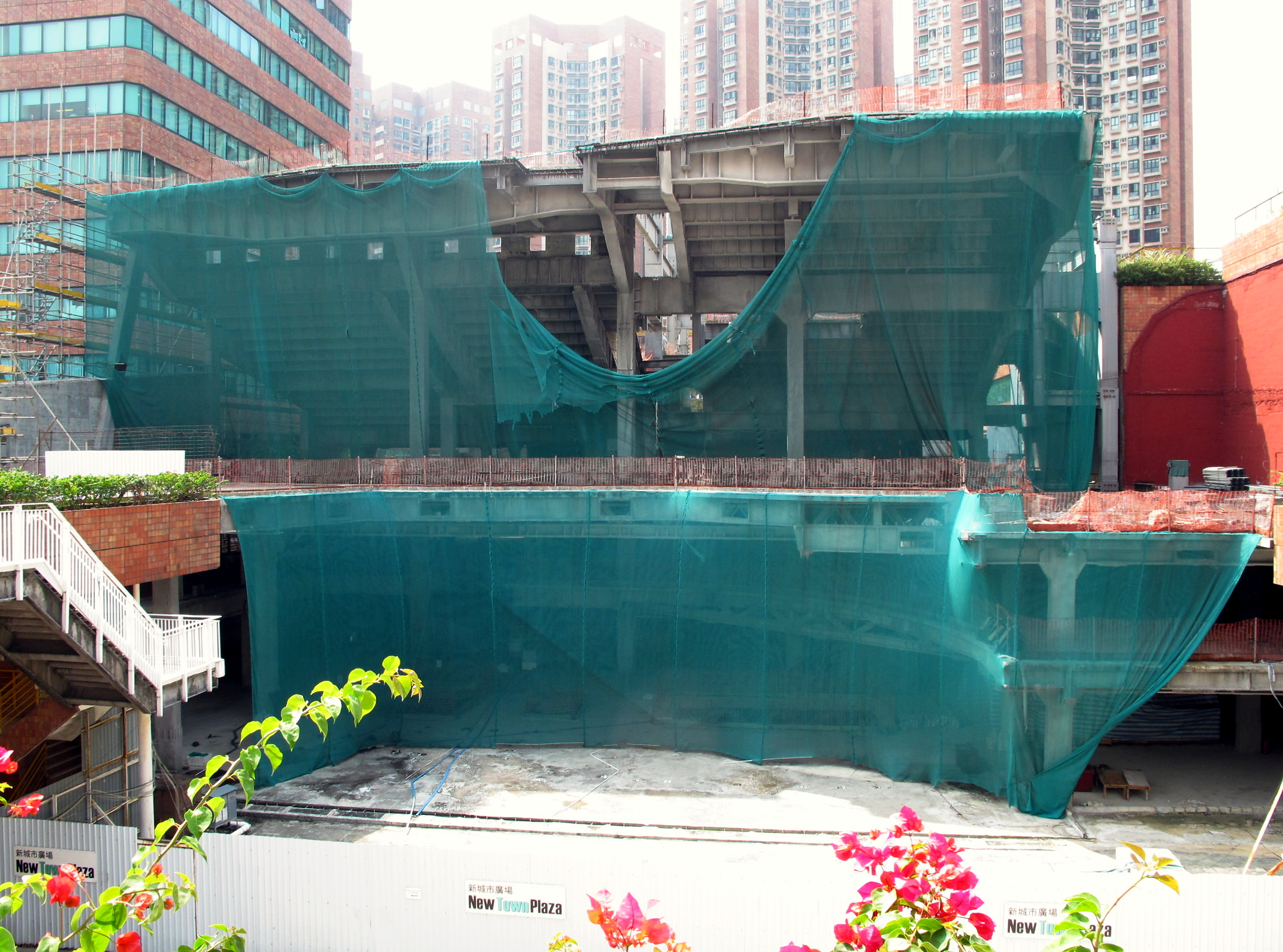
已停工的UA重建地盤（2010年10月）
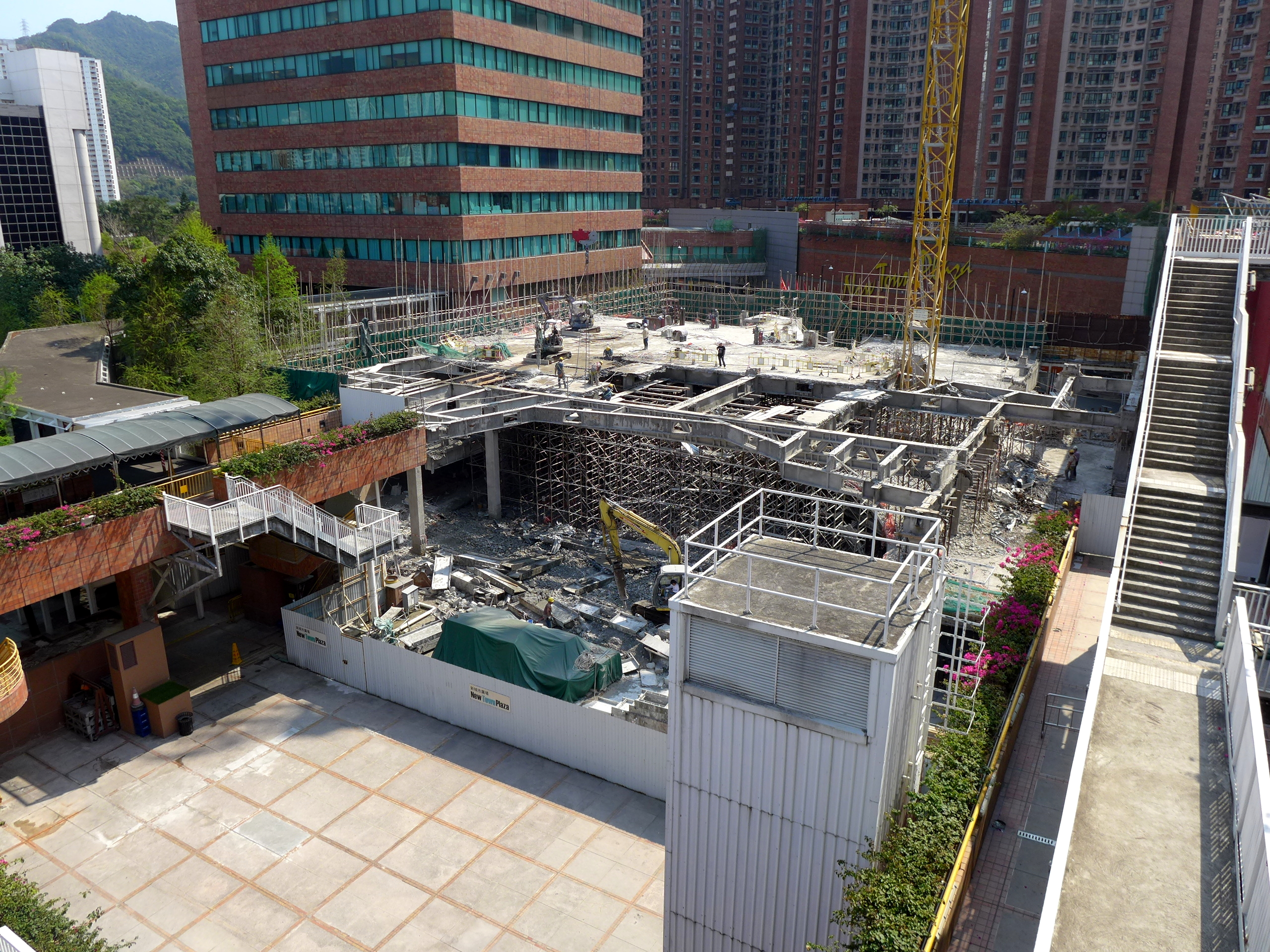
停工多年的戲院大樓正進行拆卸重建（2014年3月）
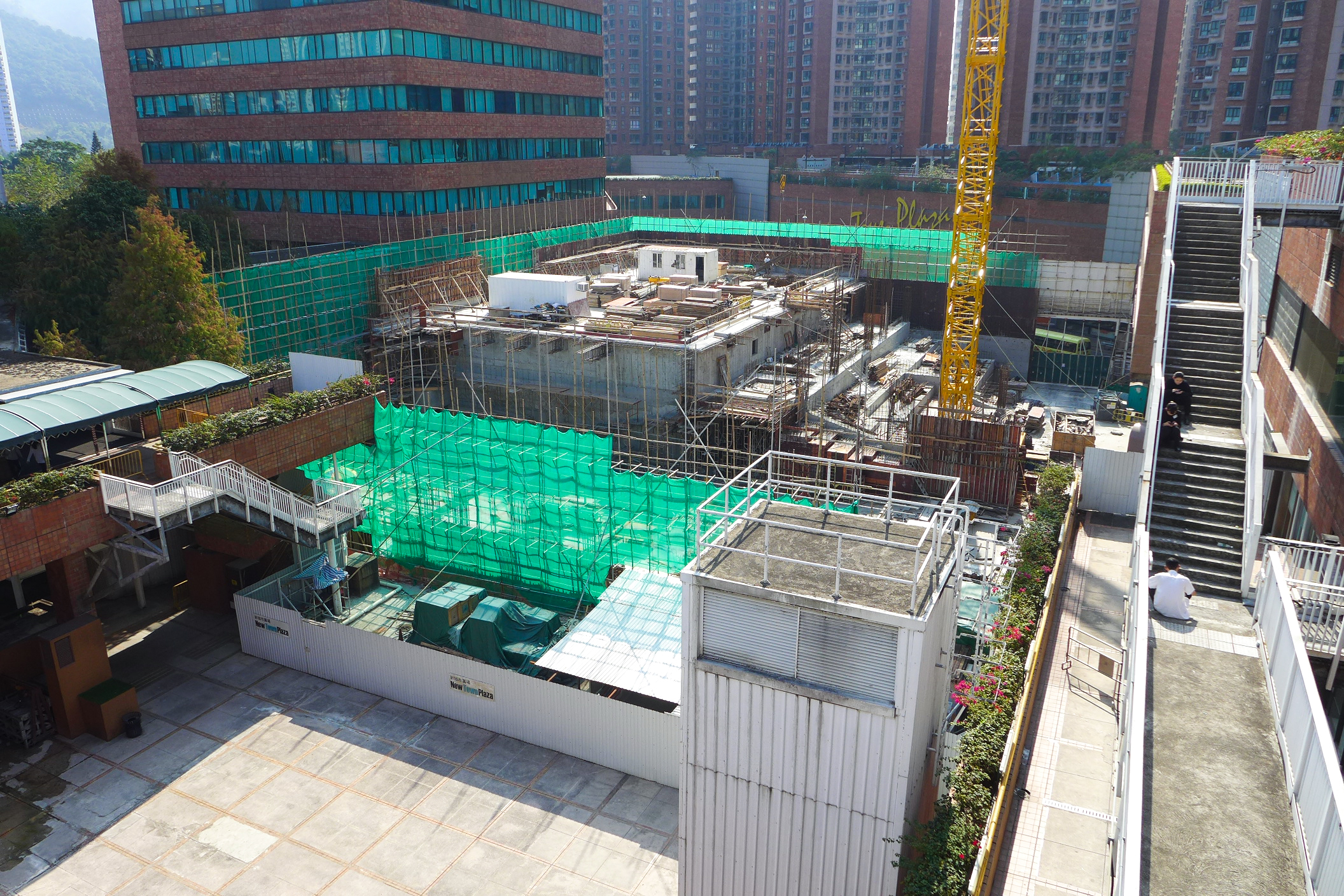
戲院大樓地盤（2017年1月）

## 翻新前的面貌

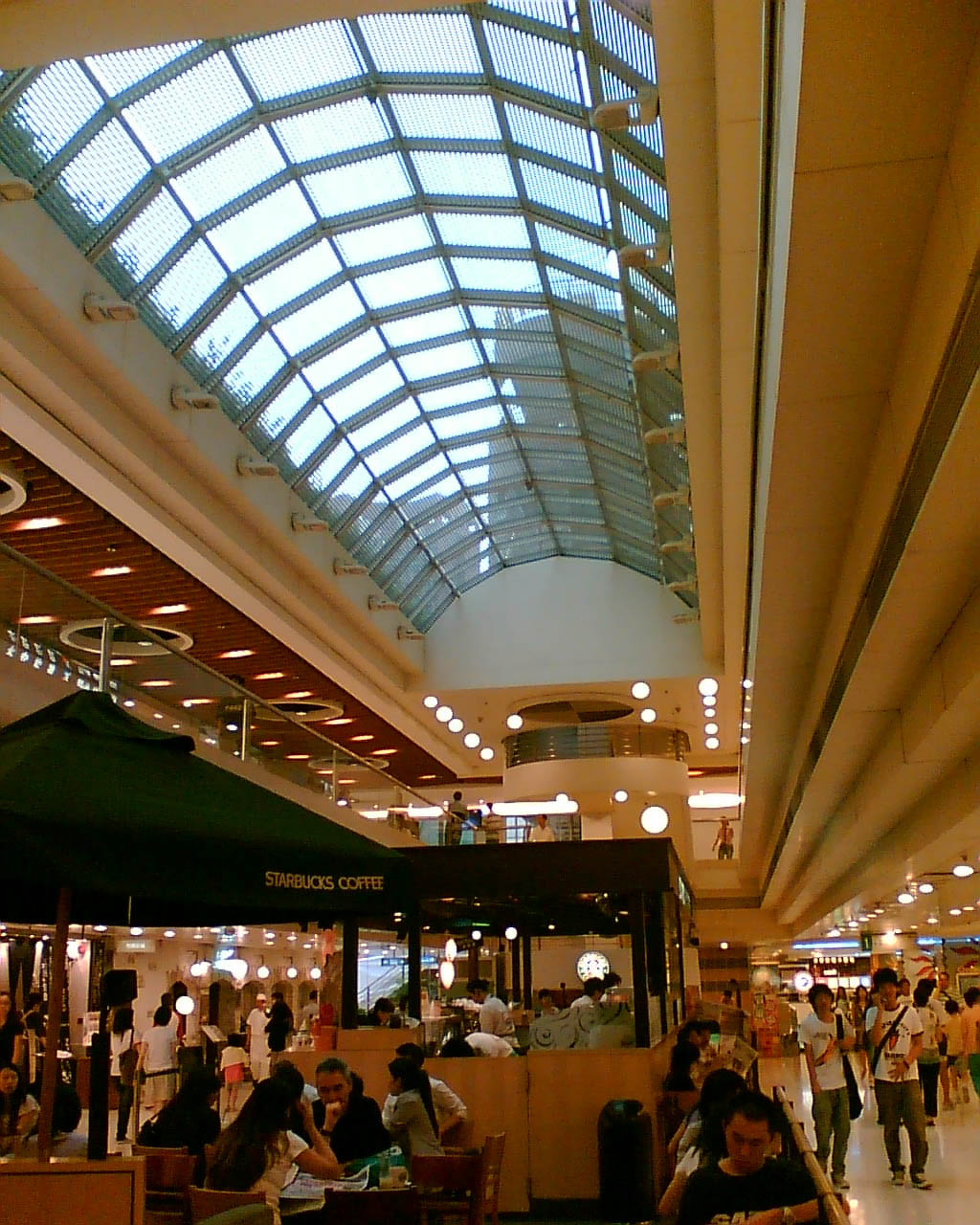
南翼地下（2006年）
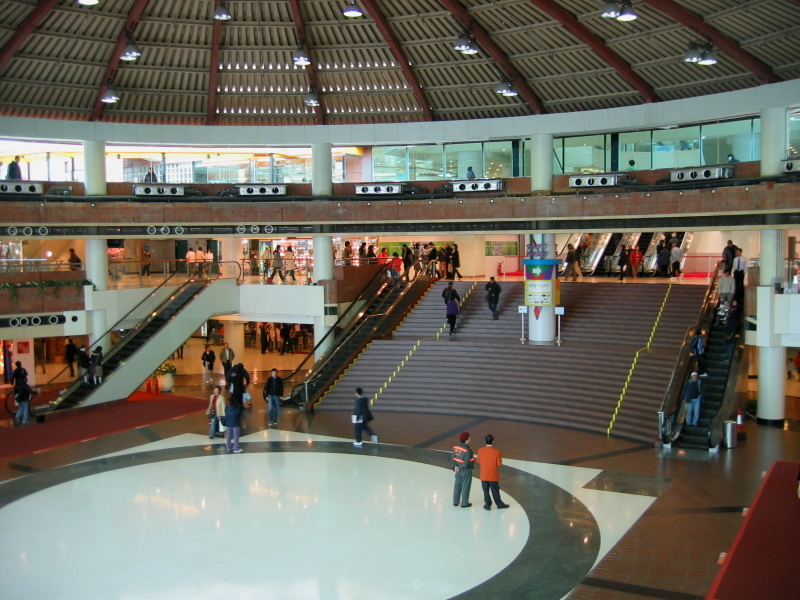
翻新前為羅馬圓型獻技場（2006年）
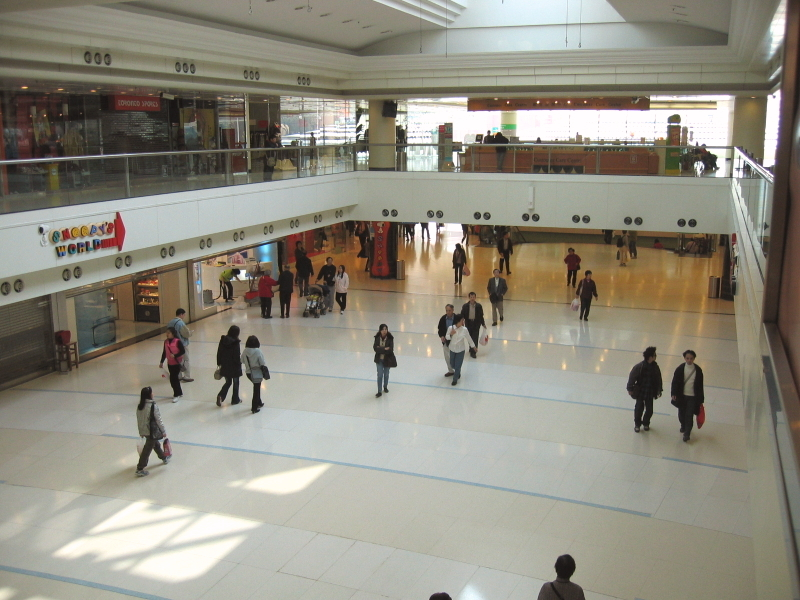
3樓展覽廊（2005年）
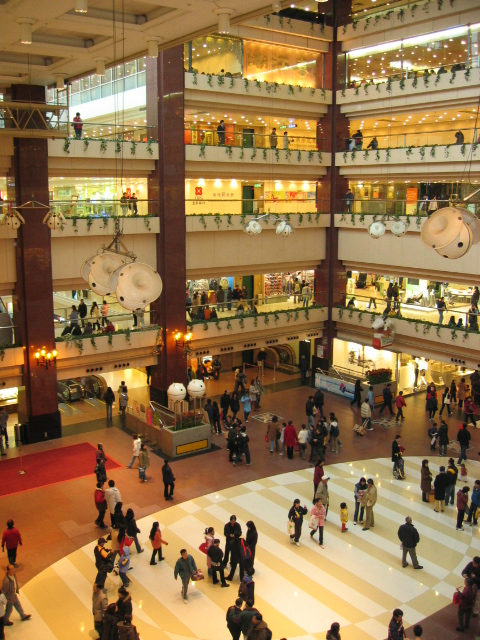
拱型玻璃天幕廣場(音樂噴泉已拆卸) （2004年）

## 廢棄設施
網球場（停用年份： 2008年10月）

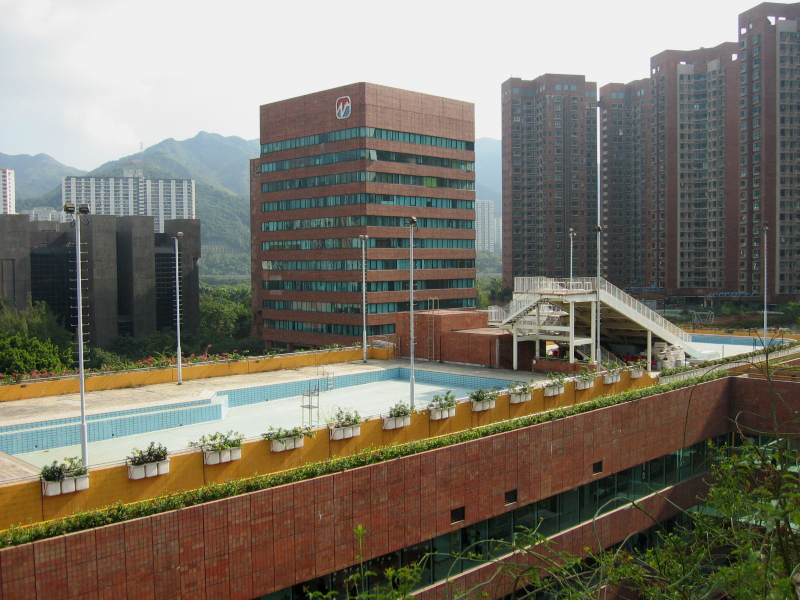
已廢棄的水上樂園（2005年）

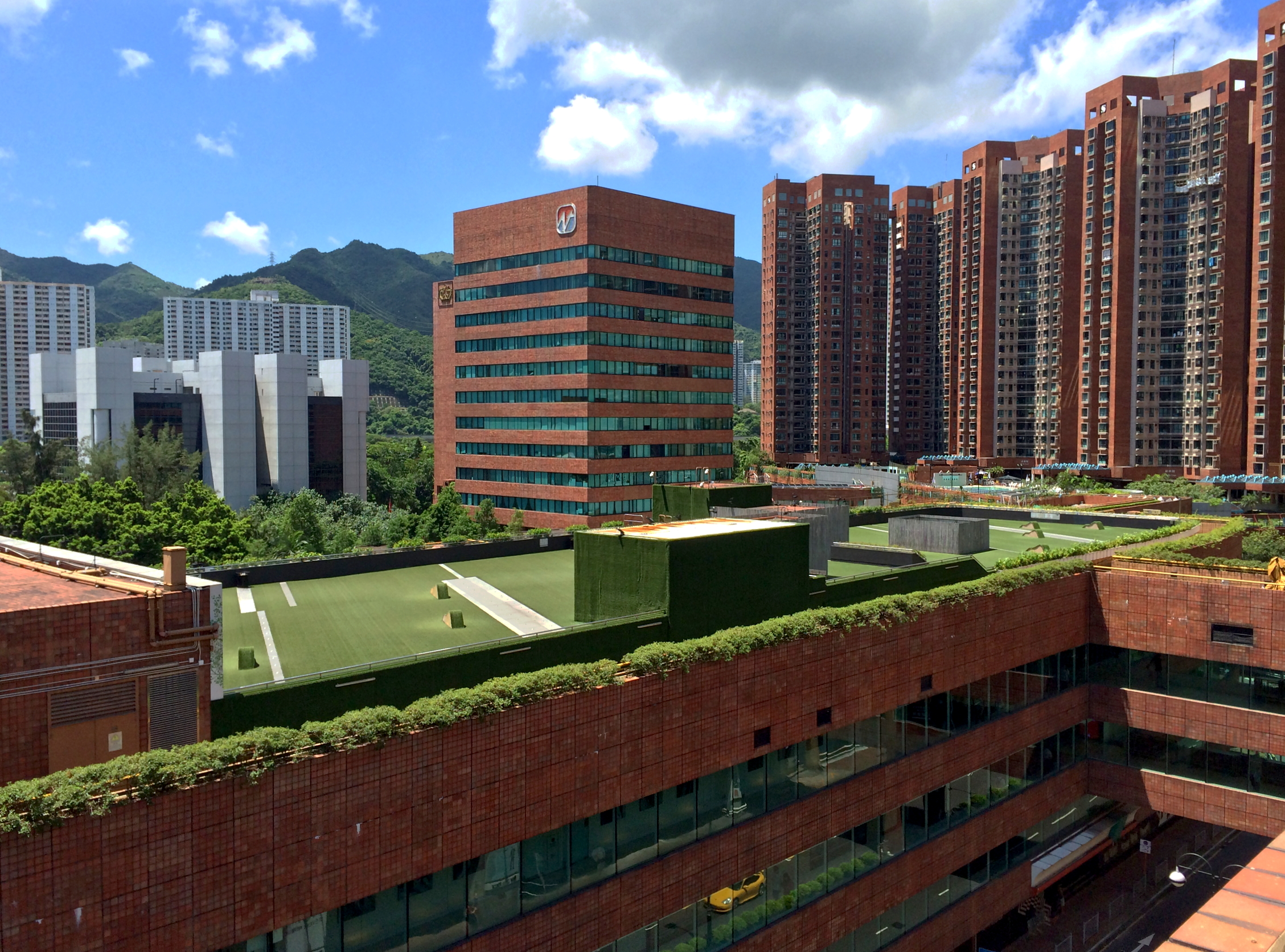
水上樂園改建為綠化平台

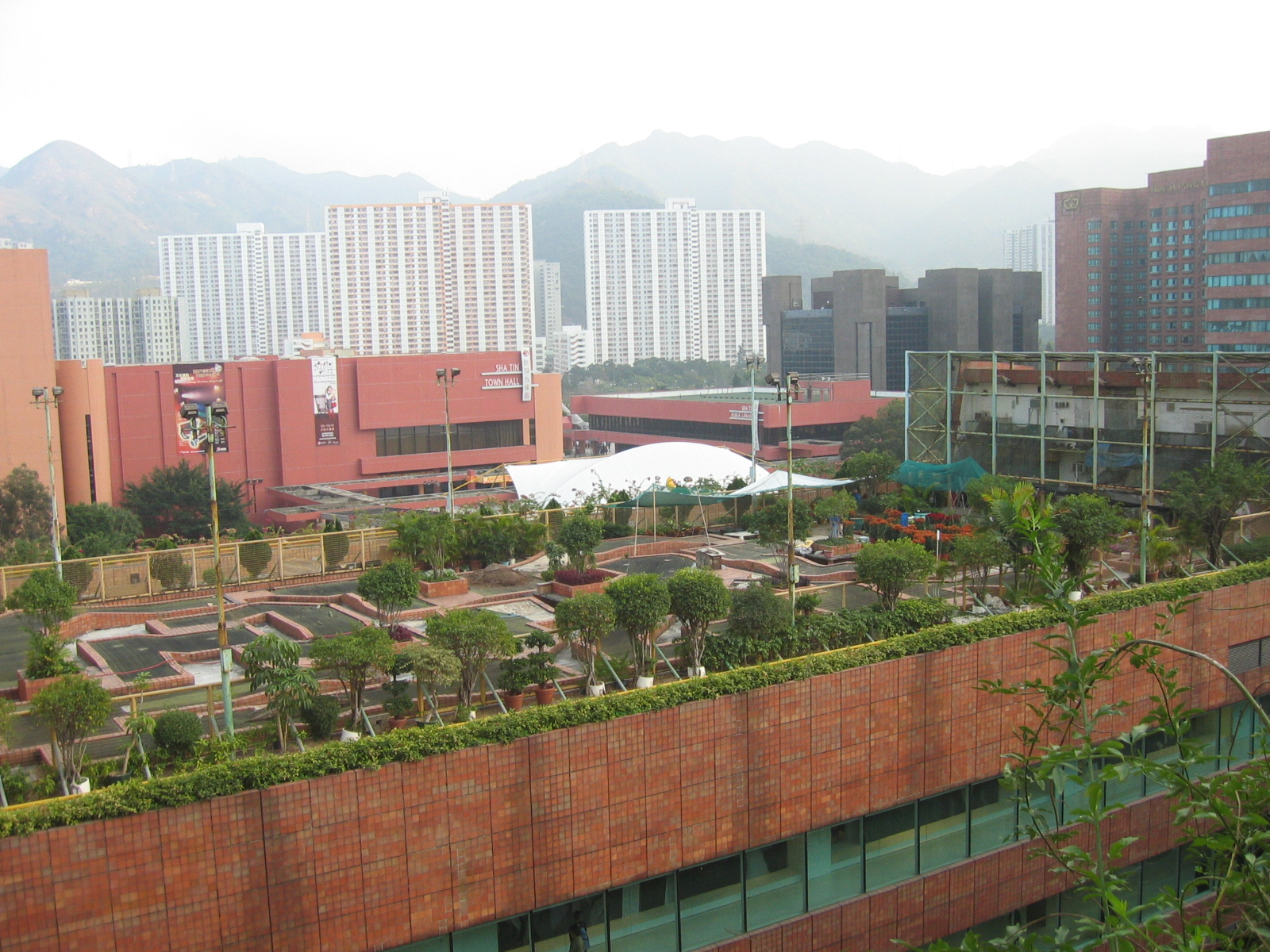
高爾夫球場（2007年）

網球場位於商場三樓平台，供帝都酒店住客專用。但一直使用率偏低，於2008年10月停用。同年12月改建為遊樂場，設有跳飛機簡單康樂設施。
高爾夫球場（停用年份：1993年至2008年）
高爾夫球場估計有25,000呎，但入場人數不可超過18人。該高爾夫球場可分為兩部分，包括室內和室外：
室內：
從商戶平面圖觀察，室內共有兩層，可分為上層和下層。上層設有升降機機房和可供6人使用高爾夫球場，但該處的環境十分擠迫。下層則設有洗手間（T55）、收費處、載貨升降機（S6）大堂和客用升降機（P13及P14）大堂。（客用升降機大堂尚未啟用，該位置原為這兩部升降機的機房）
水上樂園（停用年份：1993年）
水上樂園估計有40,000呎，可分為游泳池和水上滑梯。游泳池設有深水區，水上滑梯則由6條滑梯組成。為配合地政總署要求，水上樂園於2010年底改建為綠化平台，部份範圍於2011年9月開放。
人工瀑布（停用年份：1999年）
人工瀑布位於商場五樓至七樓外牆，高7米、闊12米，並設燈光裝置。
露天劇場（停用年份：不詳）
露天劇場位於UA戲院對上平台，看台部分已拆卸改建為無限地帶，舞台連後台洗手間（T37）一直廢棄，現已連同戲院拆卸。
無限地帶（停用年份：1999年）
無限地帶位於UA戲院對上平台，結業後部分改建成風月堂，從商戶平面圖觀察，內部設有動感影院坐位，上層設有放影室。於2006年12月連同戲院大樓拆卸。
鐘樓（停用年份：1987年）
位於7樓平台花園Starry Garden，鐘樓的球形頂部設有電子鐘，或因受雷電干擾而長期停用，到了現在也可以看到這座鐘樓，但它已經沒有顯示時間。

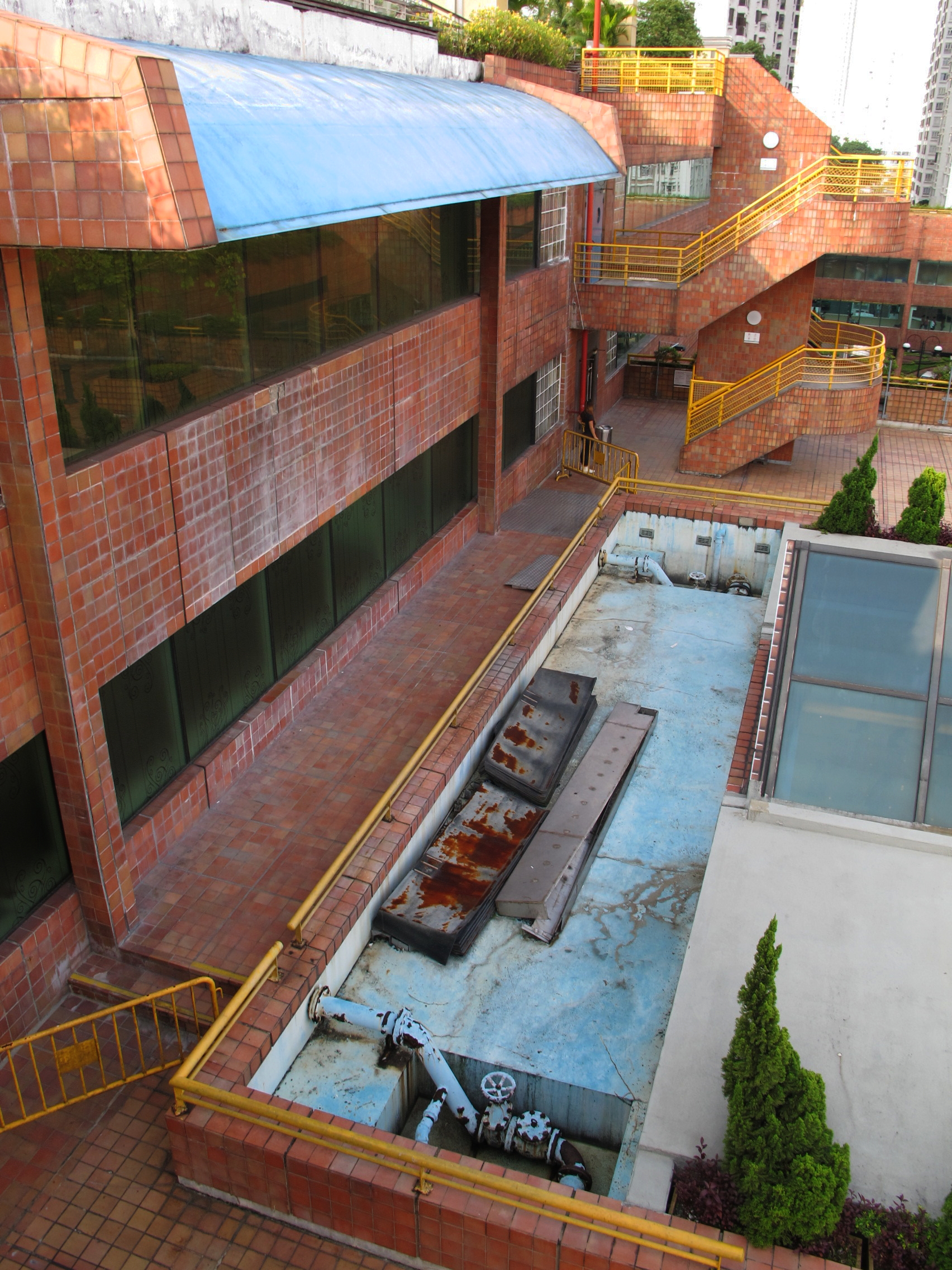
已廢棄的人工瀑布
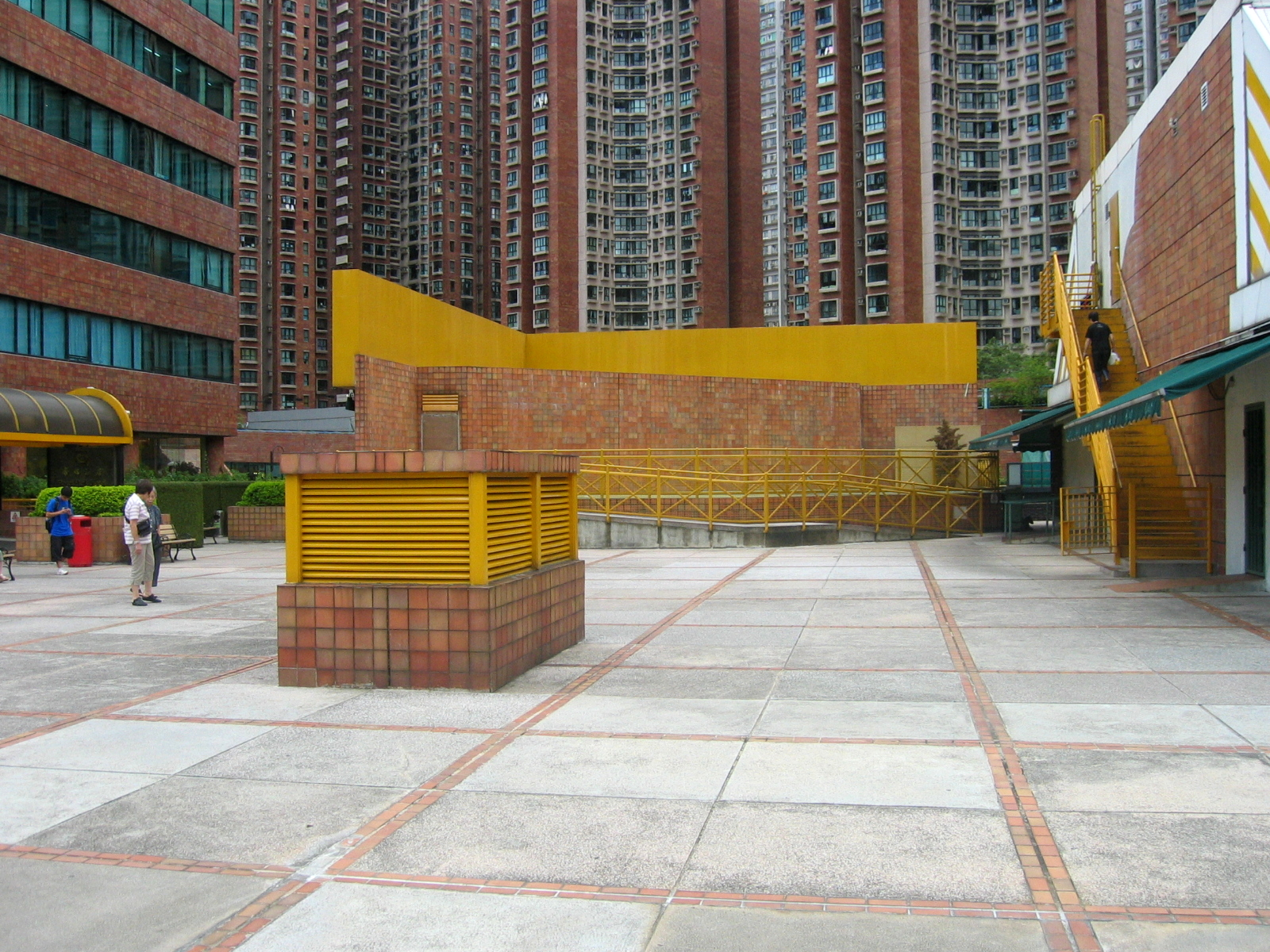
已廢棄的露天劇場
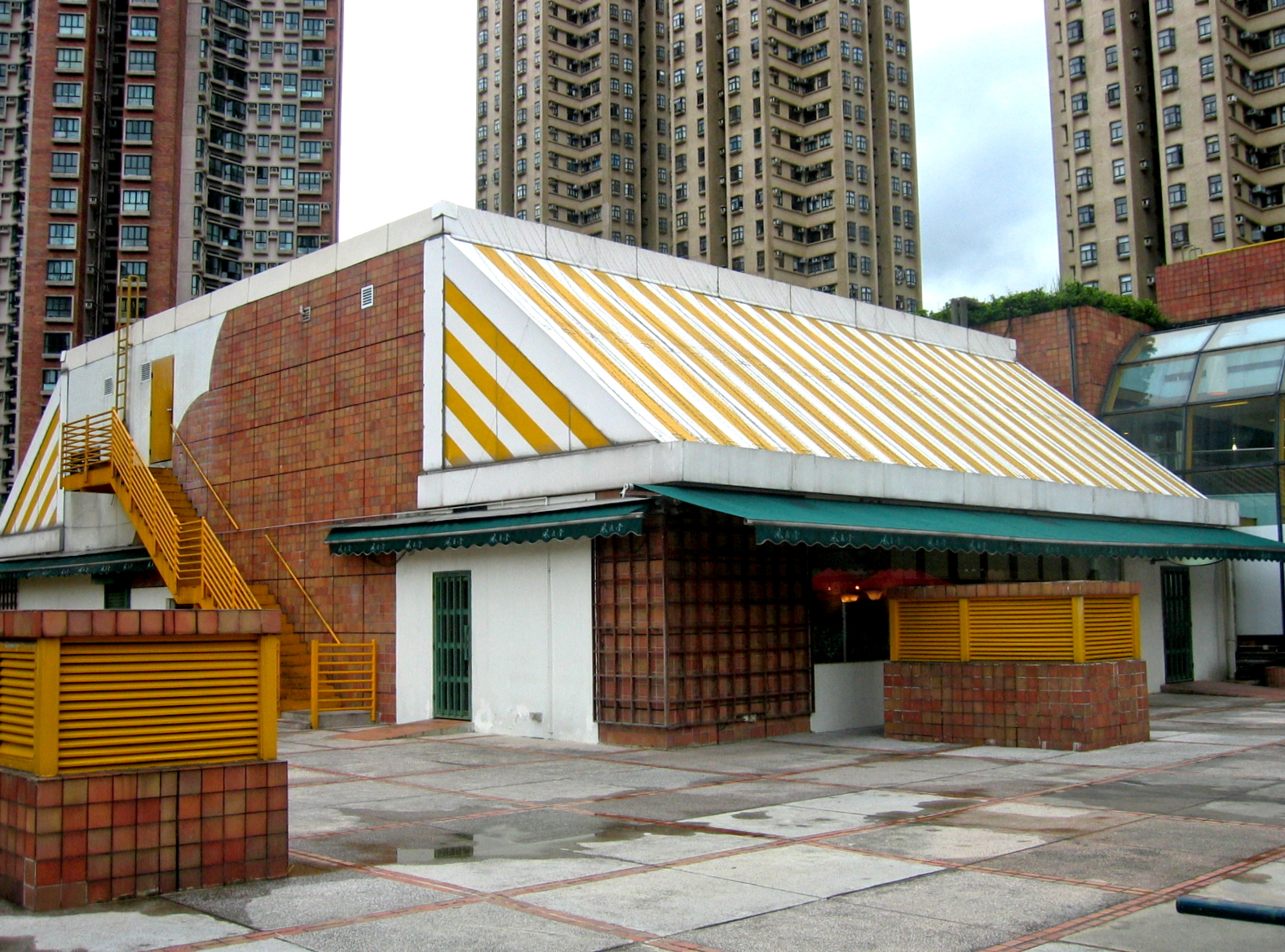
無限地帶於2006年12月連同戲院大樓拆卸
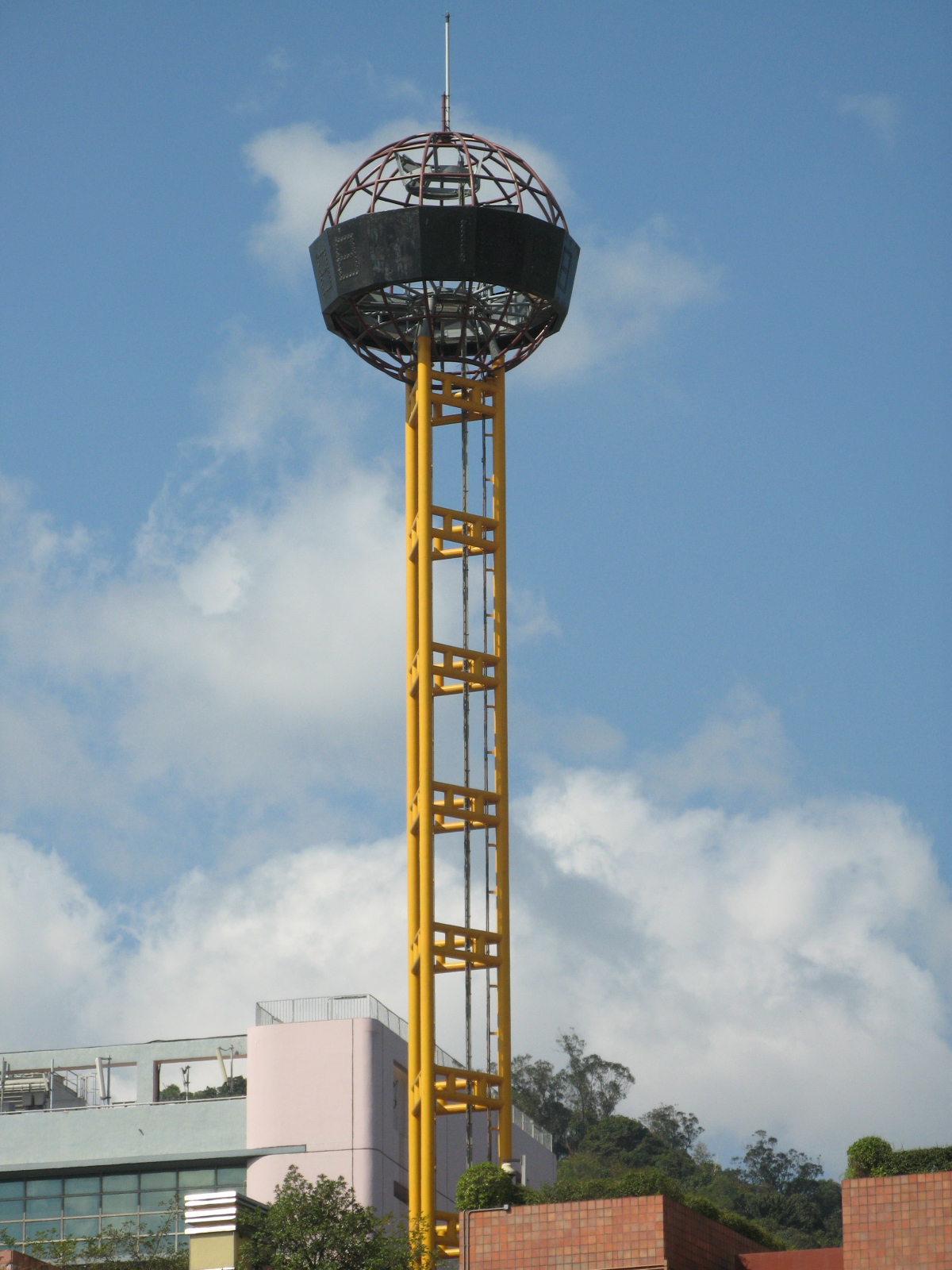
位於7樓平台花園鐘樓

## 特色景點

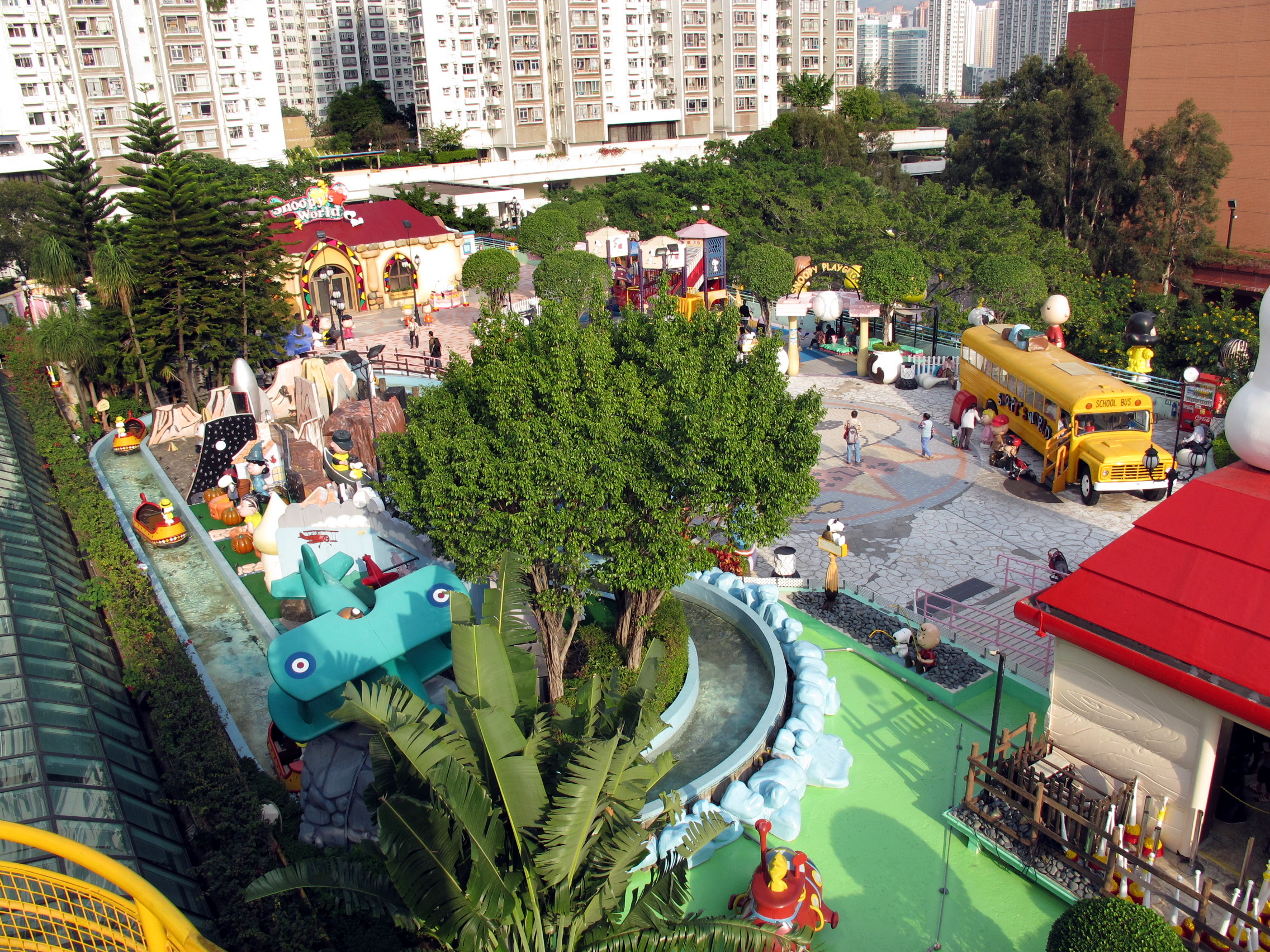
史諾比開心世界

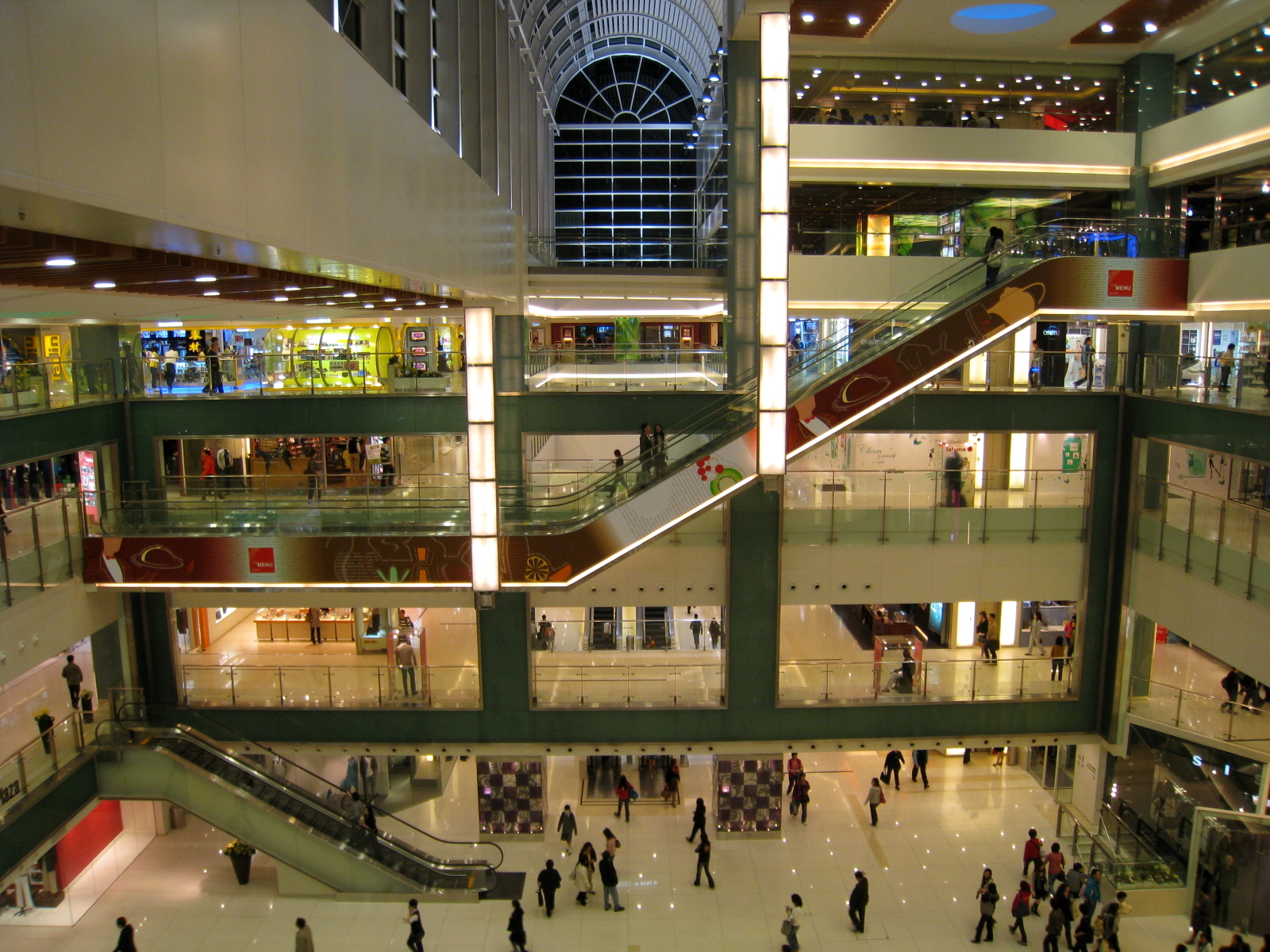
特長緩衝區的扶手電梯

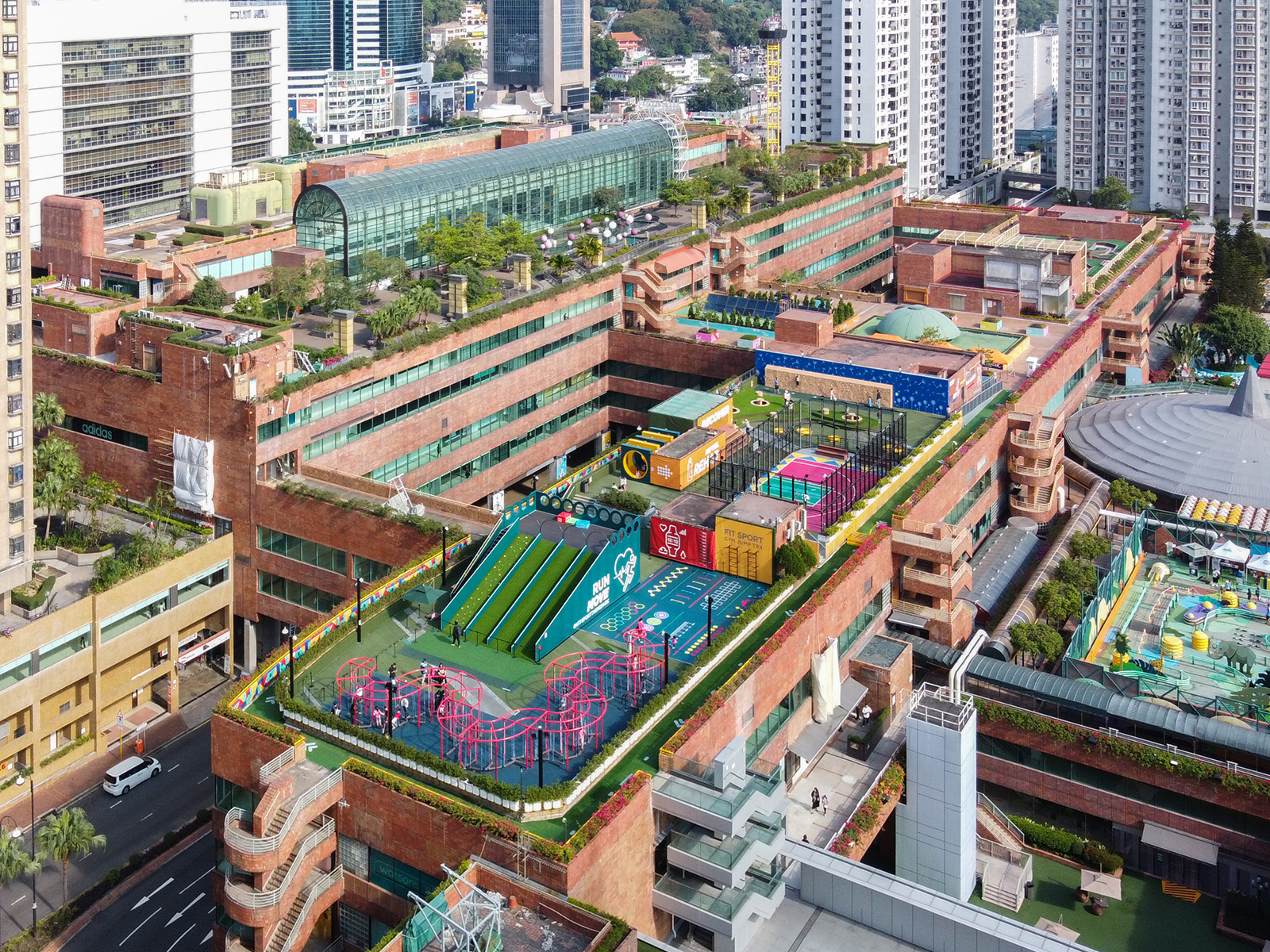
從高處看商場3樓，5樓和7樓平台（2020年11月）

### 史諾比開心世界
史諾比開心世界位於商場3樓花園平台，在2000年9月開幕，佔地約3,670平方公尺。它是亞洲第一個以史諾比漫畫為主題的遊園地，亦是繼美國的洛杉磯後，建成的第二個遊園地。

### FUN PARK
位於商場5樓花園平台的高爾夫球場佔地25,000呎。球場室外設有多個洞，並且設有花盆和水池裝置，於2008年12月中啟用。該處在2015年底至2016年6月因加設防水層而一度關閉。到2022年簡單翻新為設有簡單親子遊樂設施的Fun Park，在同年7月開幕。

### 音樂噴泉
音樂噴泉原位置於新城市廣場第1期商場3樓室內中庭，但為了配合2003年的翻新工程，音樂噴泉組件被移走至其他位置。
直至2004年12月，7樓花園平台進行重建工程，音樂噴泉正式搬往室外，重建工程於2005年5月中完成。可惜因不明理因，音樂噴泉正式對外開放日期不斷延遲。直至2005年11月初才正式對外有限度開放。到了2006年3月，7樓花園平台，全面開放，並且於2006年至2007年初稱為Starry Garden。
音樂噴泉於2008年前受認定為香港第二大的音樂噴泉（最大的是荃灣廣場音樂噴泉，但當時沙田新城市廣場受認定為最大的室內音樂噴泉），直至後來荃灣廣場音樂噴泉被拆卸。
2006年及2008年，7樓花園平台獲得康樂及文化事務署所舉辦的最佳園林大獎之「非住宅物業組 - 園藝保養獎」。
唯到2015年1月，音樂噴泉因不明原因突然停用，表演時間牌更於2015年3月拆除，而池水已污濁到變成綠色。新鴻基其後在更換池水及維修後便迅即重新使用，但規模較以往有所縮小。隨着7樓花園平台進行翻新工程，音樂噴泉或可能作出改建。

### 躍動悠園
位於5樓平台，發展商在2020年11月進行活化，改為集運動與休閒於一身的公園，並設7項設施。包括逾5米高滑草梯、17米長S形懸吊式平衡木走道、15 米長的攀石牆、無器械健身區、籃球場和草地緩跑徑。設施到2022年8月底關閉並清拆。

### Dino Park
位於5樓平台前“躍動悠園”位置，佔地逾3.5萬平方呎。公園設有26米長擬真恐龍骨架的組合式遊樂設施，預計2023年第3季開放。

## 第2期
第2期為帝都酒店（1座）及新城市商業大廈（2座）。

## 第3期
新城市廣場第三期位於沙田正街2-8號，分為商場及住宅兩部份。項目於1989年開始動工。商場部份在1990年11月1日開幕，住宅則在1991年4月入伙。商場原以天幕長廊為核心設計，主要租戶包括一田百貨、商務印書館、玩具反斗城、MUJI潮流服裝及兒童服裝及禮品專門店為主。商場在2017年至2019年進行為期32個月的大型翻新，原有的中庭被填平，空間感大減。

## 小資料
- 商場在80年代時以不同顏色來代表不同的樓層（L1-墨綠、L2-青綠、L3-黃、L4-橙、L5-紅、L6-紫、L7-藍、L8及L9-淺藍）。
- 有統計指該商場曾為全世界每日人流最多的商場；
- 商場是香港及新界最大的商場之一;
- 開業當初南翼地庫為保齡球場，及後丟空多年後才改裝成UA沙田戲院（7-10院（現改稱1-3院））及商店；
- 商場擁有超過360家商店及近50家不同風味之食肆；
- 一期商場設有47部扶手電梯及20部升降機，當中以在翻新後增設，穿梭5樓及7樓（The Menu@Level 7）的E54電梯最為著名，因它是全港第一條設有特長緩衡區的扶手電梯；及
- 商場翻新後，大部分80年代安裝的播音系統重新啟用。

## 公共用地問題
根據政府與新鴻基地產於1982年所訂立的契約，新城市廣場地契列明商場不能有地庫及設有停車場。當時新鴻基地產主席郭得勝就親身約見時任新界政務司的鍾逸傑商討，經第三次會面後便同意設立停車場建議。但同時規定場內需添置康樂設施，如滾軸溜冰場、保齡球場、桌球室等來滿足附近居民需求。另一方面，地契列明將商場通道及中庭出租的話，收取的租金只可包括水、電費，並不可以進行金錢交易用途。而地政總署列明新城市廣場第一至三層和第四層部分地方必須按照地契24小時開放給所有公眾人士使用。
到了2008年11月，商場暗中作出改善措施。包括將三樓近港鐵沙田站位置進行通道還原工程，通道旁原有的兩間玻璃屋被迫拆卸並且進行改建工程。通道改建後回復至商場在2006年翻新前的闊度。另一方面將四樓及五樓原有之開放式店舖改為公眾休憩區。同年12月，商場將三樓平台原先帝都酒店住客享用的網球場改建為給公眾使用的遊樂場，設有跳飛機簡單康樂設施。五樓平台廢棄十多年的高爾夫球場室外部份則進行翻新工程，於2009年1月免費開放給公眾使用；七樓食肆室外範圍的座位於2008年11月中搬走。
2009年6月26日，商場三樓多個主要通道出入口必須24小時開放。到了同年7月初，商場花園平台的開放時間亦有變更，3樓平台為24小時開放；5樓、7樓及9樓平台為上午7時至晚上10時開放。
2009年7月31日，地政總署公佈最新一批公共空間，除了要提供綠化平台、商場通道作24小時開放外，還需要在地庫、3樓平台及5樓平台提供康樂設施。平台內的康樂設施開放時間為上午10時至晚上10時。不過除了五樓平台的高爾夫球場曾進行修復工程外，其他康樂設施早已在1990年代初停用及棄置。而新鴻基地產至今尚未為商場內的康樂設施進行復修工作。

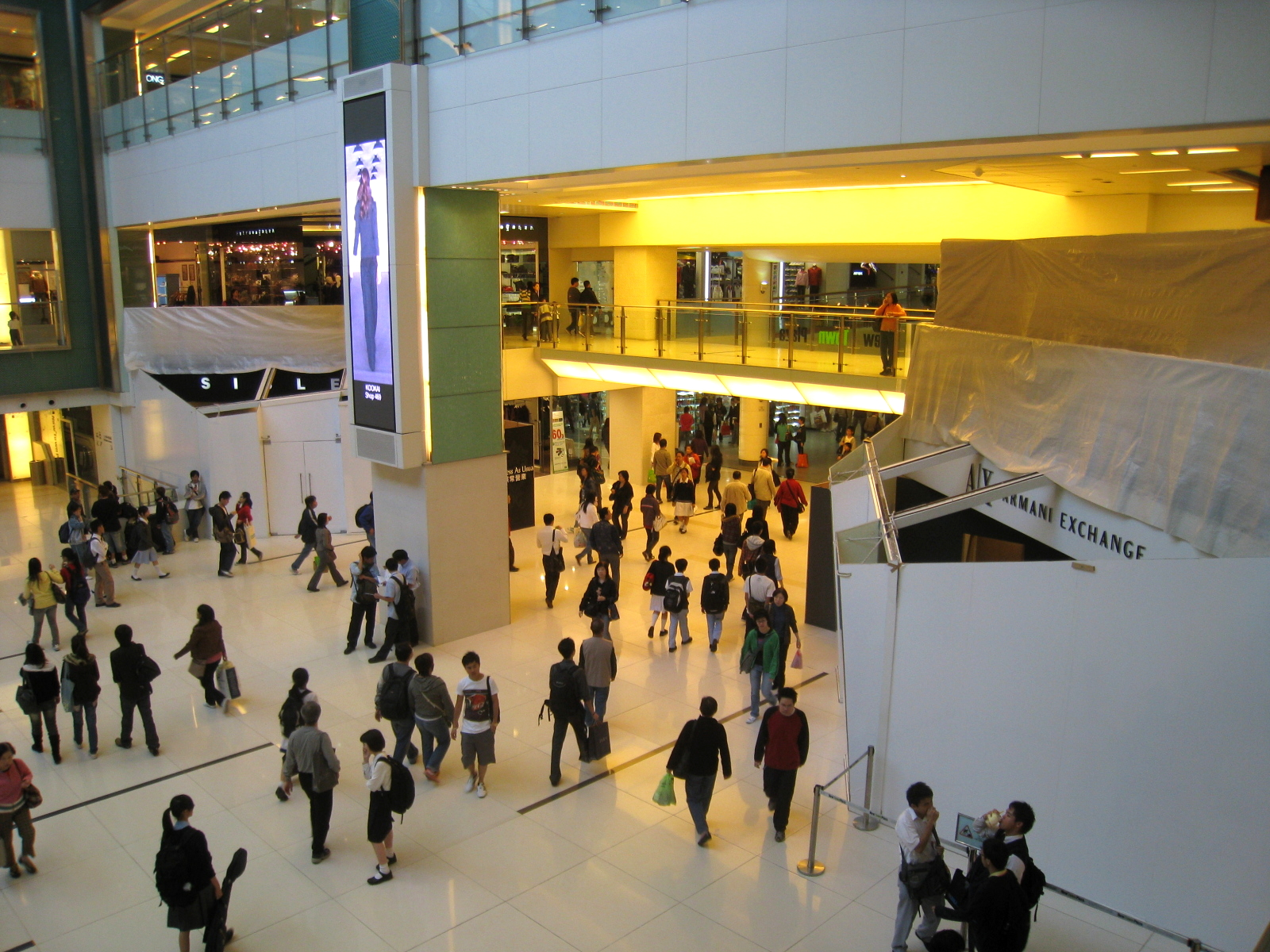
原有的兩間玻璃屋準備拆卸（2008年）
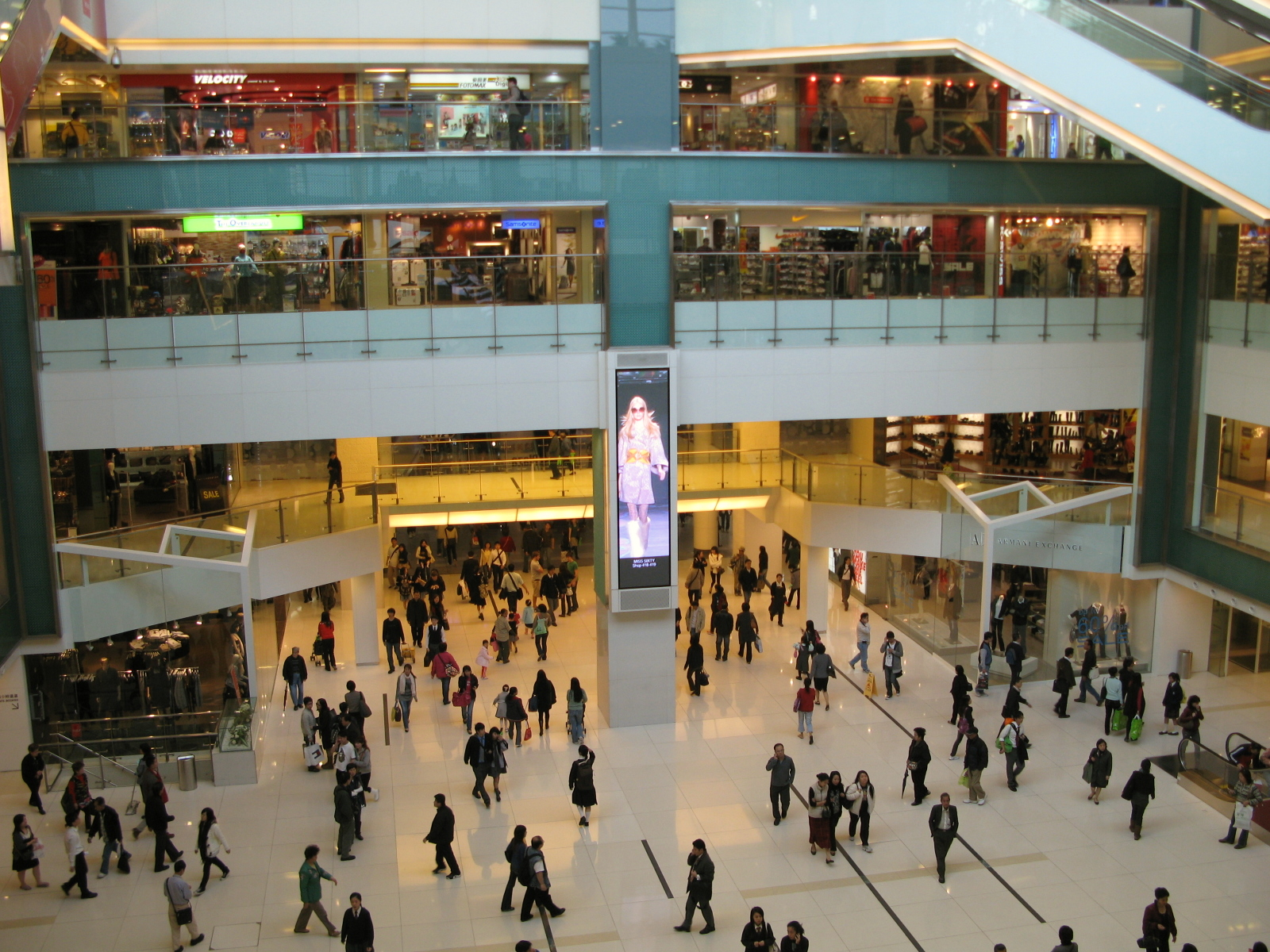
改建後的玻璃屋（2009年）
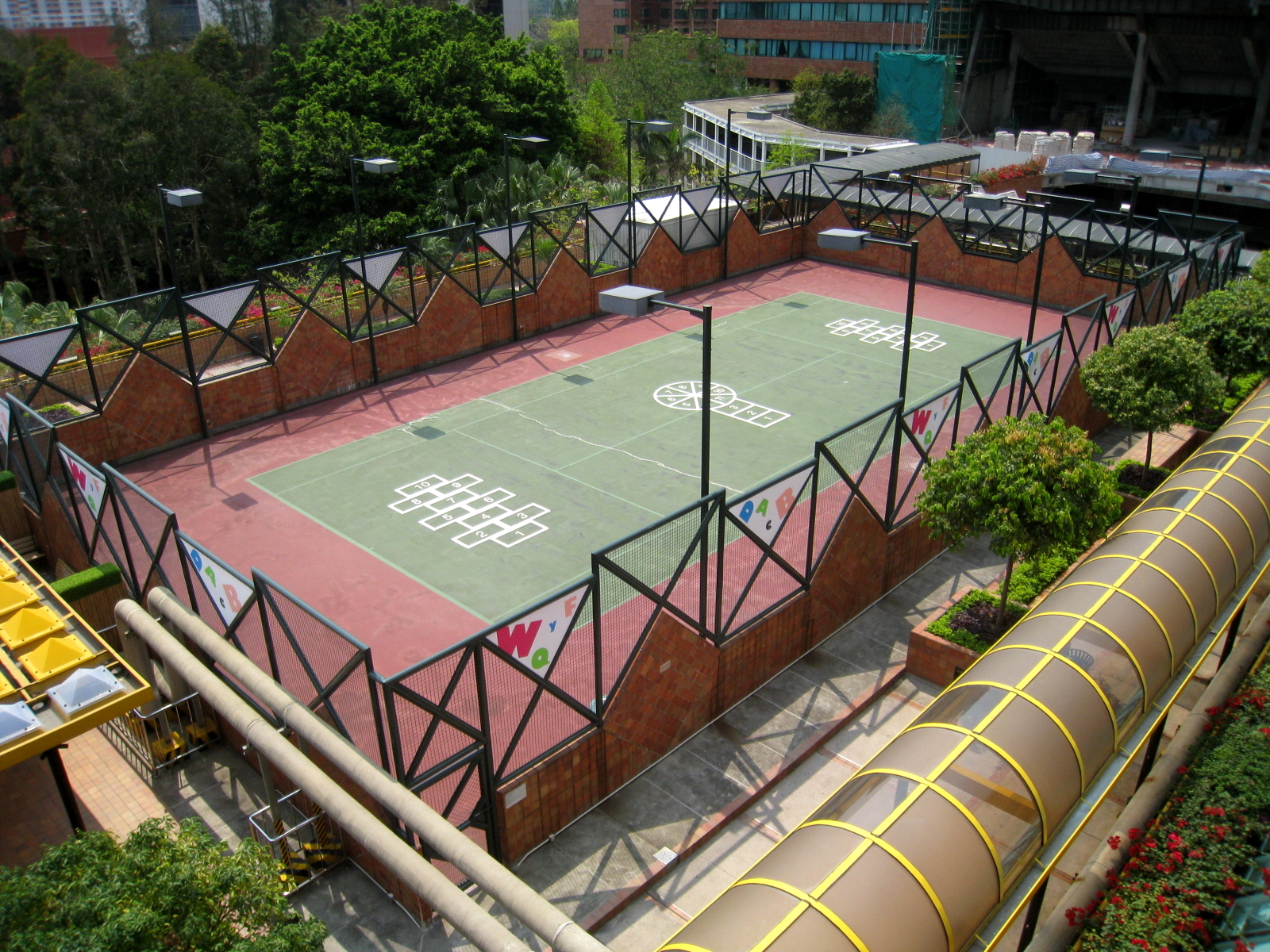
3樓平台遊樂場
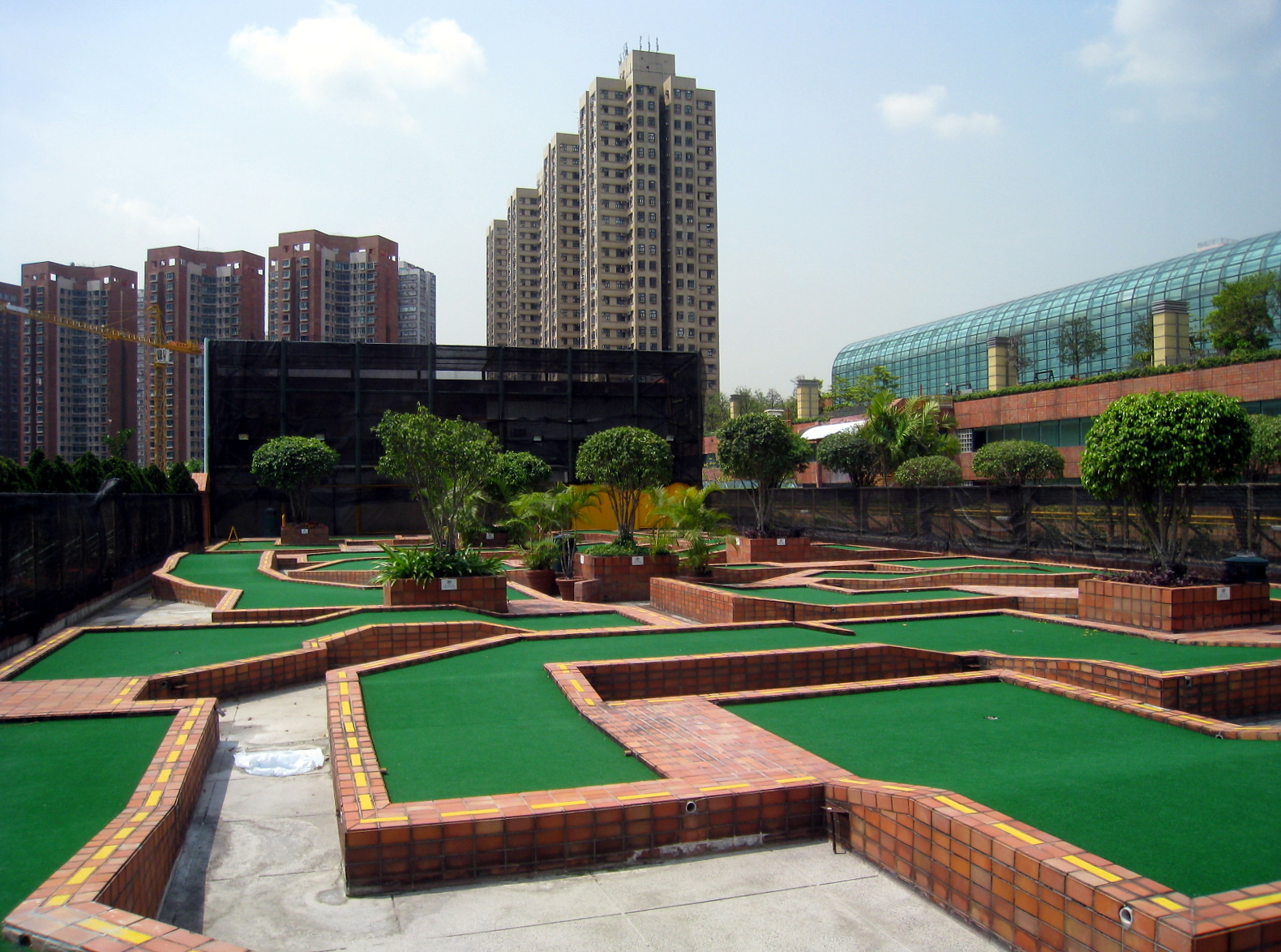
5樓平台進行基本翻新後的高爾夫球場（2009年）

### 通道用作商業展覽出租
此外，商場以往的展覽場地，包括一樓羅馬廣場、三樓展覽廊及拱型玻璃天幕廣場於2008年11月至2009年8月曾停止對外租予作展覽用途，避免遭受地政總署控告。
即使商場公共地方仍可作展覽用途，但現時只可以舉辦非商業及零售形式的展覽，例如藝術展覽。至於新城市廣場過往曾否違規出租、關閉或更改設施用途等，沙田地政處正與商場業主了解事件，會因應實際情況尋求法律意見，並採取跟進行動。

### 3樓至4樓展覽廊天橋 2800呎通道劃入商舖

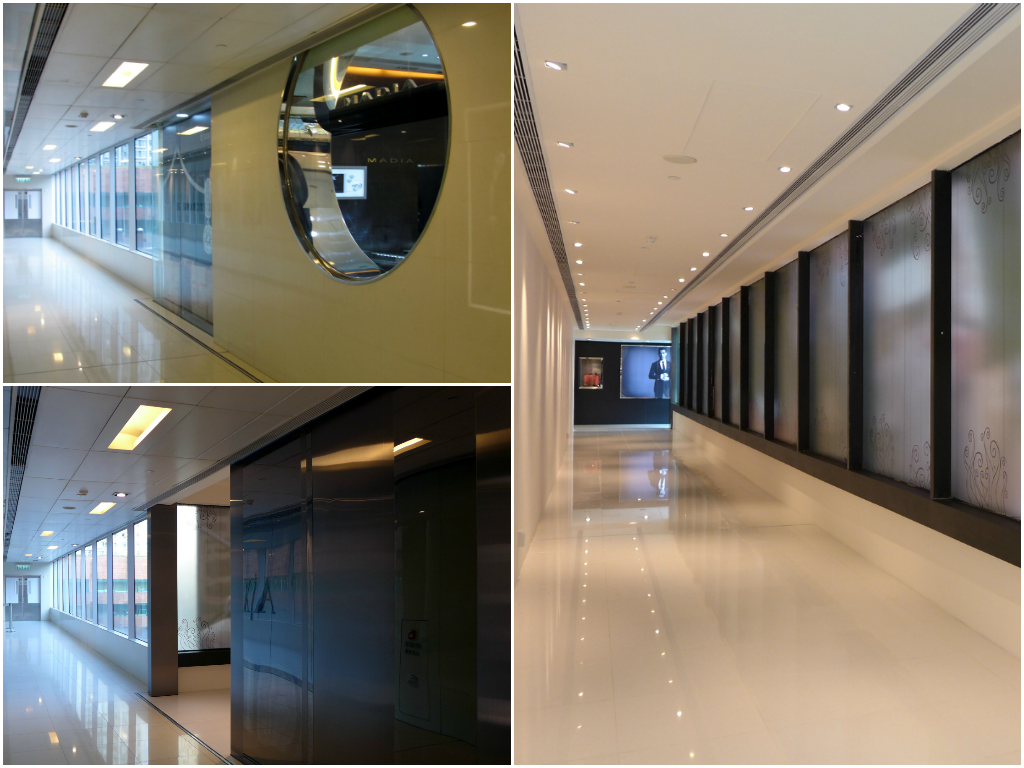
發展商自90年代起把天橋左右兩邊面向玻璃幕牆的行人通道，違規密封後打通佔用，用作擴充兩旁各間商舖樓面以作出租（圖左上），到2013年時地政處發現上址出現未經批准增加商舖總樓面面積的情況，要求業權人糾正，最終通道還原為80年代樣貌（圖右）

明報報道，商場3樓和4樓天橋，內部兩邊均為化妝品名店，惟沙田地政處早前巡查揭發，發展商早於90年代時把天橋左右兩邊面向玻璃幕牆的行人通道，違規密封後打通佔用，用作擴充兩旁各間商舖樓面以作出租（見圖）。根據屋宇署的建築圖則，估計違規增加的商舖面積達2800多平方呎，每月租金收益約84萬元。
沙田地政處證實，早前巡查新城市廣場，發現上址出現未經批准增加商舖總樓面面積的情況，已發信要求業權人糾正，還原工程於2013年10月中展開，2014年1月2日完成。

### 違契在行人通道設跨境巴士售票處
2020年1月，有市民發現來往一期及三期行人天橋的4樓位置，設置跨境巴士售票處圖利。不過根據地契條款，該行人天橋只供用作行人通道。沙田地政處已去信要求業權人於限期內糾正。跨境巴士售票處在同年1月19日結業。

## 保安措施
鑑於新城市廣場為全世界每日人流最多的商場之一，並且擔憂發生恐怖襲擊的風險，因此商場管理公司啟勝物業管理有限公司於近年加強不少保安措施，以致達到「全港最安全的商場」。

### 通道管制
商場通道管制措施於2001年8月推行，當時為了解決不良少年經常在樓梯間流連，因此商場管理公司決定將室外及室內大部份樓梯安裝警報裝置，並且將室外樓梯防火門的扶手拆卸。以謝絕遊人隨便出入室外樓梯。接著2002年在室外樓梯入口安裝鐵閘。縱使有關措施能夠保持通道暢通無阻，但市民前往商場其他樓層時更費時。
到了2007年5月中，管理公司聲稱因保安理由，於晚上12時至早上9時（一樓為晚上12時至早上10時）實行通道管制措施。在該時段進入商場範圍，須持有有效證件及登記身分證方可進入。另一方面，在各層多個通道及扶手電梯出入位置均放置鐵馬，並且蓋上「請勿內進」標點，禁止市民於管制措施推行的時段內遊逛商場，措施推行初期更全面停止所有升降機在管制時段內運作。不過措施推出不足一星期，備受不少沙田市中心居民抗議，認為通道管制措施使他們需繞道前往地下巴士總站及港鐵沙田站，感到十分不便。管理公司作出讓步，容許升降機在早上7時起運作，但4樓的通道管制措施依舊保留。但不少人為了趕快上班，不惜穿越鐵馬前往3樓，使管制措施形同虛設。
2008年6月1日起，管理公司聲稱維修及保養平台設施，3樓平台於晚上12時至早上5時封閉；5樓平台於晚上10時至早上9時封閉。市民無法在該段時間利用3樓平台行人天橋前往沙田大會堂及城門河附近住宅群。2009年6月，為配合地政總署要求，管理公司需全日開放3樓平台通道，有關措施才取消。
為配合商場通道管制措施，因此購買了大批鐵馬及保安站崗。不過由於商場面積有限，不少鐵馬被放置在商場通道，地庫停車場，以至走火通道內。

### 加裝閉路電視
新城市廣場各樓層翻新後，於各層通道、所有出入口、扶手電梯出入位置、商場中庭、室內樓梯、以至地下巴士總站等地方安裝數碼化閉路電視系統，以每隔30至50米至少設有一部閉路電視，藉此加強減少罪案發生的次數，也可以作為監視員工用途。部份閉路電視更設監聽功能，並且可監視商場任何一個地方。商場近沙田站位置出入口更安裝8部閉路電視。
管理公司分別於2011年及2013年於3樓及4樓加裝更多閉路電視，並提供高清畫面。到2020年5月反修例運動期間，商場多處安裝多部閉路電視，達到全面監控。

### 與警方合作
新城市廣場自2003年起與沙田警區合作，於星期五下午時段派遣多名警察在商場內巡邏，在租戶方面，則定期舉辦講座，讓租戶能夠提高警覺，防止店舖盜竊及扒竊案的發生。在2003年至2005年期間更推行「安心購物計劃」，成功減少盜竊案的發生。隨着商場在翻新後嚴格加強安裝閉路電視及增加保安人員後，警察在商場內巡邏經已減少。
不過在節日期間，如平安夜及除夕夜，新城市廣場也會聯同警方合作，協助加強保安及疏導人潮。

### 保安犬巡邏
在2008年8月北京奧運馬術項目於香港舉行期間，商場曾聘請保安犬在商場內巡邏，減低發生恐怖襲擊的風險。奧運完結後，有關措施曾停止推行一段短時間。不過自2008年11月起，為提升商場保安級別，商場每日會派遣保安犬巡邏，有關措施不定期進行。

### 安全護衛
由2008年11月起，商場聘請十多個安全護衛於晚上8時至早上8時在各層商場通道及室外平台巡邏，減低發生恐怖襲擊的風險。其餘職責包括放置通道管制時段使用的鐵馬及保安站崗、進行巡邏活動、在凌晨至早上時段看守店舖及在晚上11時後進行清場行動，以防止罪案。

### 減少舉辦活動
為減低發生恐怖襲擊的風險及減少商場人流，商場自2008年起減少舉辦大型活動。由2009年起停止向公眾發放活動時間表，部份活動只能在當日現場觀察才知道。

### 打擊市民在非營業時段在商場留連
為防止有市民在凌晨至早上時份進入通道管制範圍，商場在2009年5月起在一樓開放式食肆範圍及三樓部份位置安裝多部紅外線感應器，當有市民進入通道管制範圍，即觸動警鐘。新系統使市民無法使用捷徑進出商場，並打擊市民在非營業時段在商場內留連。

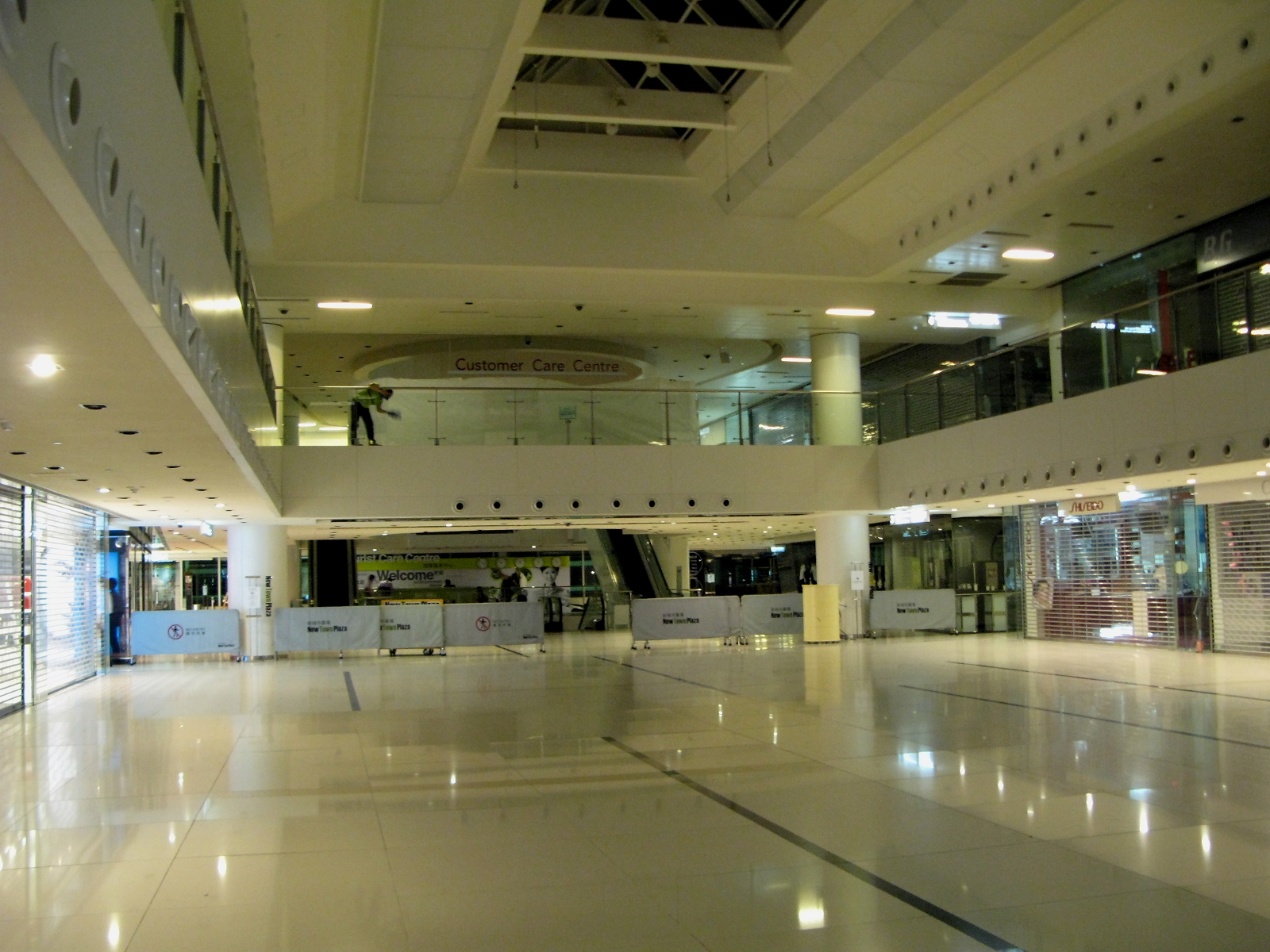
三樓及四樓通道放置多個鐵馬，並於三樓設立崗亭
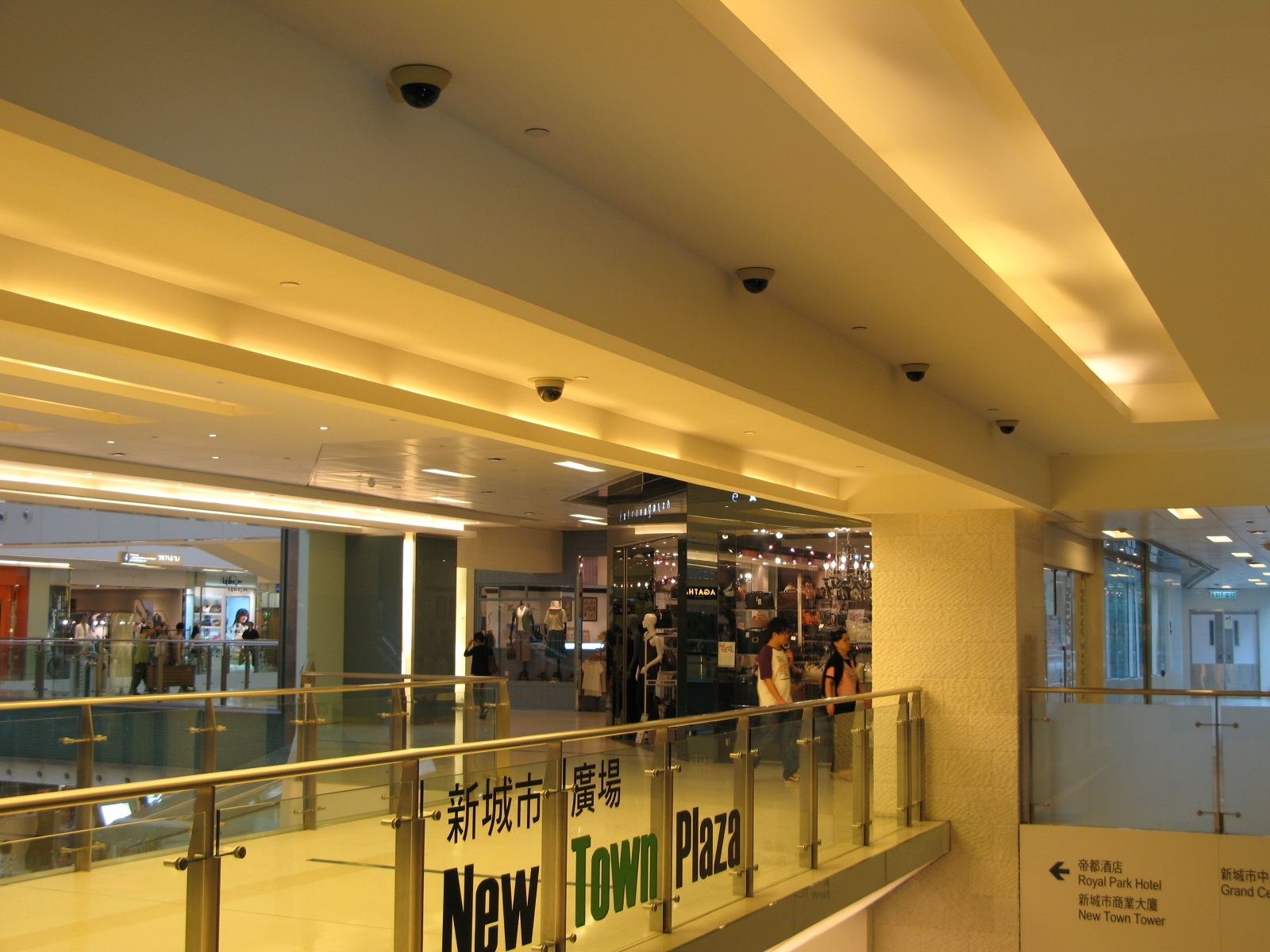
商場近沙田站位置出入口安裝多部閉路電視

### 入稟法院要求禁止小販擺賣及拾荒活動
新城市廣場自1998年起出現小販在公共行人通道擺賣問題，使商場須時常驅趕小販。到了2008年12月開始，商場於近沙田站位置出入口位置大字標明「嚴禁小販擺賣」的警告，並及增加保安人員看守該處。2009年9月24日，新城市廣場的業主富棠置地有限公司及負責管理、新鴻基旗下的啟勝管理服務有限公司入稟高等法院要求禁止小販再進入新城市廣場範圍，並向他追討賠償。入稟狀指出，該小販在附近的通道擺賣，指他阻塞走火通道危害公眾，並增加人手管制人流及小販，安裝額外閉路電視監察被告販賣活動，且影響商場的形象及租戶的生意，故要求法庭禁止被告再進入新城市廣場，以及追討損失。高院於2009年12月18日在小販缺席聆訊下頒下禁制令，並下令他就事件賠償及支付訟費。管理公司回應指出，取得禁制令只為阻止被告進內擺賣，但歡迎他光臨商場，亦不打算向他索償。

## 事件
- 1999年1月10日早上11時，新城市廣場一條由巴士總站直接通往新城市廣場的扶手電梯發生意外，一乘客拉手推車在頂部卡著車輪，手推車不能拉走，而後來乘客不斷，做成互相碰撞，共有六女一男受輕傷。事件中電梯頂部有四吋長膠片受到損毀，警方到場用帆布覆蓋電梯，並在頭尾位置貼有警告牌，市民暫不能利用該電梯上落，損壞電梯有待機電人員進行維修。[76]
- 2007年5月4日早上11時半，新城市廣場1期商場中庭啟用半年的5樓至6樓外牆燈箱因溫度過熱，引致玻璃內的紙首先燃燒。濃煙很快在燈箱範圍內其他位置積聚，最終部分玻璃爆裂或燒黑，引致火警發生。消防到場疏散1200人。火警於中午12時半救熄，下午3時才局部解封商場，事件中無人受傷，但外牆損毀嚴重。[77]因火警損毀的天花板在5月11日裝修完成，整個復修工程於6月1日完成。然而，發生火警後，場內的LED電視在事件發生多個月後作出重裝，並已於2007年10月初重新啟用。損毀外牆燈箱位置並沒有安裝燈糟，而中庭的外牆燈箱自火警後已停用。直至2012年11月，商場正式重裝外牆燈箱，新燈箱內的燈糟改用黃色LED燈，外牆燈箱於同年12月啟用。

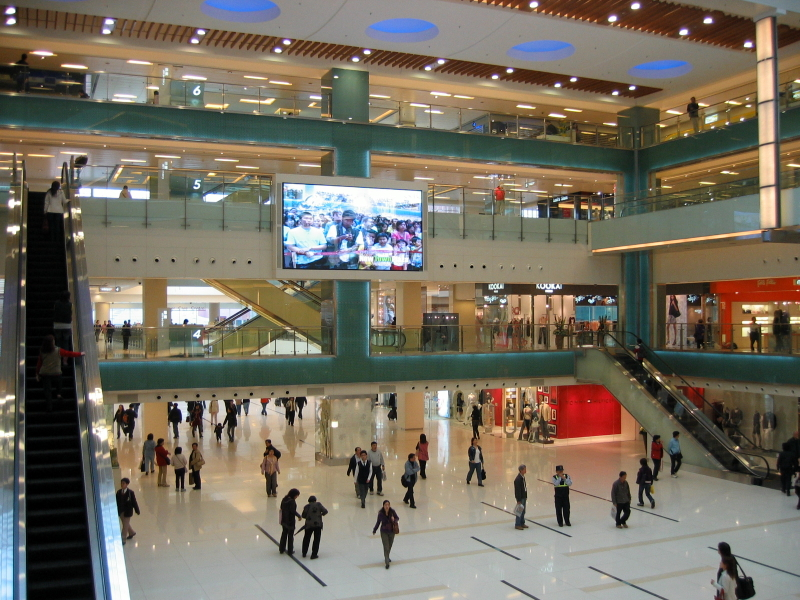
外牆燈箱在火警發生前一直沿用
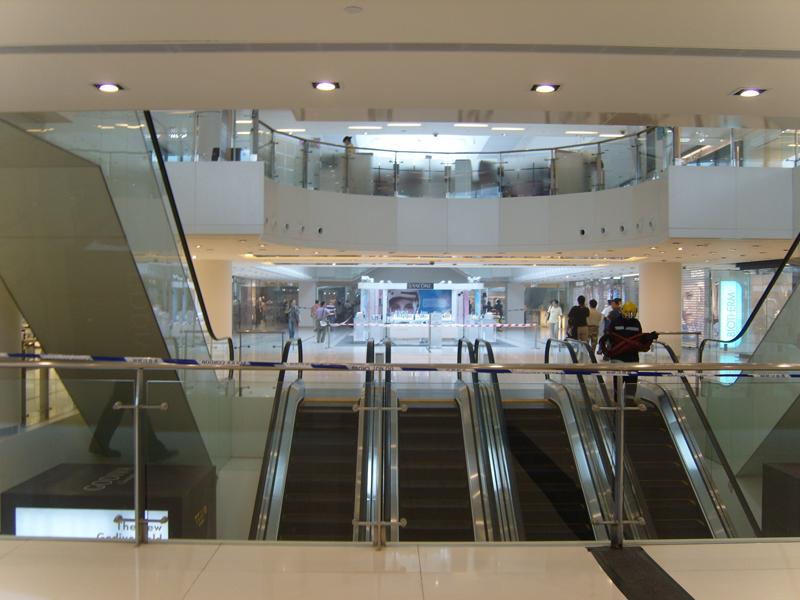
新城市廣場一期被封閉
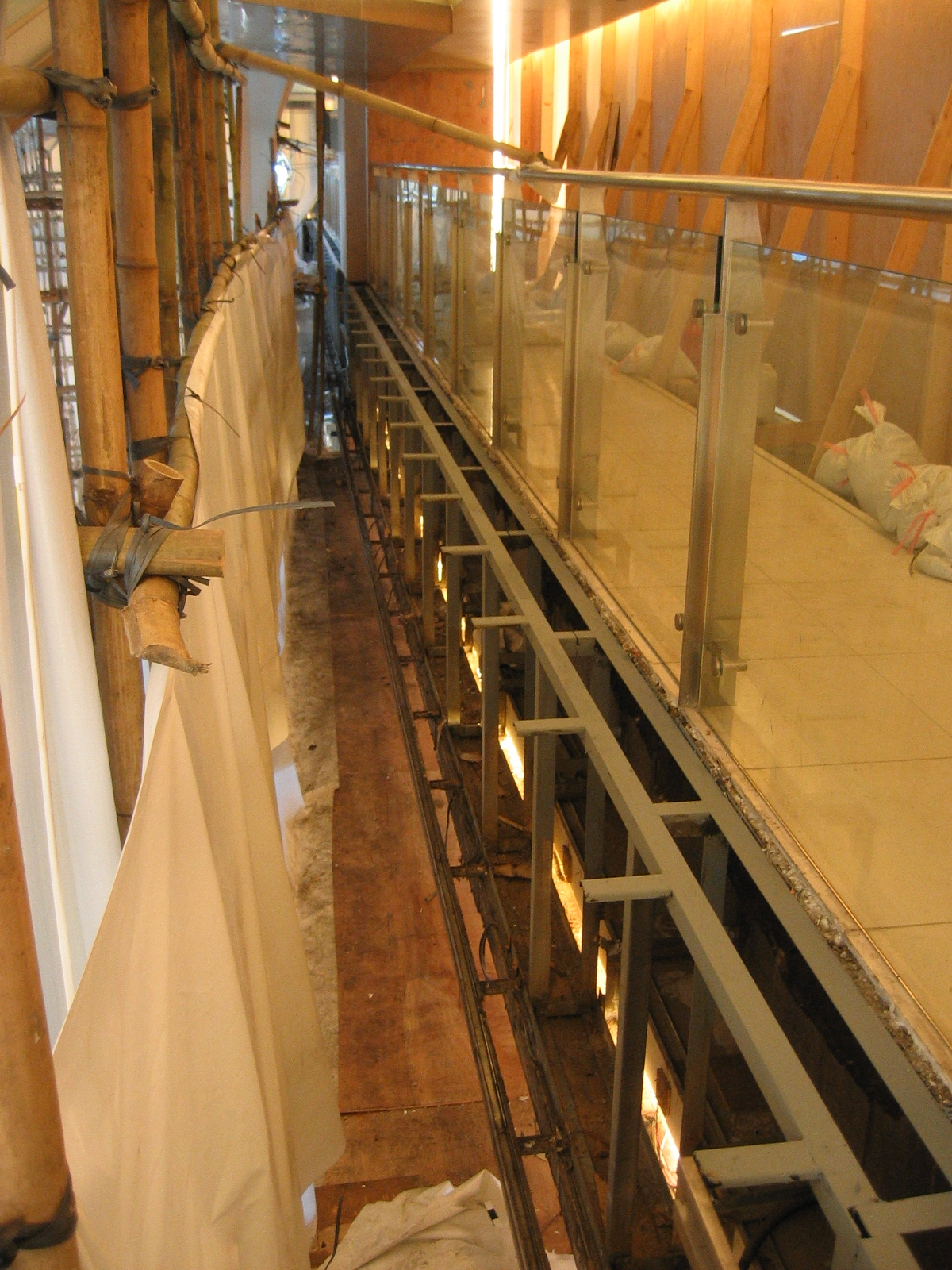
新城市廣場損毀的燈箱進行修復工程
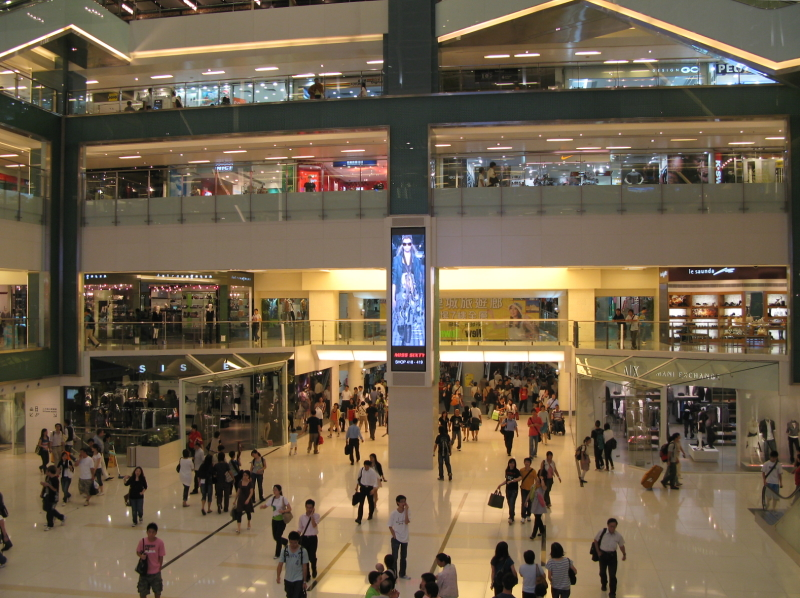
LED電視已重新啟用

- 2008年2月22日，新城市廣場1期商場3樓中庭的天花板部份地方出現脫落現象，沒有造成傷亡。天花板位置曾於2007年5月4日因火災曾進行大型復修。
- 2008年8月2日，新城市廣場1期商場有一名男子爬出廣場8樓玻璃欄河縱身向後「大字形」直墮而下，跌墮至3樓平台舉行馬術展覽場館入口處重傷昏迷。廣場在三樓平台，正舉辦一個與奧運馬術比賽有關的宣傳活動。事主送院後不治。[78]
- 2010年2月19日下午4時許，一名約40男子於新城市廣場1期商場連接沙田中心行人天橋外的樓梯，自離地約15米高處墮下倒地，當場死亡。
- 2012年3月1日下午，新城市廣場1期電力系統出現故障，引致高座公眾通道停電及扶手電梯停止運作。商戶電力維持正常。

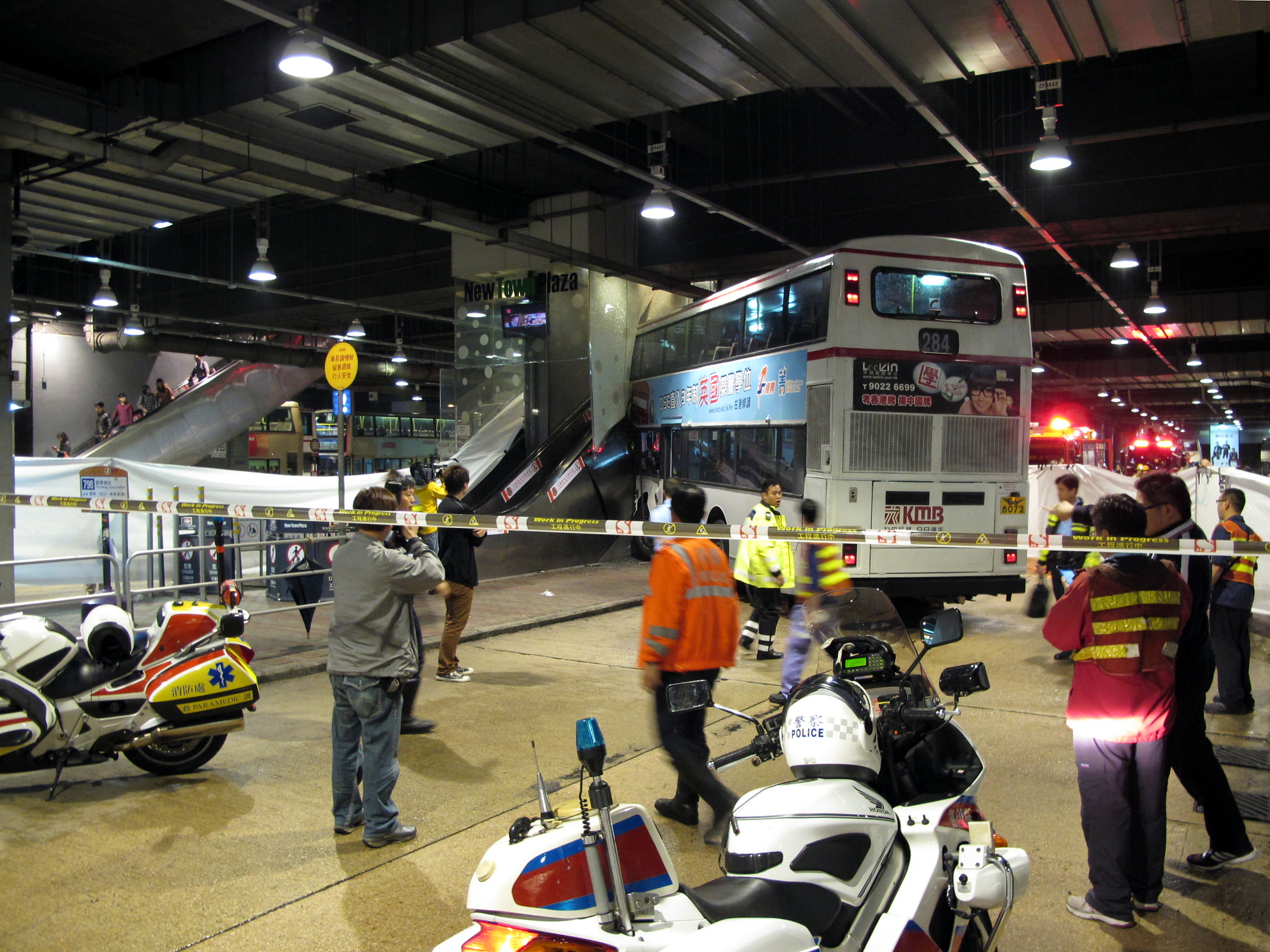
2013年3月30日下午3時，一輛雙層九巴，駛入在總站內轉彎入線準備離開巴士站時，突然失控剷上行人路，掃毁欄杆撞向商場扶手電梯才停下

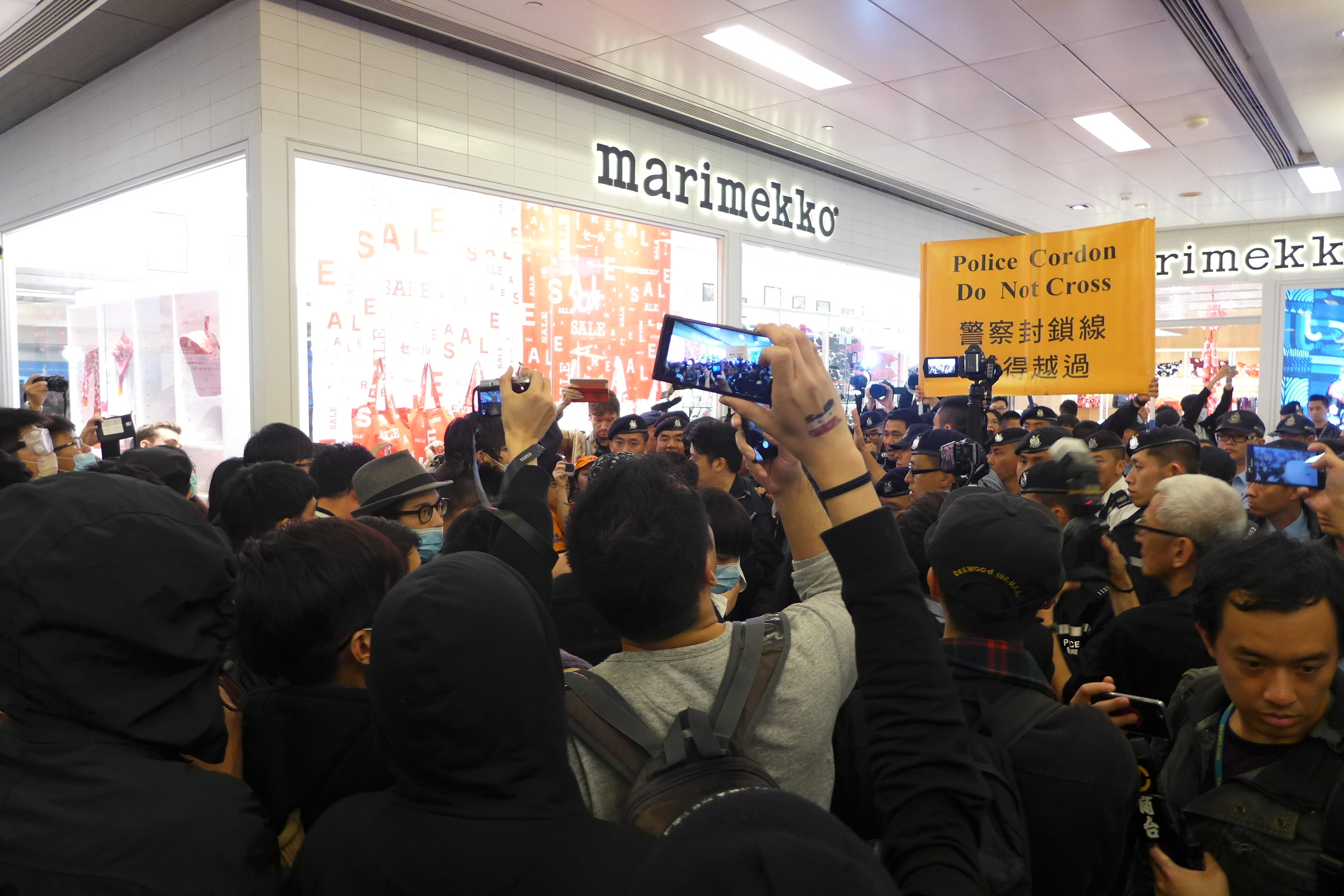
2015年2月15日捍衛沙田行動，警察機動部隊傳令員高舉黃色旗幟，警告示威者停止衝擊

- 2013年3月30日下午3時，一輛九巴駛入沙田新城市廣場1期地面巴士總站時，撞上候車處及通往商場的扶手電梯，42歲巴士司機頭部及手部受傷，77歲男途人則前額被玻璃碎片割傷，兩人清醒被送沙田威爾斯醫院，途人治理後無大礙，司機則情况嚴重。扶手電梯及巴士車頭則損毀嚴重。[79]
- 2014年3月2日，逾20名網民參與「一億人，一億喼，沙田流量壓力測試」行動，抗議自由行及反對商場租戶傾向自由行。商場派出30多名保安嚴陣以待，但沒有阻止沿途高叫口號的「旅客」。[80]
- 2015年2月15日下午，網民發起捍衛沙田行動，抗議自由行及反對商場租戶傾向自由行。逾300名網民號召到新城市廣場一帶範圍示威，事件最終演變成為騷亂，其間在新城市廣場多次爆發衝突，多次圍着爆粗辱罵中國大陸遊客及警察，2樓至5樓多間店舖一度拉閘。商場包括普通話在內的多種語言廣播，呼籲商場遊客冷靜。警察機動部隊需要施放胡椒噴劑及使用警棍平息。警察隨即加派警察力量，築成重重人鏈。而商場職員於傍晚則架起圍板及鐵馬，指商場正發生「特別事故」，需要封鎖來往沙田中心及沙田廣場出入口，要求市民繞道而行，引起部份市民不滿。至晚上7時許示威者散去。事件造成3人受傷，6人被拘捕。
- 2015年8月3日，商場的《迷你兵團》展覽結束後，多個公仔都遭噴漆噴黑，引來大量網民關注，有人相信商場因為擔心公仔被偷，寧願自行毀壞它們，就像麵包店關門時將賣剩麵包弄爛一樣。有網民批評廣場浪費資源，認為大可捐給孤兒院或其他慈善機構，甚至作商業拍賣亦可，但不應就此送去堆填區。新城市廣場回覆傳媒查詢，解釋此舉與版權問題有關，為協議的既定程序。[81]
- 2016年5月28日，有市民帶兒子到新城市廣場打算參觀湯瑪仕小火車 之 鐵路大競賽（Thomas & Friends: The Great Race）展覽，惟排隊等入場期間，在場職員表示有記者採訪。其後「深圳跨境學童家長會」旅行團主辦的「2016少兒財商大比併購物大賽」活動，各人身上並沒有記者證。市民直斥旅行團與特首一樣地位超然，質疑新城市廣場做法歧視香港人。新城市廣場服務處在5月29日晚上11時於facebook專頁刊登道歉聲明，認為事件是溝通不足所致[82]，但短短10多小時後便獲逾900個「嬲」，網民留言指新城市廣場自2003年後已變質，根本不屬於沙田，又指發展商「媚共」。[83]
- 2017年2月20日下午4時許，UA戲院天花一塊石屎突然剝落，擊中一名21歲內地女觀眾，警方接報後封鎖現場調查。戲院暫停開放2日。[84]
- 2017年9月18日早上7時許，一名69歲老婦在新城市廣場乘扶手梯由3樓落巴士站其間暈倒，送院搶救後不治。新城市廣場發言人就扶手電梯事故深感難過，對死者家屬致以深切慰問。[85]
- 2018年5月10日早上11時40分，3樓開業不足一個月的資生堂化妝品專門店內的儲物室有電線短路，突然冒出大量濃煙，職員立即報警求助。消防員趕抵現場調查後疏散商場內逾300名的商戶及顧客，事件中無人受傷。[86]
- 2018年9月12日下午5時許，38歲女子疑因家事問題在7樓企圖跳樓，警方及消防接報趕到，張開救生氣墊戒備，並派員游說。晚上7時許，消防趁女事主注意力分散，衝前將其拉回安全位置，由救護車送院檢查，其丈夫亦陪同送院。[87]
- 2021年7月29日上午11時許，一名19歲男子從商場8樓扶手電梯及玻璃板之間的空位墮下到商場3樓中庭位置。男子送往威爾斯親王醫院搶救最終不治。警方正調查事件。[88]
- 2023年5月19日中午12時16分，一名45歲男子自行報案，聲稱自己心情不佳，爬出商場7樓中庭高處企跳欲死，消防接報到場張開救生氣墊戒備。至下午近5時30分，事主已被談判專家勸服返回安全位置。消息指事主在2019年向朋友借出180萬元人民幣，惟對方一直未有還款，在內地尋求司法單位及執法部門追回款項亦不成功，在來港旅遊期間曾經到將軍澳報案，希望香港警察可以幫忙，但警方未能幫其追回債項下感到不快而在商場企跳。[89]

## 反對逃犯條例修訂草案運動期間的事件

### 7.14 防暴警察驅趕示威者 爆發流血衝突

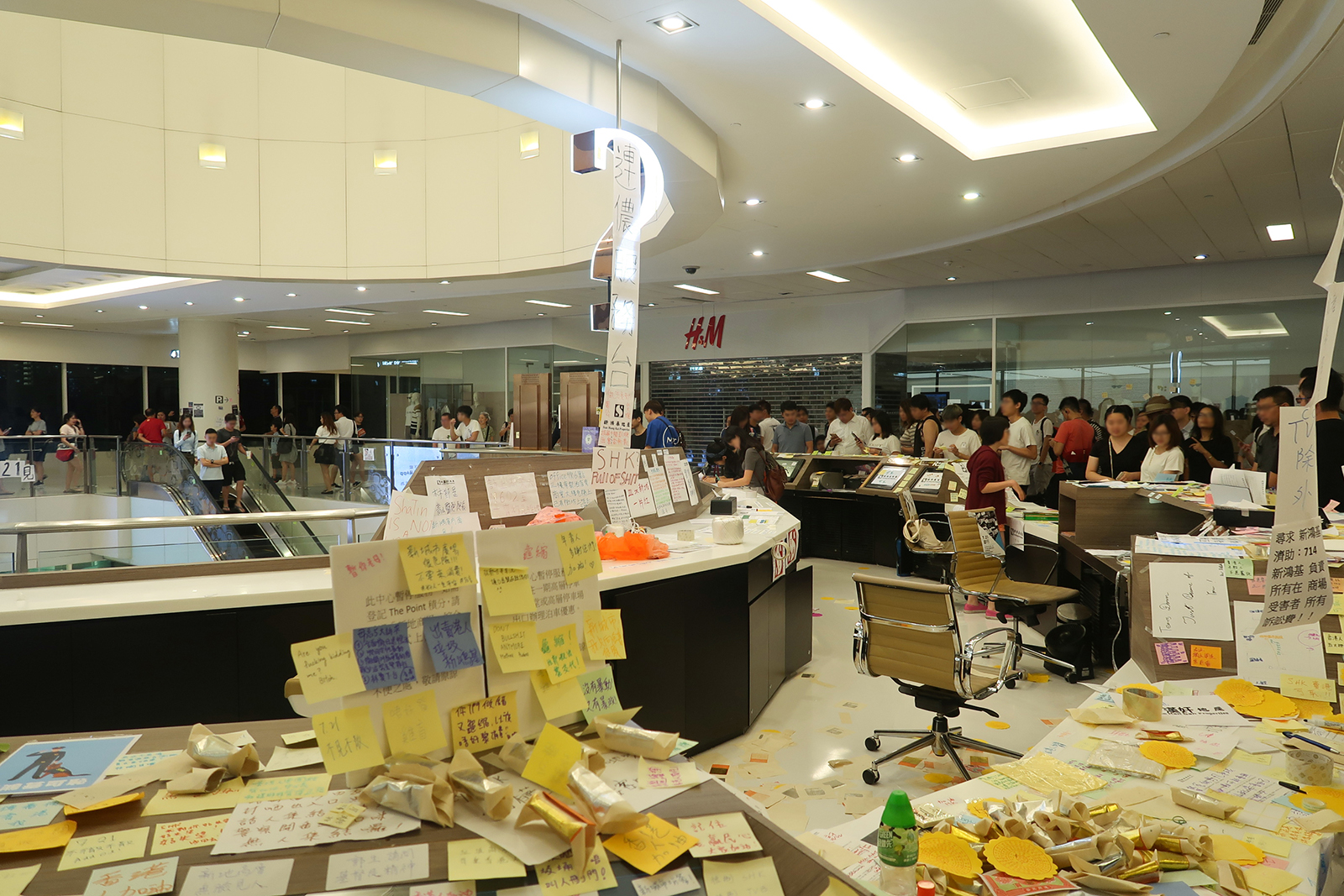
7月14日，商場內的客戶服務台在示威者的醜化之下變成「連儂服務台」

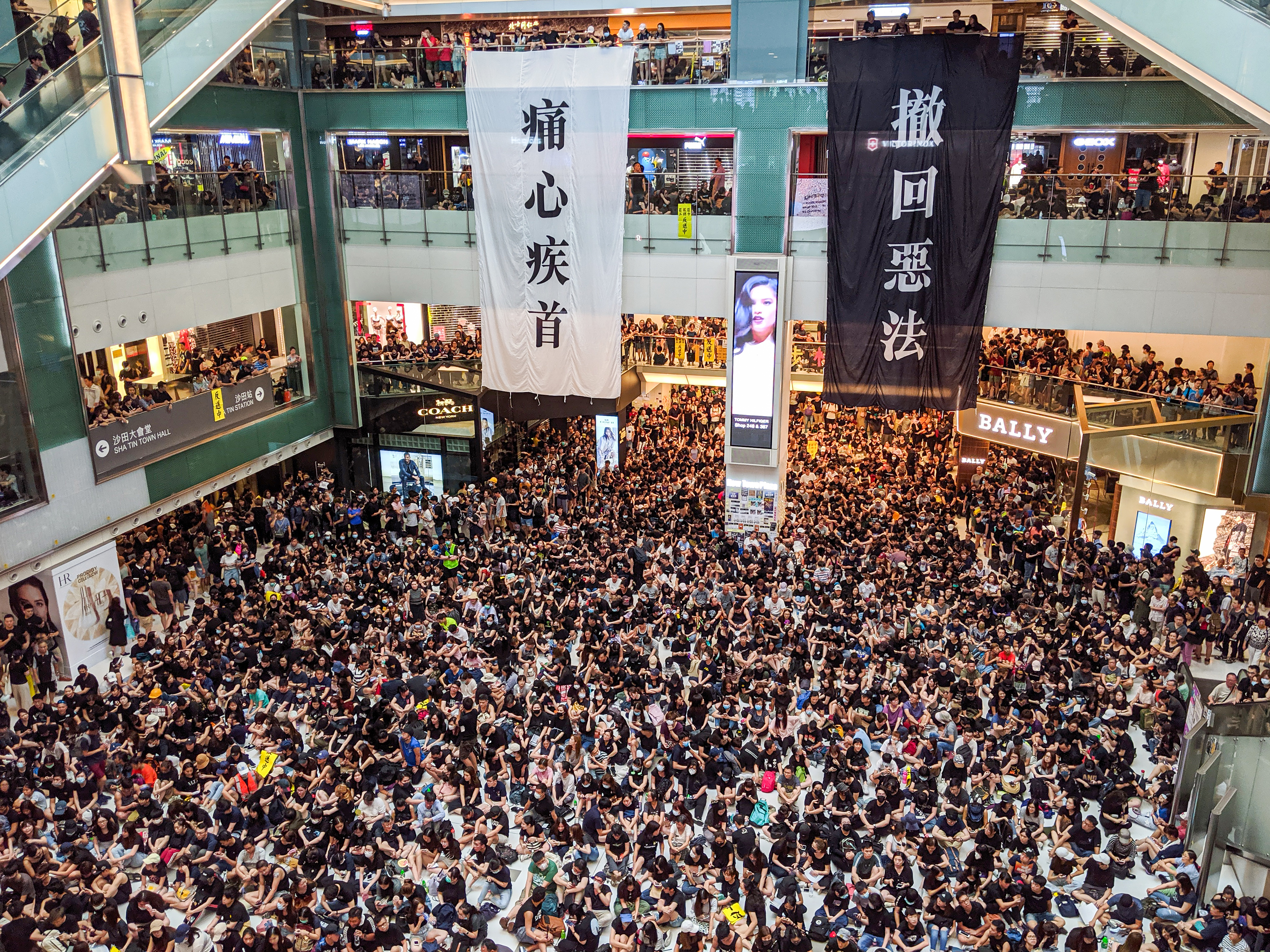
8月5日三罷行動，中庭坐滿集會的市民

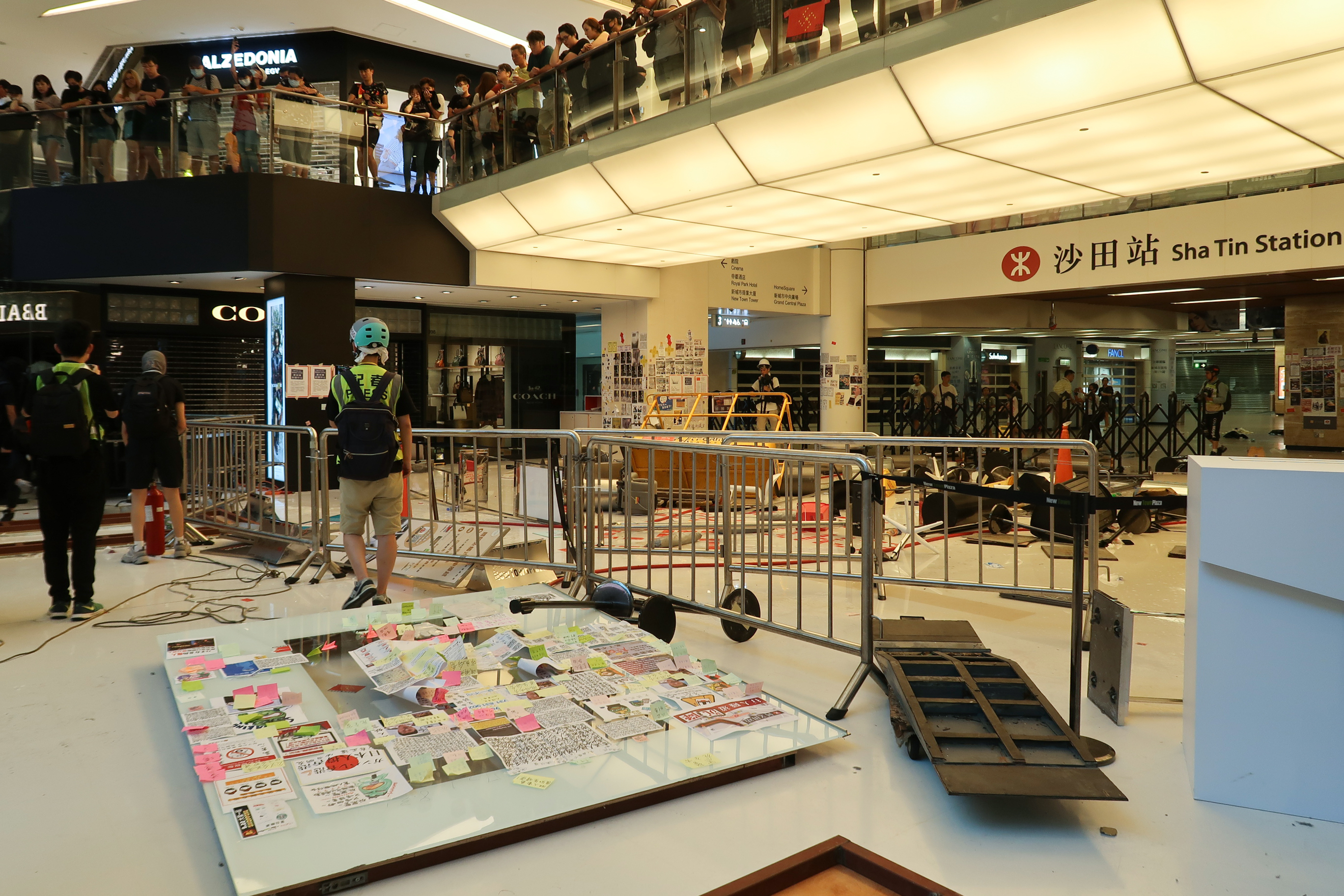
9月22日，示威者擔心防暴警察會衝入商場，利用商場的鐵馬和雜物作路障

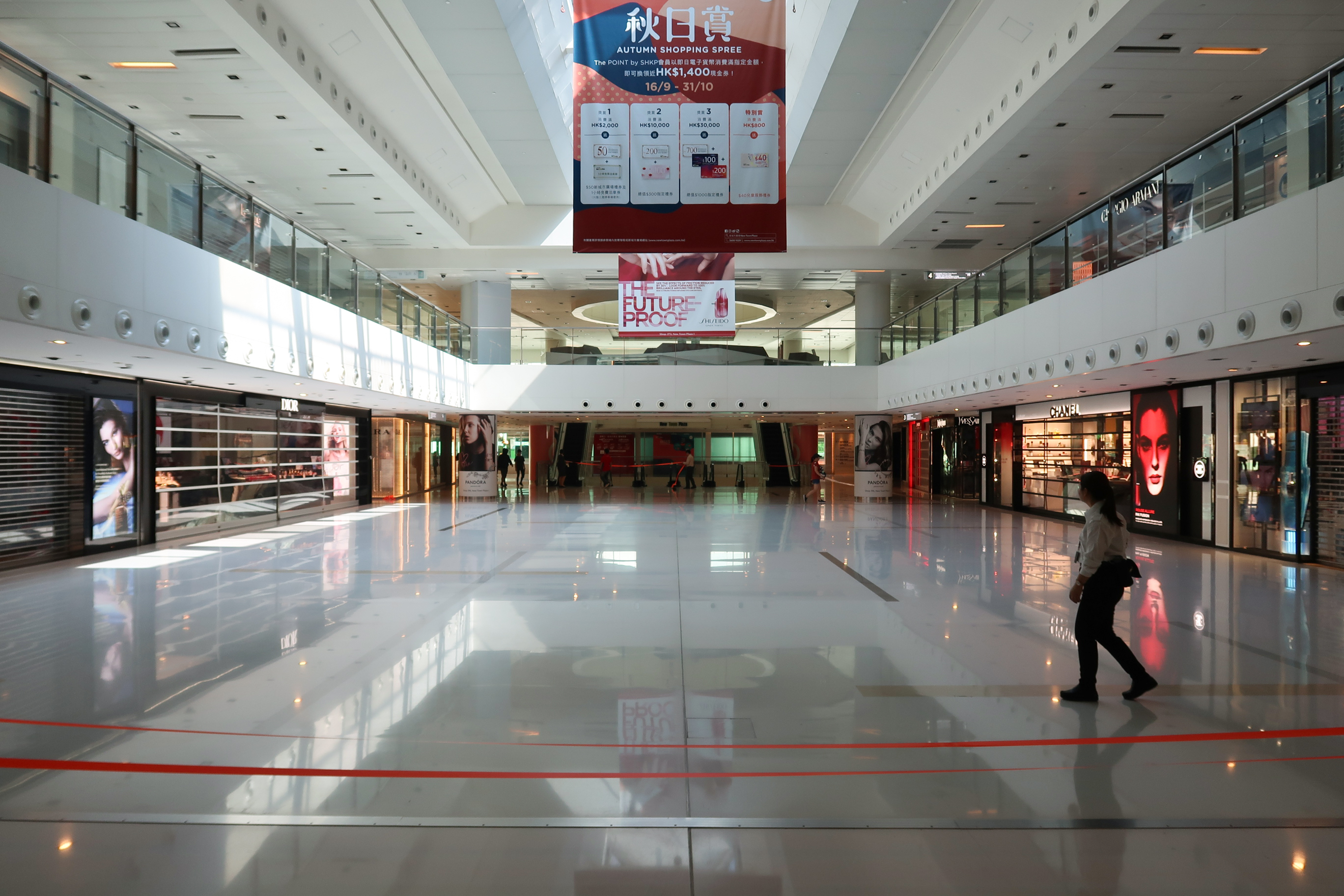
10月1日，商場疑違法地契，職員將中庭3樓往大會堂方向的24小時通道用膠帶封阻

2019年7月14日，沙田市中心一帶進行反對逃犯條例修訂草案遊行，晚上大量示威者進入商場，並欲前往港鐵沙田站，其後大批防暴警察進入商場驅趕示威者並爆發衝突。示威者向警員投擲雨傘及水樽等雜物，警員用警棍還擊。期間有警员在拘捕示威者時，無名指被22歳應屆香港大學畢業生兼現時市場推廣助理杜啟華咬斷，網上有片段顯示警員手曾壓向示威者眼部致痛楚，杜啟華被控「在公眾地方作出擾亂行為」、「襲警」、「有意圖而傷人」、「未能出示身分證明文件」等5項罪。另外有傳示威者鉗斷警員手指，傳真社翻查不同來源的拍攝片段後，清晰見到涉事警員的十隻手指均完好無缺。事後，公眾質疑新城市廣場屬私人地方，警方是否未得業主和管理公司同意即進入商場內清場，網上流出影片顯示2名商場管理公司職員以手勢引領一隊穿戴全套防暴裝備的警察推進商場3樓範圍，商場內顧客見狀紛紛起鬨。當晚衝突過後，新城市廣場及新鴻基地產先後發表聲明，澄清事前不知悉警方在商場內的行動，衝突當晚沒有報警，亦沒有求警協助，商場職員對警方行動不知情，是警方自行決定入內後，在商場職員不知情的情況下跟隨在職員後方，所以對於被指協助引領警方進入商場感到無辜。但稱商場須按照相關地契將商場內公共通道24小時開放予所有公眾人士使用，包括通往沙田港鐵站及巴士總站等的出入口。。其後，新地舉行記者會稱地契條款表明警方有權在商場內執行職務，但不希望警方的執法影響場內顧客，會就警方當晚行動向警方表達關注。

### 9.15 中年同居情侶持刀棍恐嚇反修例示威者
2019年9月15日晚上，有人在商場舉行「和你sing」示威活動。到晚上11時，一名持反對意見的中年婦女疑舉起手機引起在場示威者不滿，其後數名保安護送下離場。當她們步出1樓上落客區時，女子出手施襲市民但不成功，而男友駕車到場後，手持棍恐嚇市民，雙方對峙後發生打鬥，最終兩名被告登車離去。之後警方控告他們於公眾地方管有攻擊性武器。裁判官香淑嫻認為男被告揮棍是為了保護女友，裁定罪名不成立，而女友因持利刀主動攻擊途人，裁定她罪名成立，判囚3個月。

### 9.22 示威者破壞商場及美心等商舖以及踐踏國旗
2019年9月22日，有網民發起到新城市廣場集會並舉行「和你Shop」示威，過千人響應並在3樓中庭集會，其後到商戶門外發起「罷買」行動，並在商舖外高叫口號和貼標語，美心集團旗下商戶成重點杯葛對象，以抗議美心集團創辦人伍沾德長女伍淑清早前支持香港警察言論，美心旗下多間食肆被貼上「777、支持高官警察」，亦有市民高呼「黑心美心，美心黑心」口號。優品360則因懷疑由「福建幫」商人經營而遭抵制。示威者將中國國旗放於商場中庭地下，在國旗上跳舞、踐踏。示威者亦破壞商場顯示屏等設施及向地面灑水及生油。新鴻基地產表示，有大批人士在未獲批准及沒有理會新城市廣場服務處職員勸喻的情況下，在商場內進行公眾活動、擾亂公共地方秩序，滋擾租戶和顧客，甚至有人士於新城市廣場內惡意破壞商場設施，以及試圖損毀國旗，對此表示極度遺憾，並予以強烈譴責。

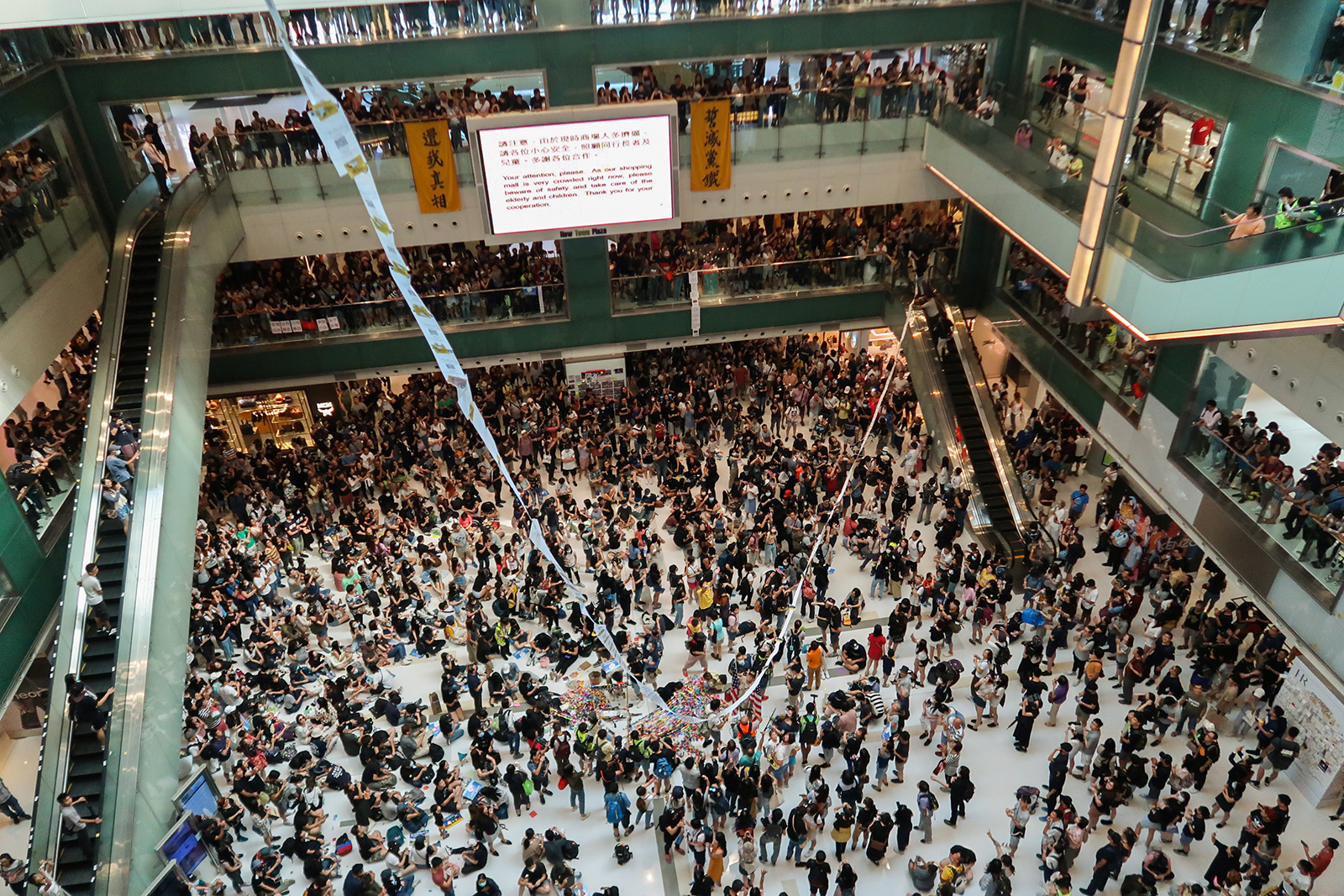
過千人響應「和你Shop」行動，在中庭集會
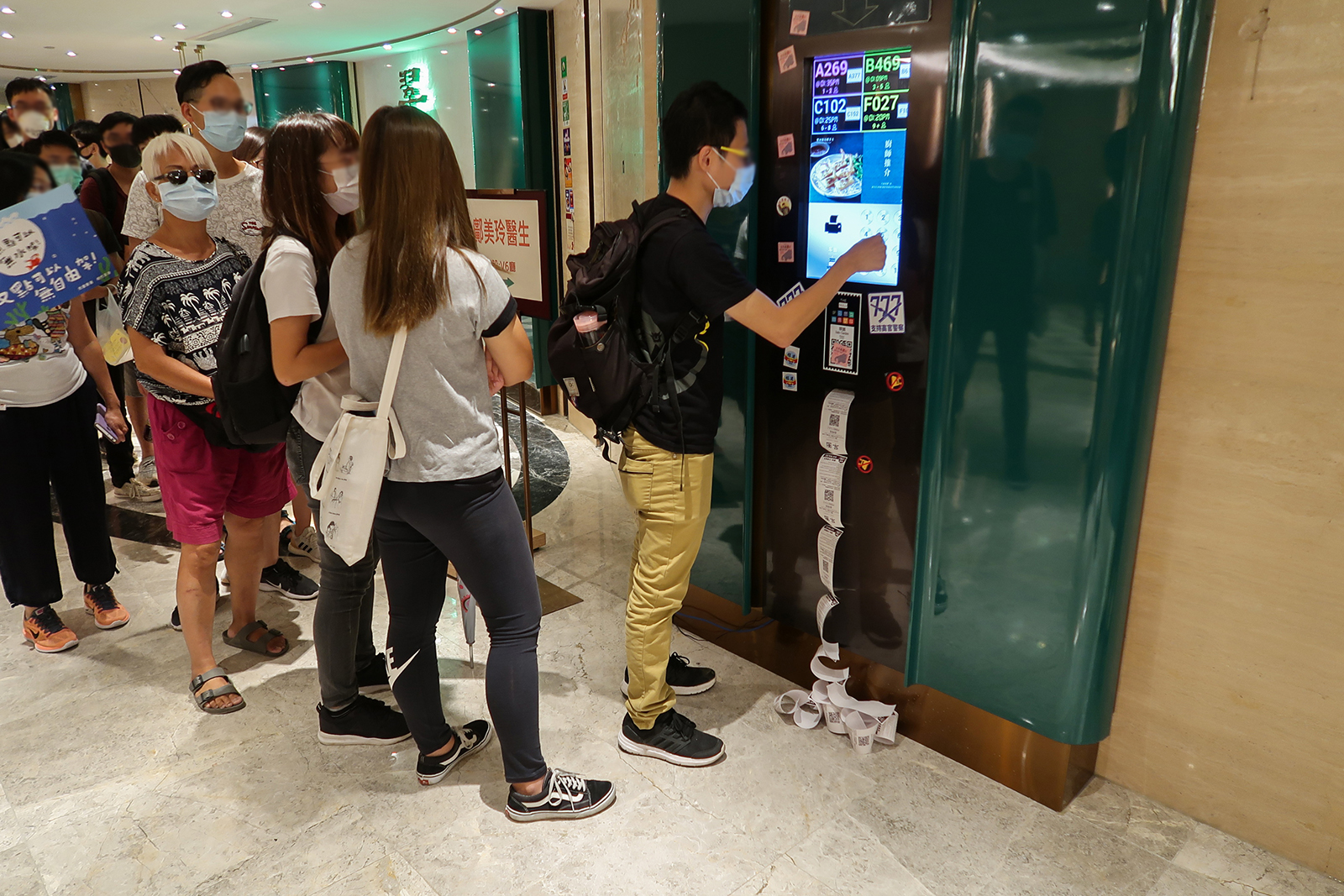
示威者到8樓美心旗下翠園排隊取輪候座位的票
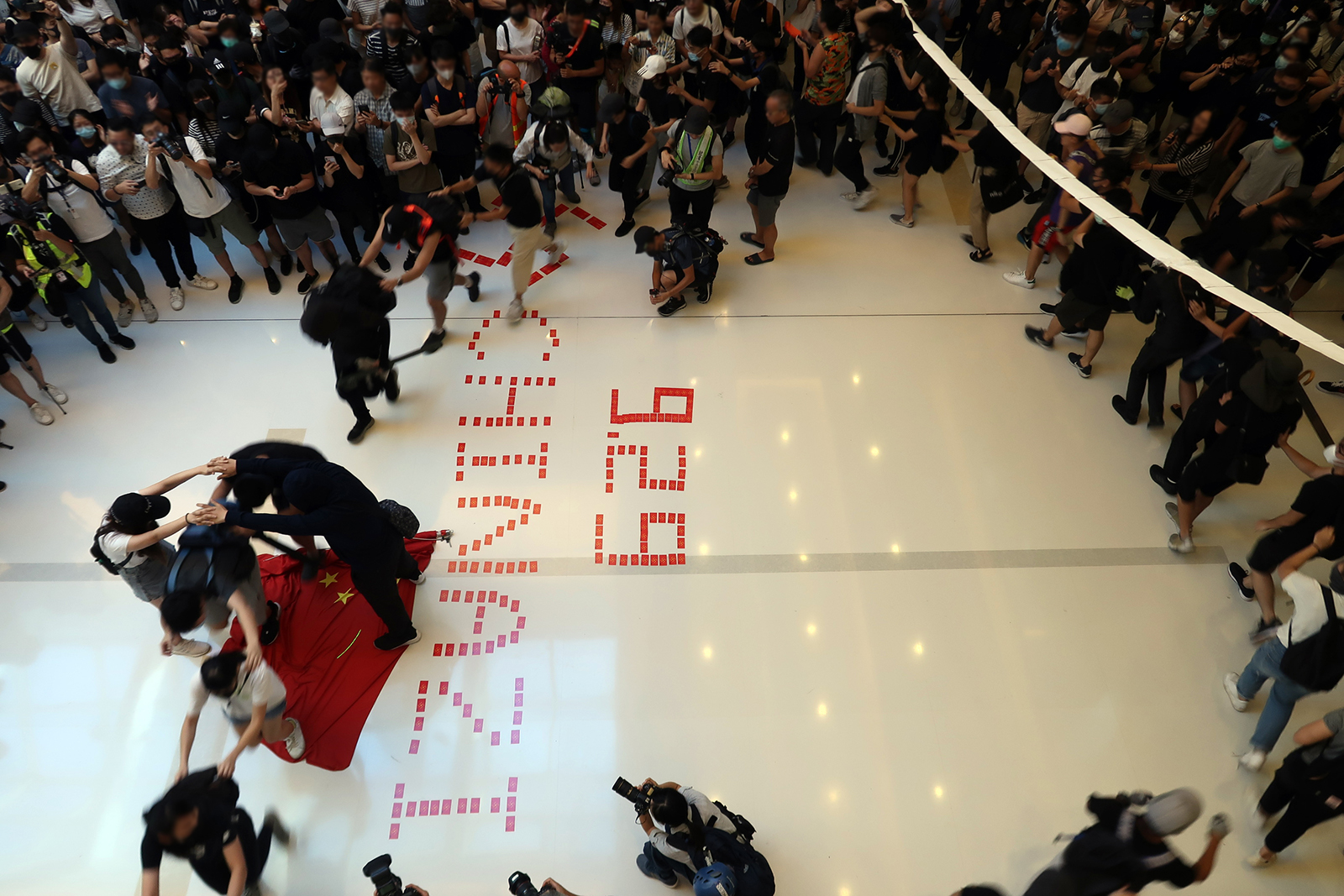
示威者將中華人民共和國國旗放於商場中庭地下，在國旗上跳舞和踐踏
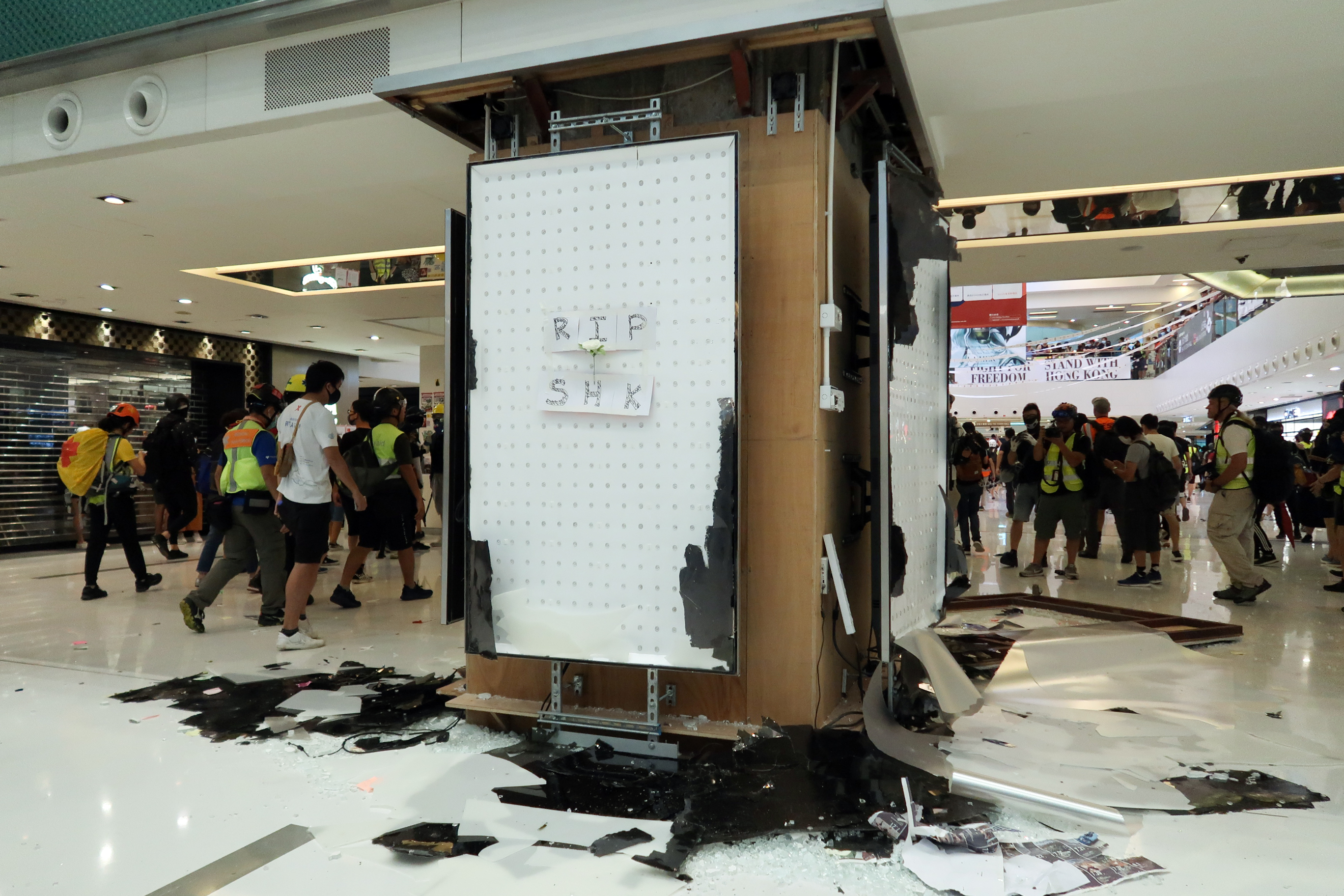
有示威者破壞商場3樓的廣告顯示屏
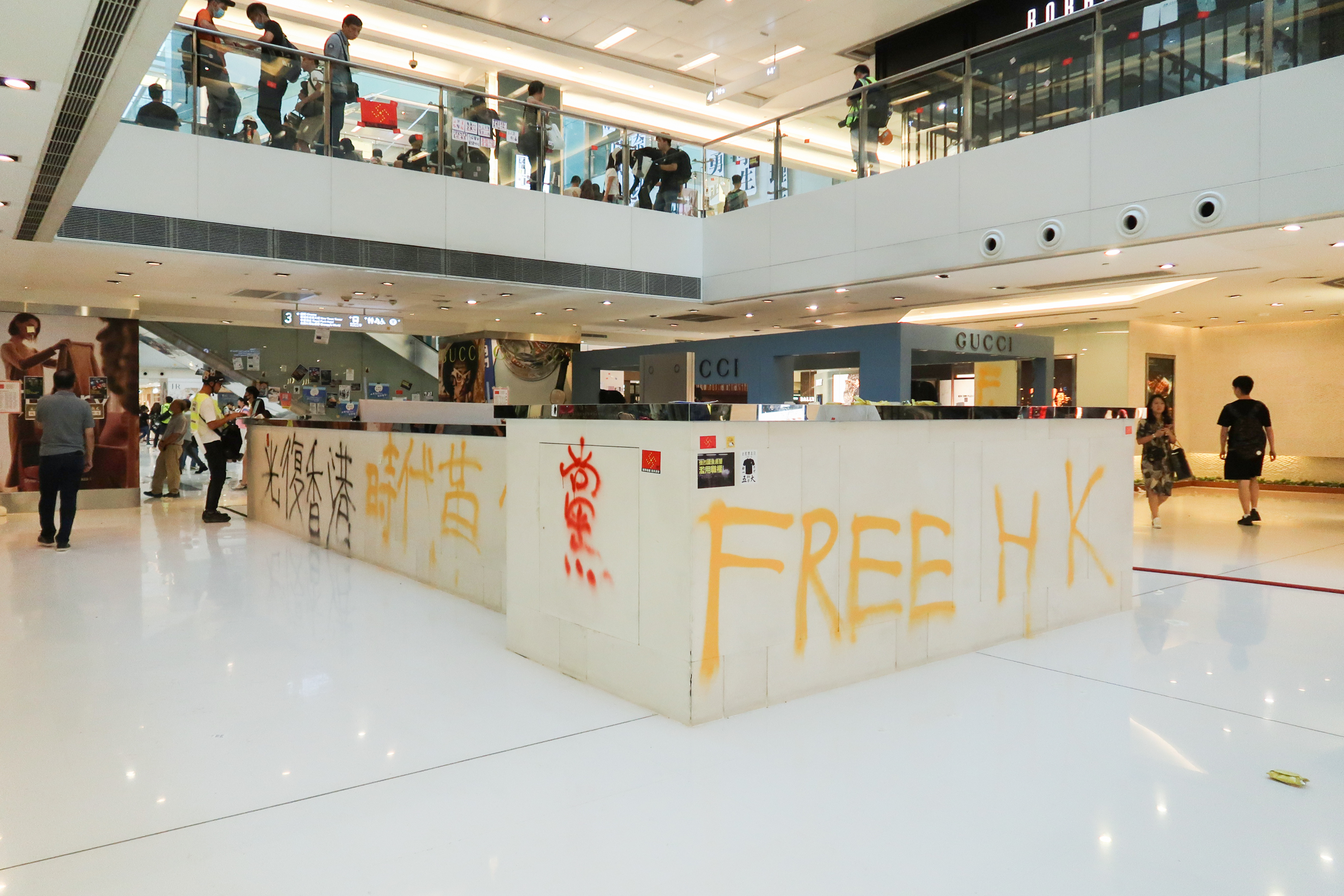
商場3樓的塗鴉

### 11.3 示威者破壞沙田站逃至商場 防暴警察衝入商場制服多名示威者

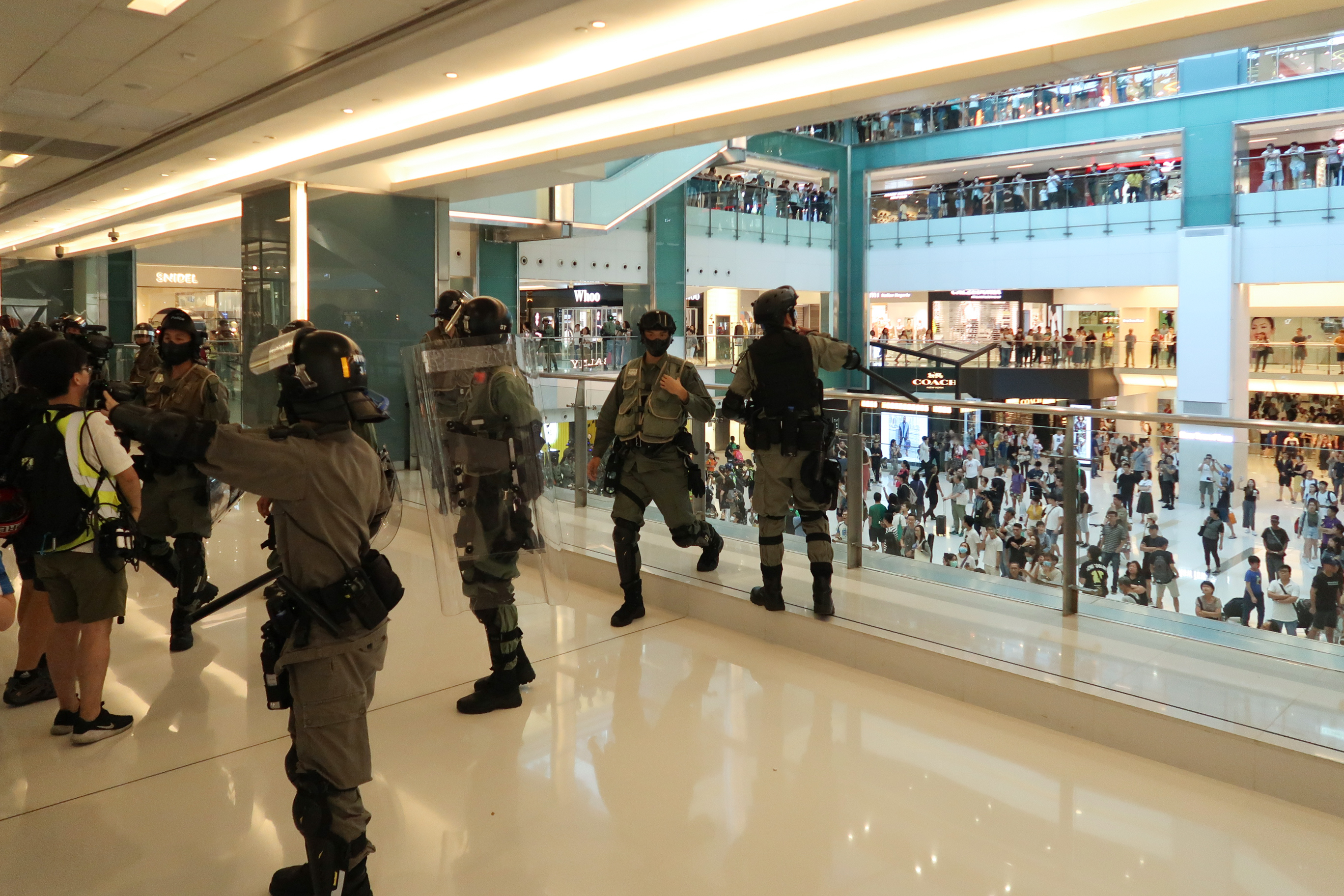
11月3日下午4時22分，大批防暴警從多個方向衝入新城市廣場4樓，要求在場人士離開

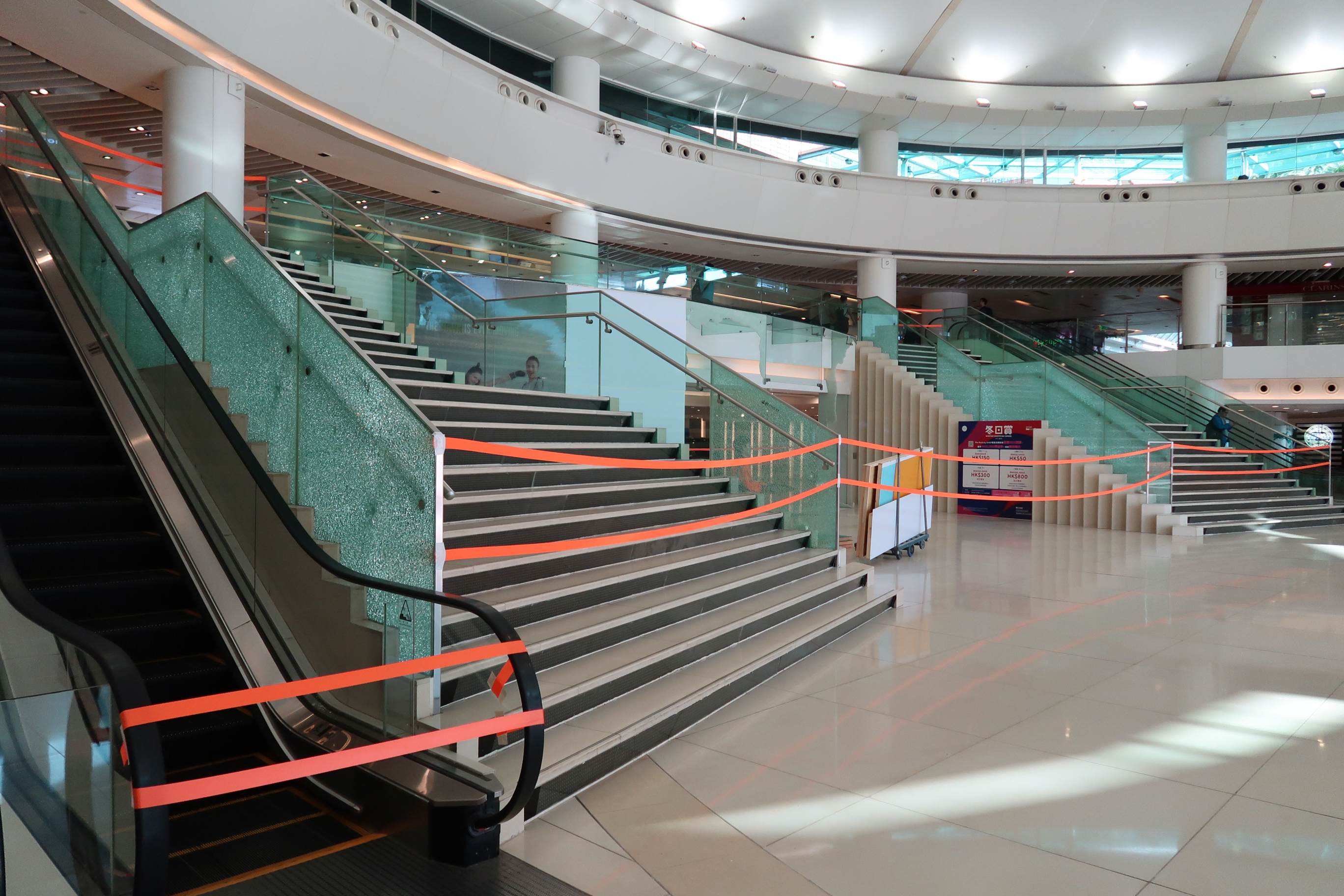
11月9日早上，羅馬廣場多處玻璃被擊碎

11月3日，大批防暴警察從多個方向衝入新城市廣場3樓和4樓，期間制服多名示威者，並一度舉槍示警和向場內的示威者和記者噴胡椒噴霧。混亂期間有3人被捕，同時有多人受傷和感到不適，最少2名男子及1名男子受傷或不適。到晚上近7時，大量防暴警再度抵達沙田站巴士總站戒備，在車站大堂制服一名男子，其中一次更突然跑入新城巿廣場，約10分鐘後離開。警方聲稱，下午約四時，一批手持滅火筒等工具的蒙面「暴徒」破壞沙田站設施。蒙面「暴徒」其後逃至沙田新城市廣場，由於有罪案發生，警方因此進入商場內拘捕涉案者。其間有人從商場高處向警務人員投擲物品。警察公共關係科總警司謝振中表示，警方進入沙田新城市廣場是因為大批暴徒破壞商店，進入商場執法是負責任的做法，強調商場和屋苑平台不是罪犯避風塘，警察有權進入拘捕。又質疑為何有人不指責有「暴徒」進入商場破壞，但指責警方進入商場制止。

### 12.15 示威者破壞商場及美心等商舖 防暴警察衝入商場制服帶走多人

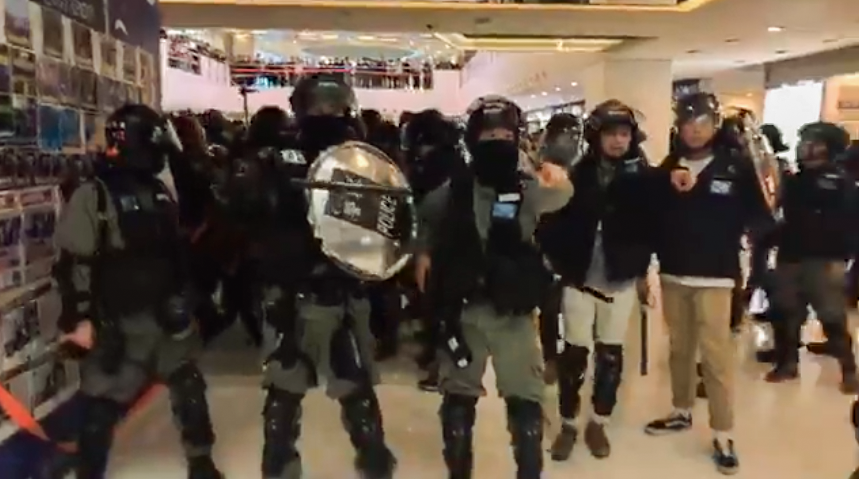
下午4時10分，防暴警員衝入商場進行拘捕行動

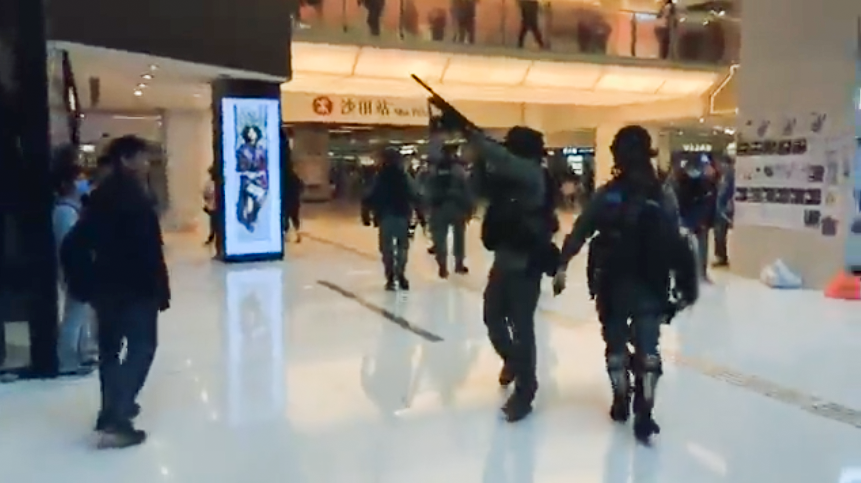
防暴警察多次舉槍指向上層位置

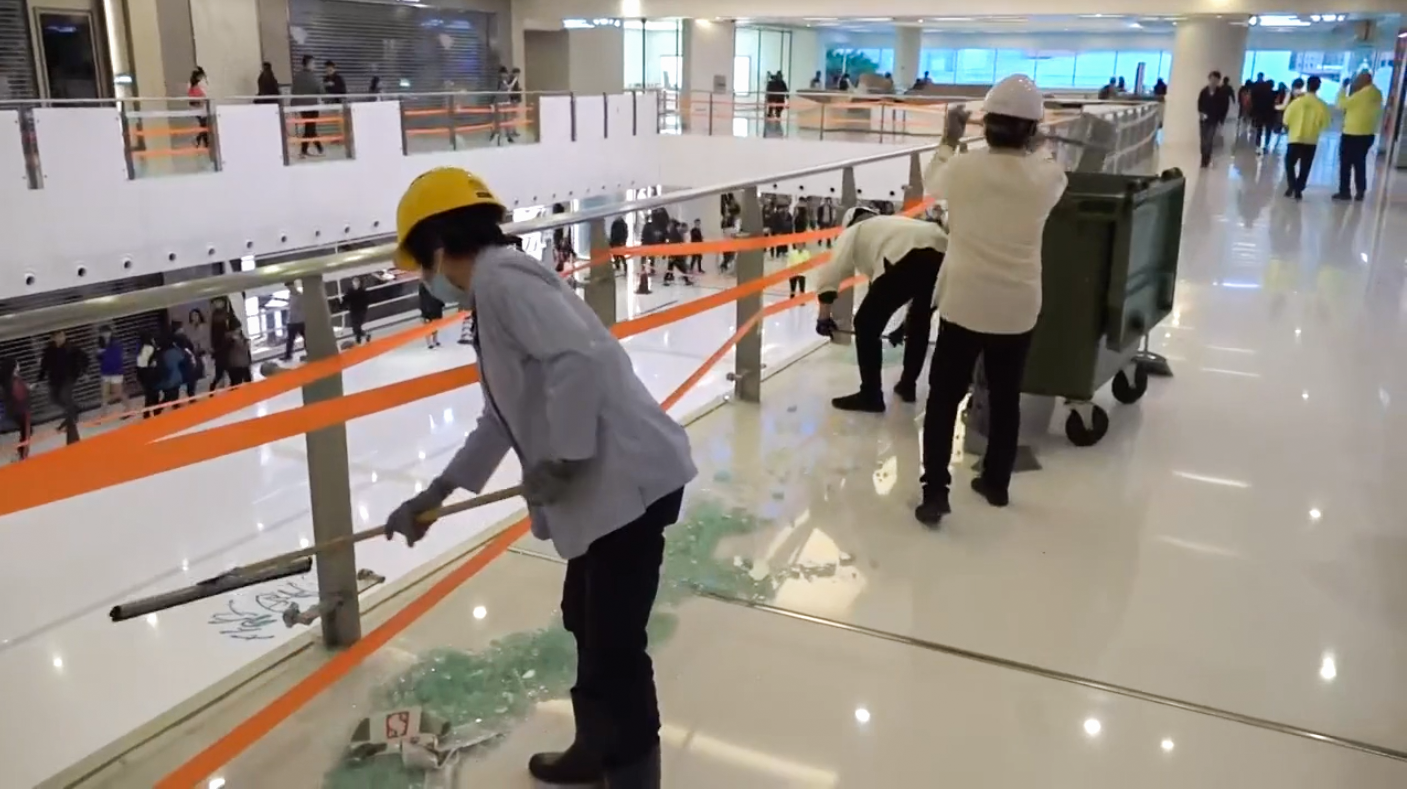
防暴警撤離沙田站後，職員清理被毀的玻璃圍欄

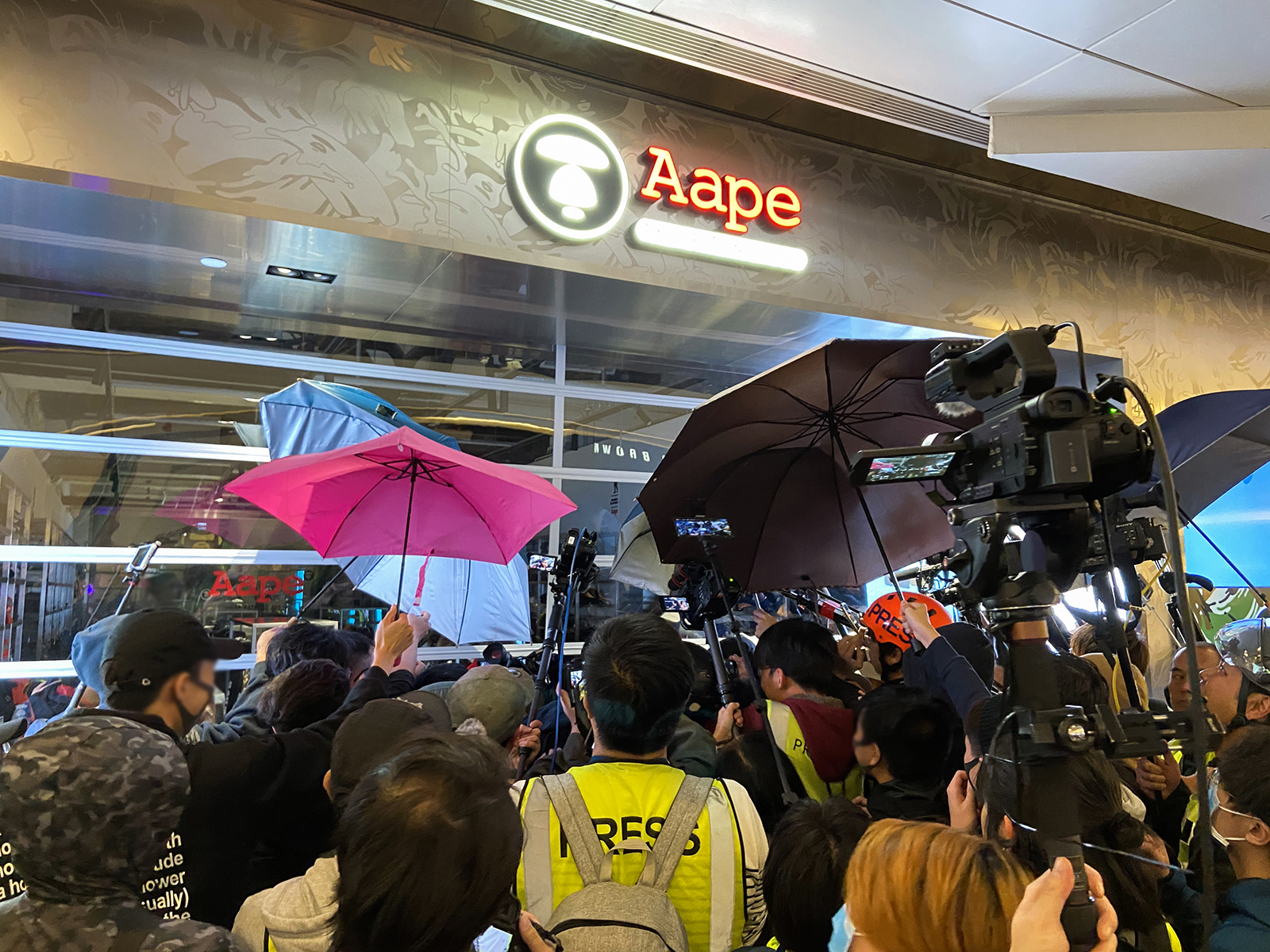
傍晚6點半，一名懷疑拍攝示威者大頭的中年女子不願意交出手機刪除相片，之後被示威者包圍，搶走和毀壞手機

12月15日下午2時許，網民發起「和你Christmas Shop」行動。兩名女子行經商場4樓期間看到有示威者塗鴉，於是上前制止，但被示威者以噴漆噴面，另一名女士不適暈倒。多名防暴警察到場急救，由救護員協助送上救護車，防暴警察其後返回港鐵沙田站外戒備。而8樓美心集團旗下食肆「潮庭」被示威者破壞及噴漆，玻璃和桌椅被打爛。
到4時10分，防暴警員在巴士站舉起藍旗，其後超過50名防暴警和便衣警員分別由沙田站和沙田大會堂位置衝入商場進行拘捕行動，制服示威者，場面混亂。警方表示，因為示威者在新城市廣場破壞店舖，及用雜物堵塞商場出入口及樓梯，所以警方進入商場執法。有示威者在高處向警察掟雜物，警員施放胡椒噴霧。。新界南總區副指揮官陶輝亦在場指揮，並陪同多名防暴和軍裝警員到5至7樓巡查，大部分商舖暫停營業。而示威者破壞4樓展覽廊一帶的玻璃圍欄，碎片散落在中庭的地上。亦有示威者用告示板阻塞連城廣場的扶手電梯，其後又折返商場。理大校園電台拍攝到3樓近ZARA位置，有偽裝成示威者，持行山枴杖及類似伸縮警棍的蒙面警，合力制服1名黑衣示威者。蒙面示威者一擁而上將蒙面警踢走。now新聞台證實他們是偽裝示威者的警員。下午約4時半，防暴警帶走被捕人士離開商場時，在場的市民起哄叫囂。警員多次舉槍指向商場上層位置，並警告上層人士不要再投擲物品。
到5時，大批人士包圍3樓的臨時服務台，質問為何商場容許警察進入商場，有商場職員展示證件獲准離開。惟有兩名外判的南亞裔保安因未能展示證件而不獲放行，在場人士要求他們聯絡上司。保安展示個人資料予部分在場人士後便散去。
傍晚6點半，一名懷疑拍攝示威者大頭的中年女子不願意交出手機刪除相片，之後被示威者搶走和毀壞手機。她接受傳媒訪問時表示，認為自己光明正大，沒有做錯任何事，也沒有拍攝個人大頭。她認為拍攝是個人權利及自由，普通人沒有警察的執法權，示威者沒有查身份證及要求別人出示手機內容的權力，認為示威者行為剝奪他們的自由。示威者著她返回大灣區，最終女子離開商場。
警方聲稱事件一共有12人拘捕，介乎14至27歲，涉嫌非法集結、刑事毀壞、在公眾地方管有攻擊性武器及襲警，被捕人士正被扣查。事件中有一名警務人員受傷。

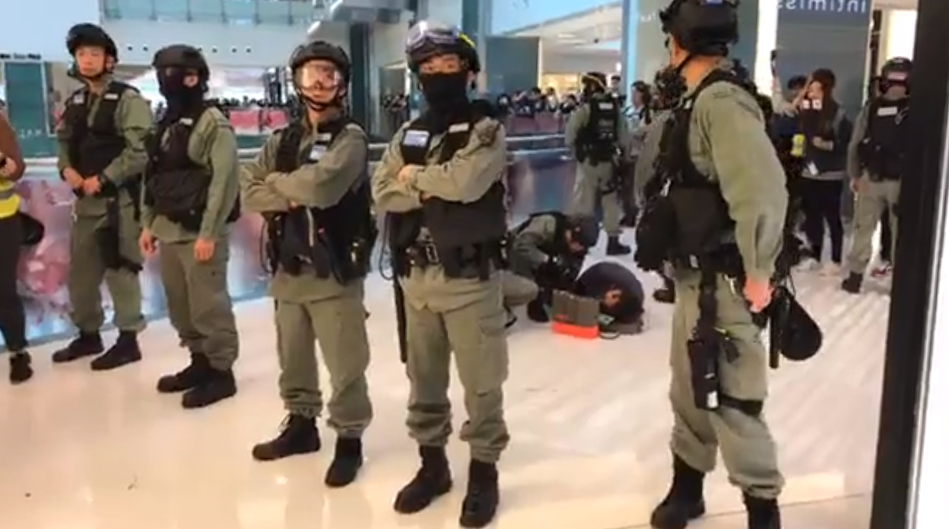
下午2時許，一名女士不適暈倒，多名防暴警察到場急救
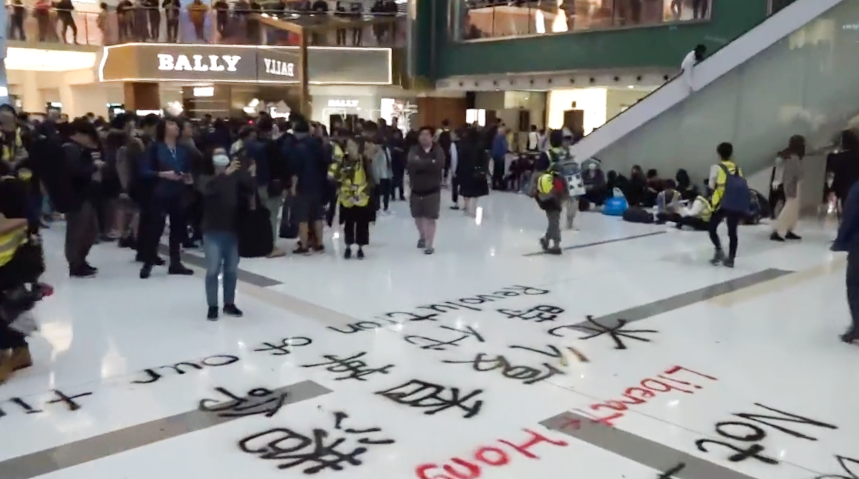
商場中庭聚集的人群
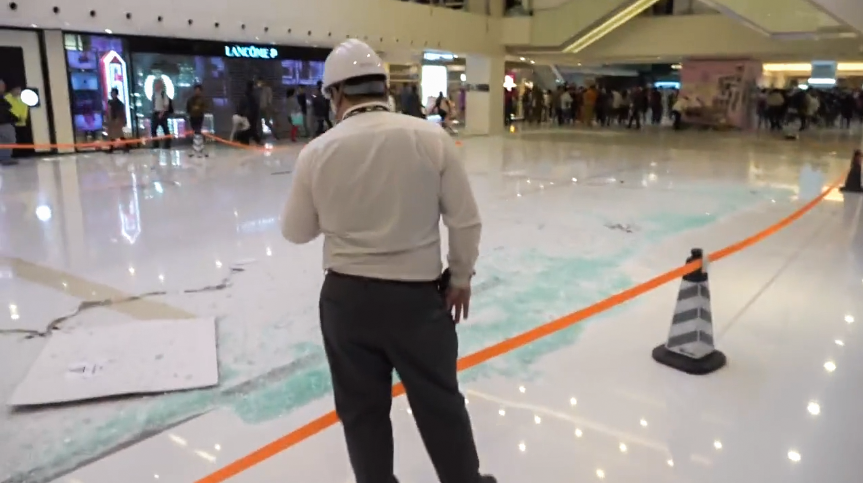
展覽廊一帶玻璃圍欄被毀
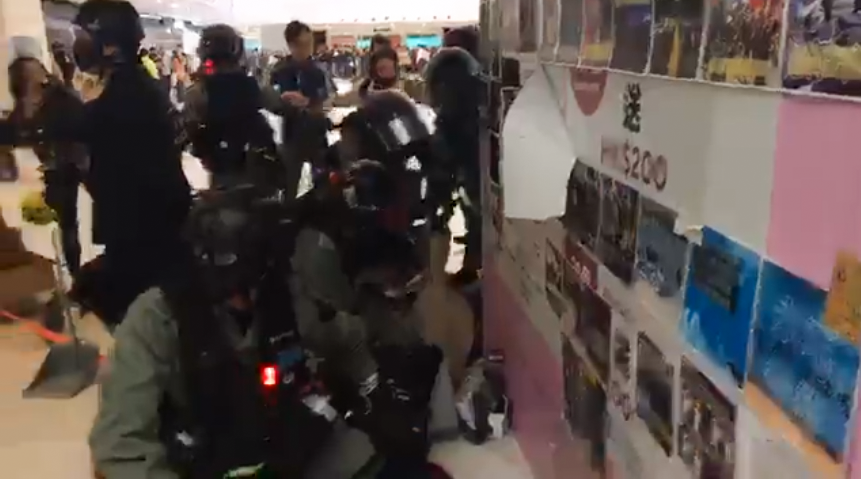
防暴警衝入商場進行拘捕行動，制服示威者
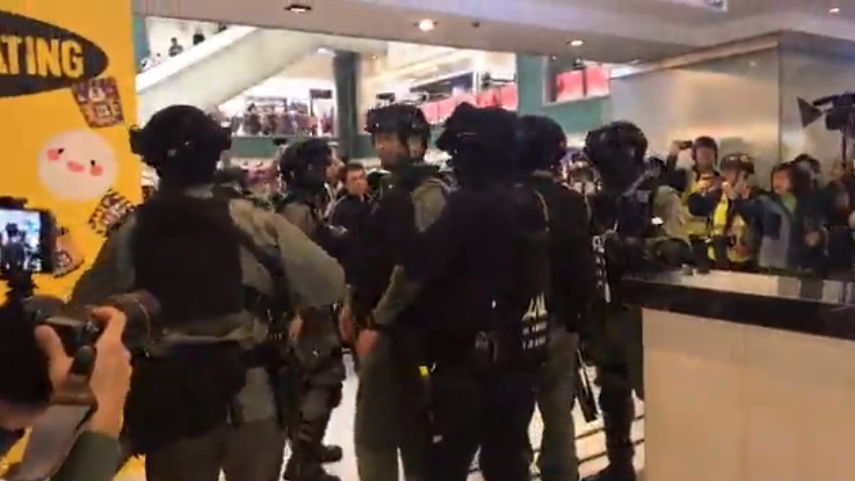
新界南總區副指揮官陶輝在場指揮
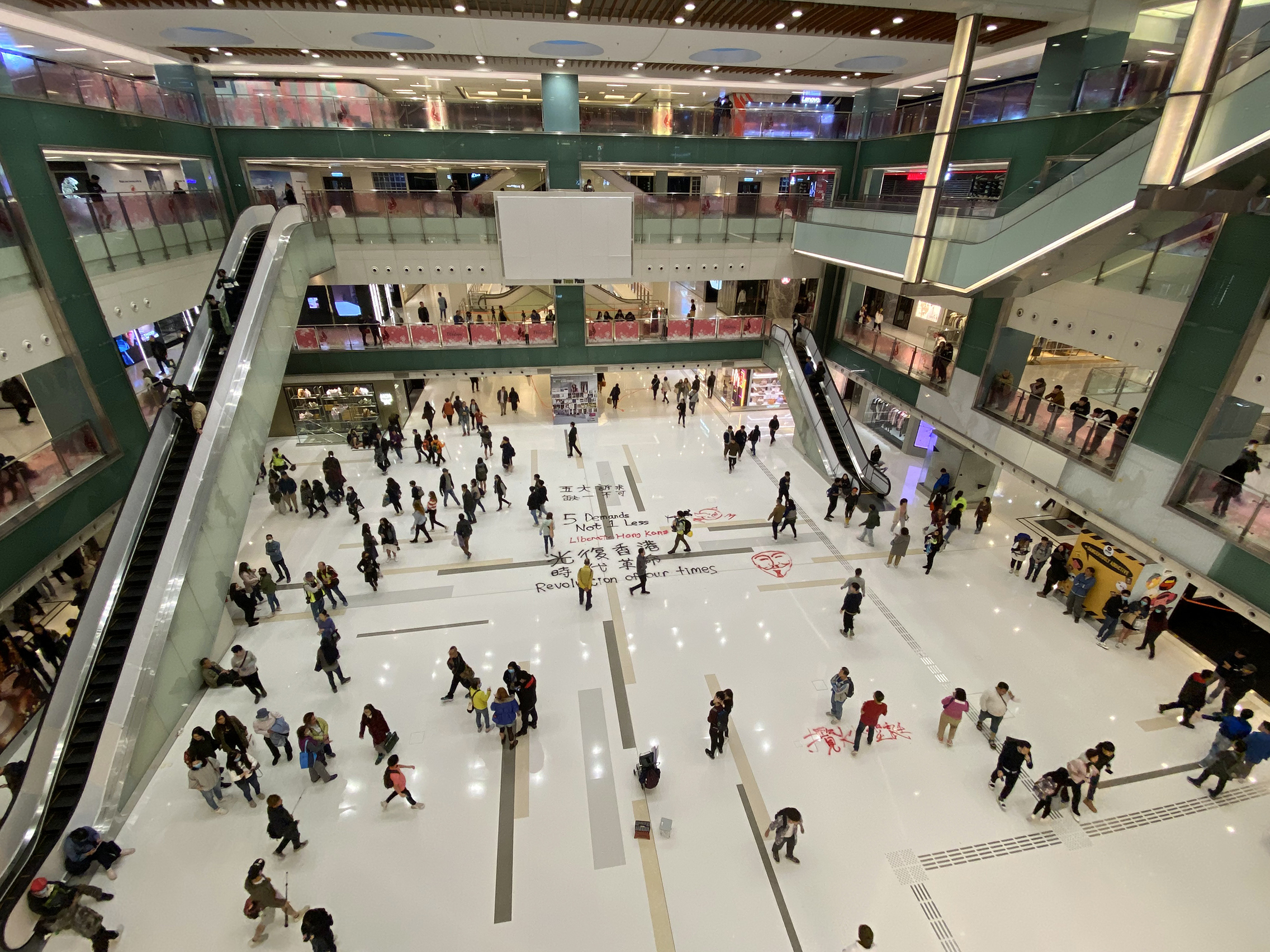
商場中庭地台留下示威者的噴漆
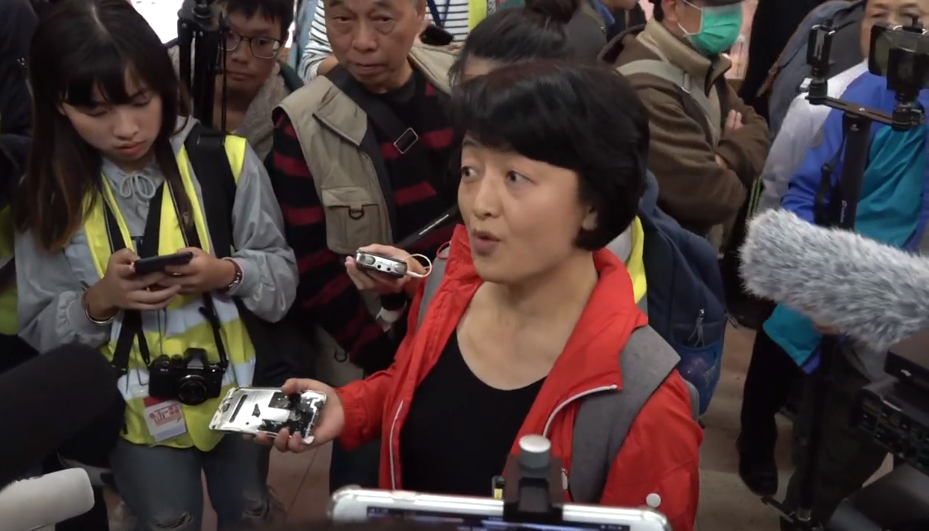
一名中年婦女懷疑拍攝現場示威者，不肯交出電話刪除相片，最後被示威者搶去及毀壞手機，女子之後取回電話離開和接受媒體訪問

### 商場多層玻璃欄河被打碎
12月20日網民發起到各區商場抗議警方指星火同盟洗黑錢。晚上8時半，商場4樓和5樓部分玻璃欄河被人破壞，遍地玻璃碎。職員拉起圍帶防止市民靠近，而30名手持警棍和盾牌的軍裝警員在9時一度到場追查。

### 「和你shop」示威 便衣在商場截查和制服多人

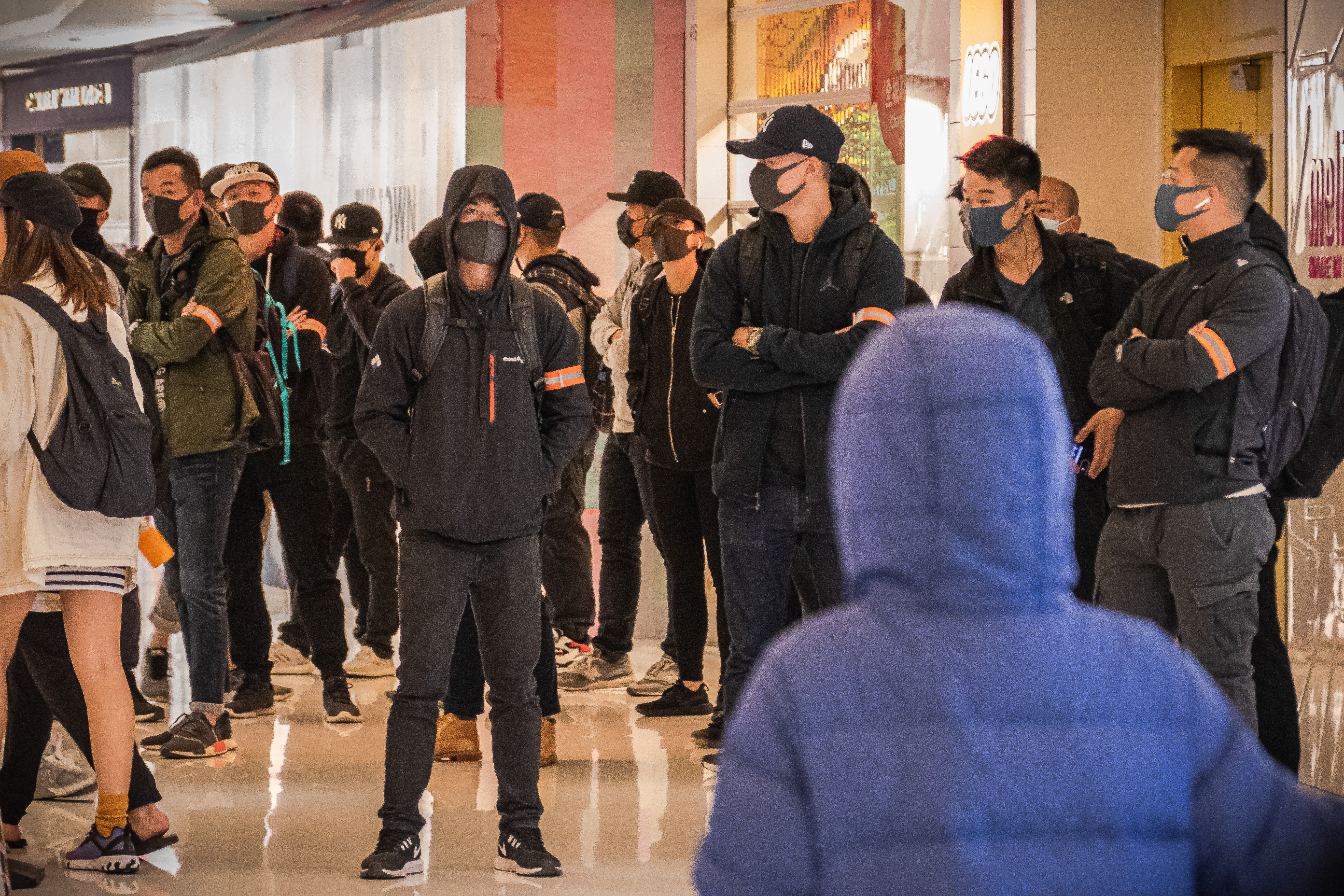
多名便衣警員在商場4樓監視

12月24日平安夜晚上，商場大批市民聚集和高叫口號，多名便衣警員在商場不同位置監視。晚上7時，當市民發現4樓往沙田廣場的通道有便衣警員時指罵及包圍，便衣警揮動警棍及舉起胡椒噴霧驅散。晚上7時55分，多名防暴警察一度進入商場。到晚上8時11分防暴警察離場後，約400名市民在中庭聚集，高唱《願榮光歸香港》，大量便衣警員繼續在場內觀察。
到晚上約9時，示威者向新城市廣場第三期方向遊行，晚上約9時27分，多輛警車到希爾頓中心對出，而連接希爾頓中心及新城市廣場第三期的行人天橋上有不少市民聚集，有人用雷射筆照射警員。而地面的防暴警察指天橋上有人非法集結，一度舉出藍旗警告他們，但並有未採取進一步行動。數分鐘後，防暴警員無視希爾頓中心商場保安攔阻進入商場，往3樓通往新城市廣場三期的位置，要求市民離開，並在天橋上駐守。
到晚上10時35分，一名女子在新城市廣場被捕。而200名警員於大會堂百步梯和新城市廣場外截查市民。

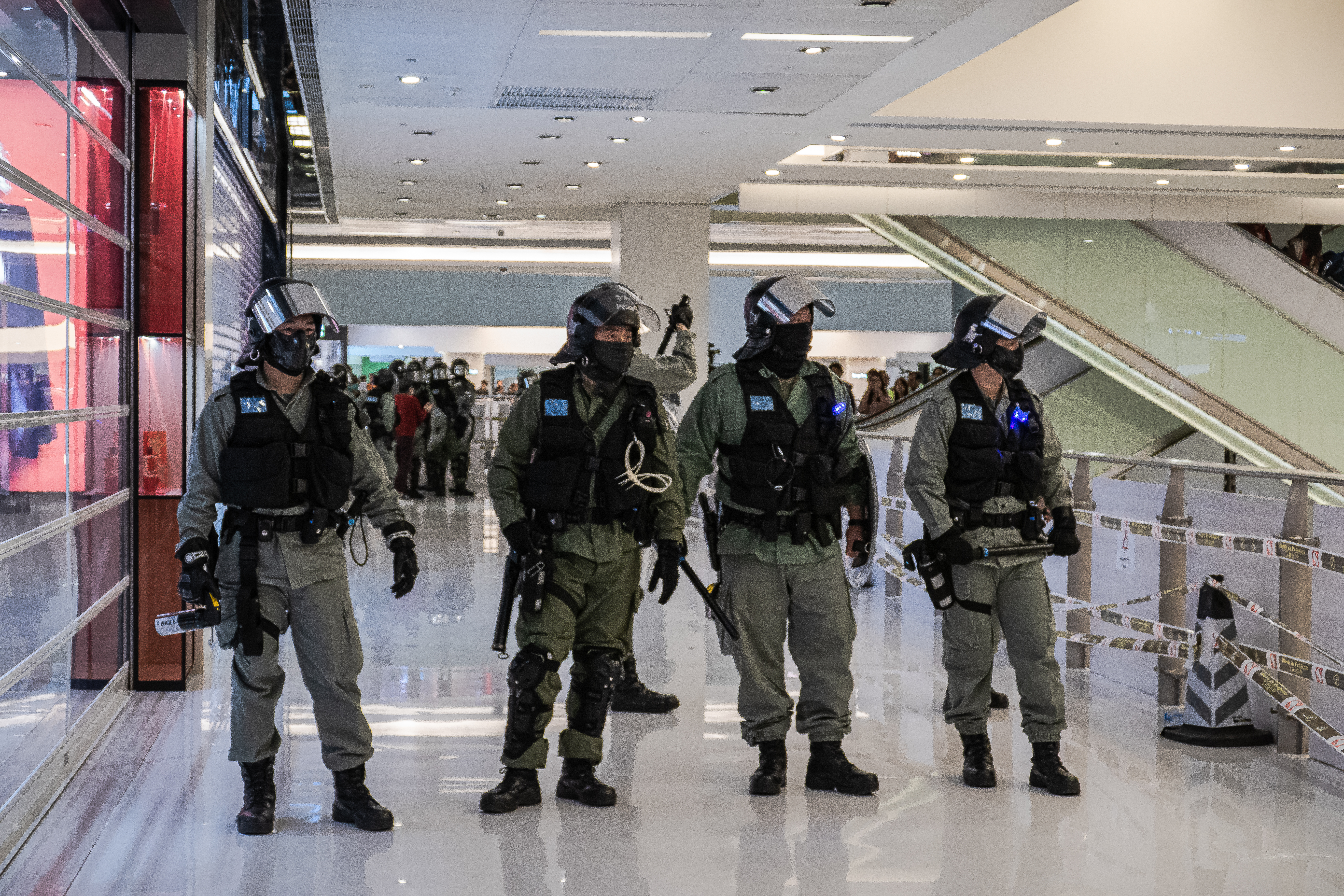
晚上7時55分，多名防暴警察一度進入商場
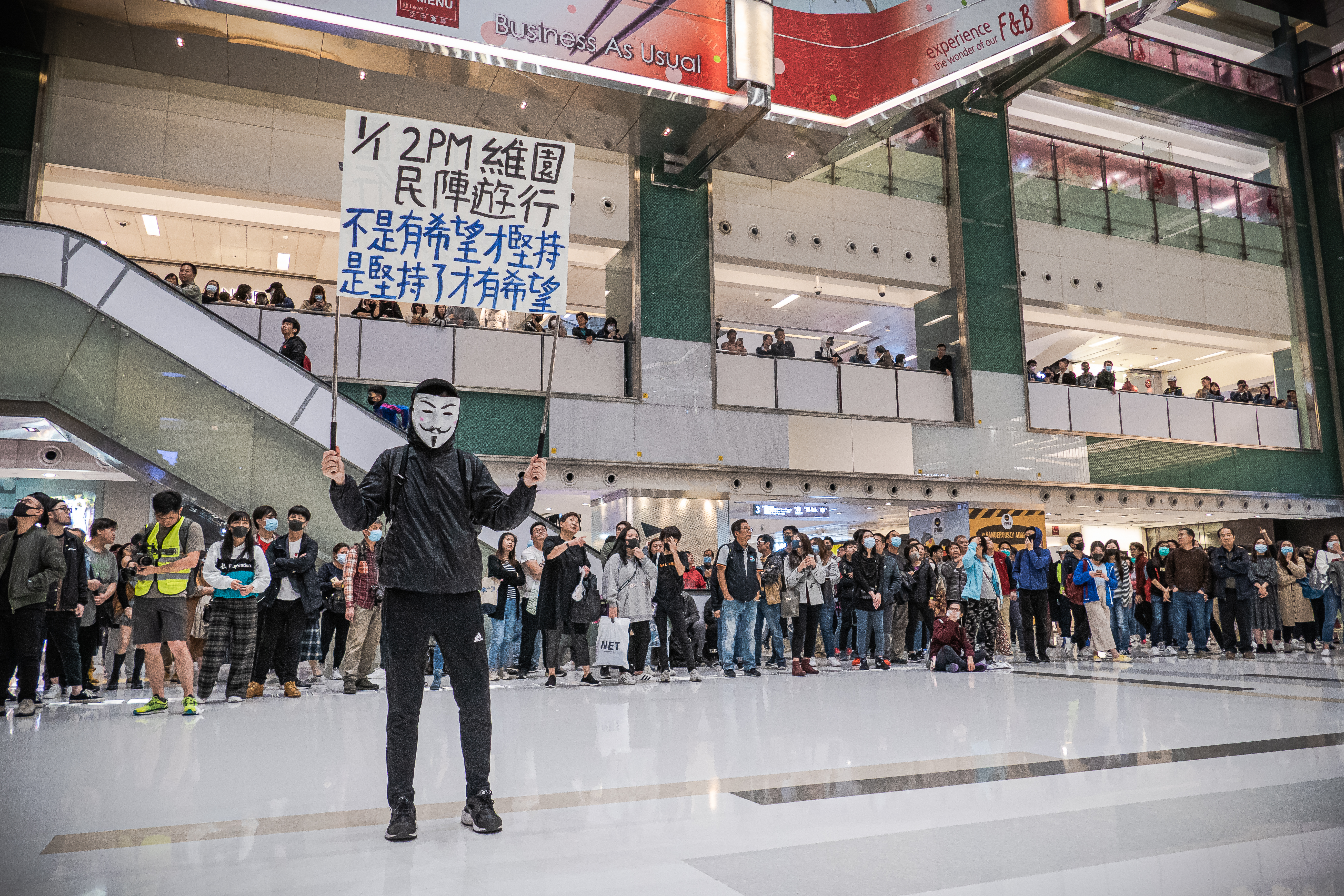
晚上8時11分，防暴警察離場後，約400名市民在中庭聚集，高唱《願榮光歸香港》
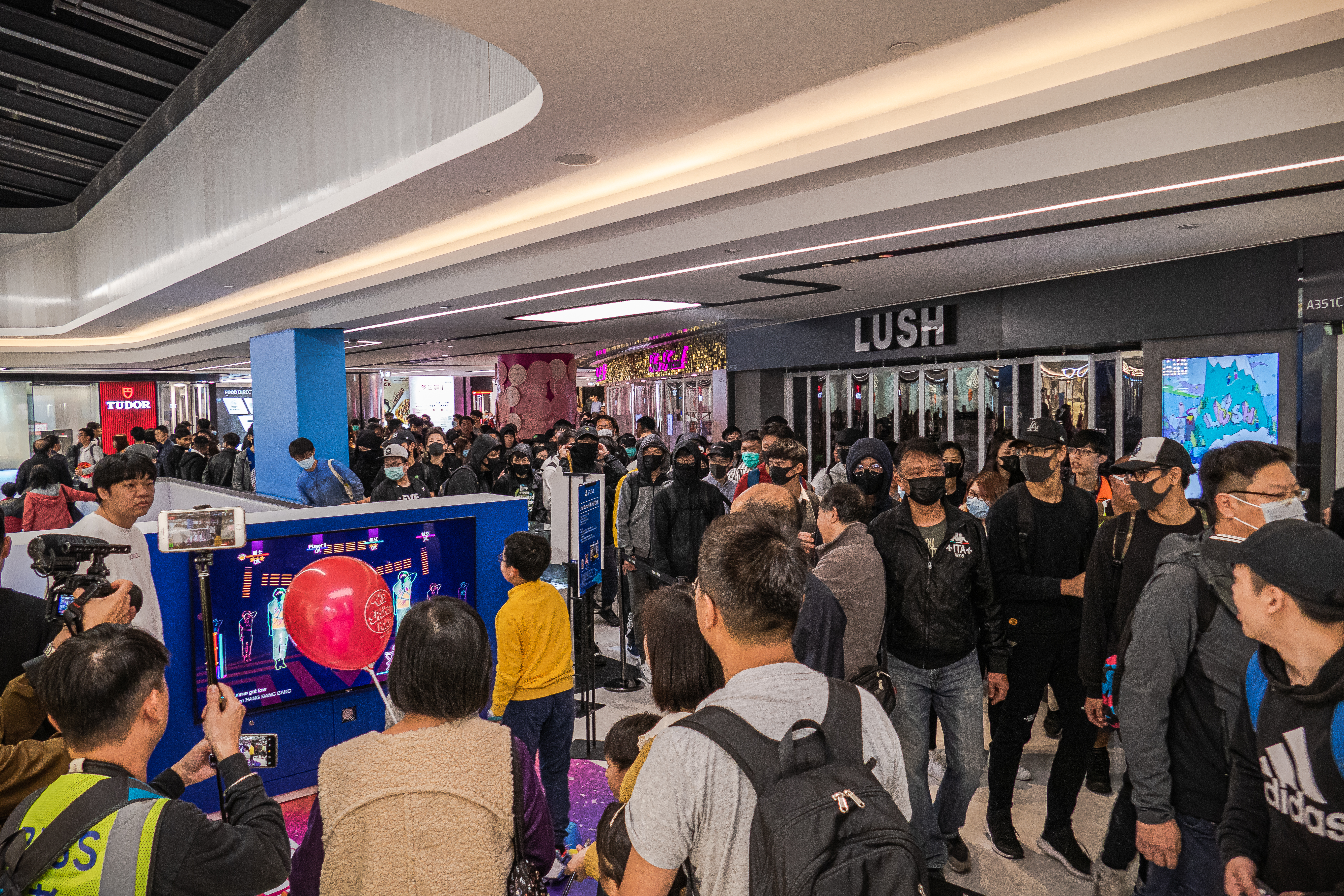
晚上約9時，示威者在新城市廣場第三期遊行
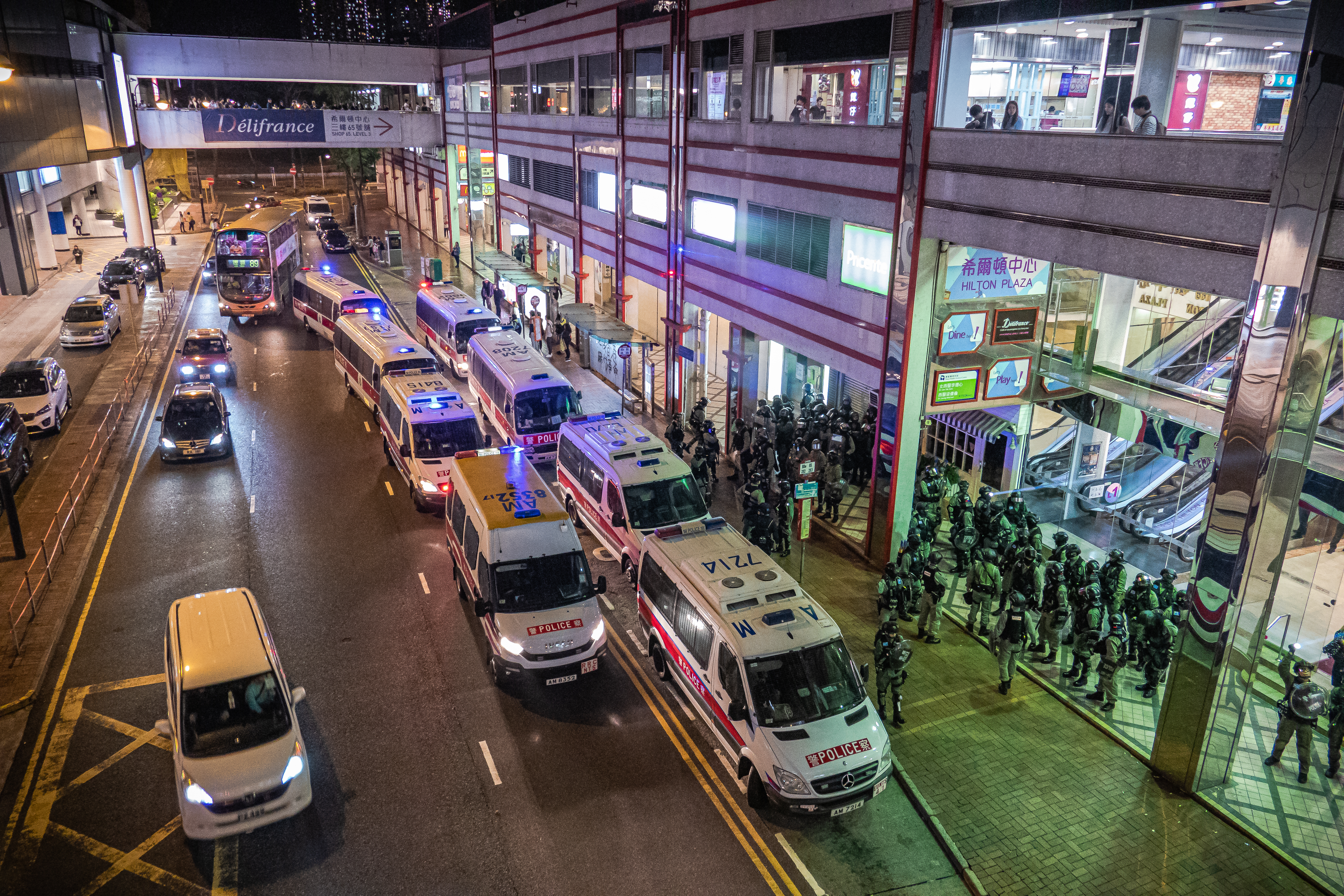
晚上約9時27分，多輛警車到希爾頓中心對出
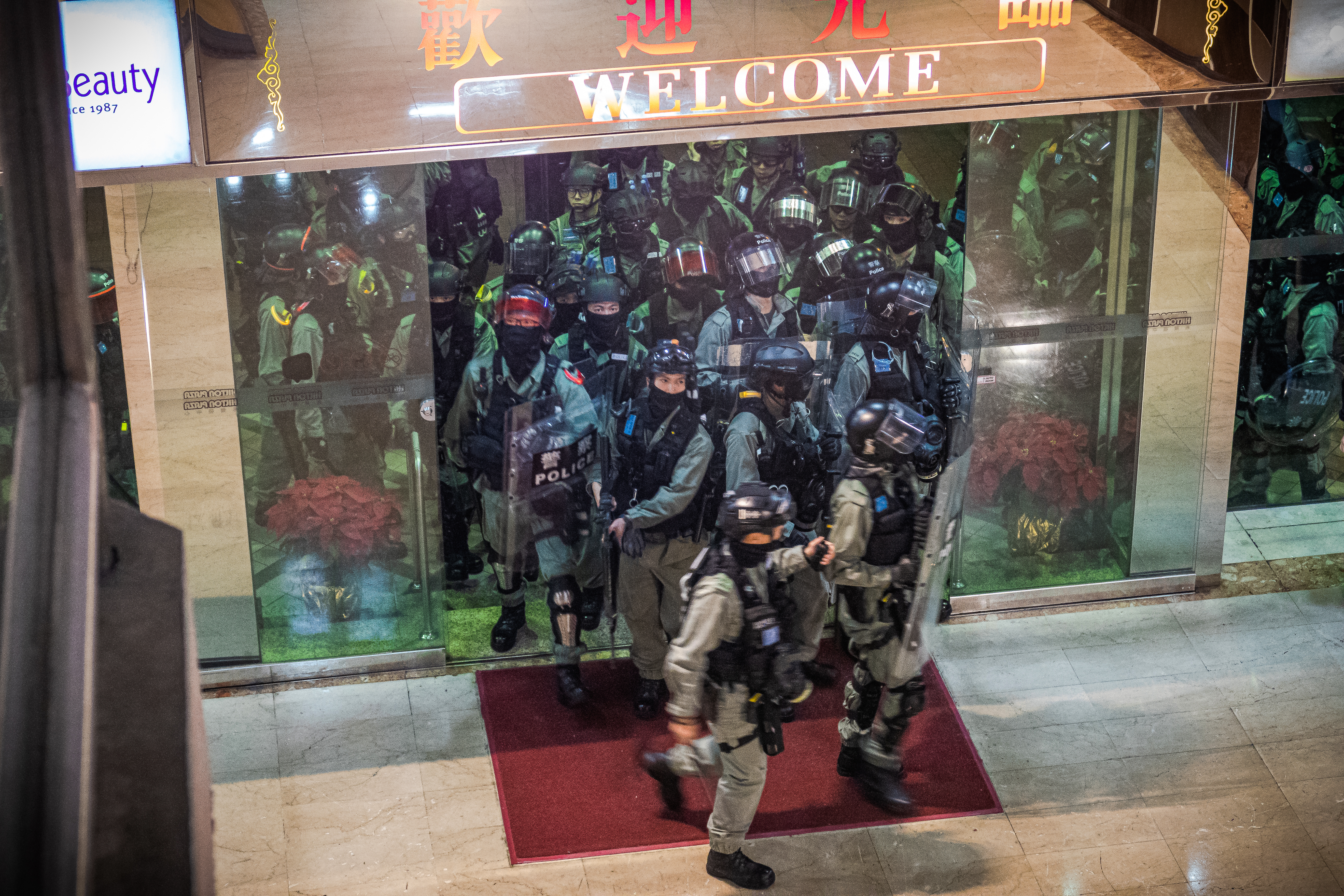
防暴警無視希爾頓中心商場保安員攔阻，進入商場
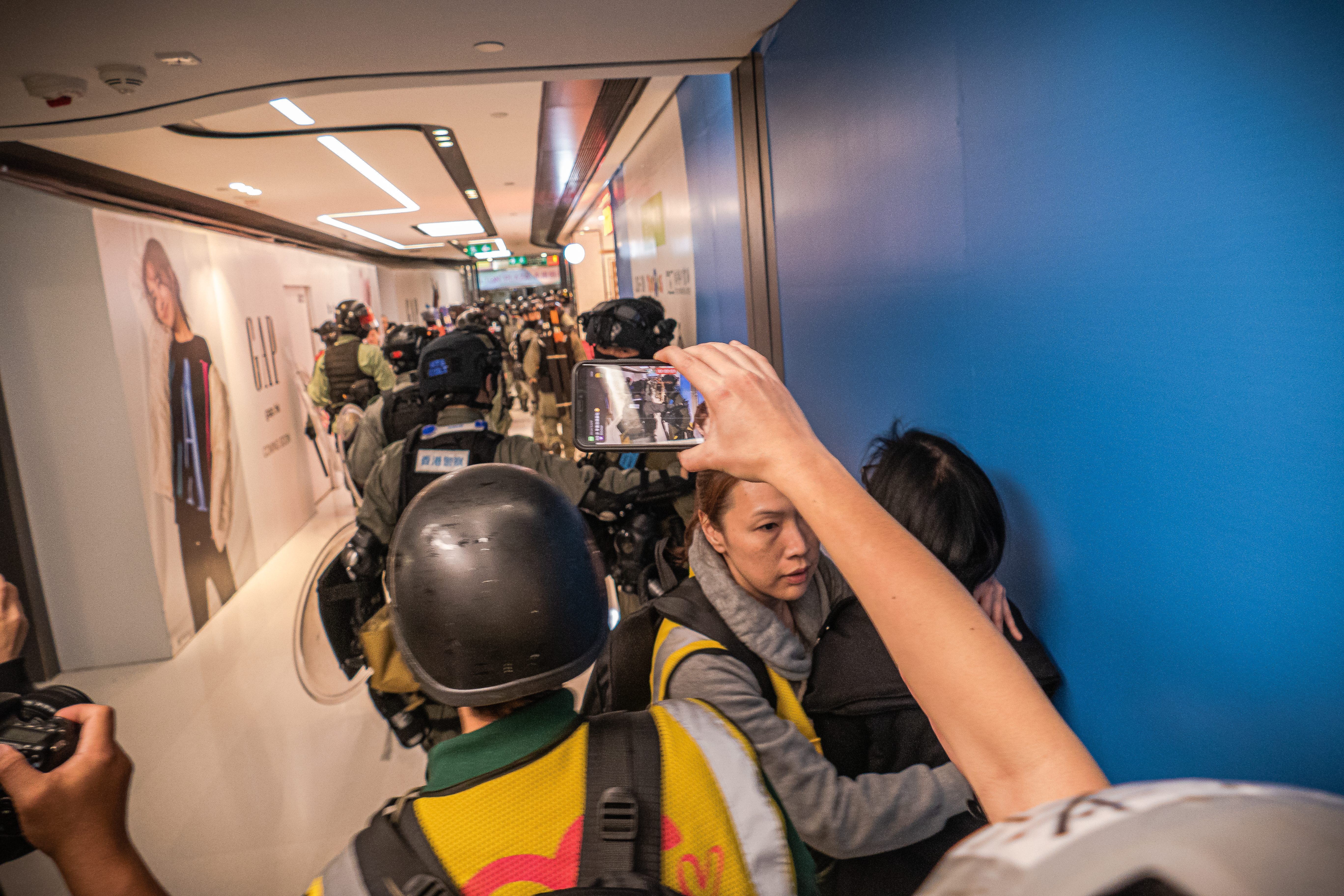
防暴警員進入新城市廣場三期，引起市民不安

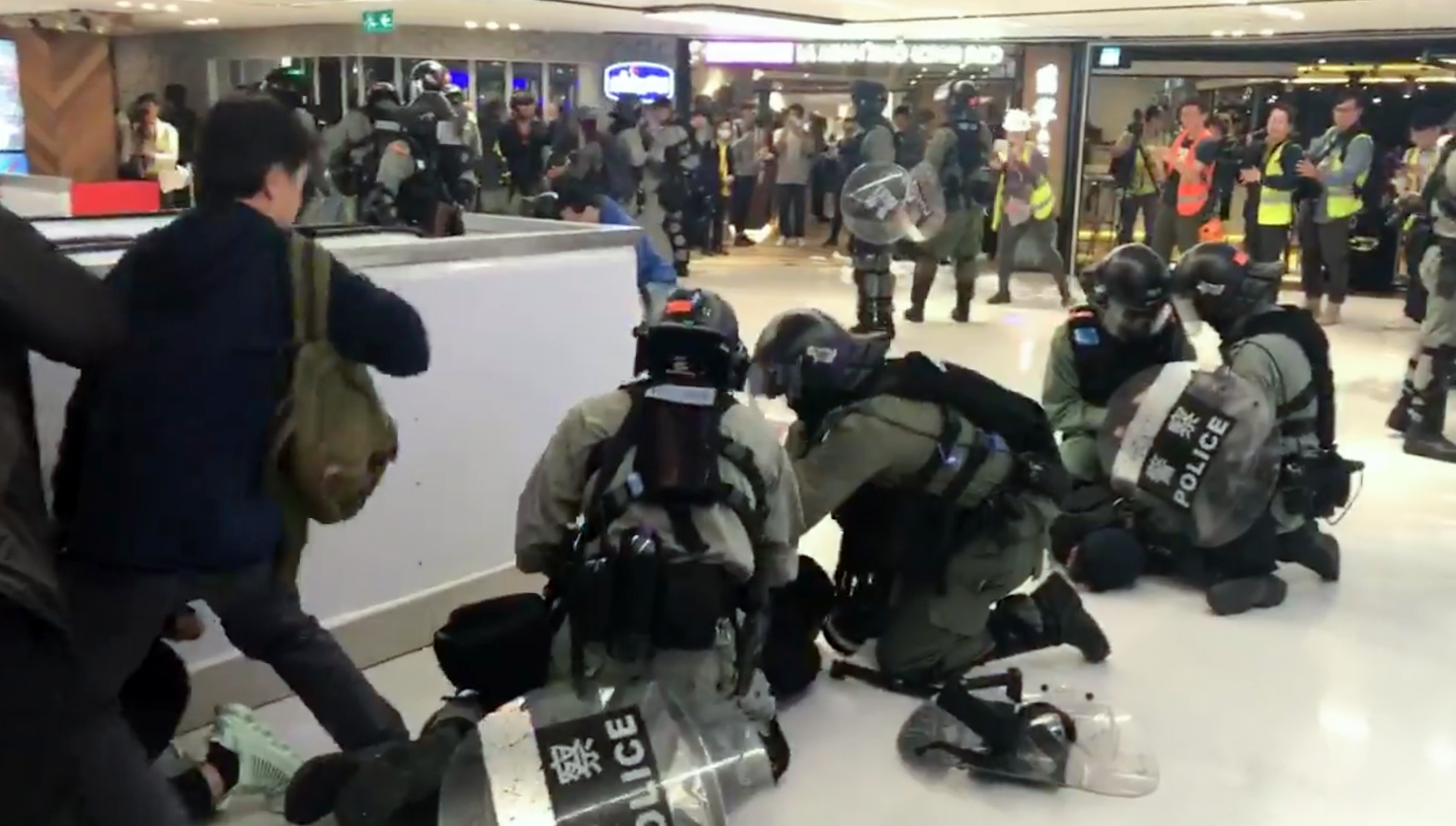
12月25日傍晚，在新城市廣場第三期多名參與和你Shop的人士，被大批防暴警員和便衣警察制服被捕

12月25日下午，有人發起「和你 Shop」活動，而大量便衣警在商場多處截查數名年輕人。到下午5時左右，便衣在一期4樓制服一人，引起大批市民不滿包圍警員，更多便衣警員到場增援，並在現場施放胡椒噴霧，之後最少再制服多兩人。防暴警員隨即進入商場，當市民向警員投擲一罐咖啡後，防暴警員隨即在商場內舉槍。
到晚上約6時，近百名示威者在商場中庭出發往商場三期遊行，期間多間店舖落閘。當示威者到三期2樓翡翠拉麵小籠包取出大量等位紙和調味料倒在地上和桌面後，數十名防暴警員突然衝入商場，拘捕10名正遊行中的男子，期間使用胡椒噴霧及警棍制服多人，場面混亂。署理新界南總區指揮官陶輝被亦胡椒噴霧噴中。商場在晚上7時許宣布提早關門。
一名16歲青年及一名27歲男子涉嫌在商場三期襲警被捕，案件交由新界南總區重案組跟進，於12月27日下午於沙田裁判法院提堂。有辯方律師投訴指出，警署內有便衣警勸被告「千祈唔好無嘢講，會害死你」，並以威嚇、誘使方式要求被告簽名。案件押後至2月21日再訊，其間不得離港，並須守宵禁令，亦禁足新城市廣場。

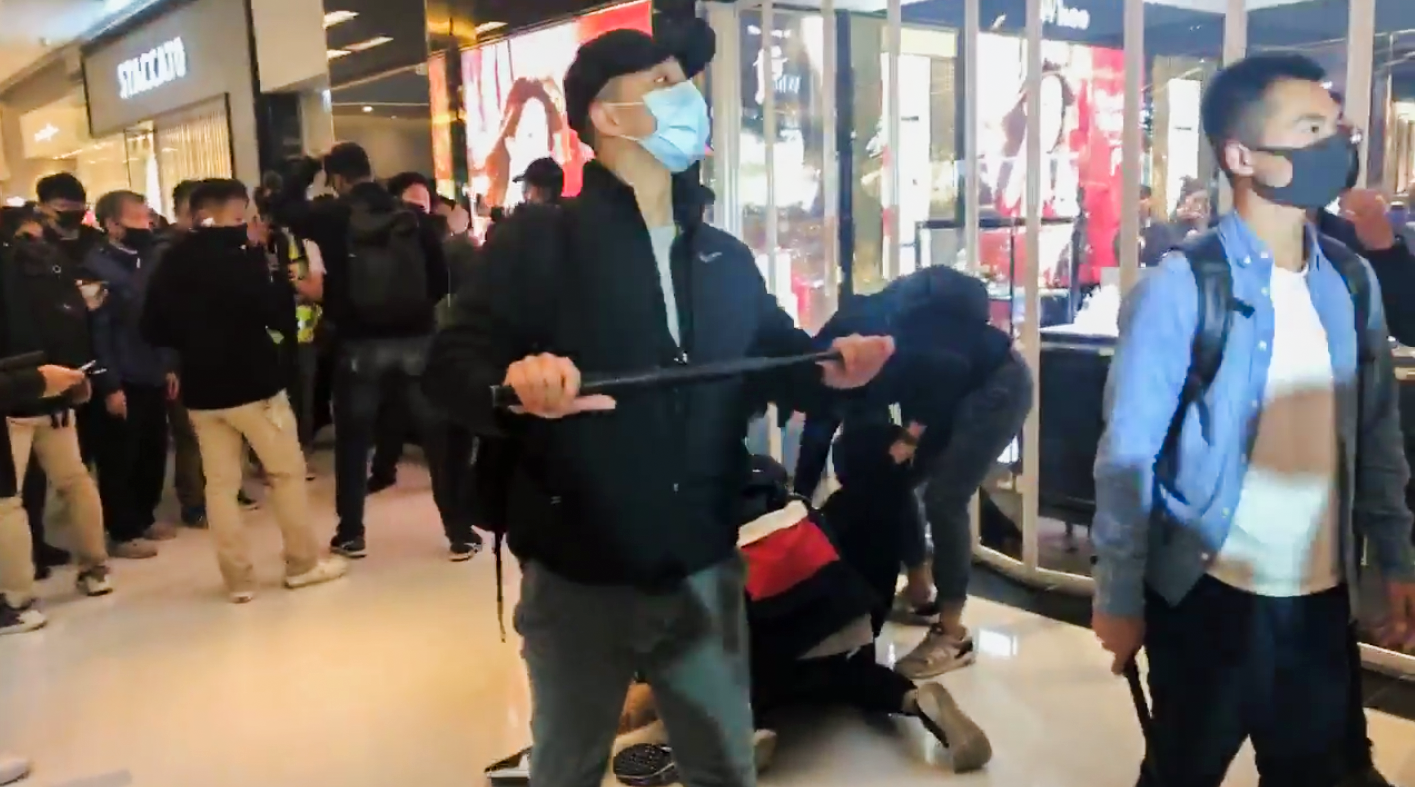
多名沒有出示委任證，喬裝成普通市民的便衣警員突然在一期4樓制服一人
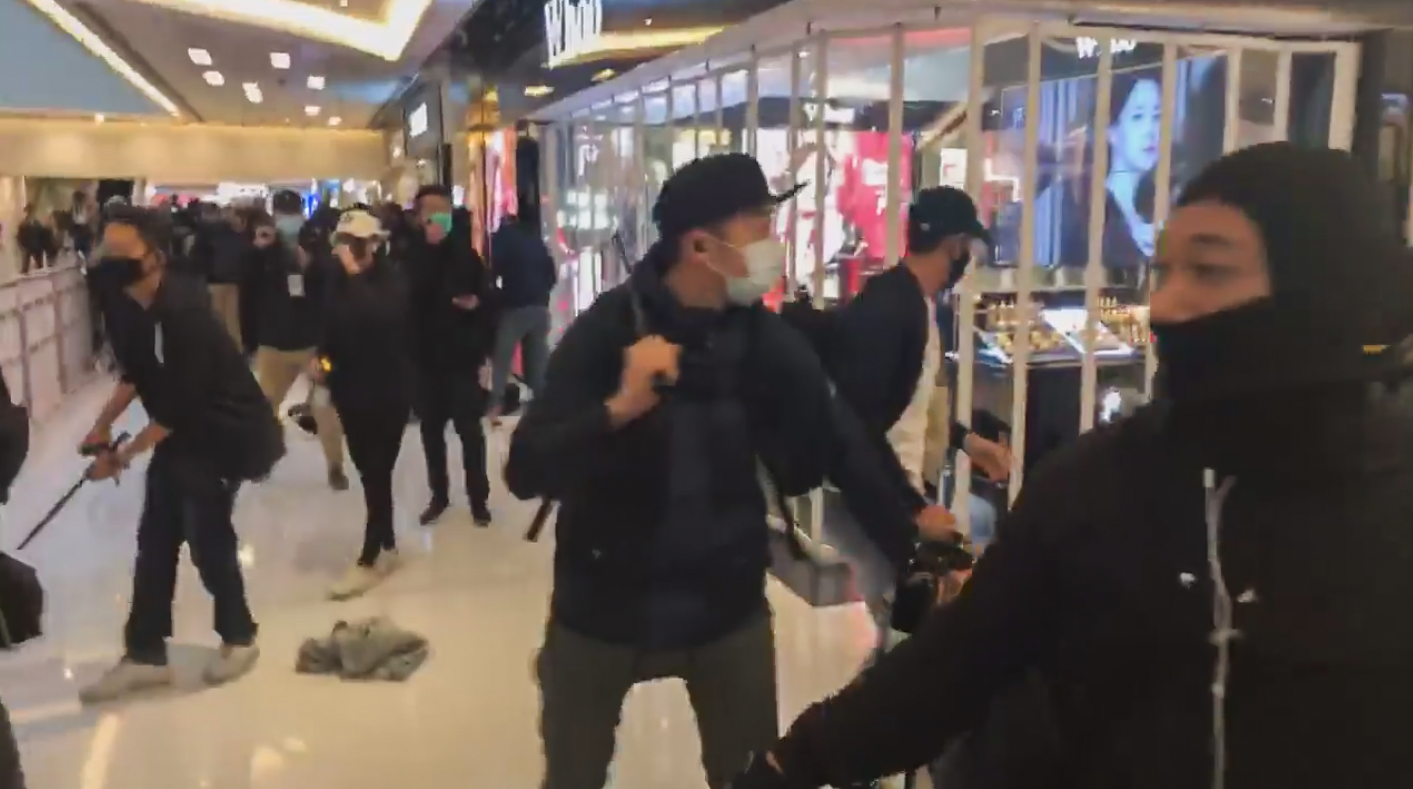
便衣警員的行動引起場面混亂
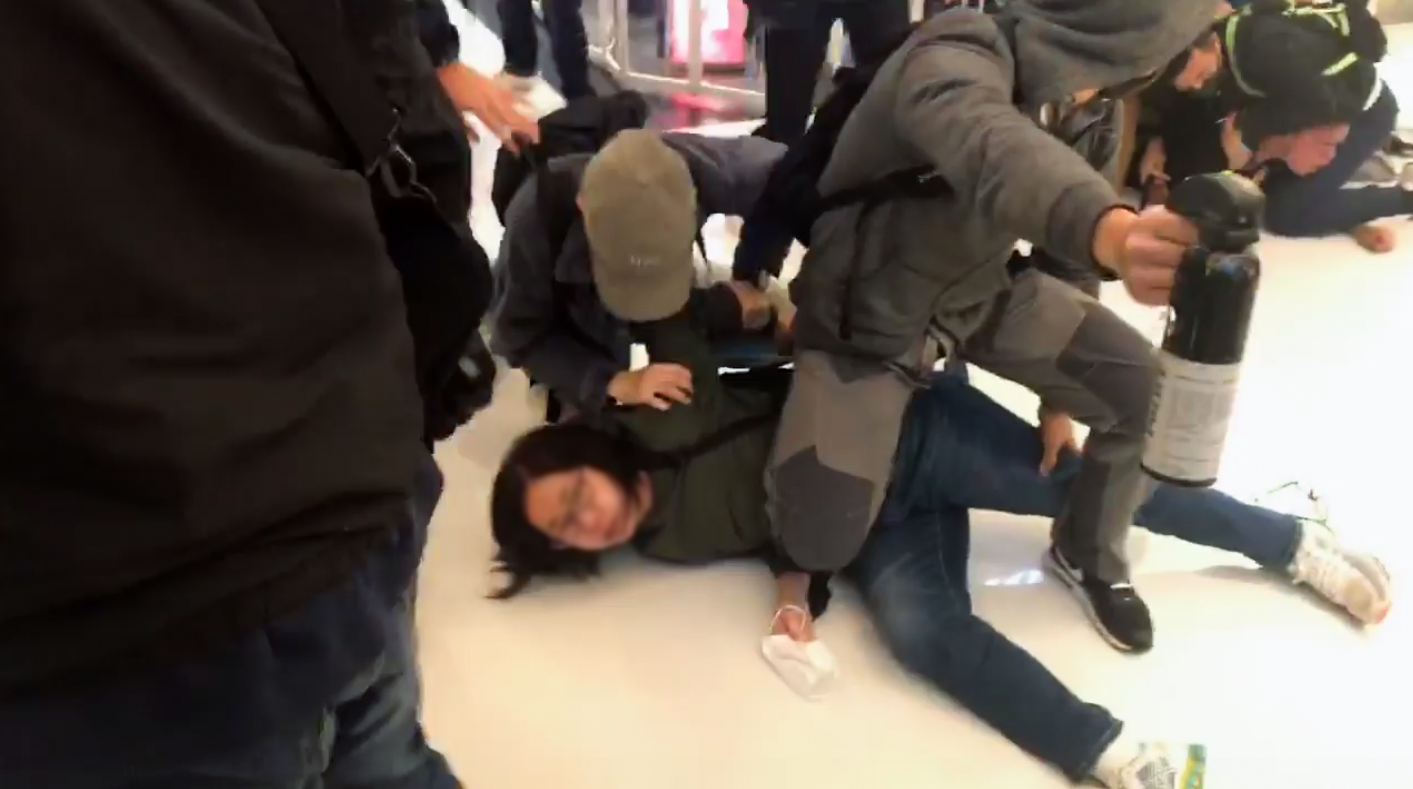
便衣警員之後再制服兩人，並向記者舉起胡椒噴霧
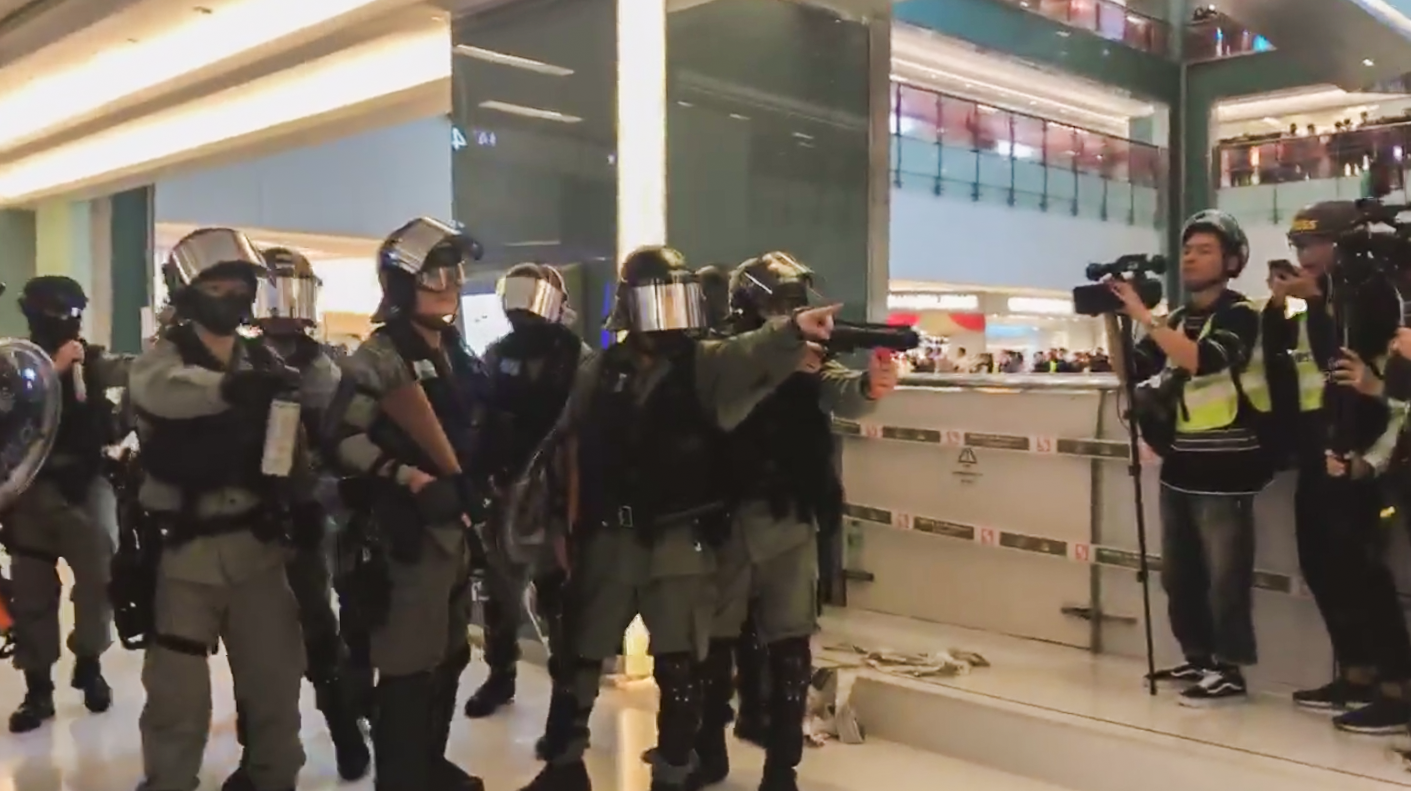
大批防暴警員到場，並舉槍
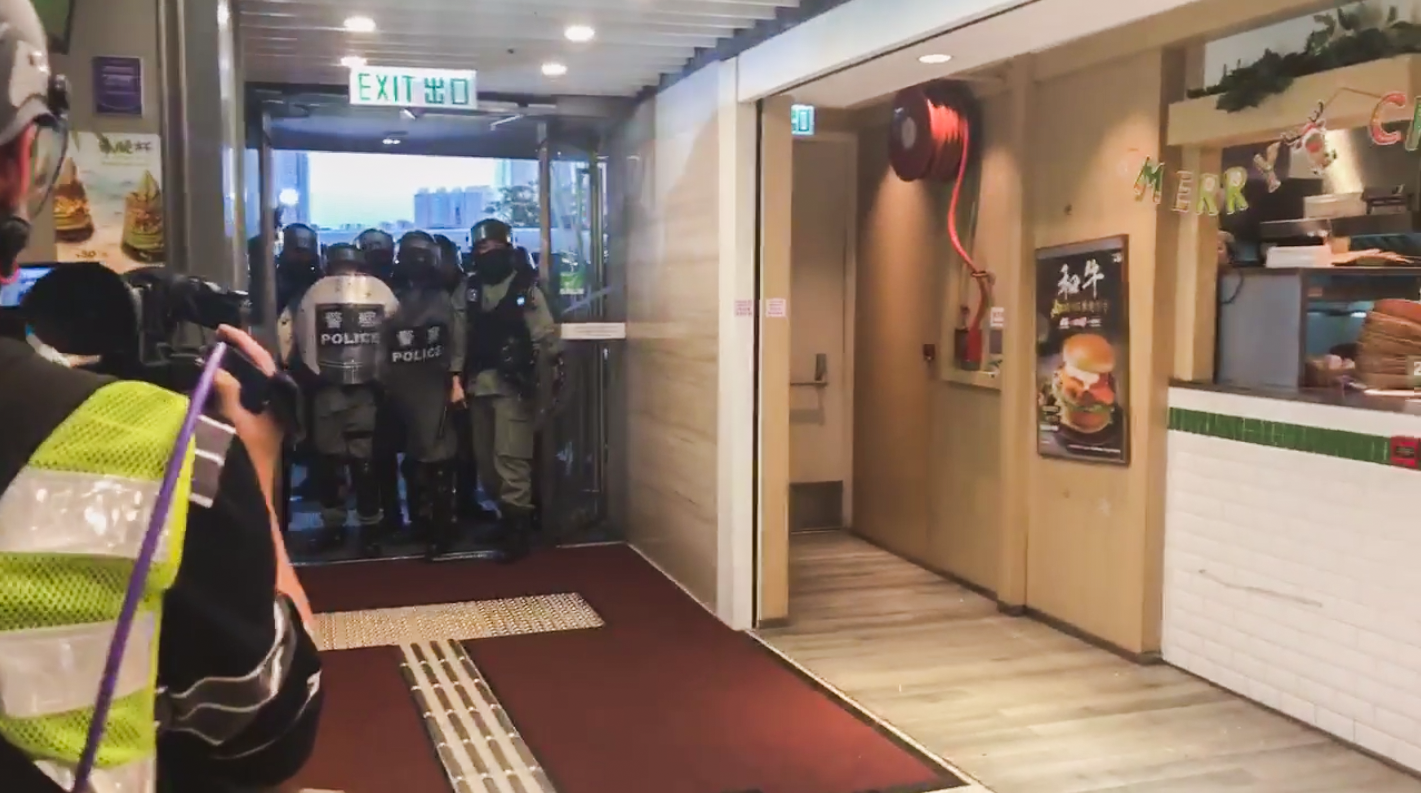
防暴警員往連城廣場
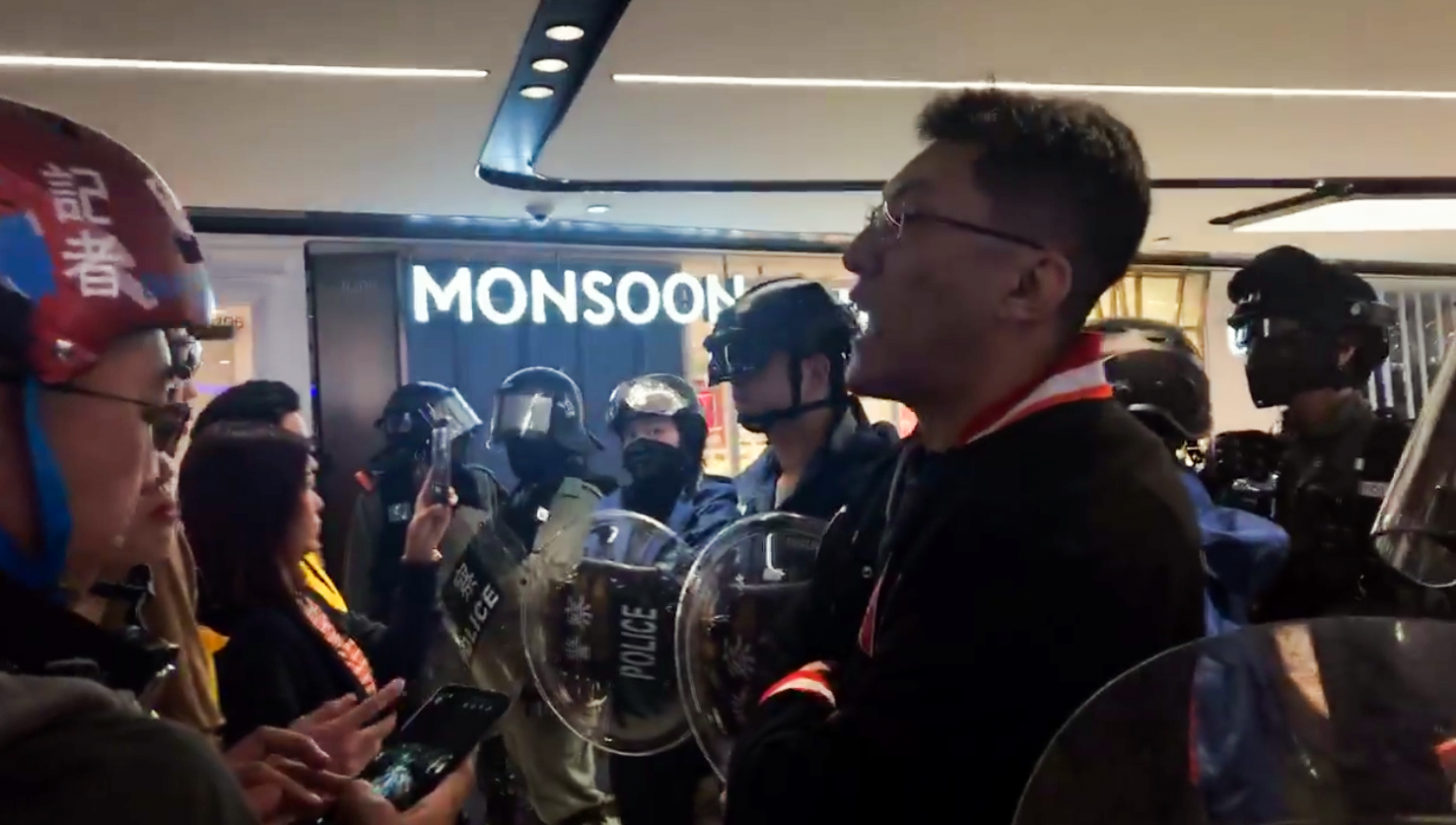
在商場三期2樓的便衣警員設封鎖線，並指罵記者

### 5.1 「和你唱」活動 警員圍封商場並拉起封鎖線

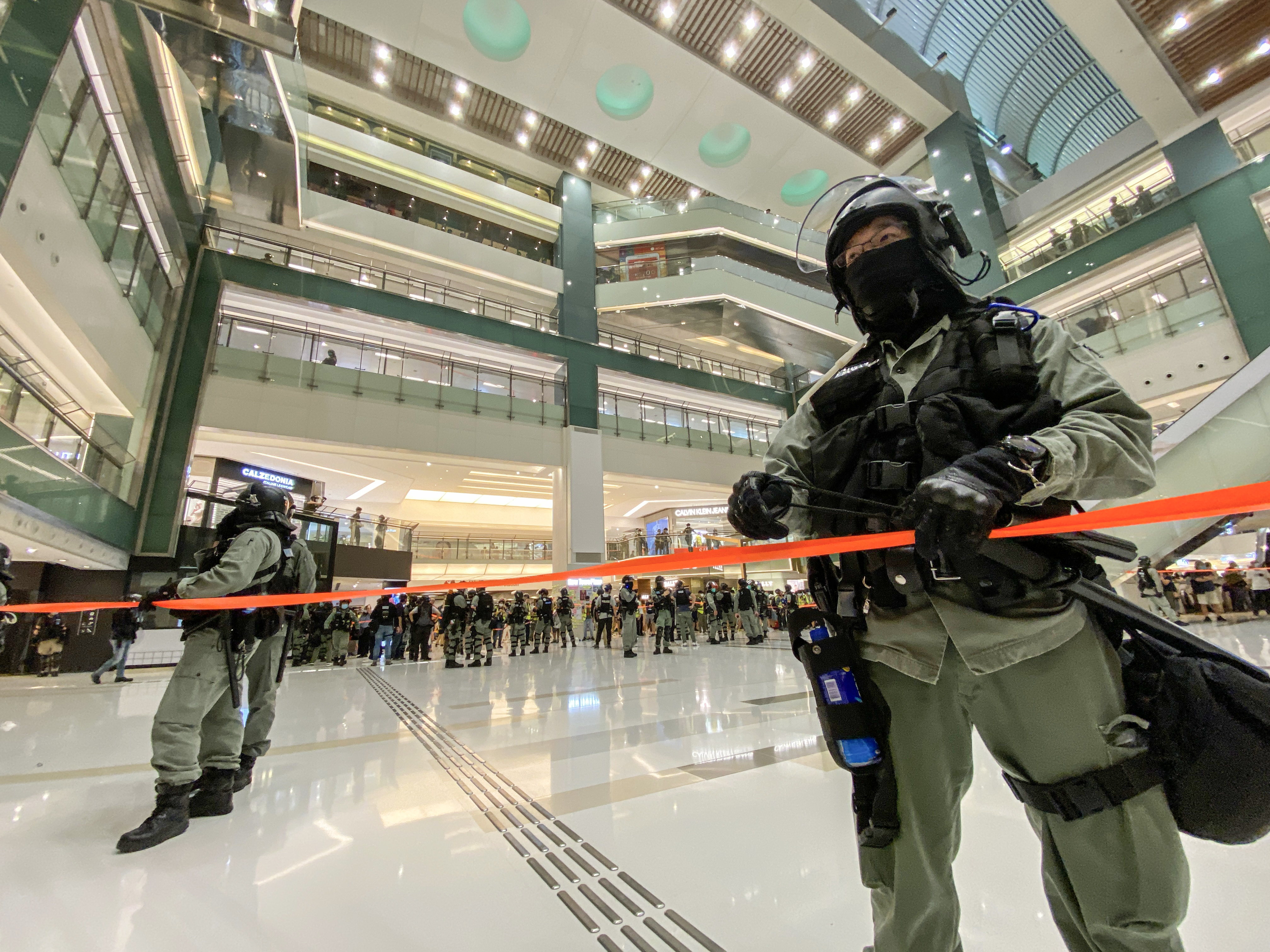
近500名防暴警察佔領新城市廣場多個樓層

有網民發起晚上7時半在新城市廣場中庭舉行「和你唱」活動。商場外有大量警車和大批防暴警察戒備。在傍晚6時許，已有市民在不同樓層高叫口號及展示標語。但其後有多名刑事偵緝處警員進入4樓截查9名市民，引起圍觀人士不滿。警員離開後，有尾隨的市民不滿警員無理截查。警員警告在場人士涉辱警。而中庭的市民再次高叫口號，活動秩序大致良好。到晚上7時許，近500名防暴警察很快衝入商場多個樓層，並以違反「限聚令」為理由驅趕和截查市民，令商戶需要落閘。警方佔領商場的行動也讓市民和區議員批評不合法不合理。警方公佈全日在商場內有11人被發出「限聚令」告票，其中公民黨「霸氣哥」兩度遭警員票控。
新城市廣場服務處發言人指，管理處並無主動報警，強調警方完全有權進入商場執法。但沒有回應警方進場前有否知會商場負責人。

#### 以鐵欄圍封連儂柱

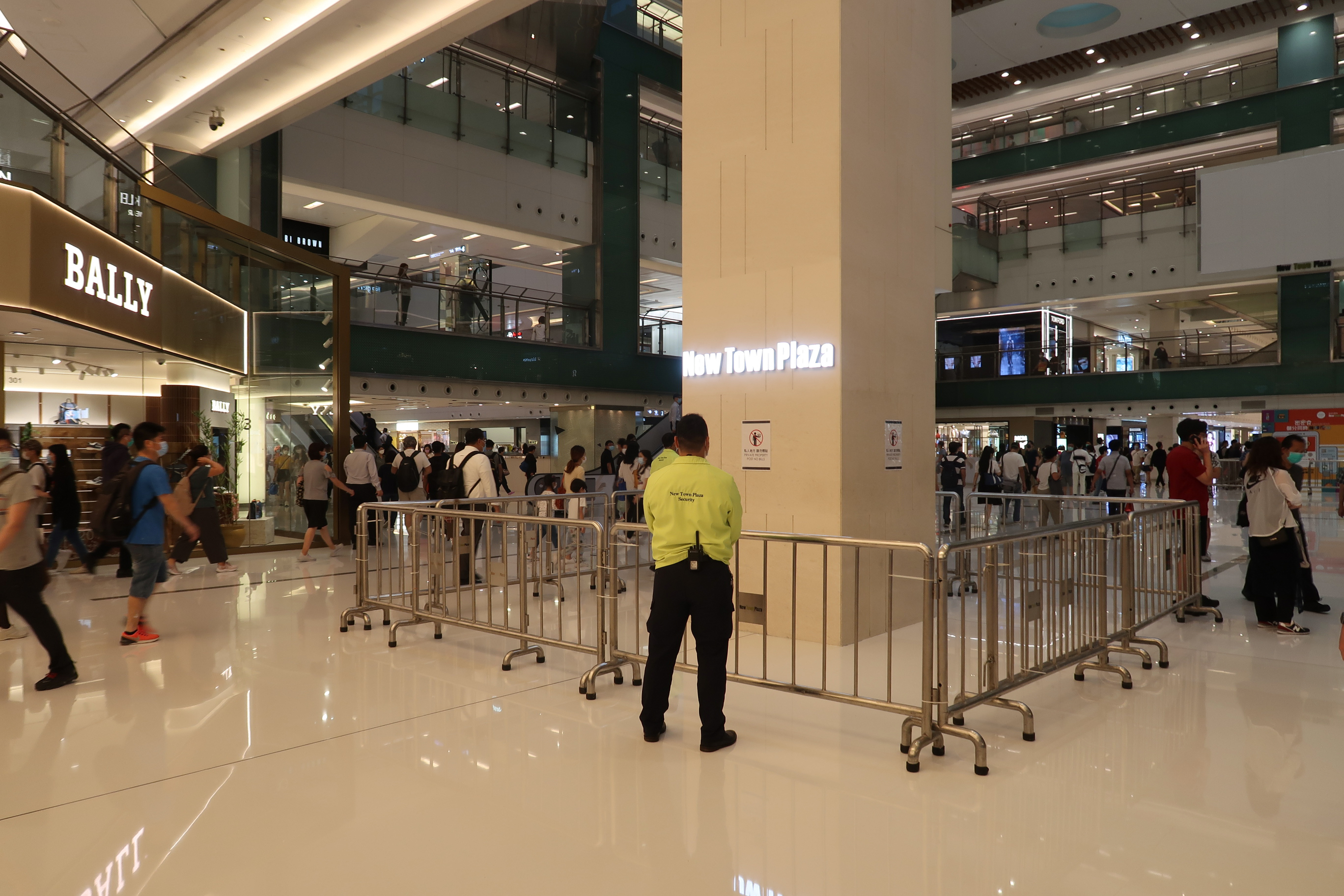
2020年5月4日下午4時，商場保安以鐵馬圍封三樓柱身，柱身則貼上告示，指「私人地方，禁止標貼」。而外圍有保安監視

自2019年7月14日引防暴警察在商場發生衝突後，每逢晚上均有街坊到商場貼文宣海報，並在商場關門前自行清理。不過到2020年5月4日下午4時，商場一期有保安以鐵馬圍封三樓兩支柱身，柱身則貼上告示，指「私人地方，禁止標貼」。而外圍有保安監視。有人在鐵欄上貼手寫字表達對管理公司不滿。當區區議員衞慶祥指該位置屬於24小時通道，質疑商場加設鐵馬涉嫌違反地契。

### 6.12 反修例示威一周年 防暴警察深夜清場
2020年6月12日晚上7時起，3樓中庭有人擺放反對「港區國安法」的易拉架，數百人在各樓層向中庭叫口號，並亮起手機燈唱反修例歌曲。南亞裔保安向區議員派發近十封警告信。大多人群在晚上10時，主辦方收起展覽易拉架後散去，防暴警察在外圍進行截查。到晚上10時40分，近50名防暴警察突然衝入商場，有數人被截查，沒有人被捕。不過到晚上近11時，兩名中五女學生在大會堂百步梯外截查後被捕，被控刑事損壞罪，涉嫌塗鴉新城市廣場的扶手電梯。裁判官應辯方要求，押後案件至8月10日，但不必禁足。

### 8.11 「和你Sing」行動 警員先後三次走入商場
晚上7時30分，市民在中庭4樓高舉白紙及《蘋果日報》，並高叫「光復香港，時代革命」、「香港獨立，唯一出路」、「五大訴求，缺一不可」等口號。到晚上近7時，有持胡椒球槍的軍裝警員先後三次進入商場驅散和拘捕市民，並逐層拉起封鎖線和包圍多名市民進行截查，帶走至少3人。近50名警員在晚上8時43分，第三次進入商場清場期間，更一度圍封3樓中庭範圍的正進行拍攝的10多名記者，以在場有「假記者」和懷疑黃色背心人士會藏有攻擊性武器，襲擊警員為由，要求逐一截查，核對記者證和登記身份證後才能離開，引起記者不滿。當日有7名巿民被指違反限聚令而發告票。

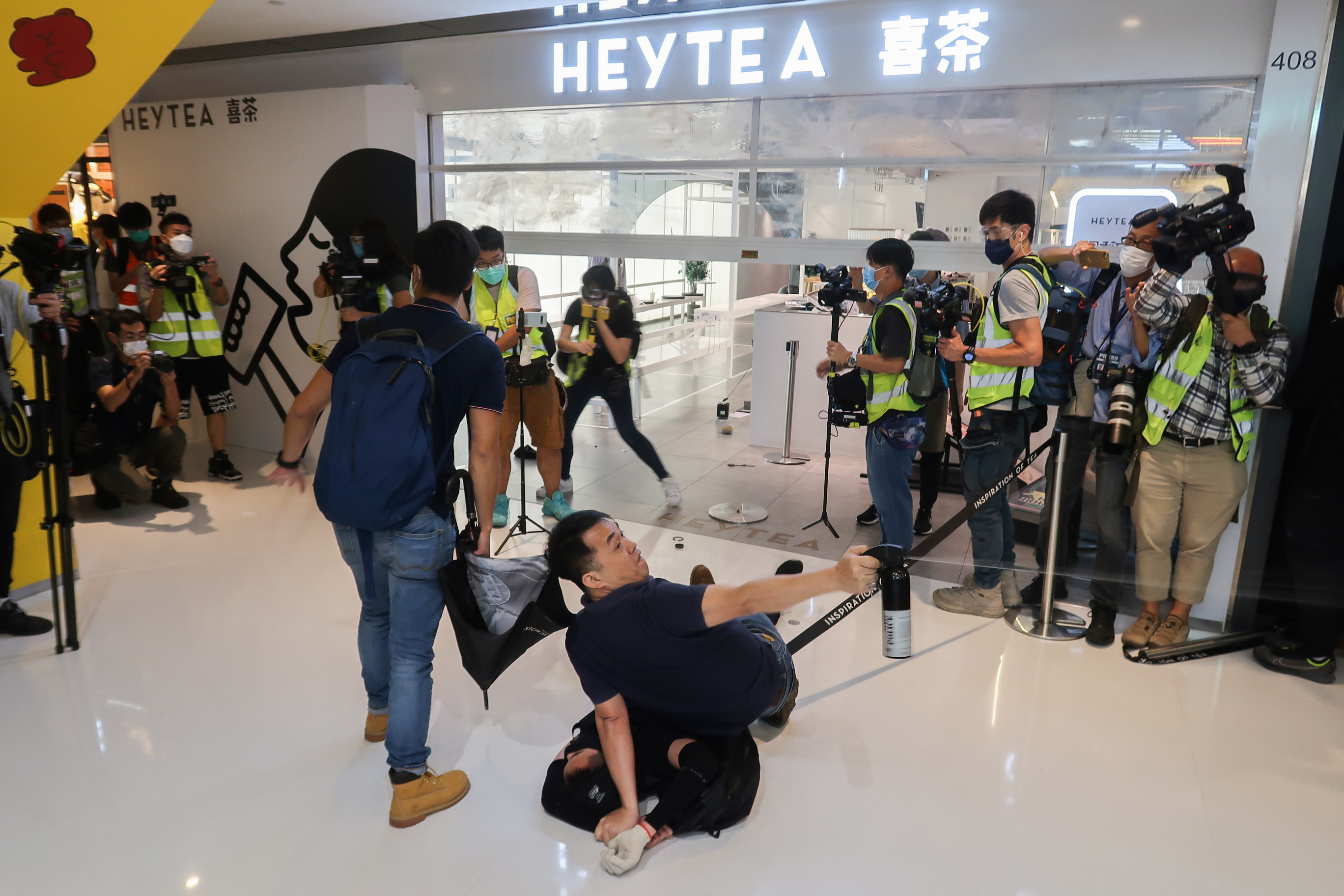
5月13日，網民發起在各區商場舉行「賀林鄭生日，各區和你Sing」活動，兩名便衣警員在商場4樓喜茶外製服一人，並向正在拍攝的記者施放胡椒噴劑
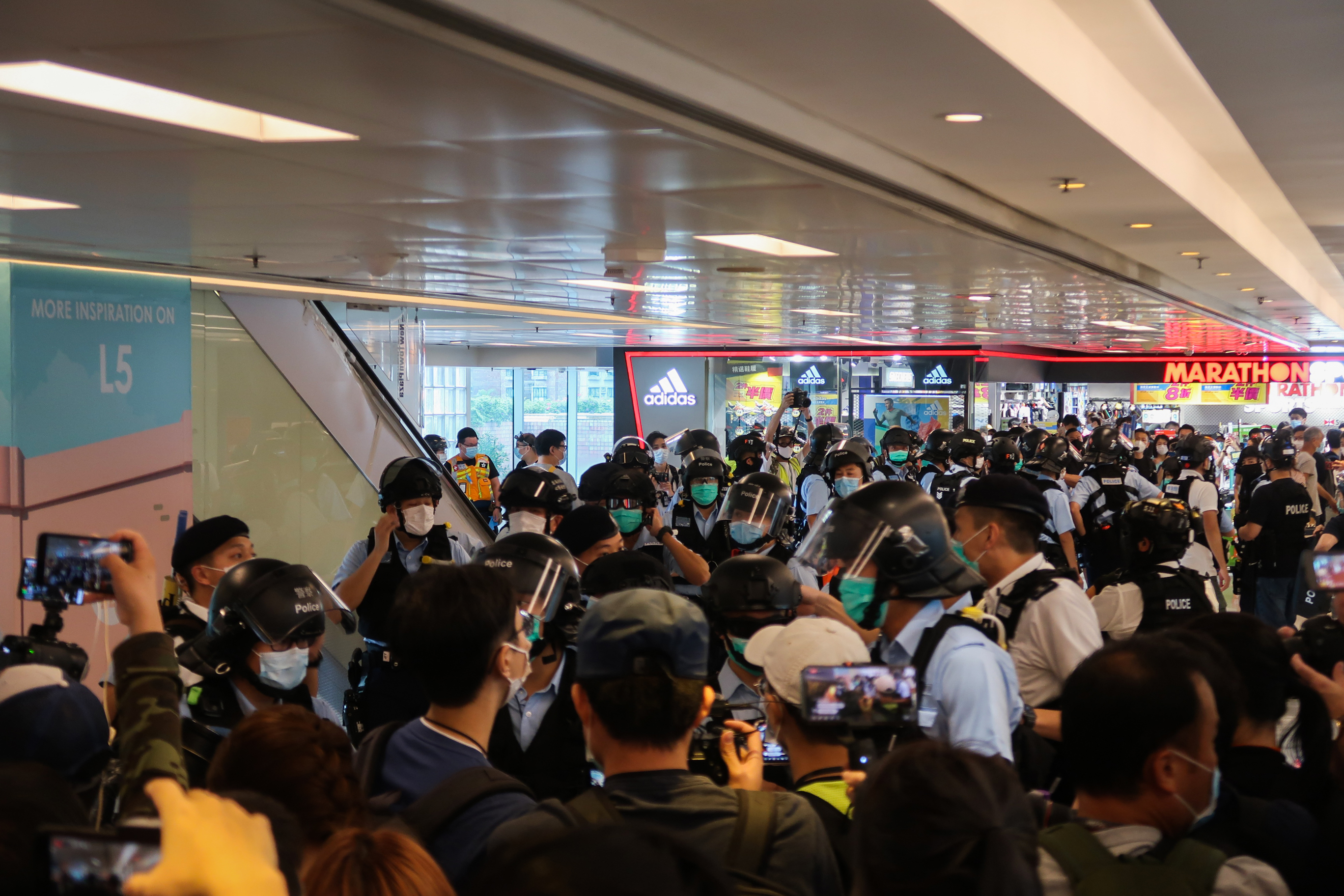
5月16日，網民下午在4區發起「和你Shop」集會，大批軍裝警員進入5樓並拉封鎖線，10分鐘後離開
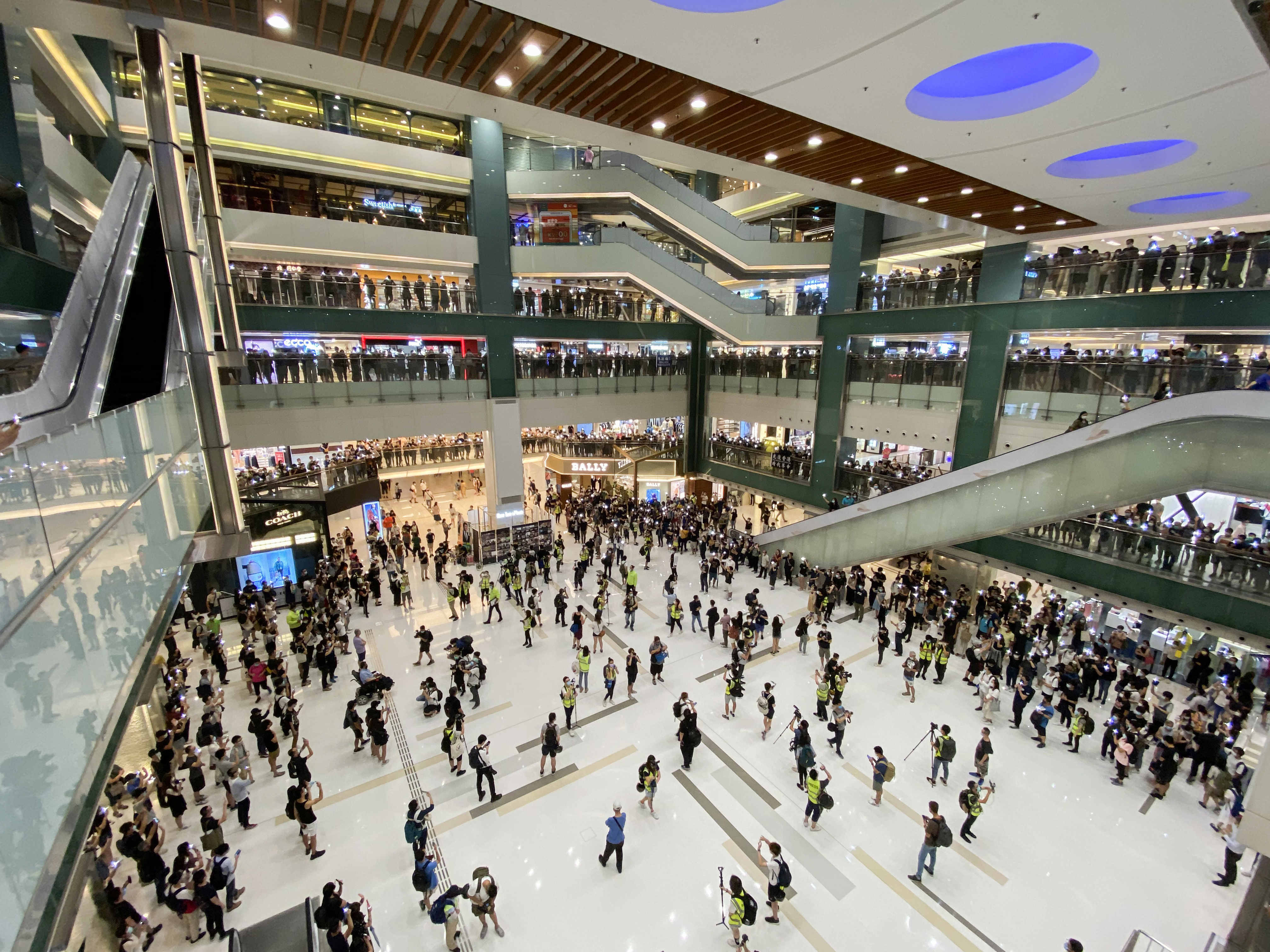
6月12日，3樓中庭有人擺放反對「港區國安法」的易拉架，數百人在各樓層向中庭叫口號
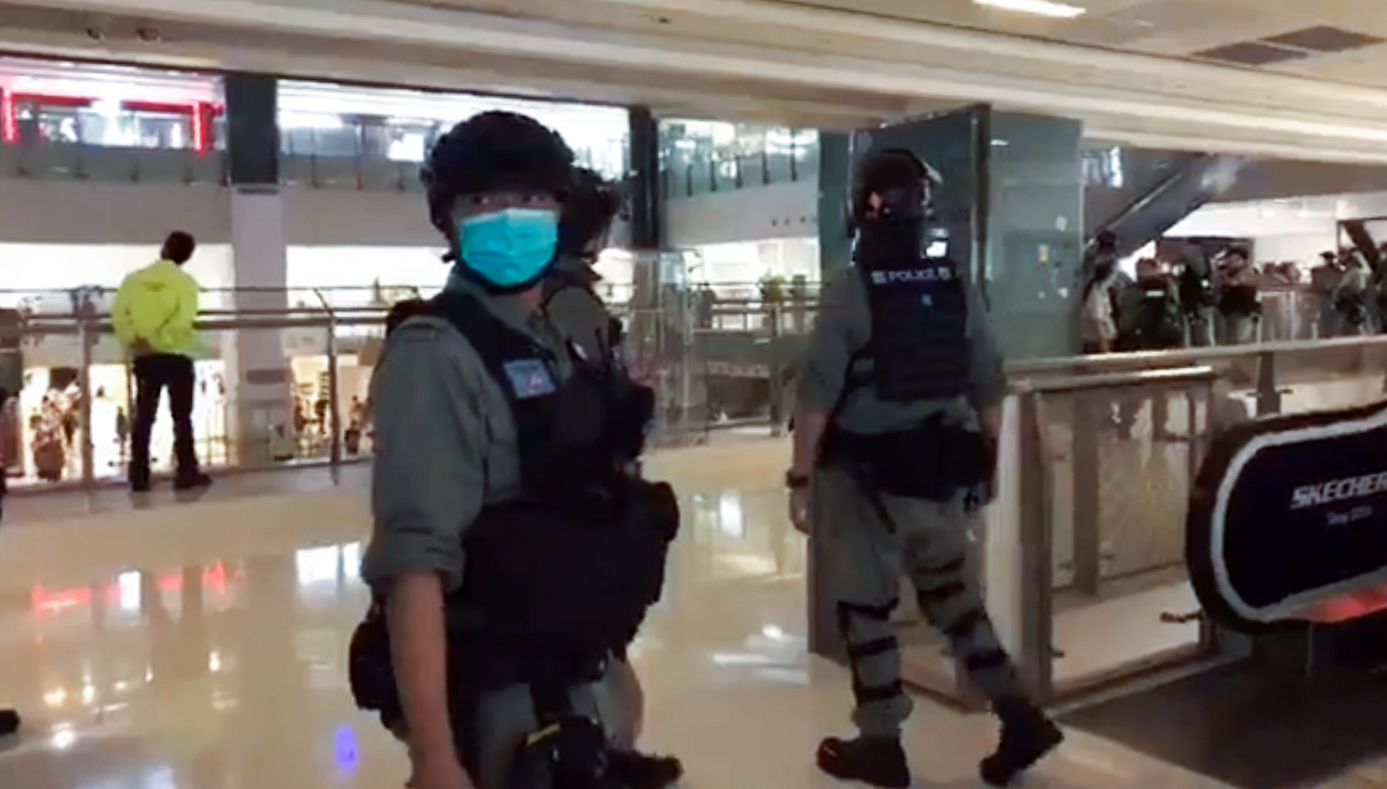
6月12日晚上10時40分，近50名防暴警察突然衝入商場，有數人被截查
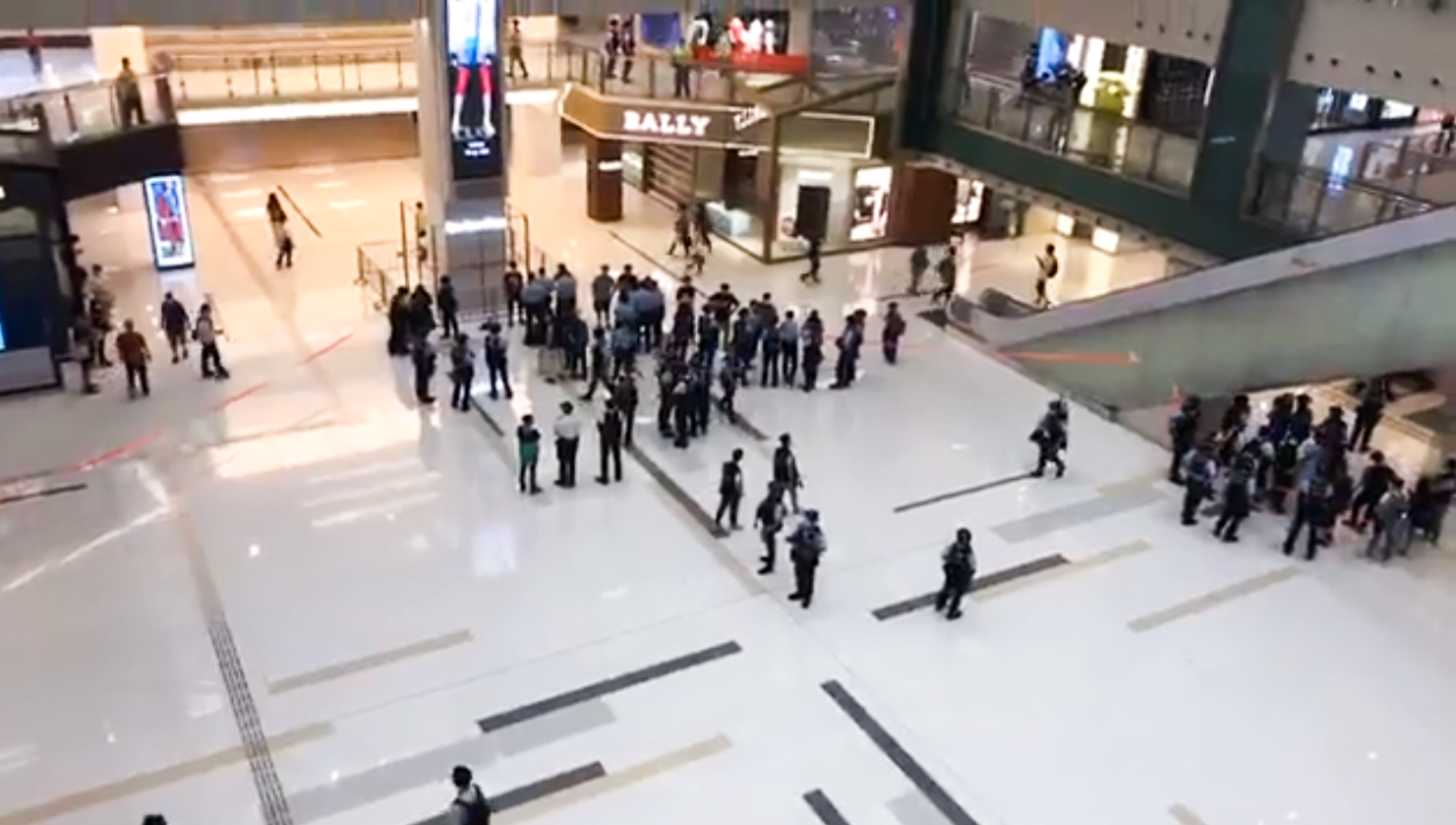
8月11日，警員圍封中庭範圍，右方有多名記者被截查

### 區議員於新城市廣場擺街站聲援12港人 逾20警員截查並警告

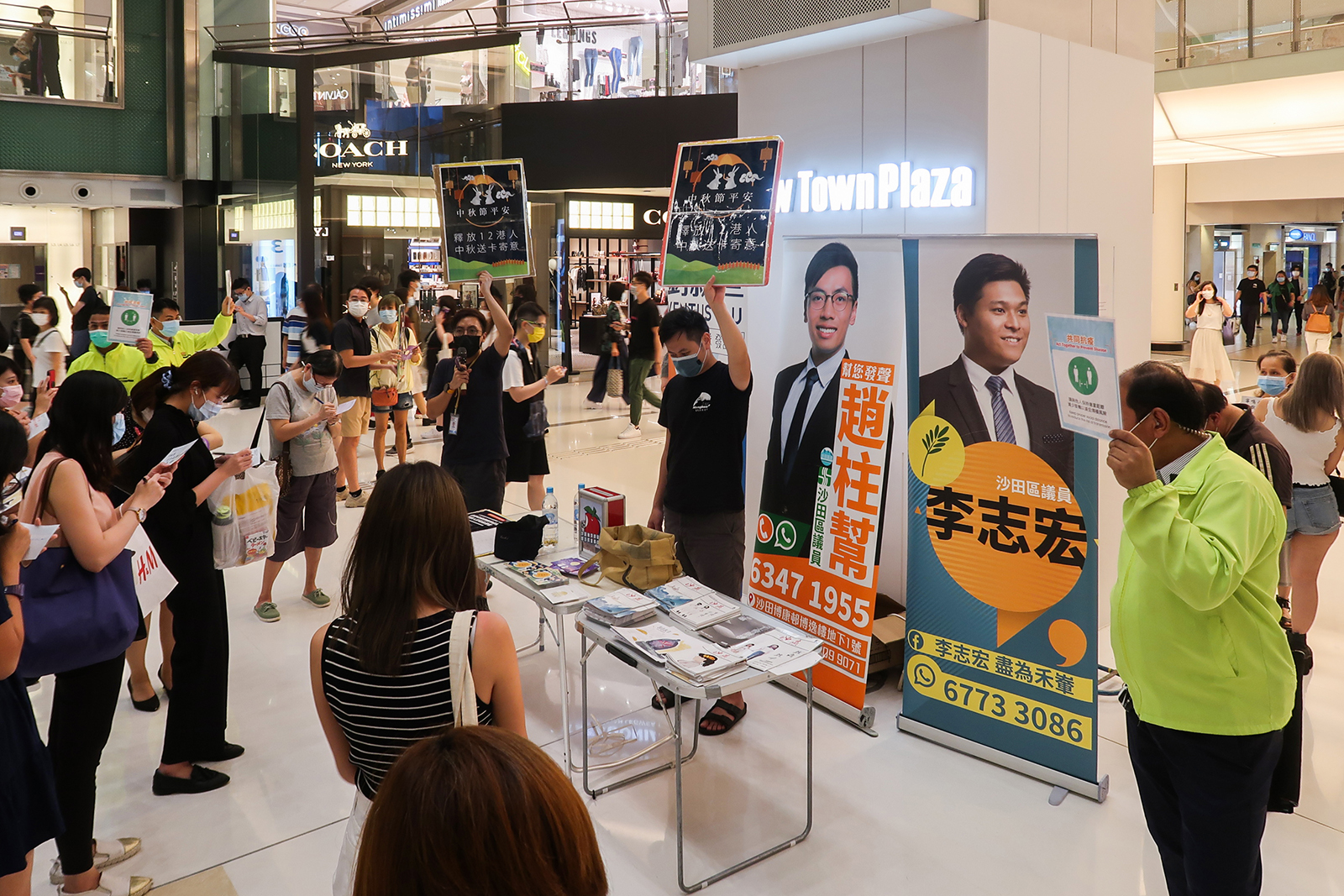
2020年9月23日晚上，沙田區議員趙柱幫、李志宏及陳運通在中庭位置設「12手足中秋送暖行動」街站，收集市民所寫的明信片到內地。不過其後卻被警員截查並警告

2020年9月23日晚上6時，沙田區議員趙柱幫、李志宏及陳運通在一期3樓中庭位置設「12手足中秋送暖行動」街站，透過收集市民所寫的明信片寄往深圳鹽田看守所。到7時20分， 逾20名機動部隊警員走入商場，警告3名區議員及在場市民涉違反限聚令，要求他們離開。警員紀錄3名區議員的資料後離開，並表示警方再次進入商場會作出拘捕行動。趙柱幫表示為了顧及在場市民安全，決定提早結束街站。

### 發展商向設街站的區議員發律師信
2020年9月25日，沙田區議員趙柱幫在facebook發文，表示收到新鴻基地產旗下的 「富棠置地有限公司」（Fu Tong Investment Company）及「啟勝管理服務有限公司」，委託孖士打律師行（Mayer Brown）發出的律師信，指他曾於同年6月18日、9月21日及23日在中庭範圍設街站，違反商場空間只作「步行通道」的用途，同時相關活動未經業主及管理公司同意。發展商要求他停止類似行為，否則會申請禁制令或要求賠償。趙柱幫認為「得罪紅色資本慘過得罪警察」，事件反映出是為了威嚇區議員。而民事訴訟中，地產商有雄厚的財力，是不可能勝訴，更可能會破產而失去區議員議席。他會跟律師再作商討。

## 附近商場
- Citylink
- 沙田廣場
- HomeSquare
- 偉華中心
- 沙田中心
- 好運中心
- 希爾頓中心

## 附近設施
- 東鐵綫沙田站
- 屯馬綫車公廟站
- 城市藝坊
- 沙田大會堂
- 沙田公共圖書館
- 沙田公園
- 沙田婚姻註冊處
- 沙田政府合署
- 沙田街市
- 帝都酒店
- 沙田裁判法院
- 香港文化博物館
- 萬佛寺

## 外部連結
- 新城市廣場官方網站（页面存档备份，存于）
- 史諾比開心世界